# Emléktáblák Budapest VIII. kerületében
Budapest VIII. kerülete szócikkhez kapcsolódó képgaléria, amely helyi, országos vagy nemzetközi hírű személyekkel, valamint épületekkel, műtárgyakkal, helynevekkel és eseményekkel összefüggő emléktáblákat tartalmaz.

## Galéria

### Emléktáblák

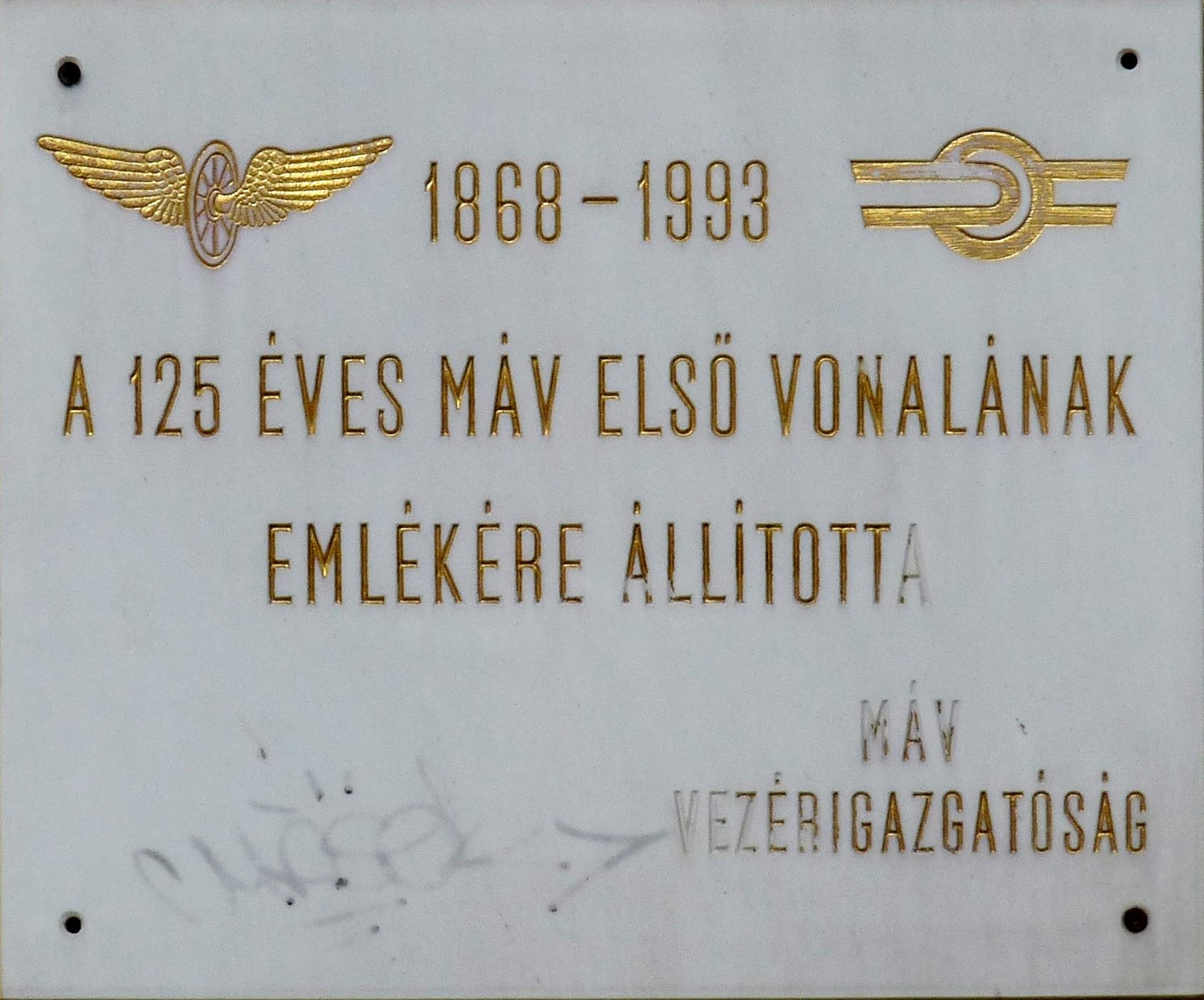
125 éves MÁV Józsefvárosi pályaudvar
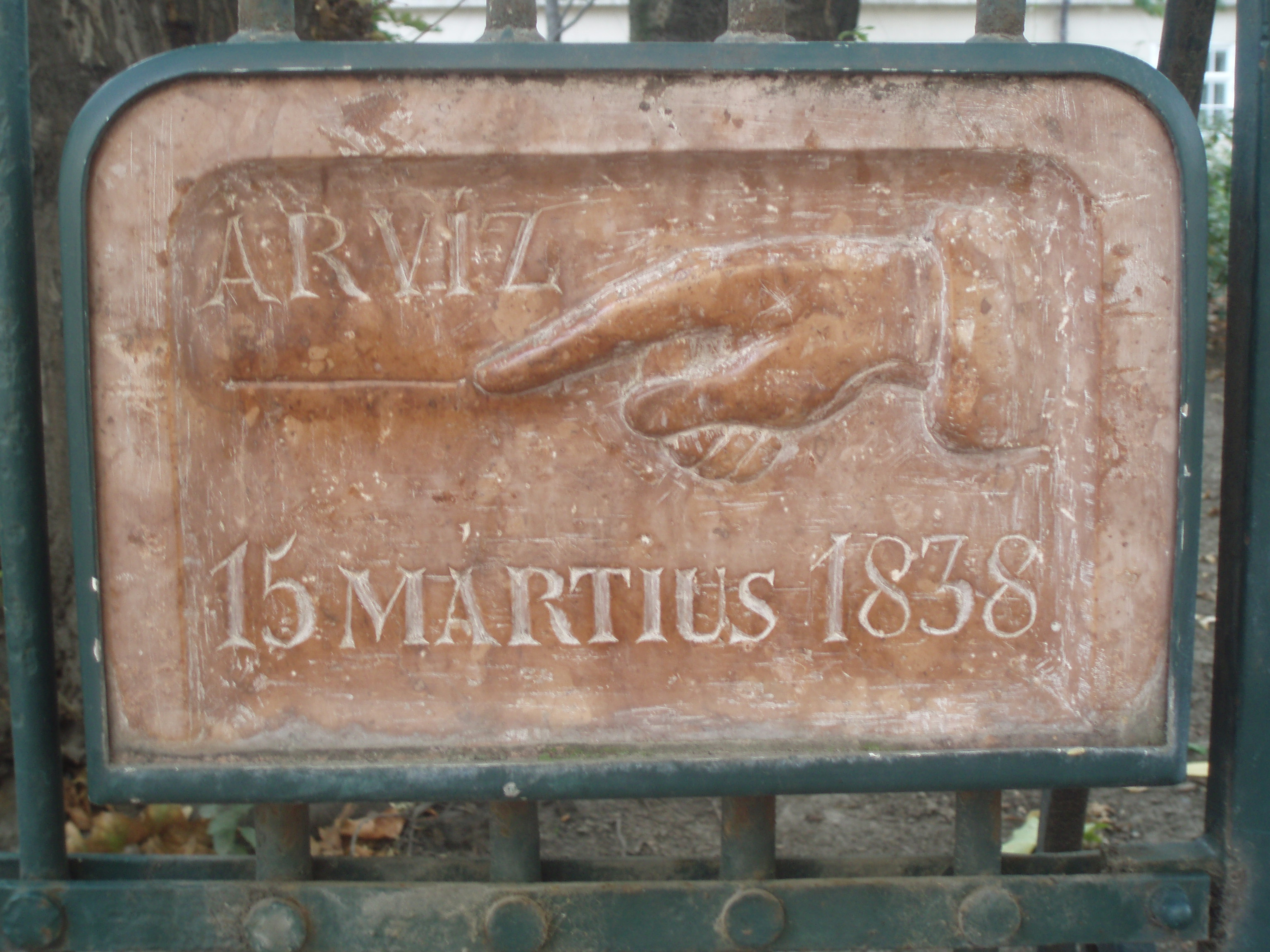
1838-as pesti árvíz Bródy Sándor utca 1.
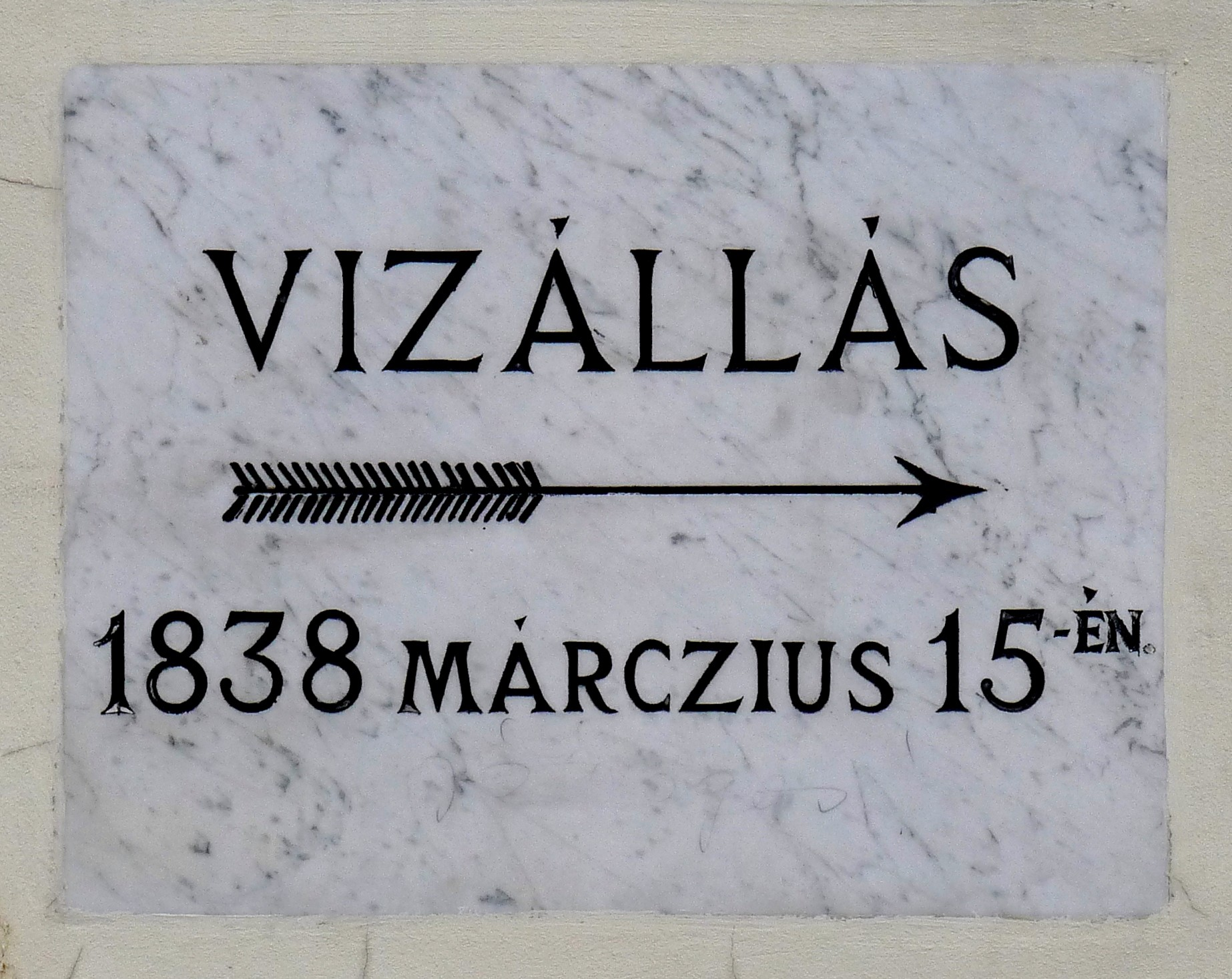
1838-as pesti árvíz, Gyulai Pál utca 2.
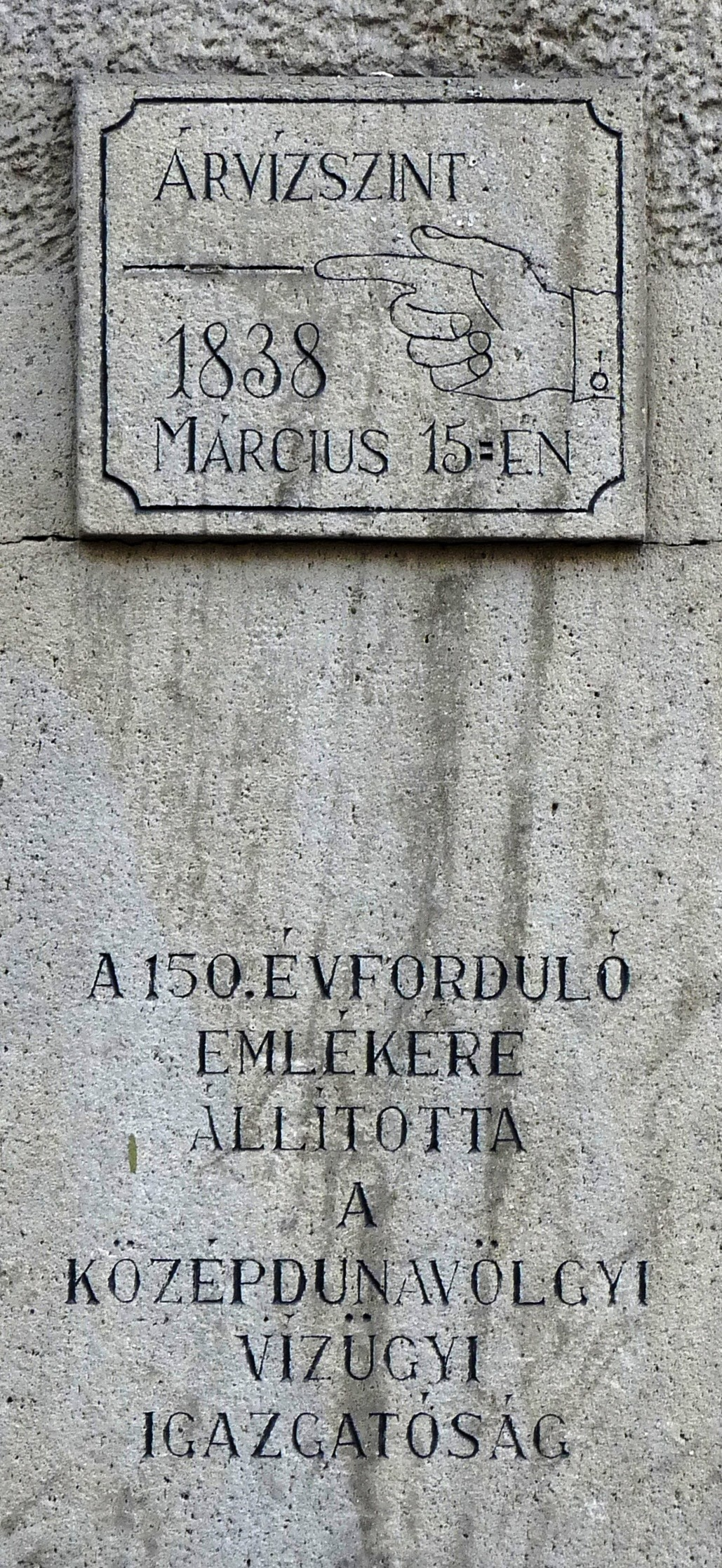
1838-as pesti árvíz, Rákóczi út 41.
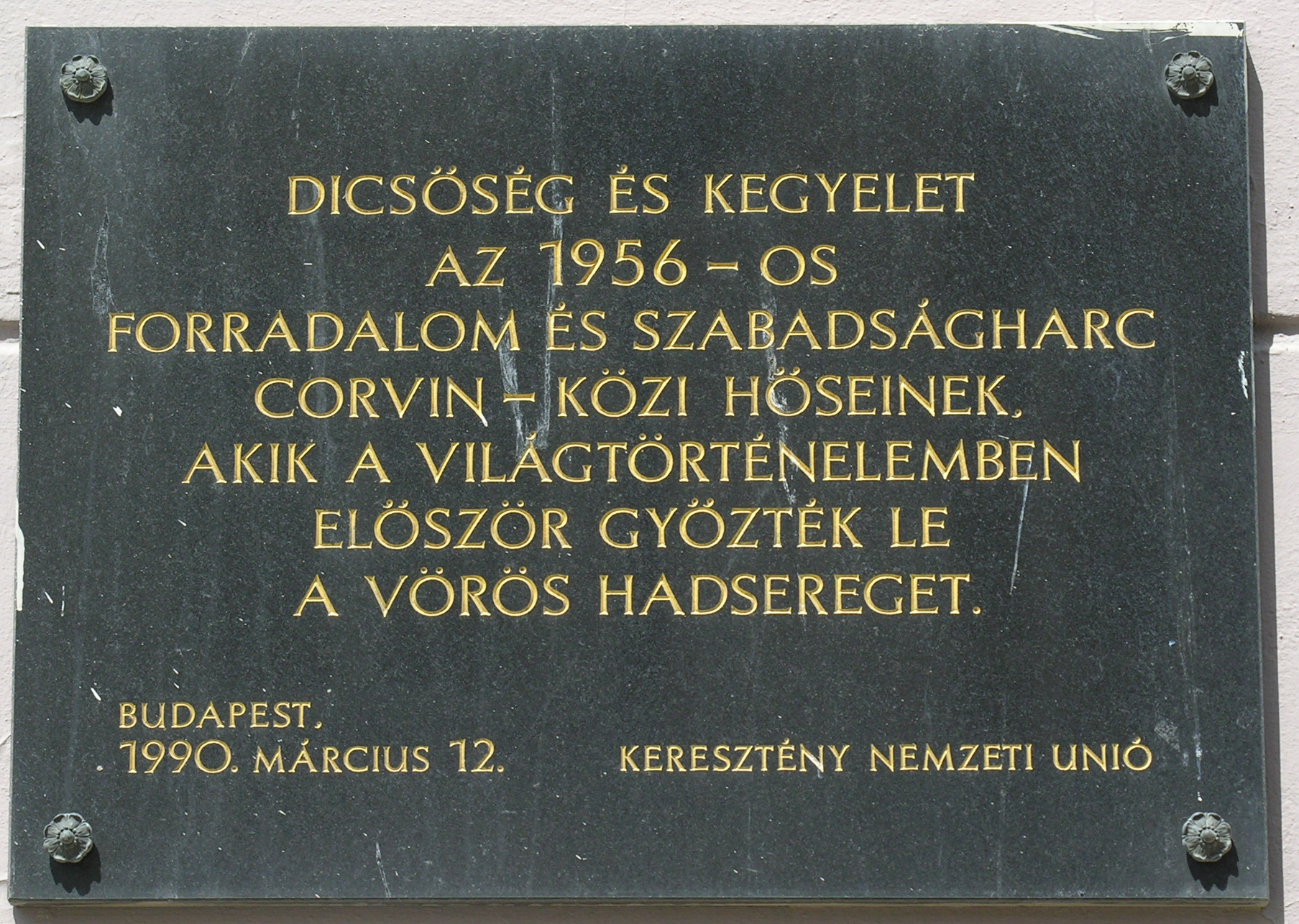
1956-os forradalom Corvin közi hősei Corvin köz
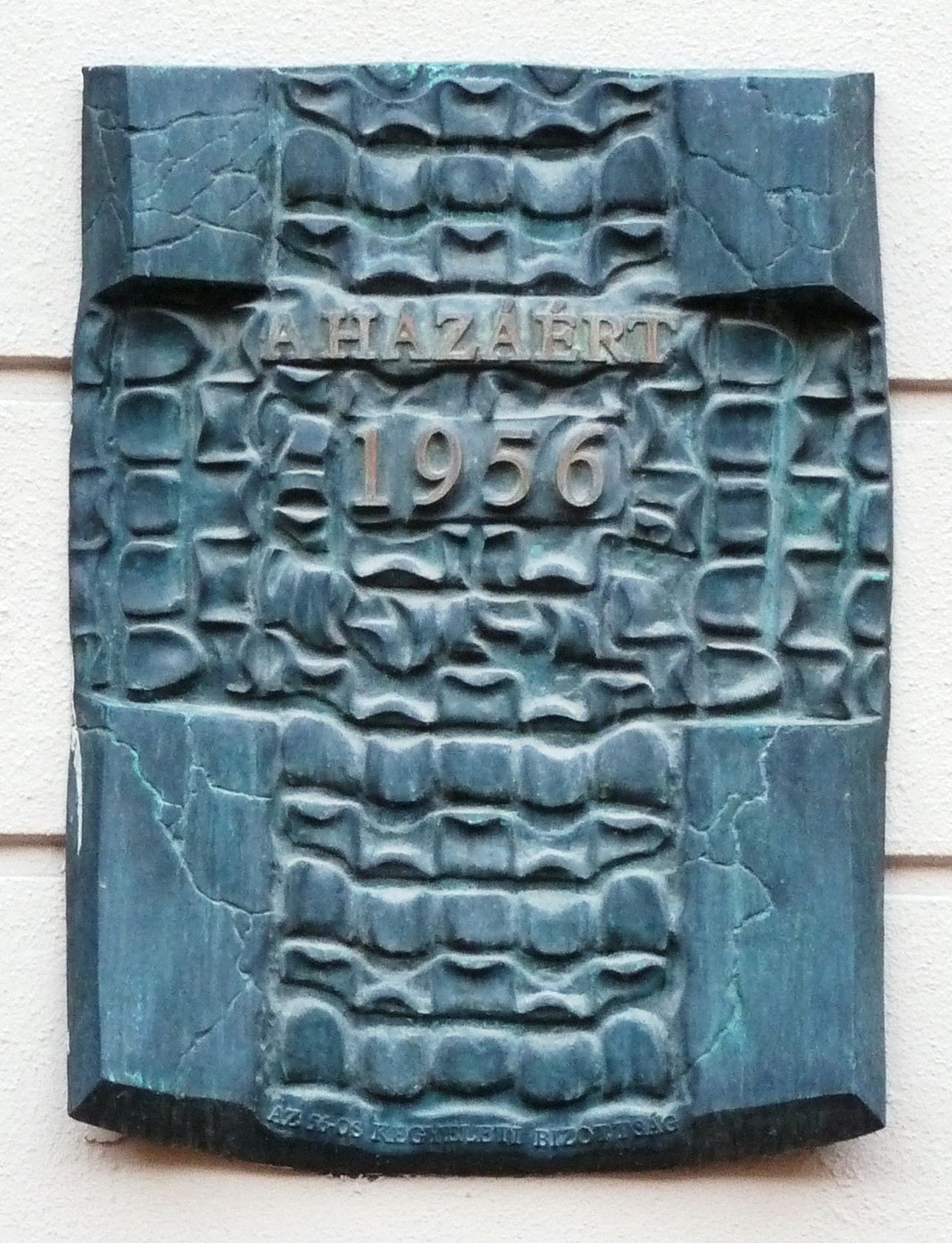
1956-os forradalom, Corvin köz 3. alkotó: Gulácsy-Horváth Zsolt
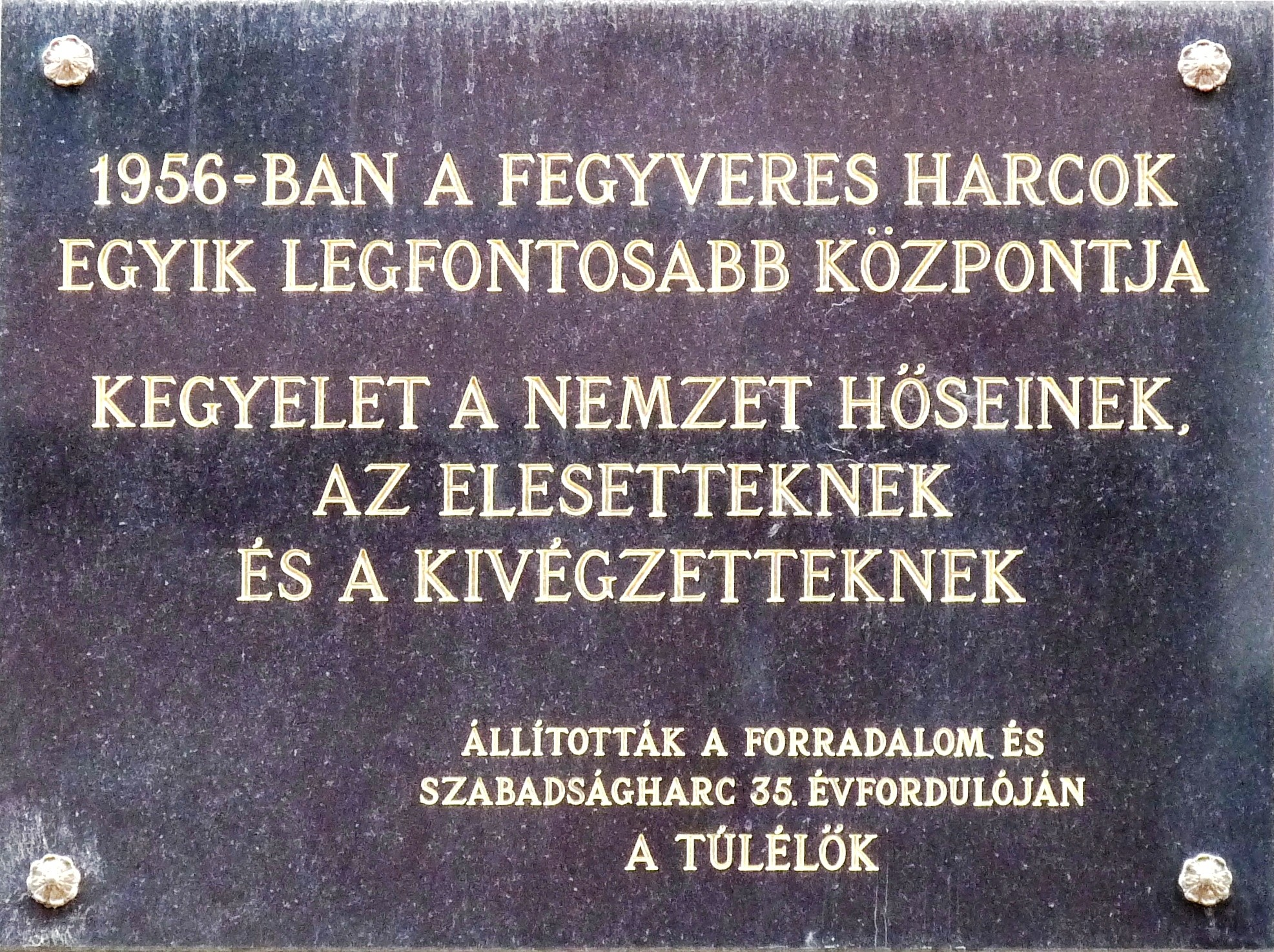
1956-os forradalom hősei, Práter utca 11-15.
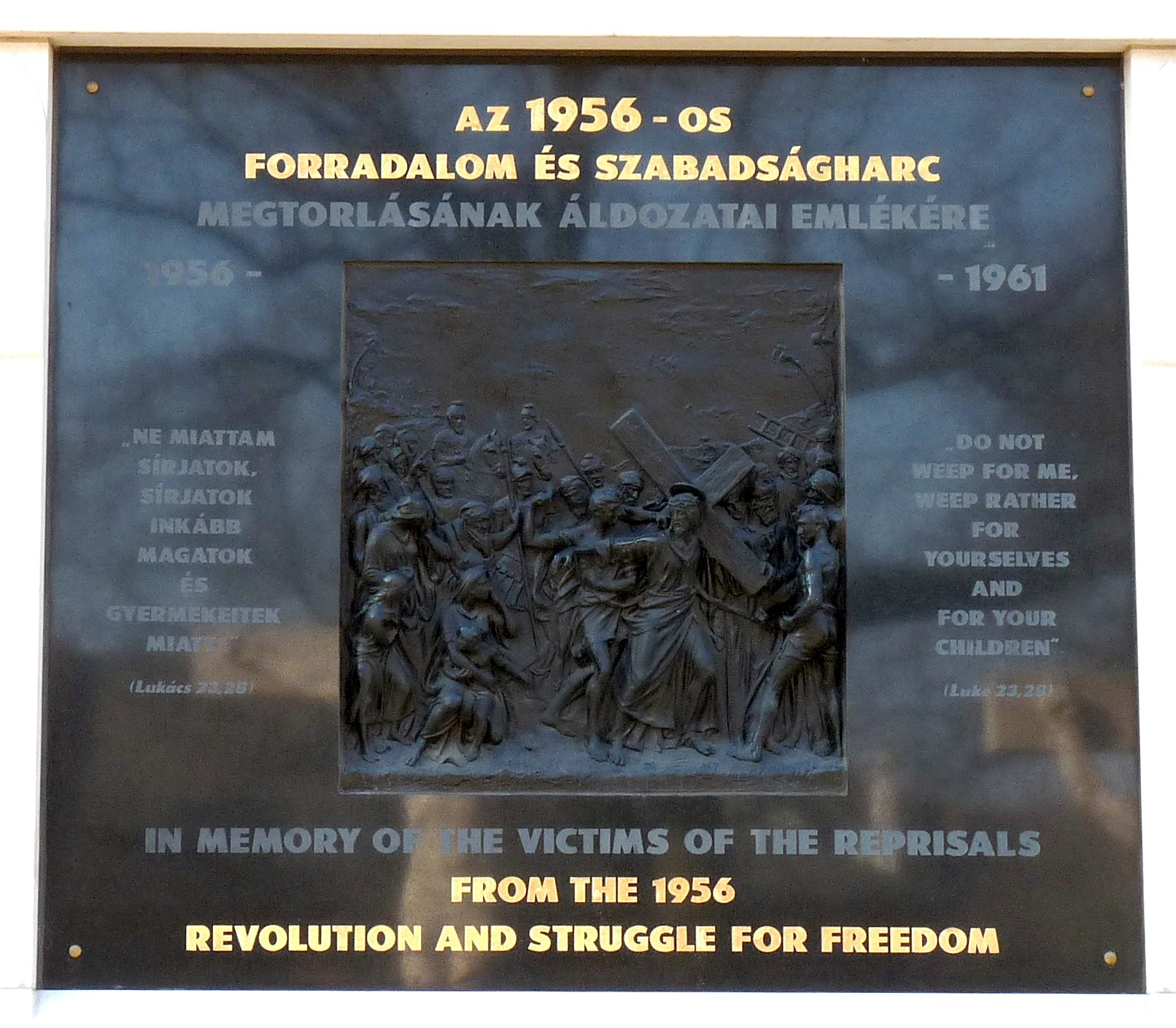
1956-os forradalom áldozatai, Rezső tér
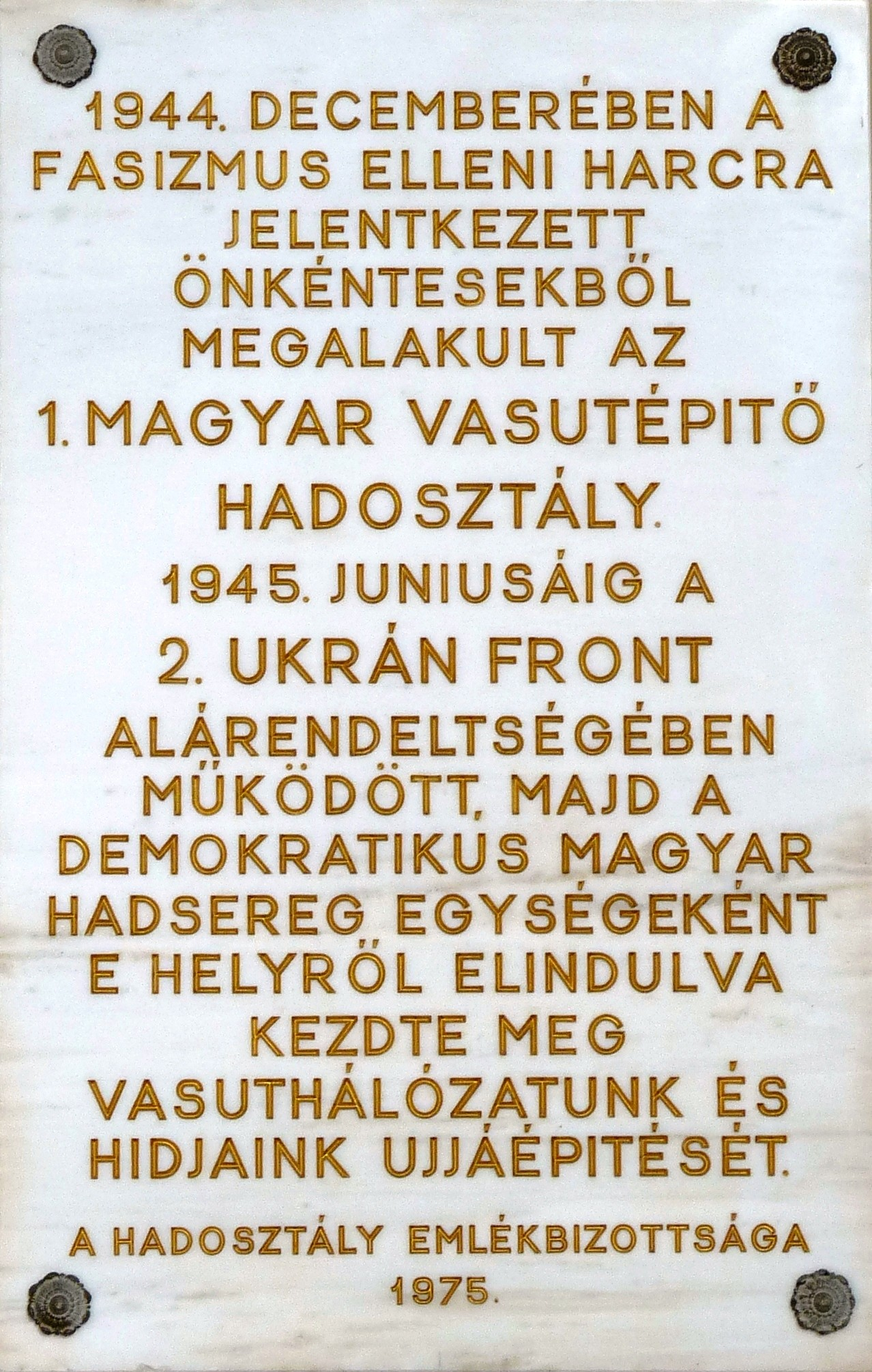
1. vasútépítő hadosztály, Baross tér 11/b.
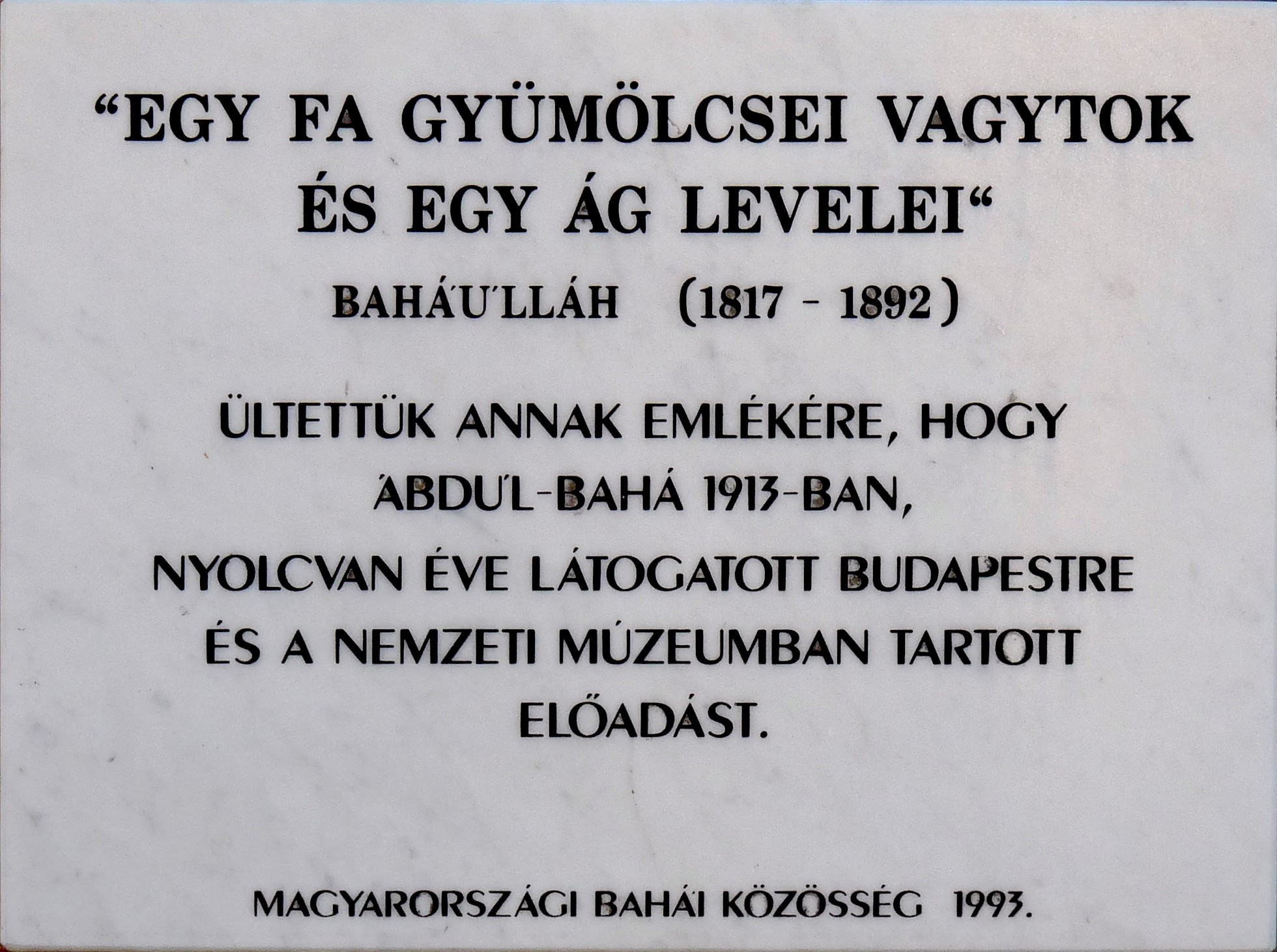
Abdolbahá, Múzeum körút 14-16.
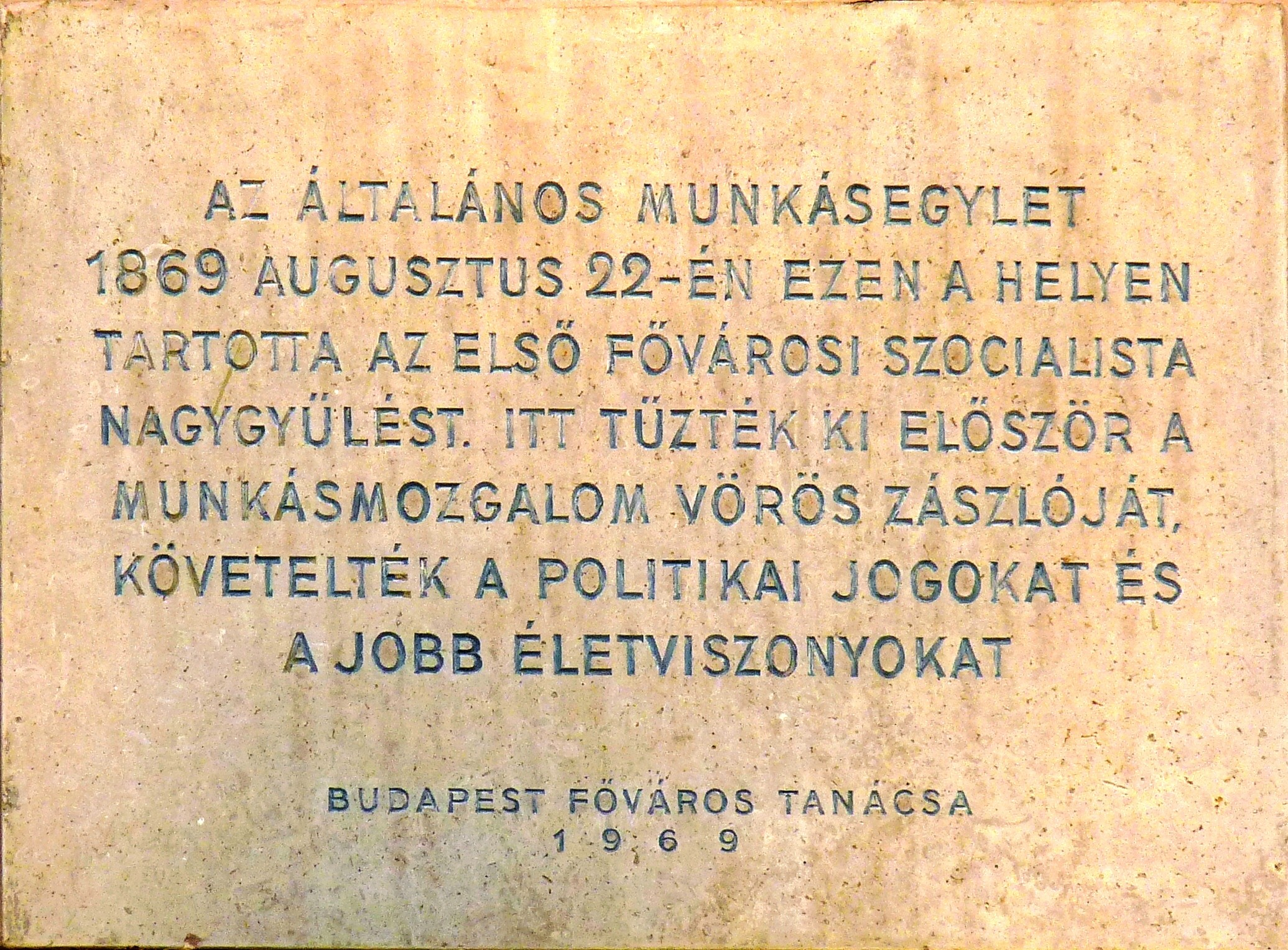
Általános Munkásegylet első nagygyűlése, Köztársaság tér 21.
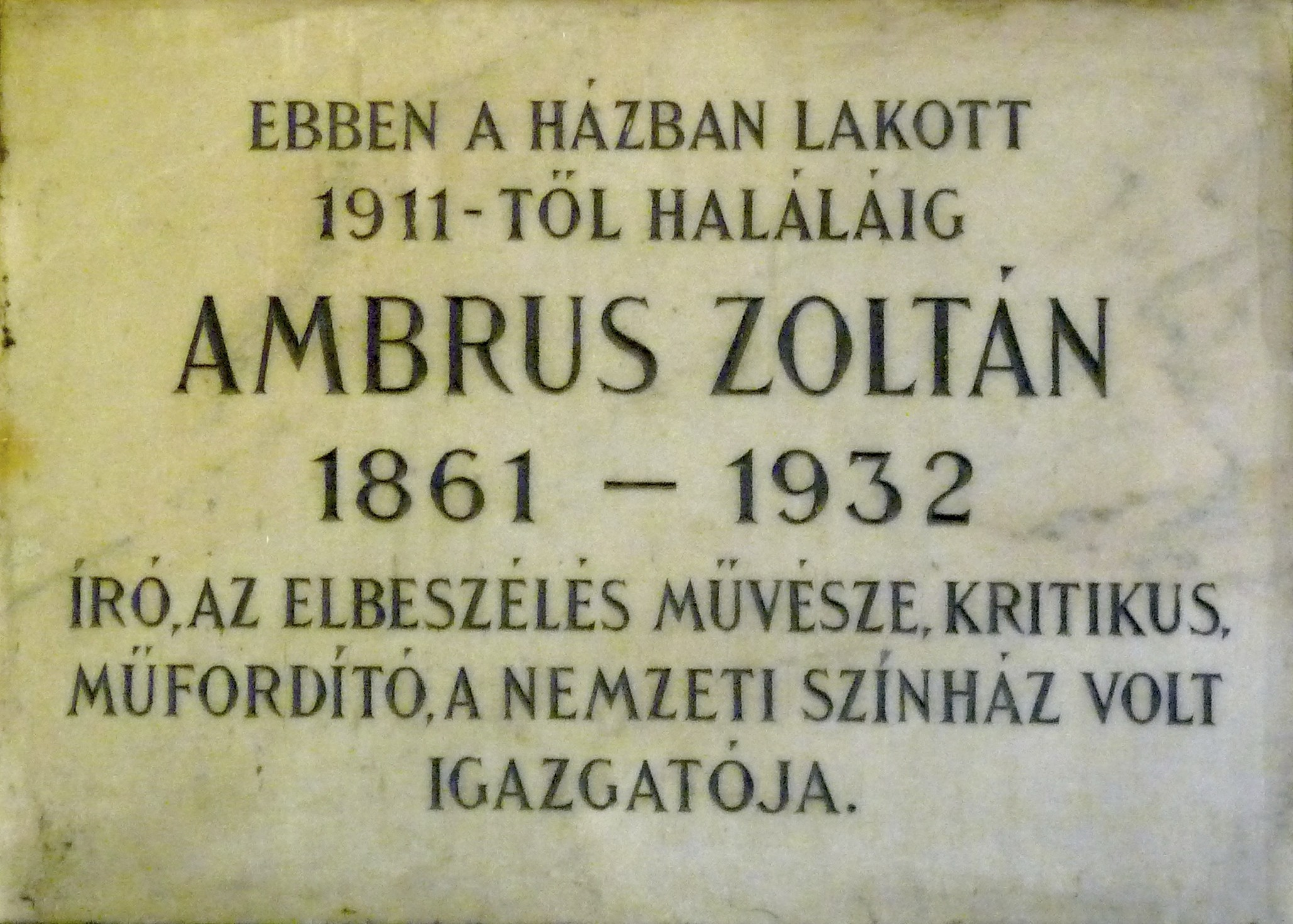
Ambrus Zoltán, Üllői út 36.
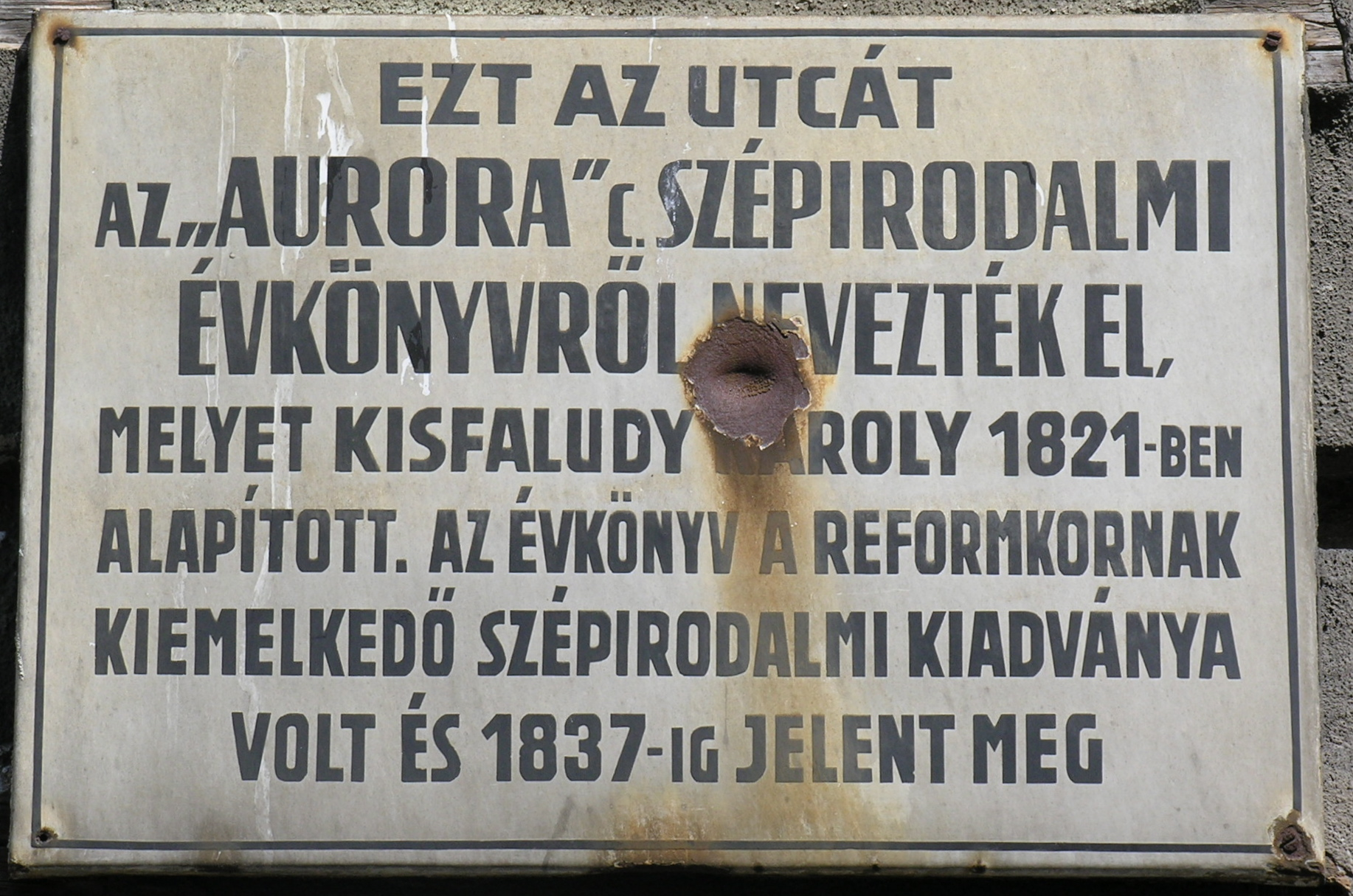
Aurora, irodalmi zsebkönyv Auróra utca 2.
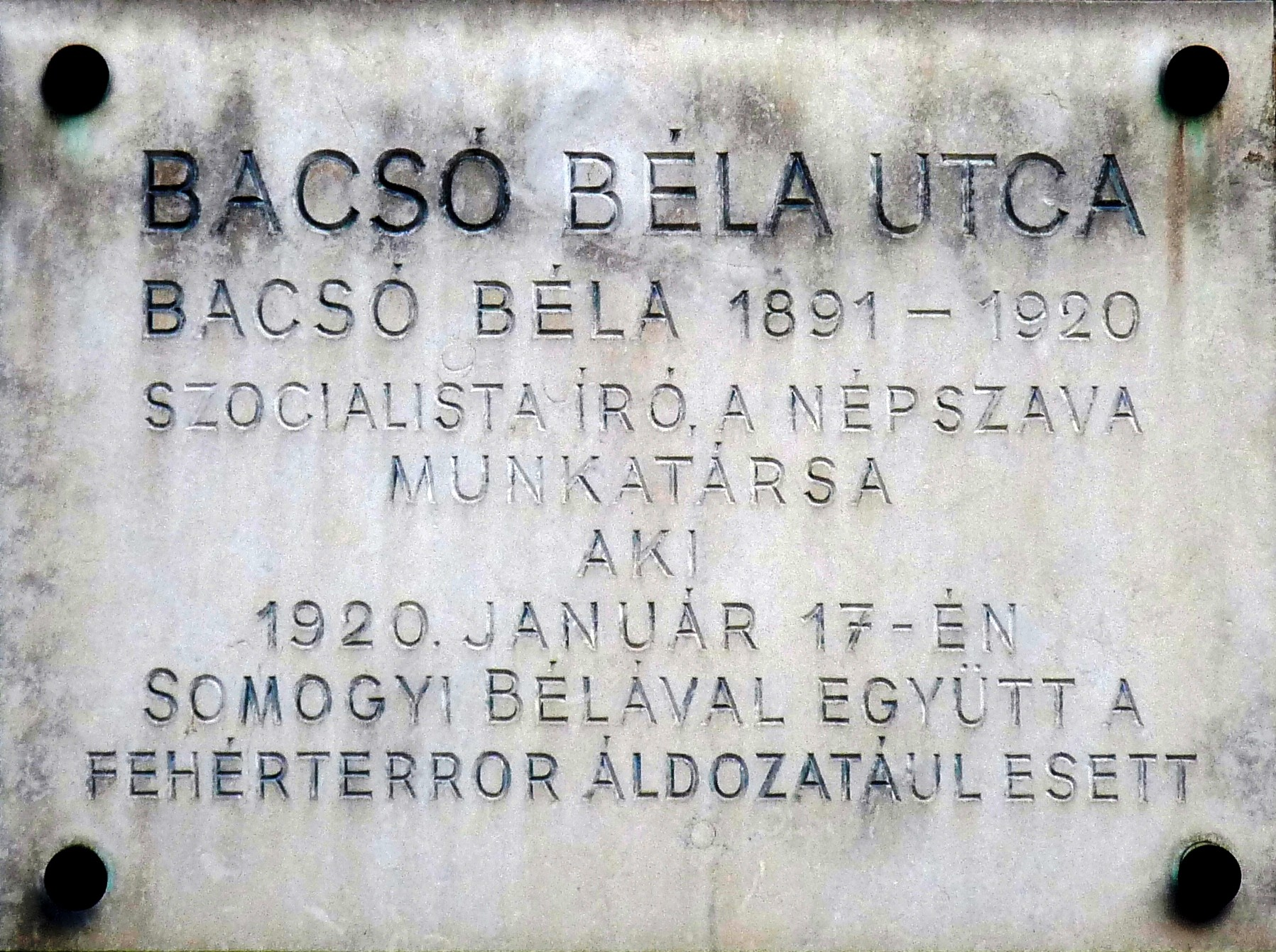
Bacsó Béla, Német utca 20.
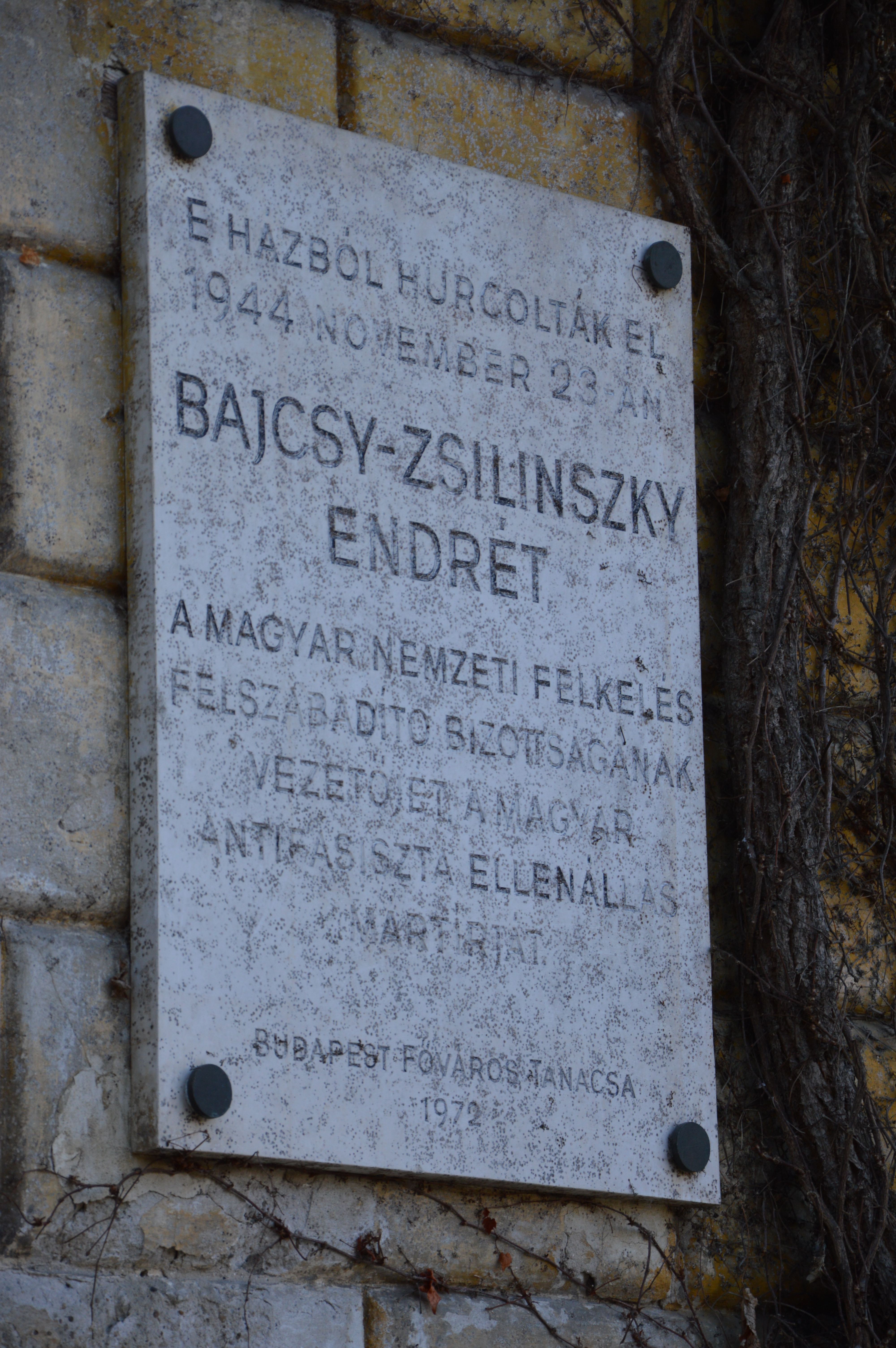
Bajcsy-Zsilinszky Endre, Illés utca 25.
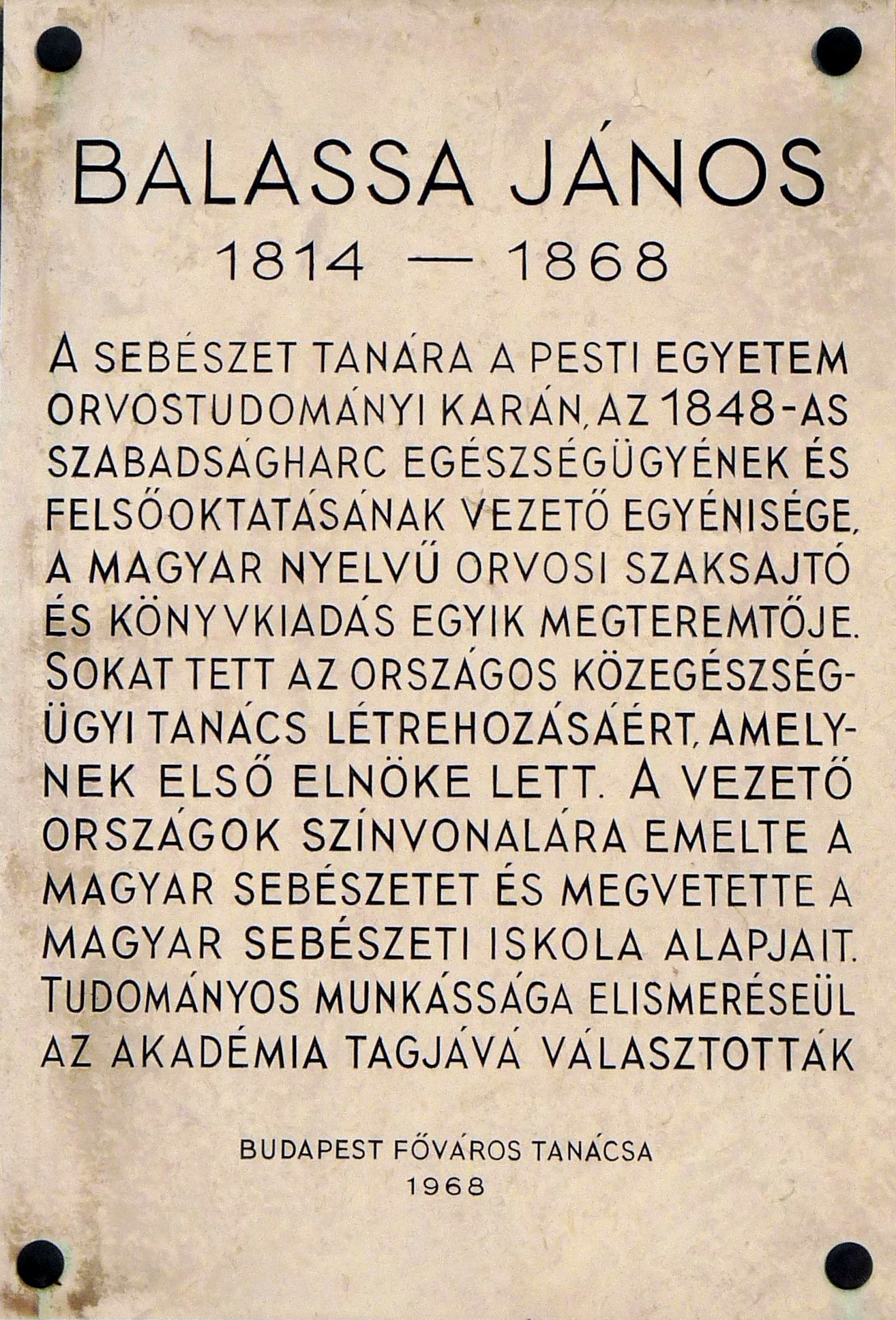
Balassa János Balassa utca 6.
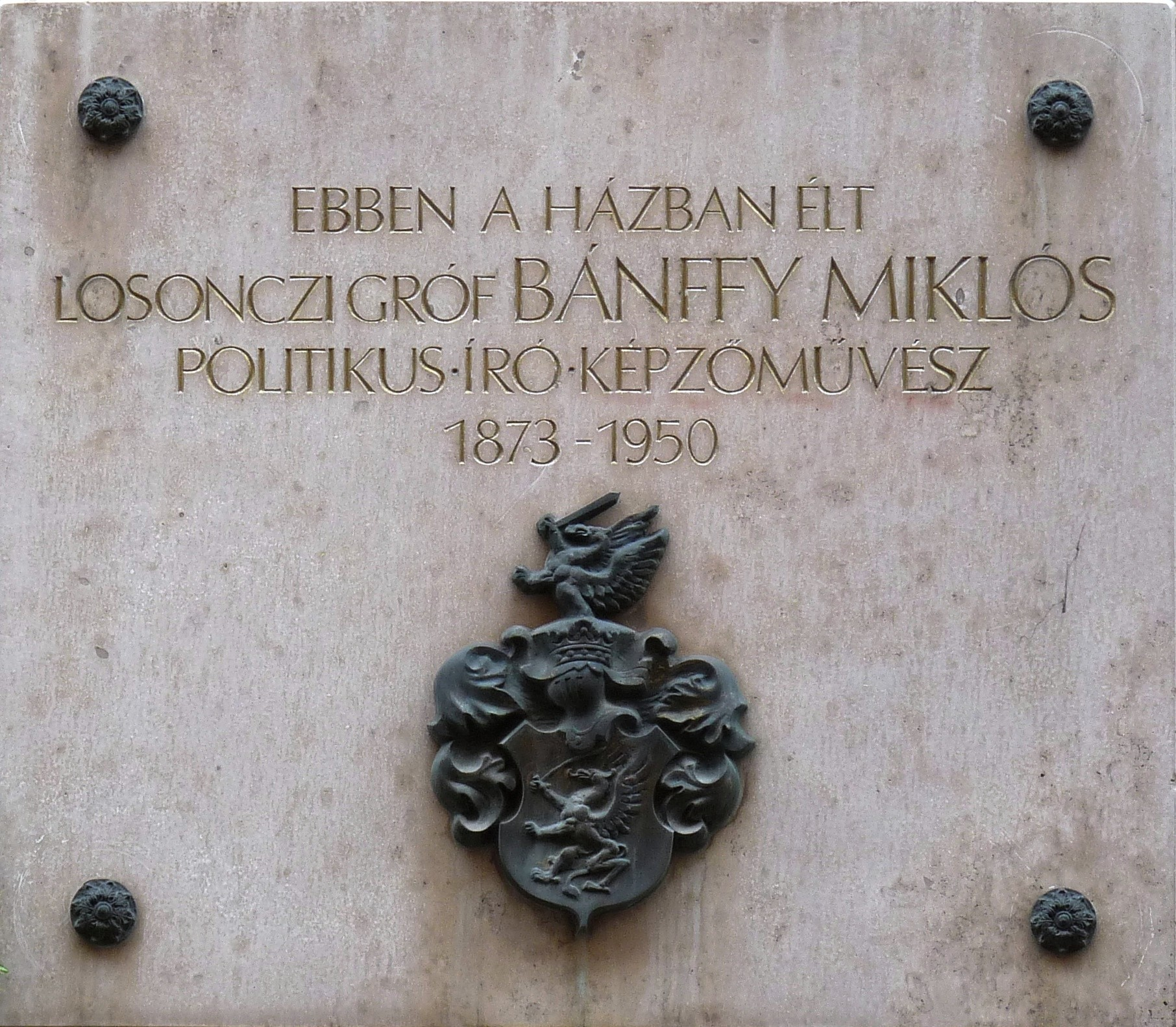
Bánffy Miklós, Reviczky utca 5.
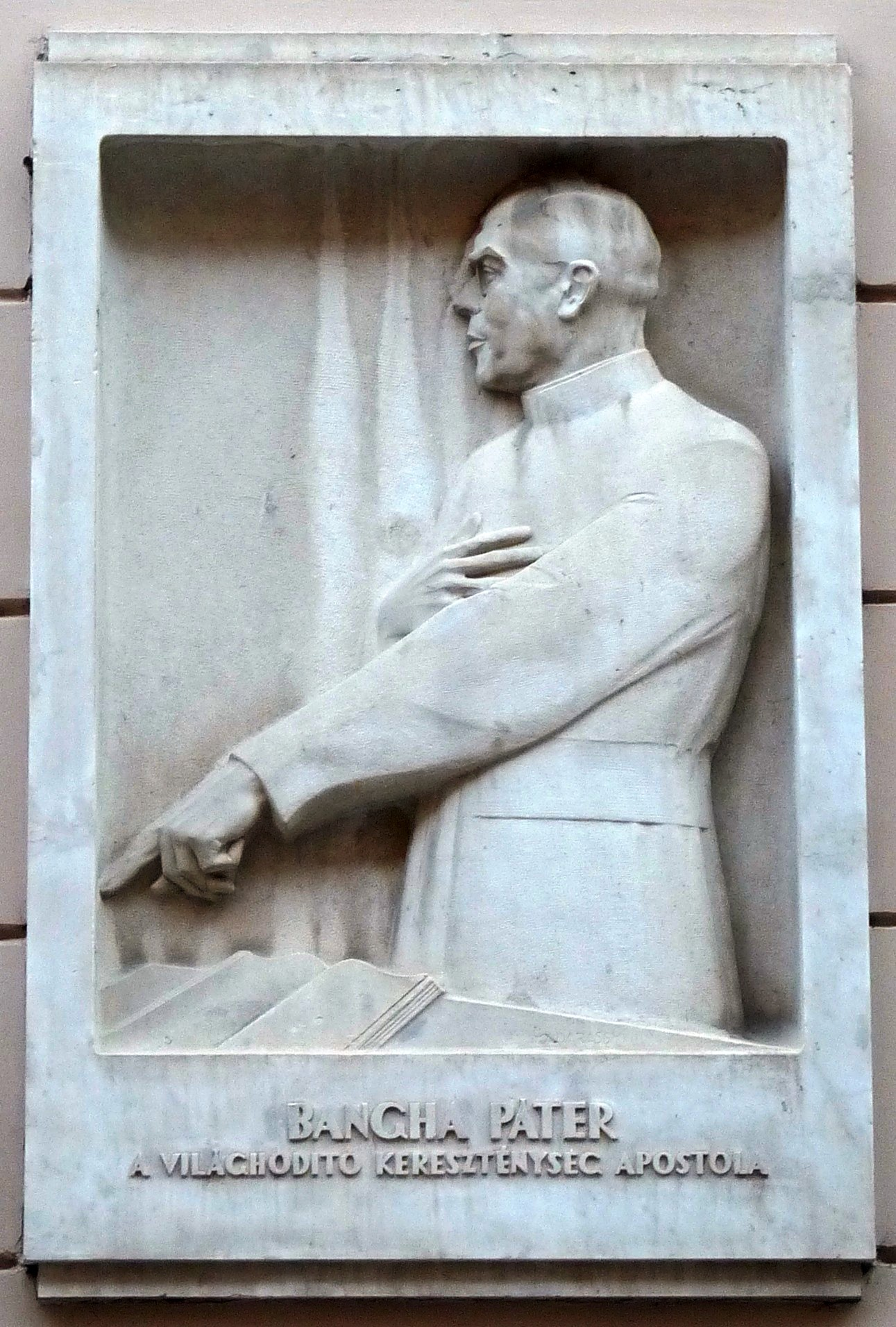
Bangha Béla, Horánszky utca 20.
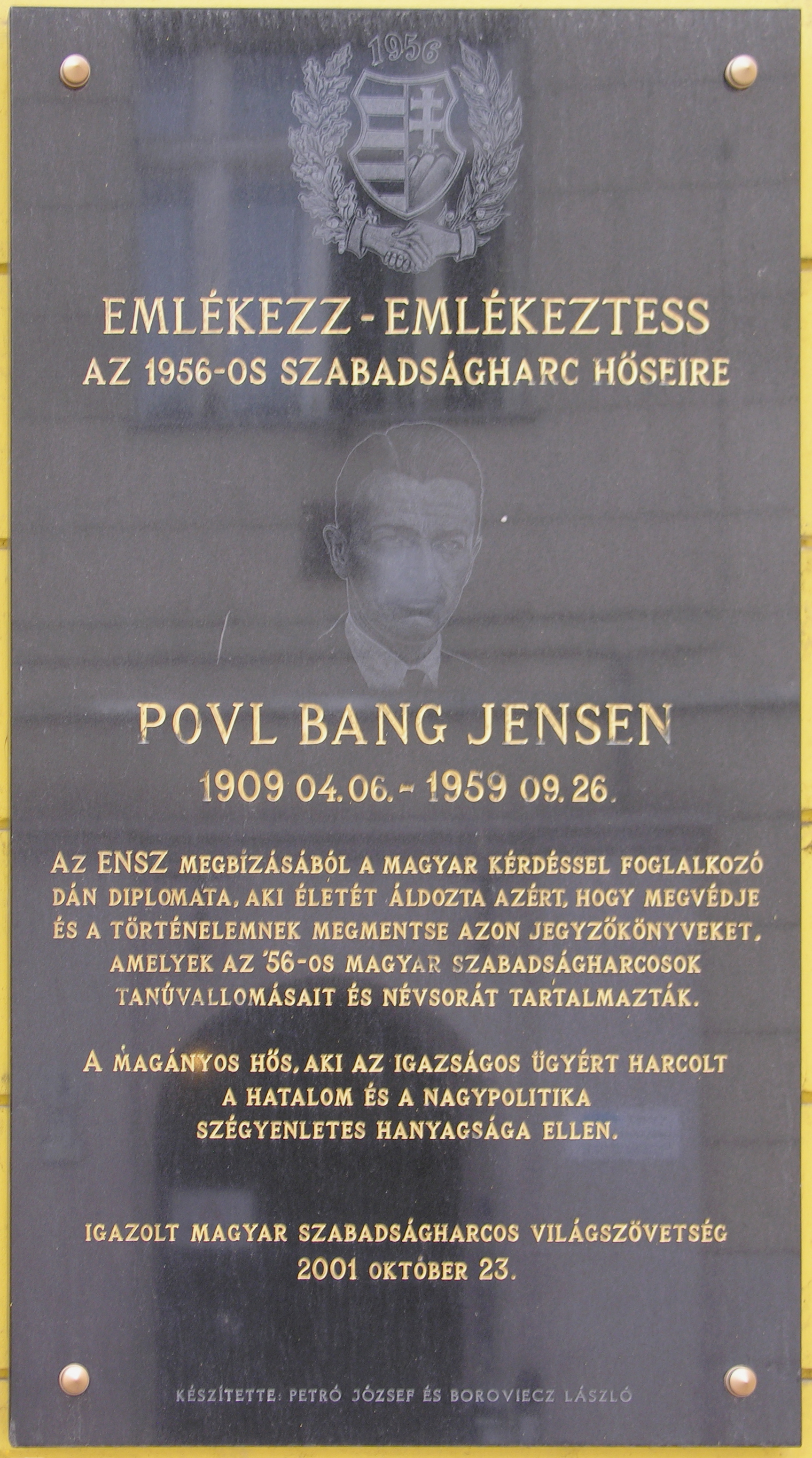
Povl Bang-Jensen Corvin köz 1.
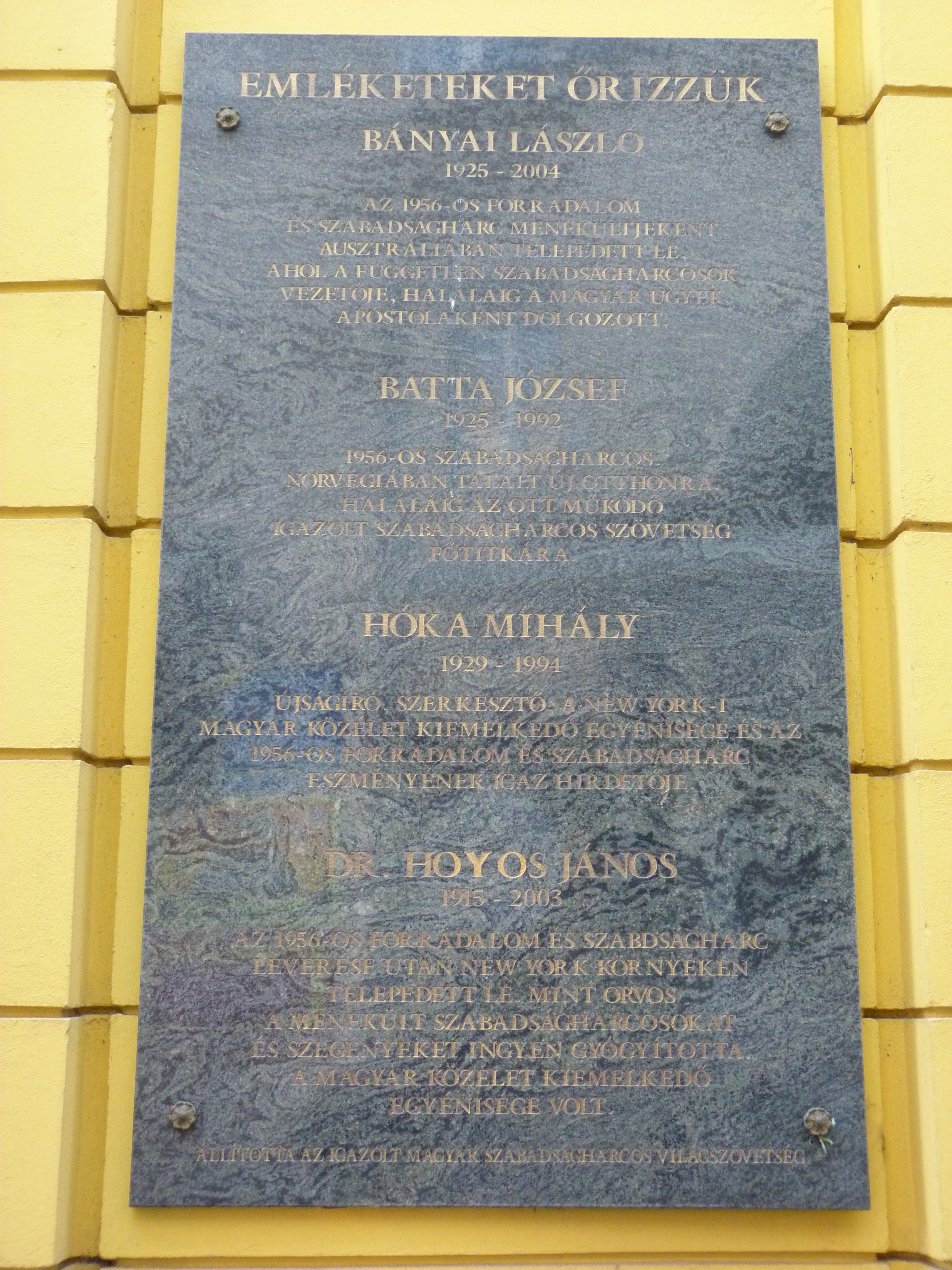
Bányai László, Batta József, Hóka Mihály, dr. Hoyos János Corvin köz
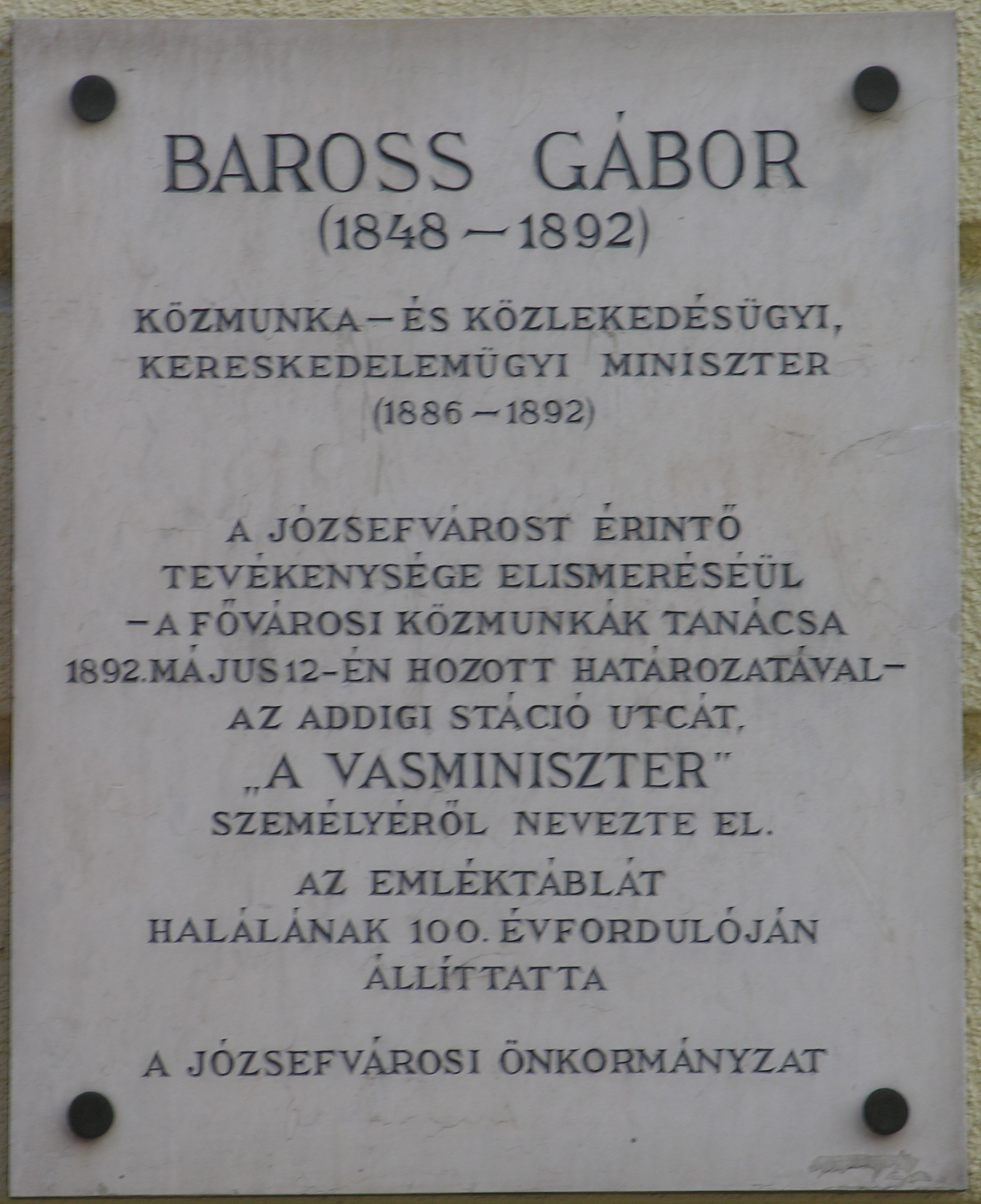
Baross Gábor Baross utca 1.
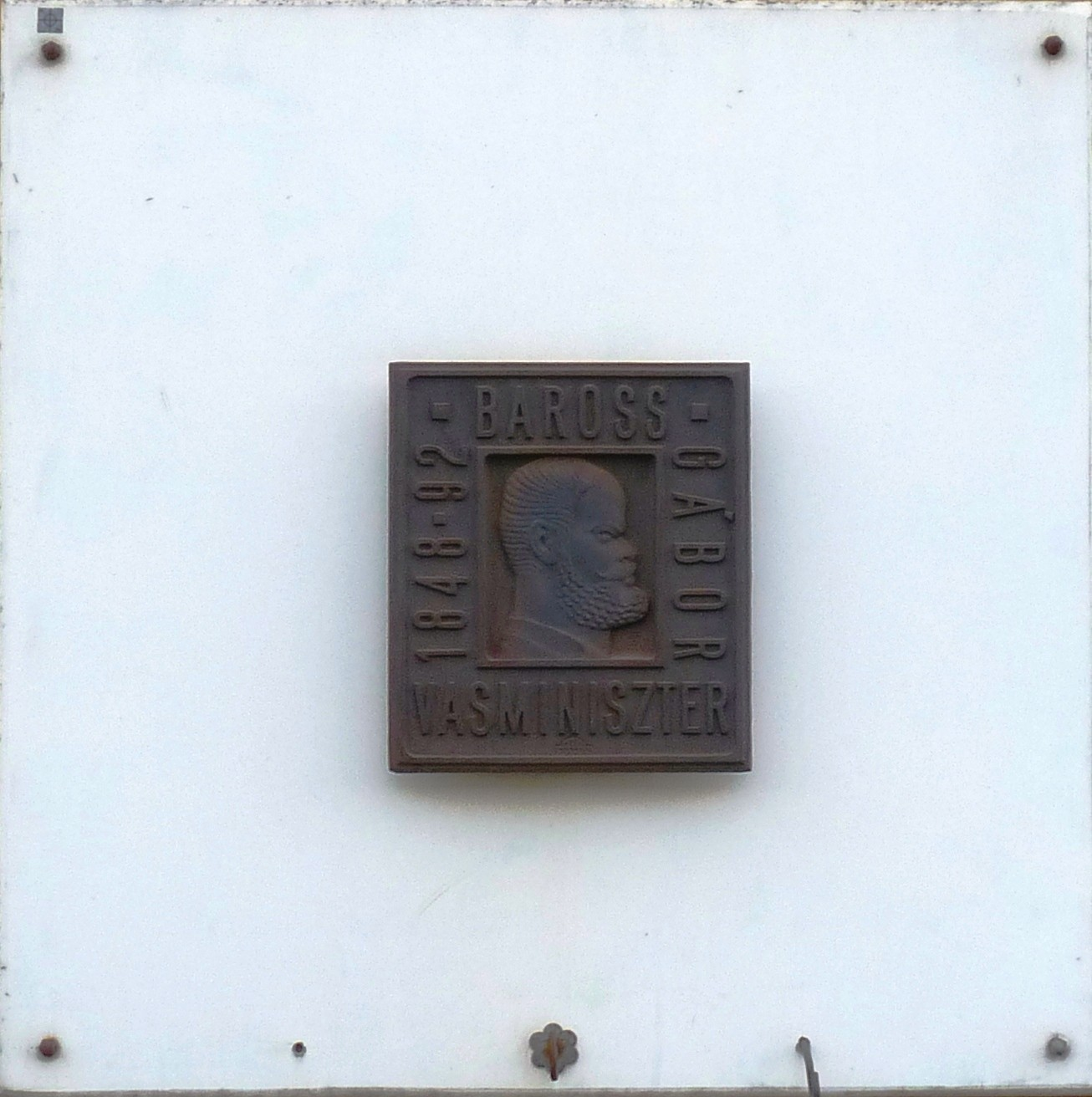
Baross Gábor, Kerepesi út 3.
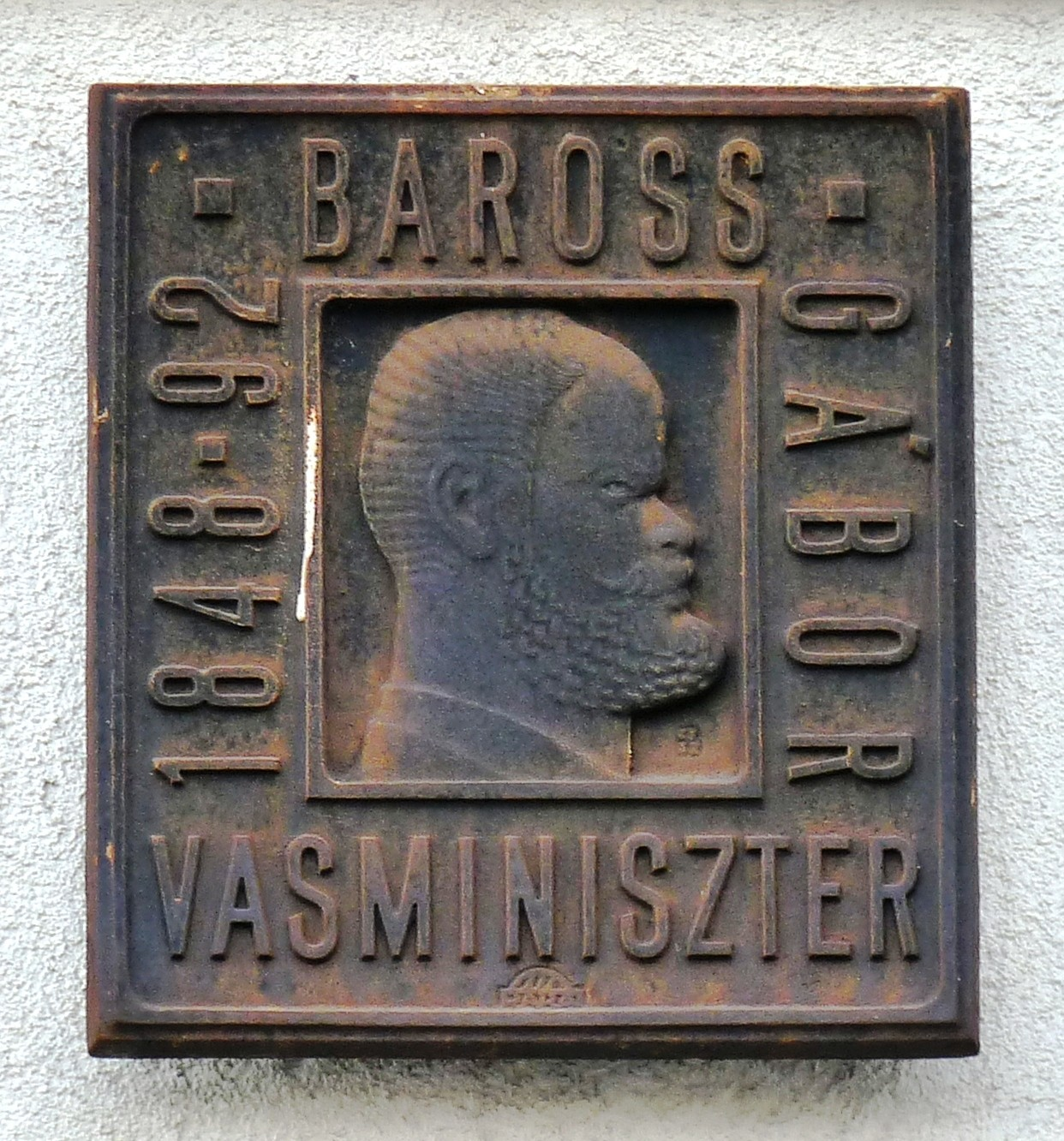
Baross Gábor, Luther utca 3.
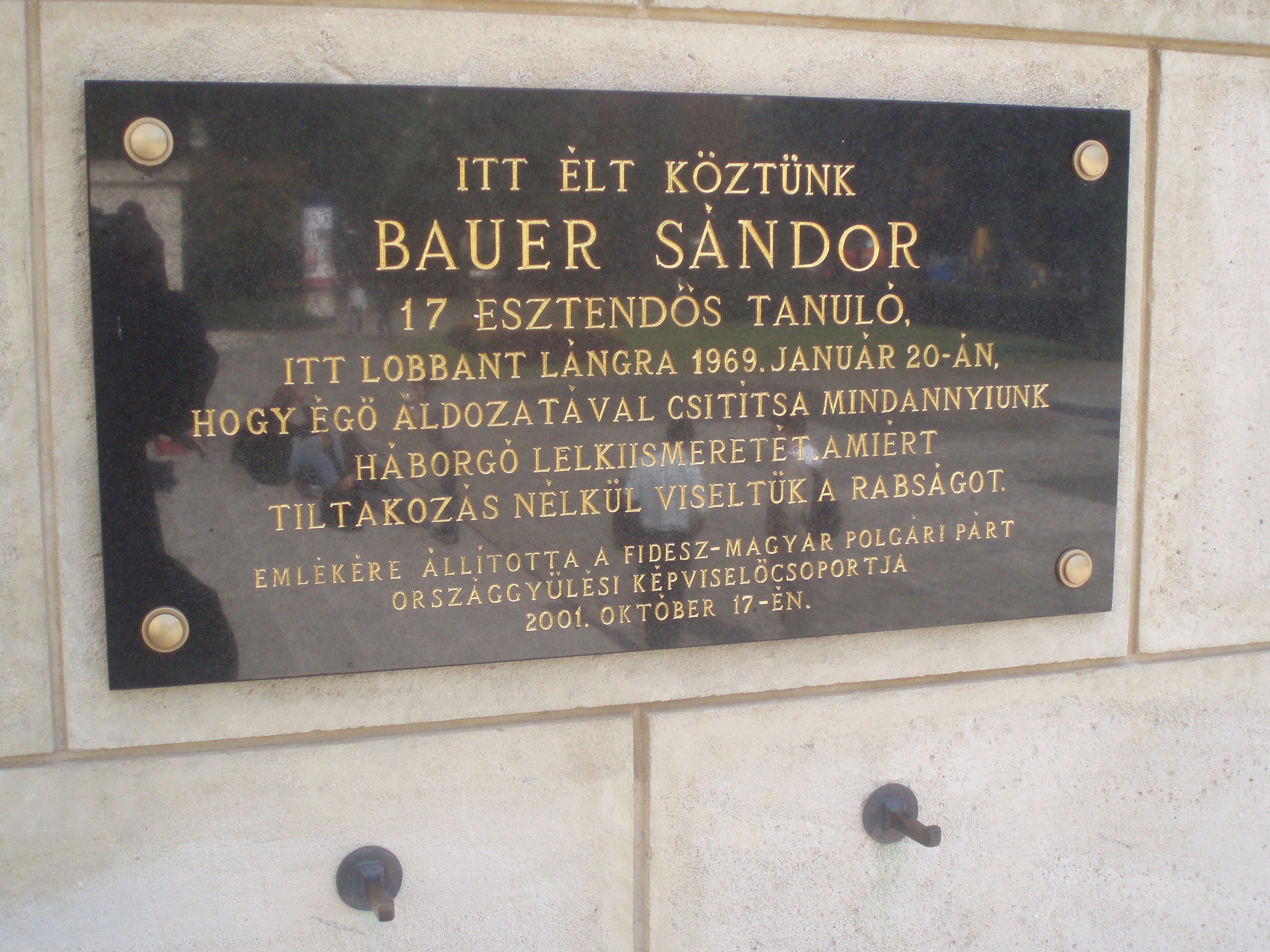
Bauer Sándor Múzeum körút 14-16.
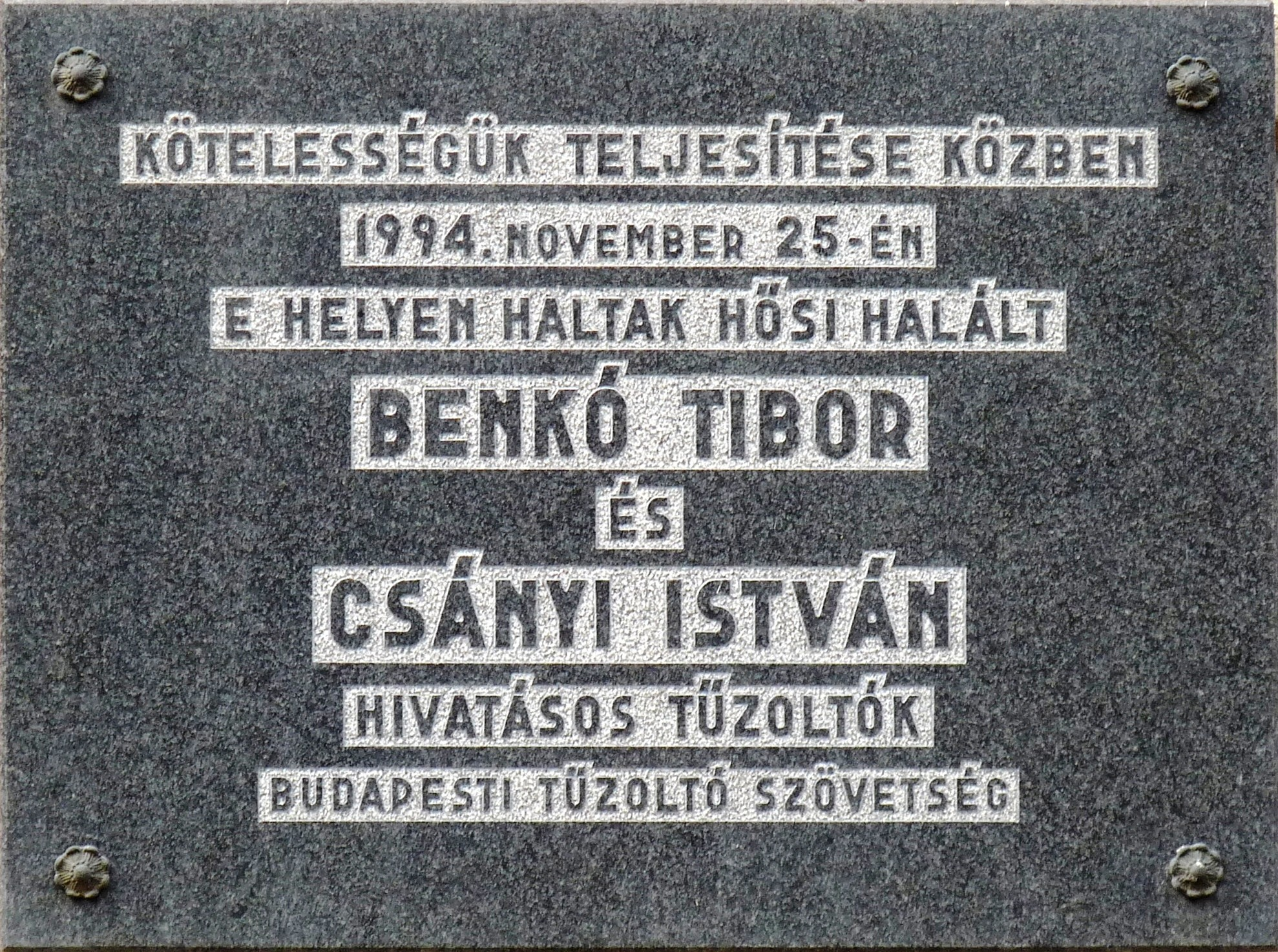
Benkó Tibor, Baross utca 62.
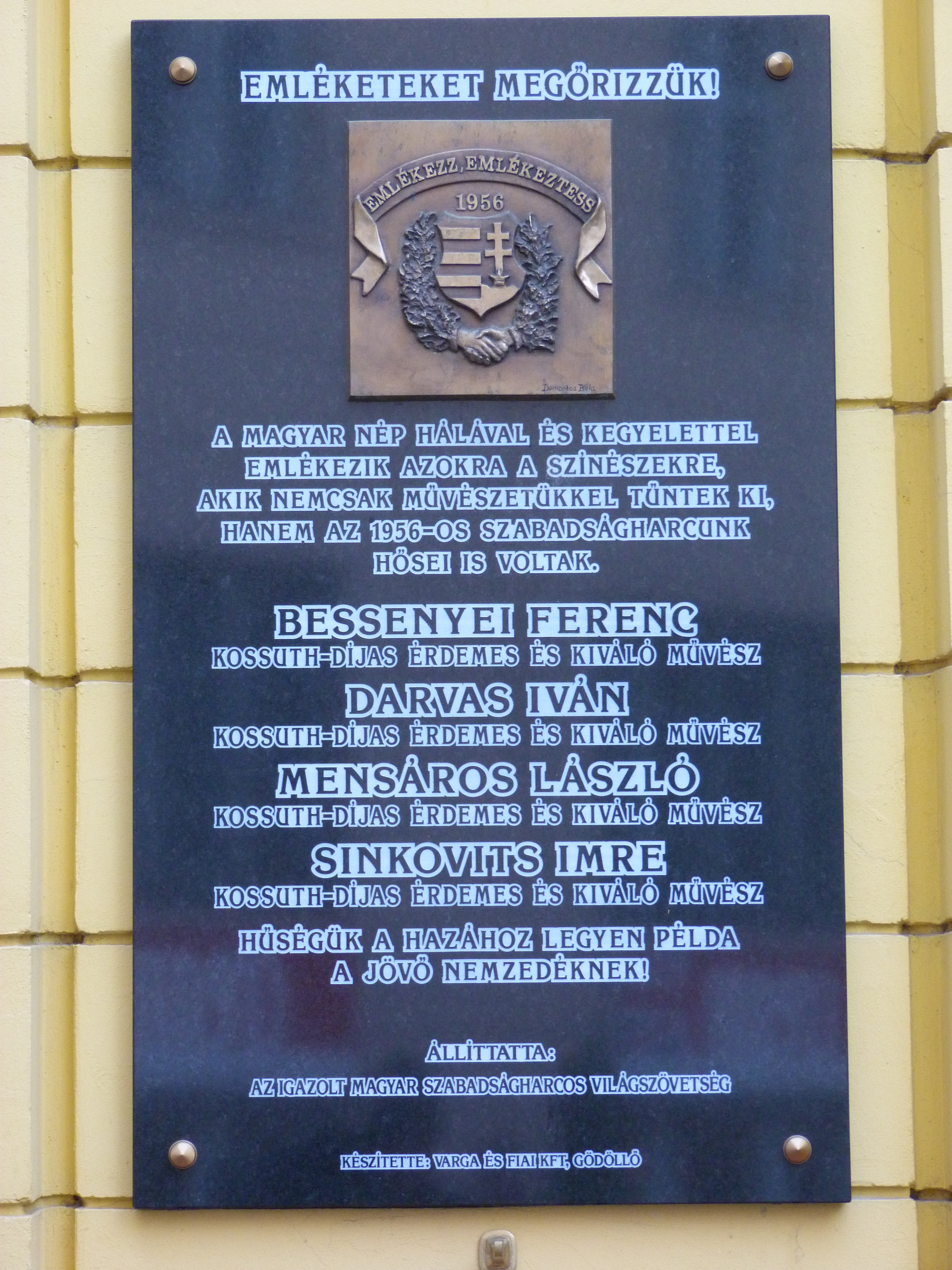
Bessenyei Ferenc, Corvin köz
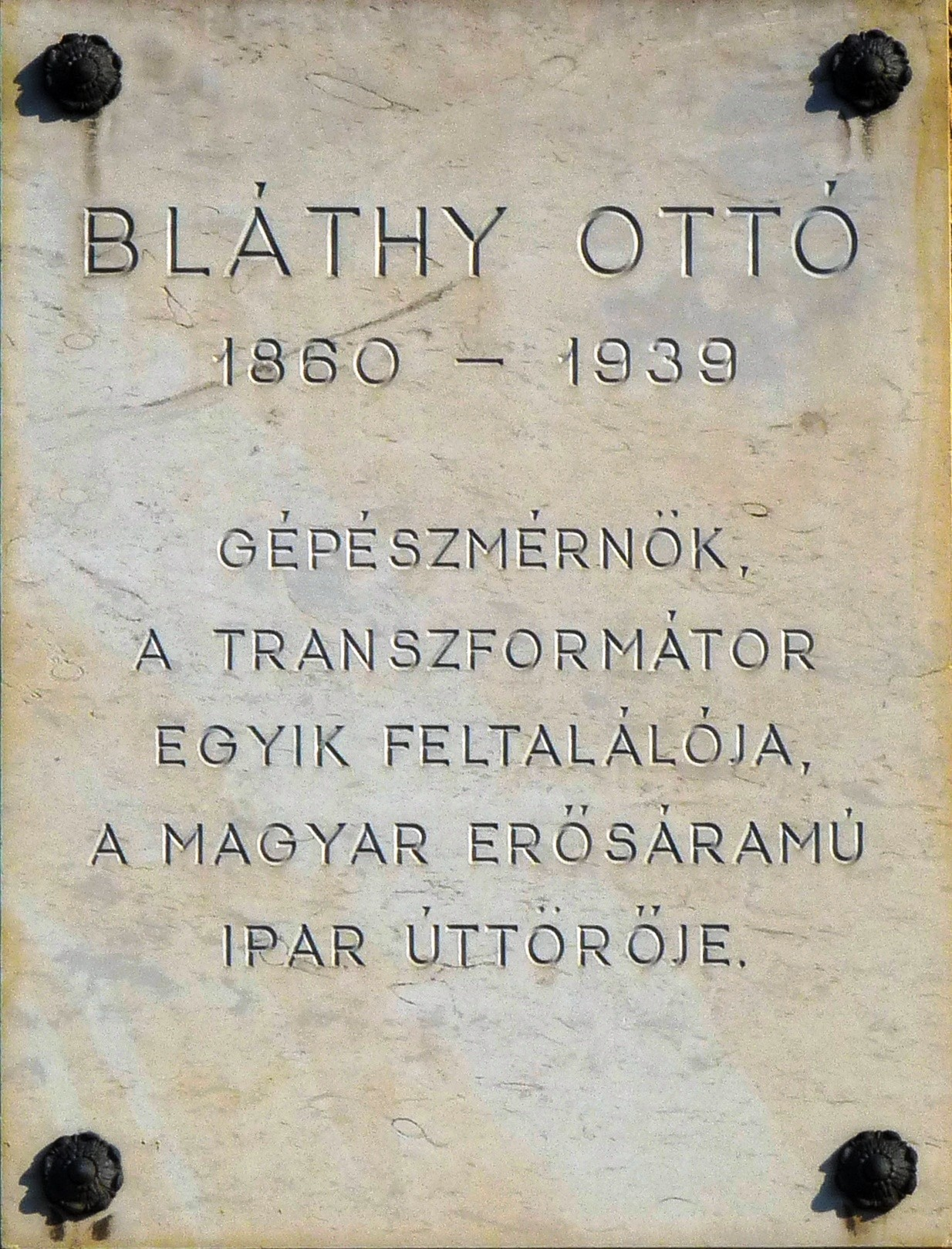
Bláthy Ottó, Bláthy Ottó utca 7.
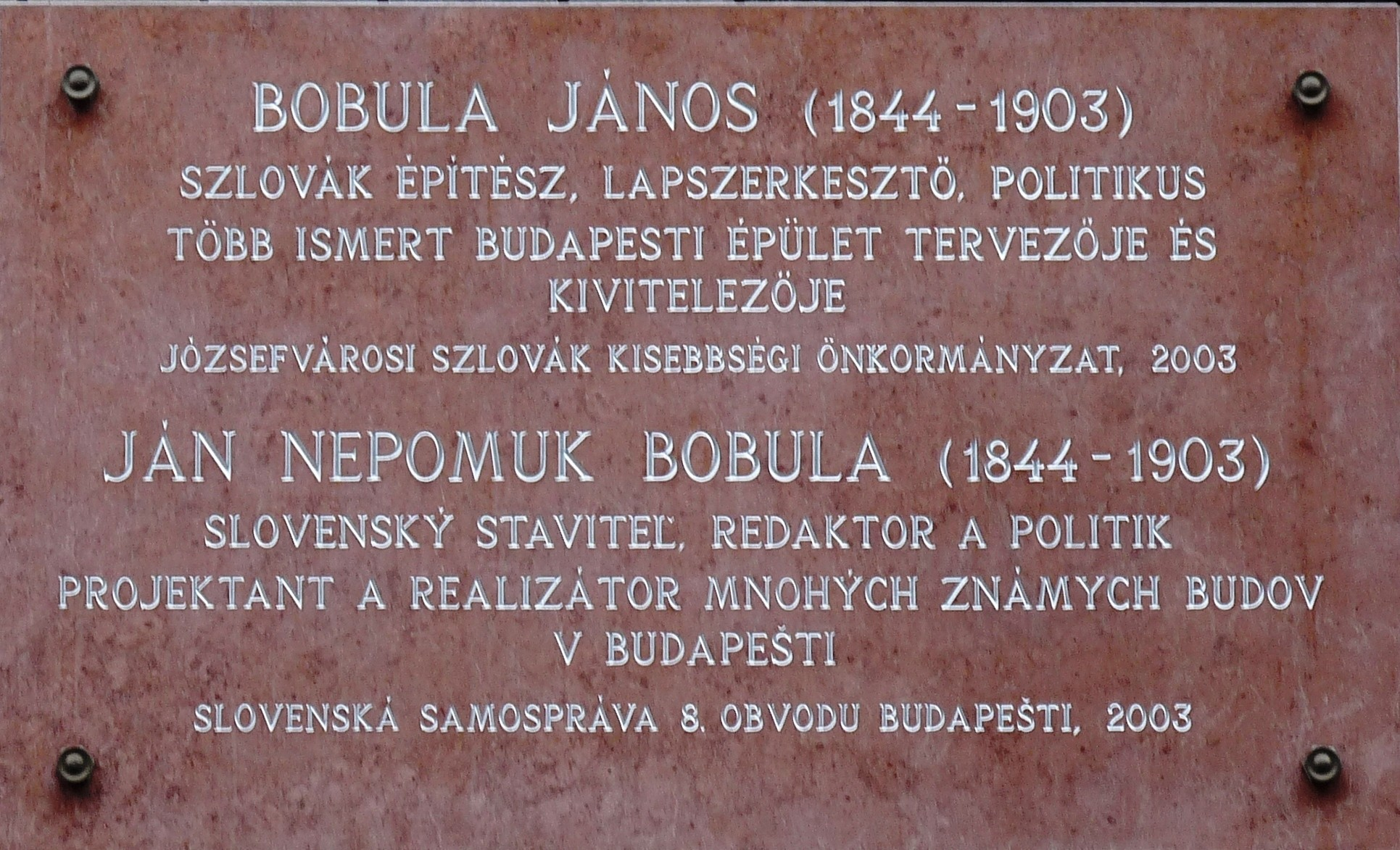
Bobula János, id., Trefort utca 8.
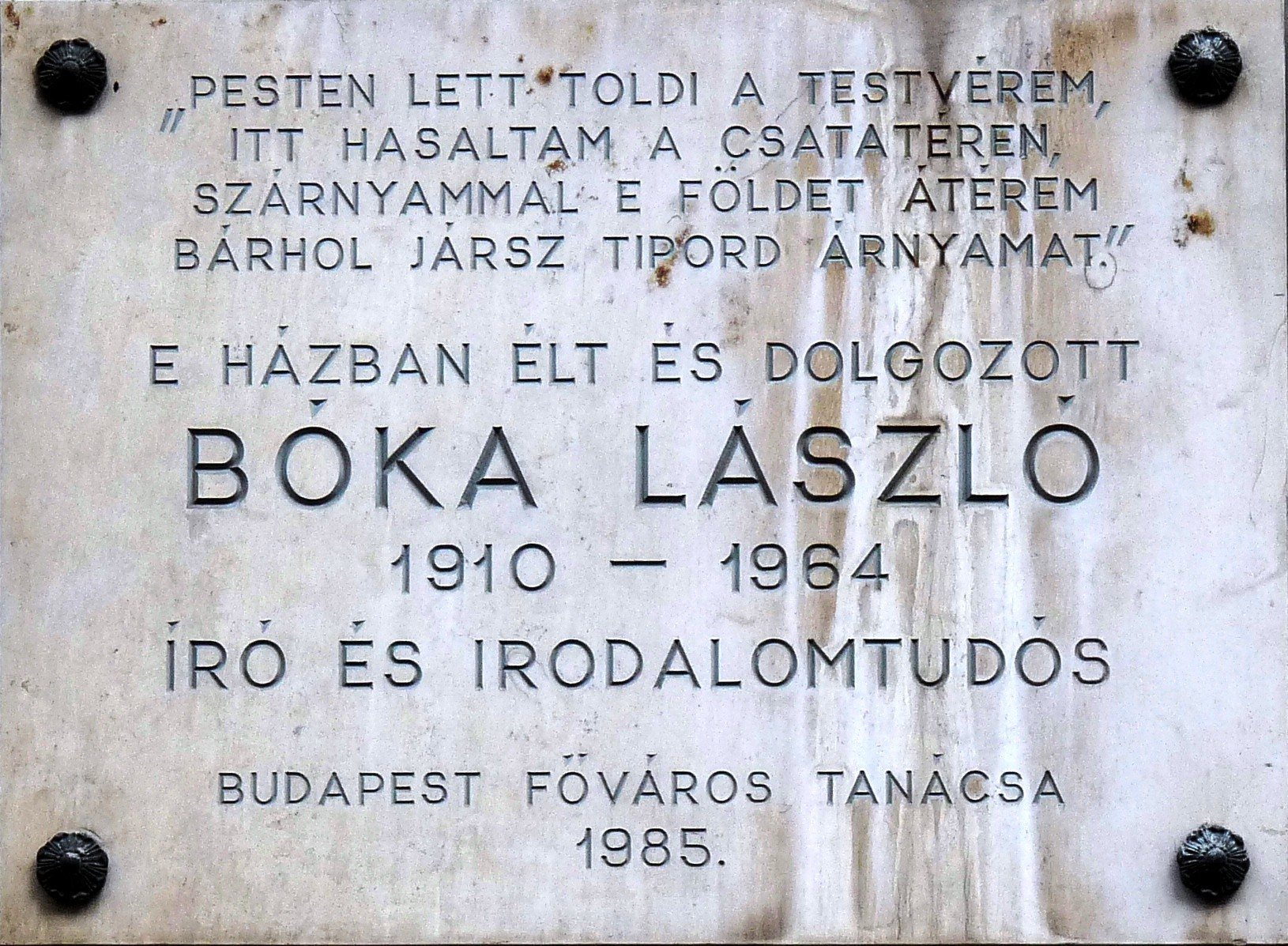
Bóka László, Kisfaludy utca 28/a.
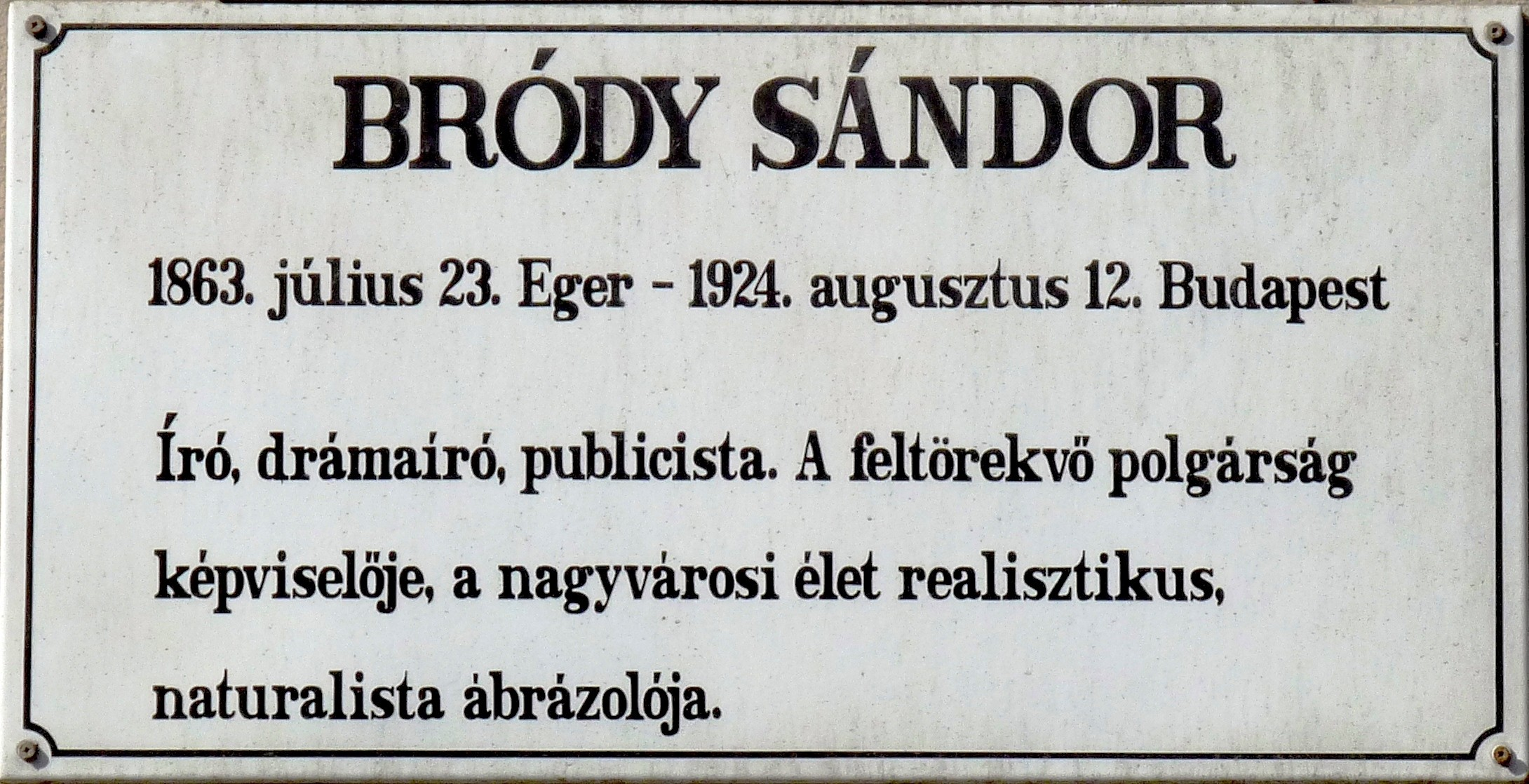
Bródy Sándor, Bródy Sándor utca 2.
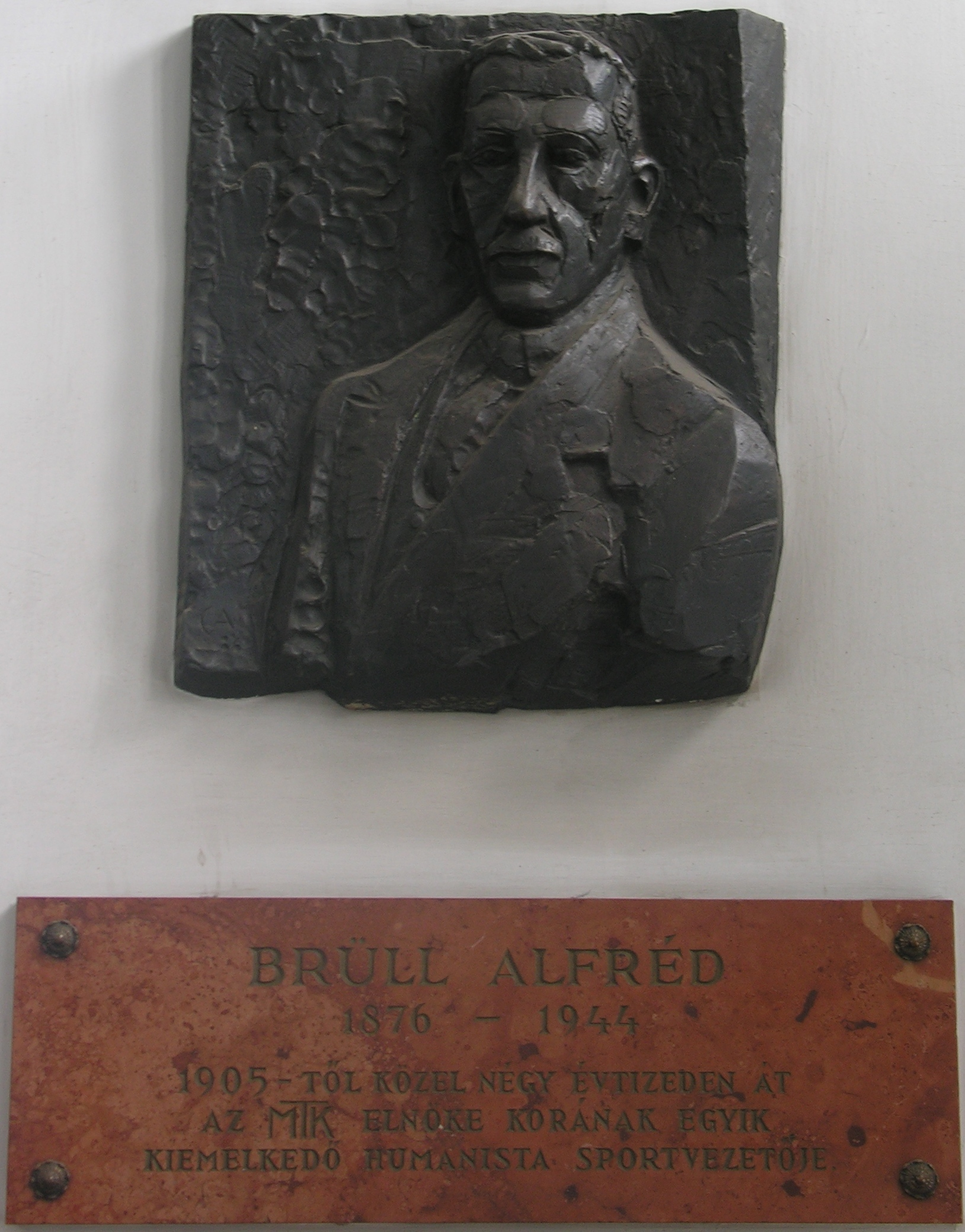
Brüll Alfréd, Salgótarján út 12-14.
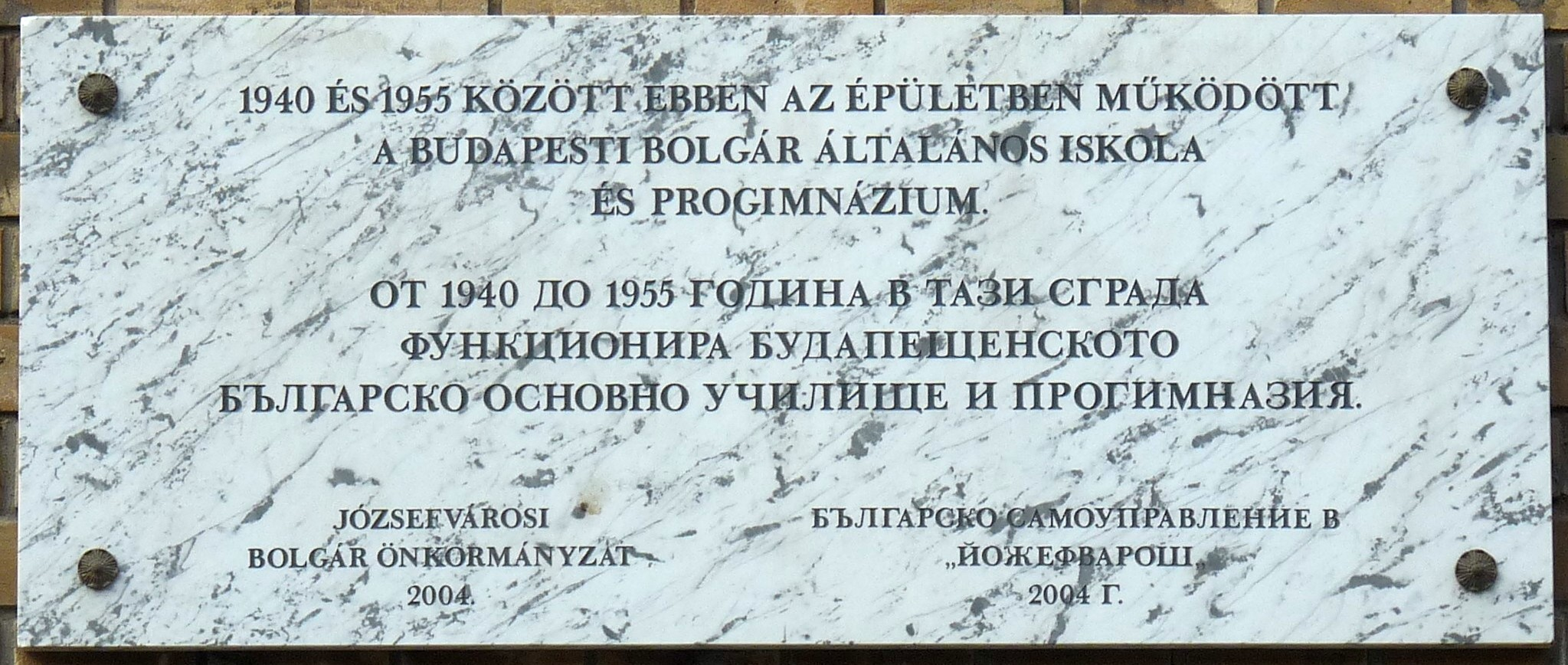
Budapesti Bolgár Általános Iskola és Progimnázium, József utca 18.
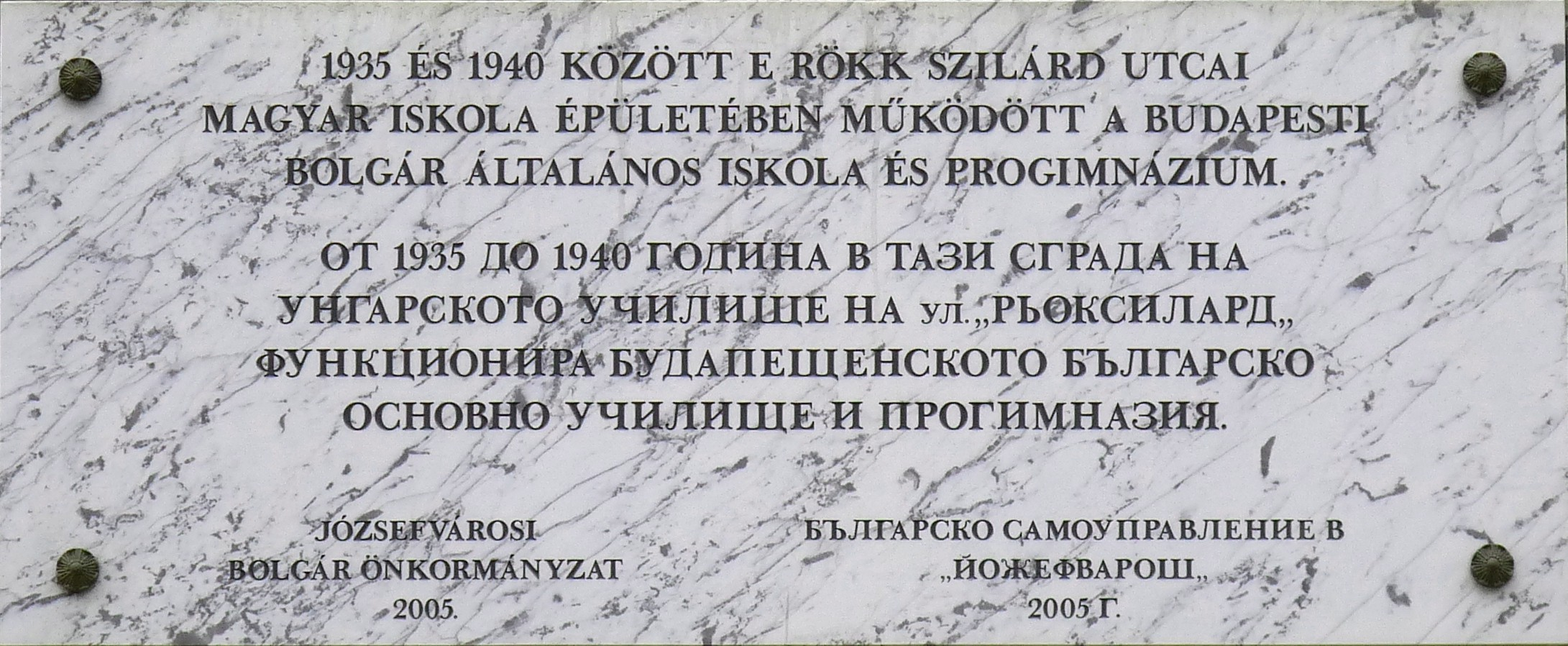
Budapesti Bolgár Általános Iskola és Progimnázium, Somogyi Béla utca 13.
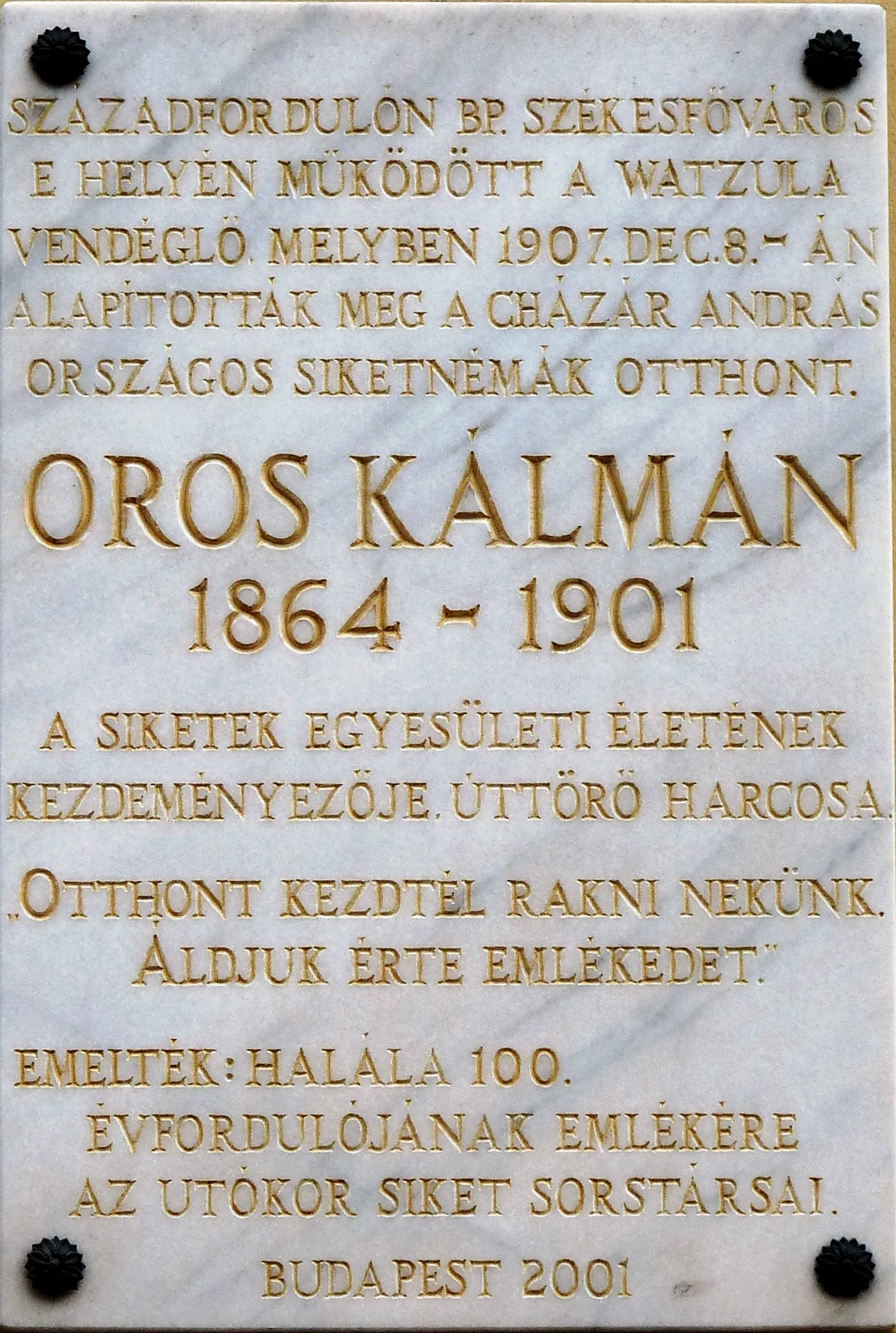
Cházár András Országos Siketnéma Otthon, Baross utca 71.
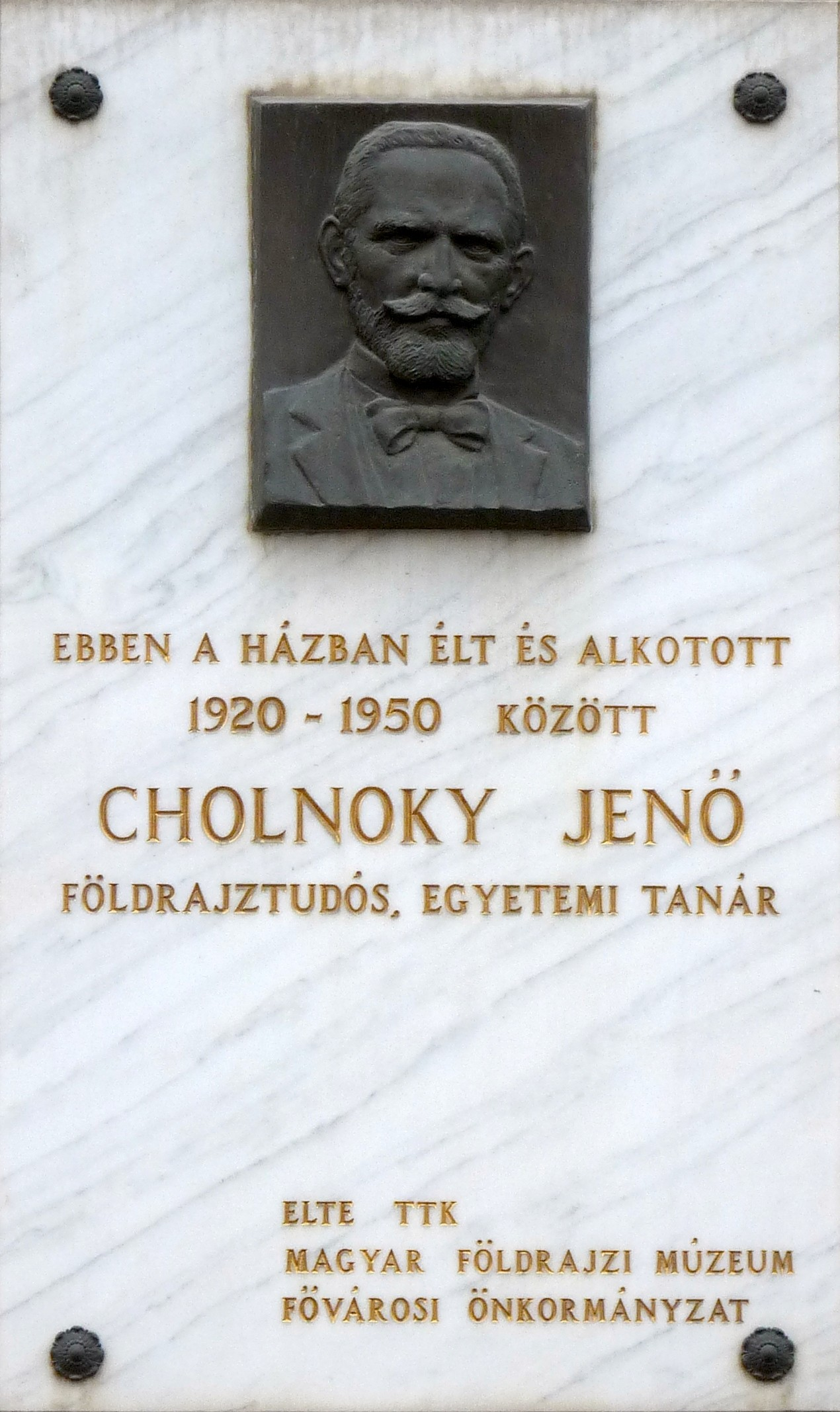
Cholnoky Jenő, Gyulai Pál utca 1. alkotó: Domonkos Béla
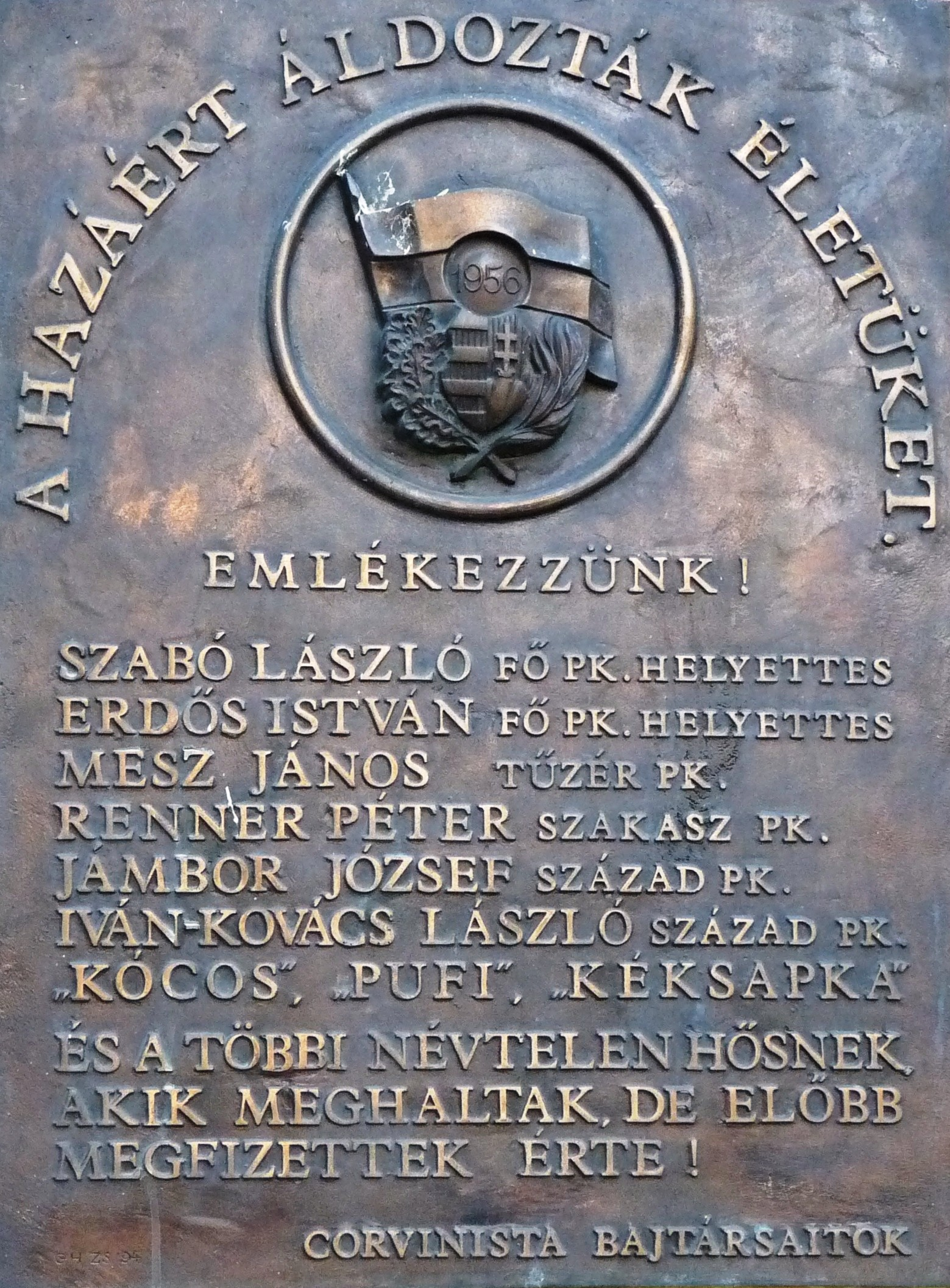
Corvin közi mártírok, Corvin köz 1. alkotó: Gulácsy-Horváth Zsolt
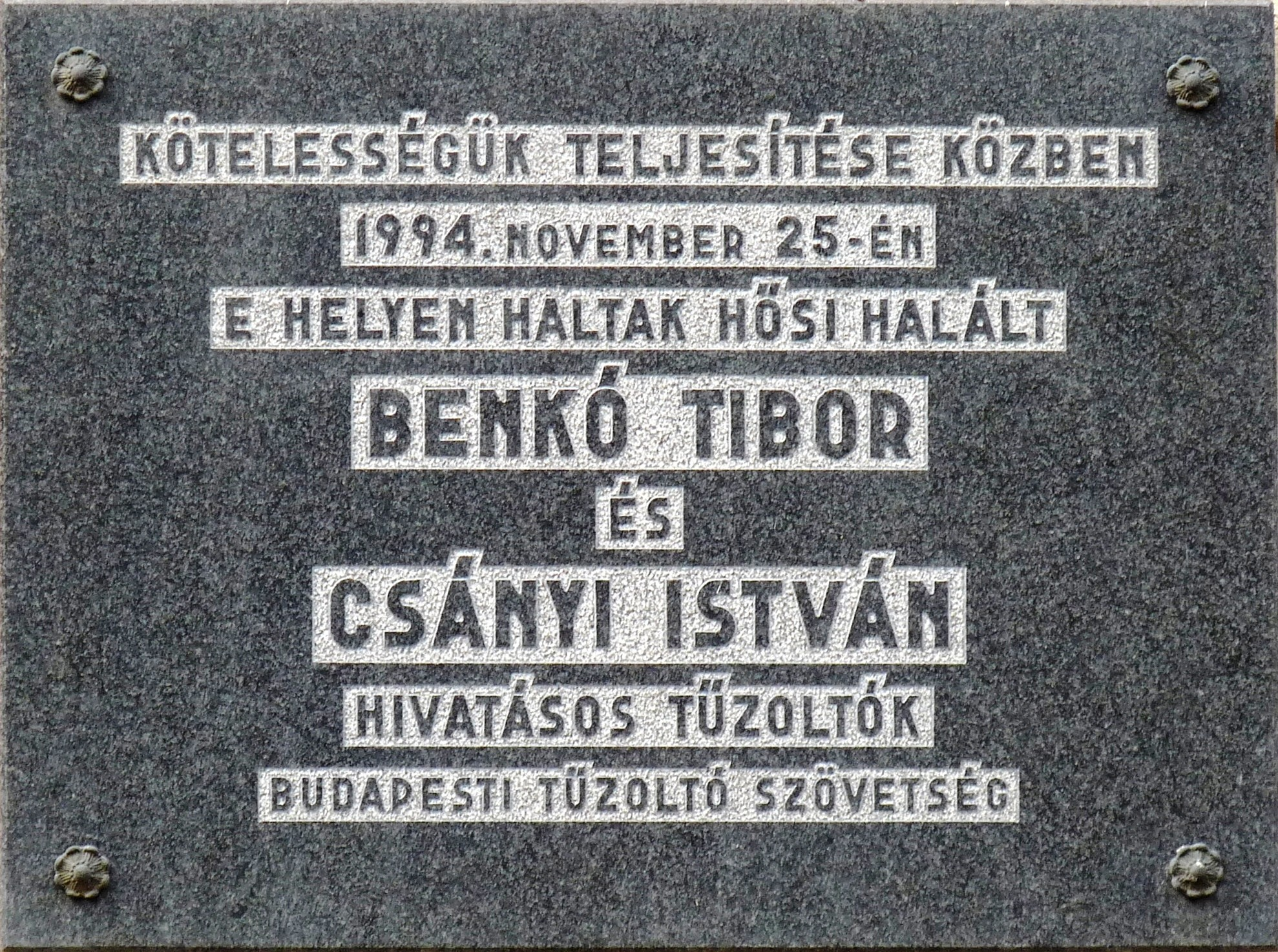
Csányi István, Baross utca 62.
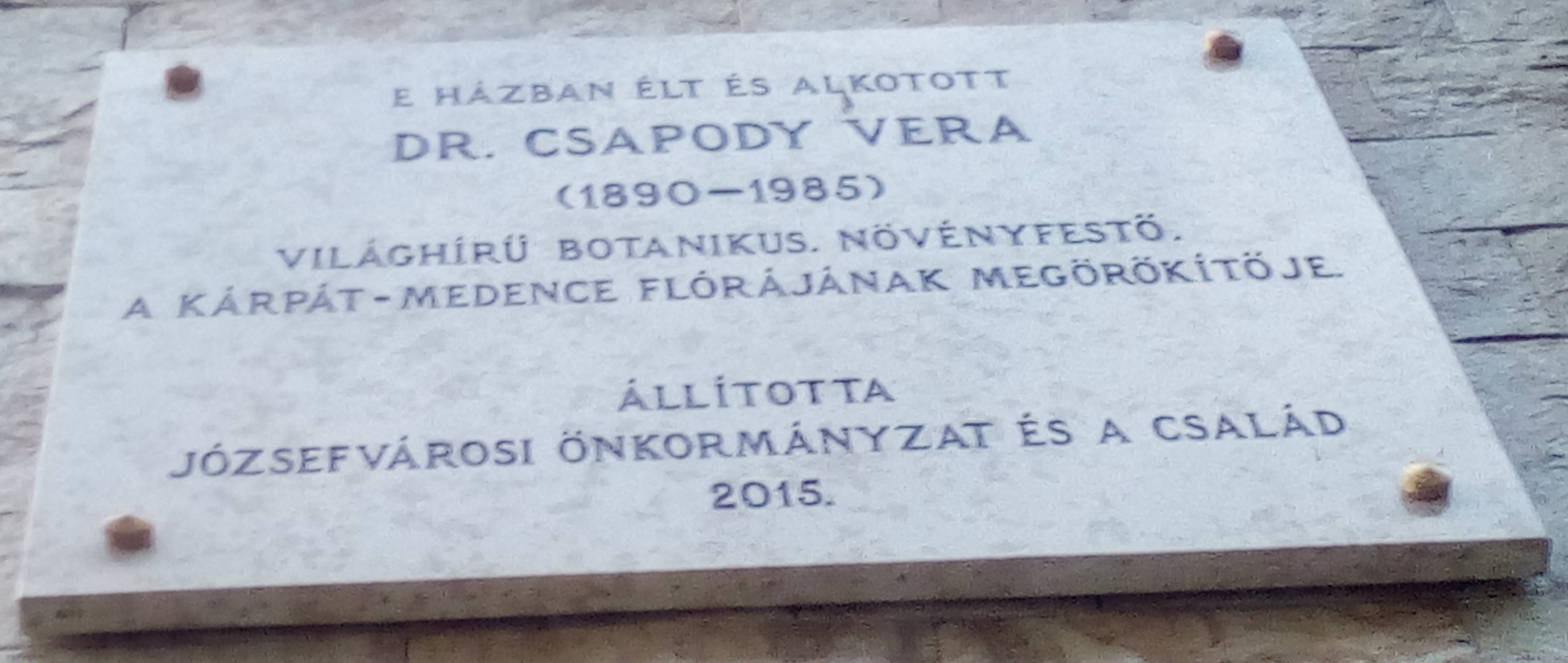
Csapody Vera, Baross utca 4.
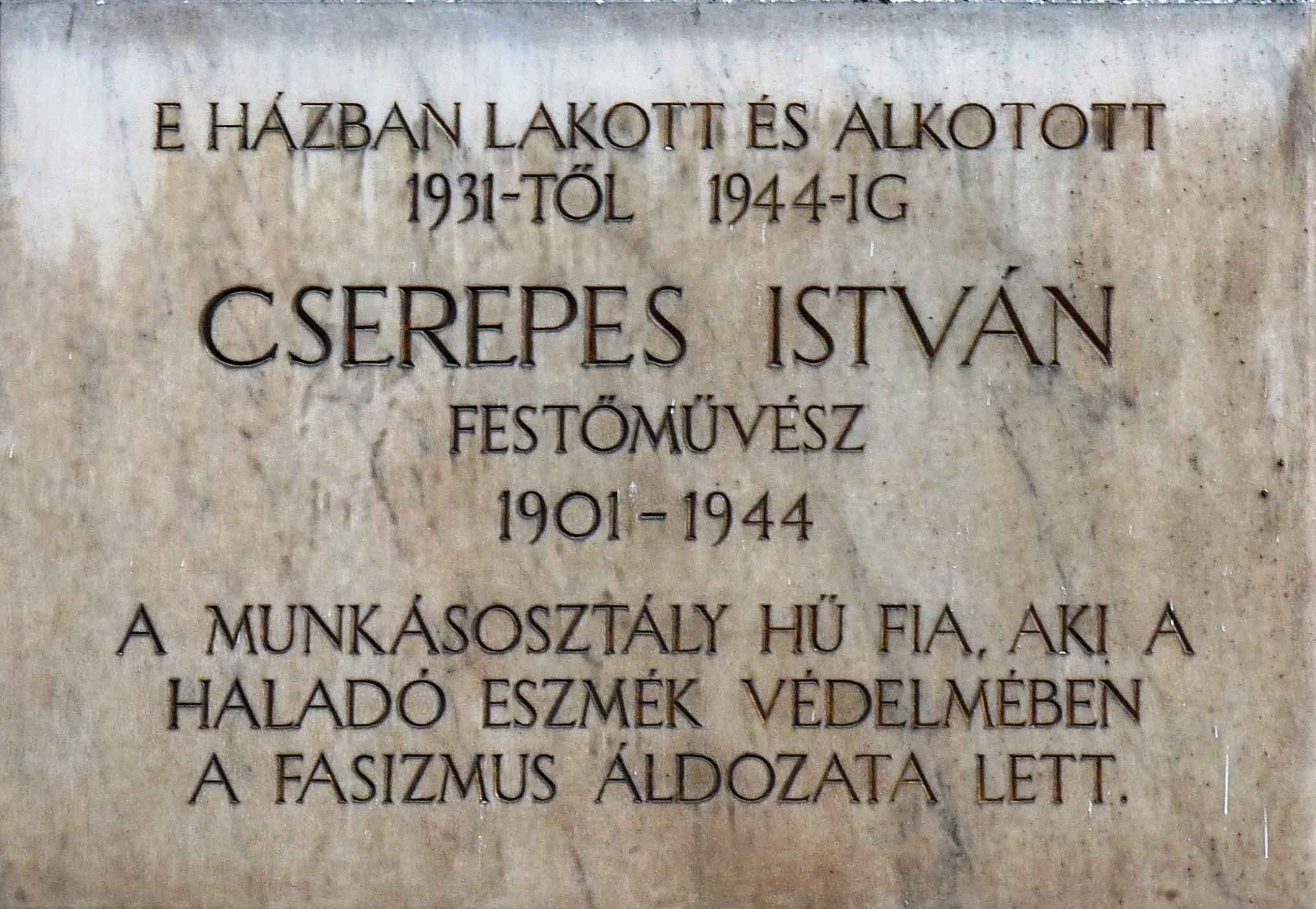
Cserepes István, József utca 37.
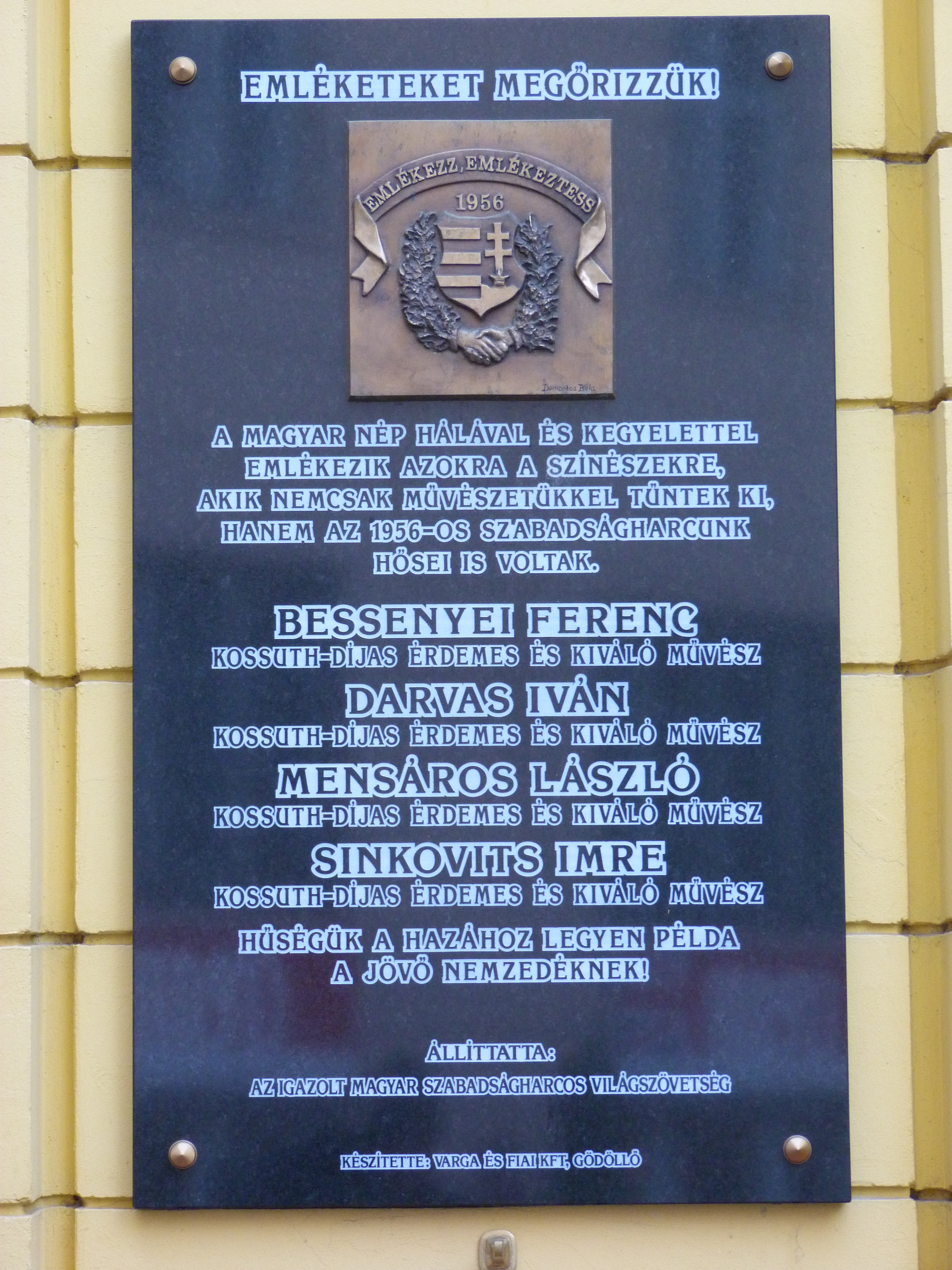
Darvas Iván, Corvin köz
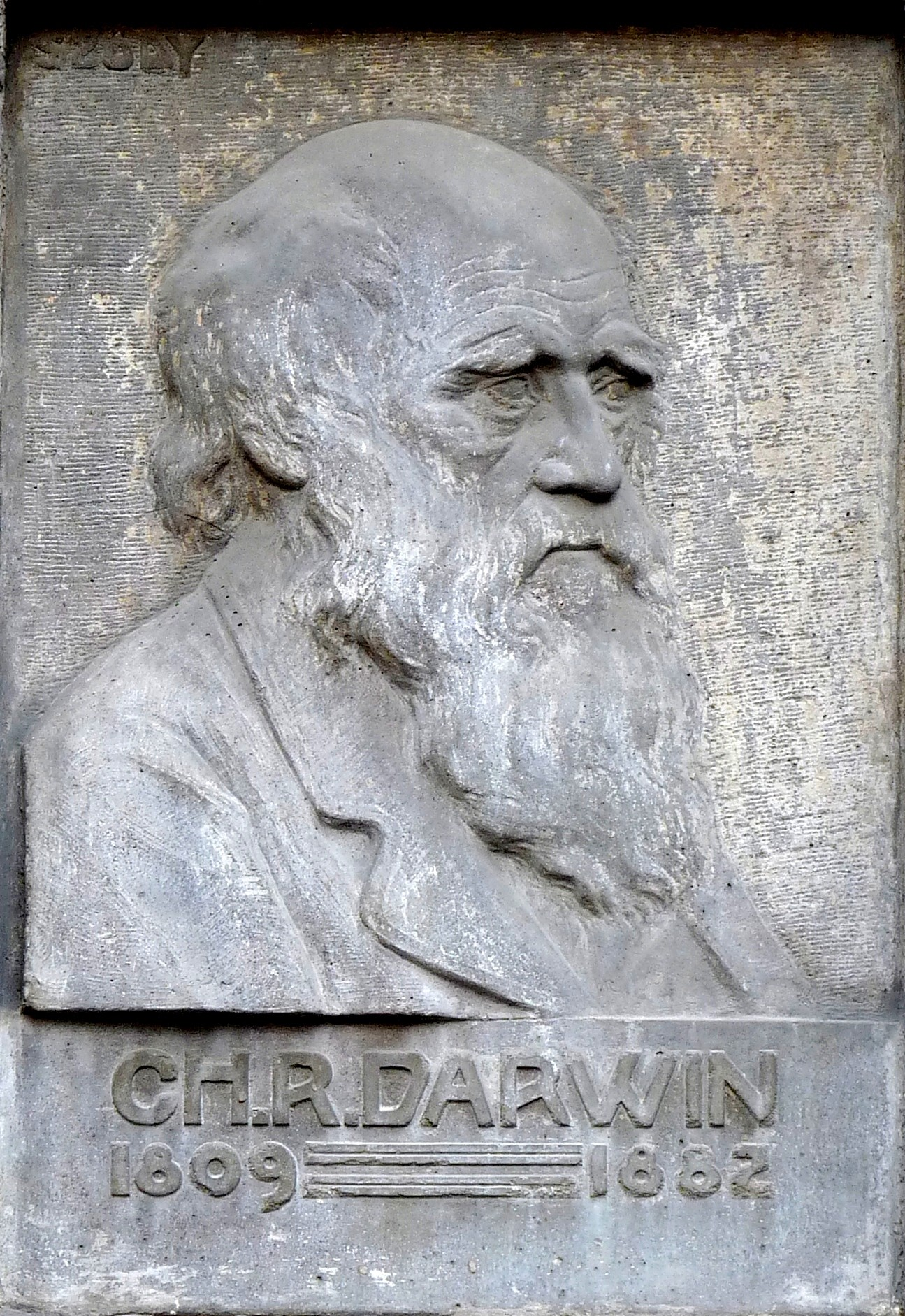
Charles Darwin, Puskin utca 14. alkotó: Sződy Szilárd
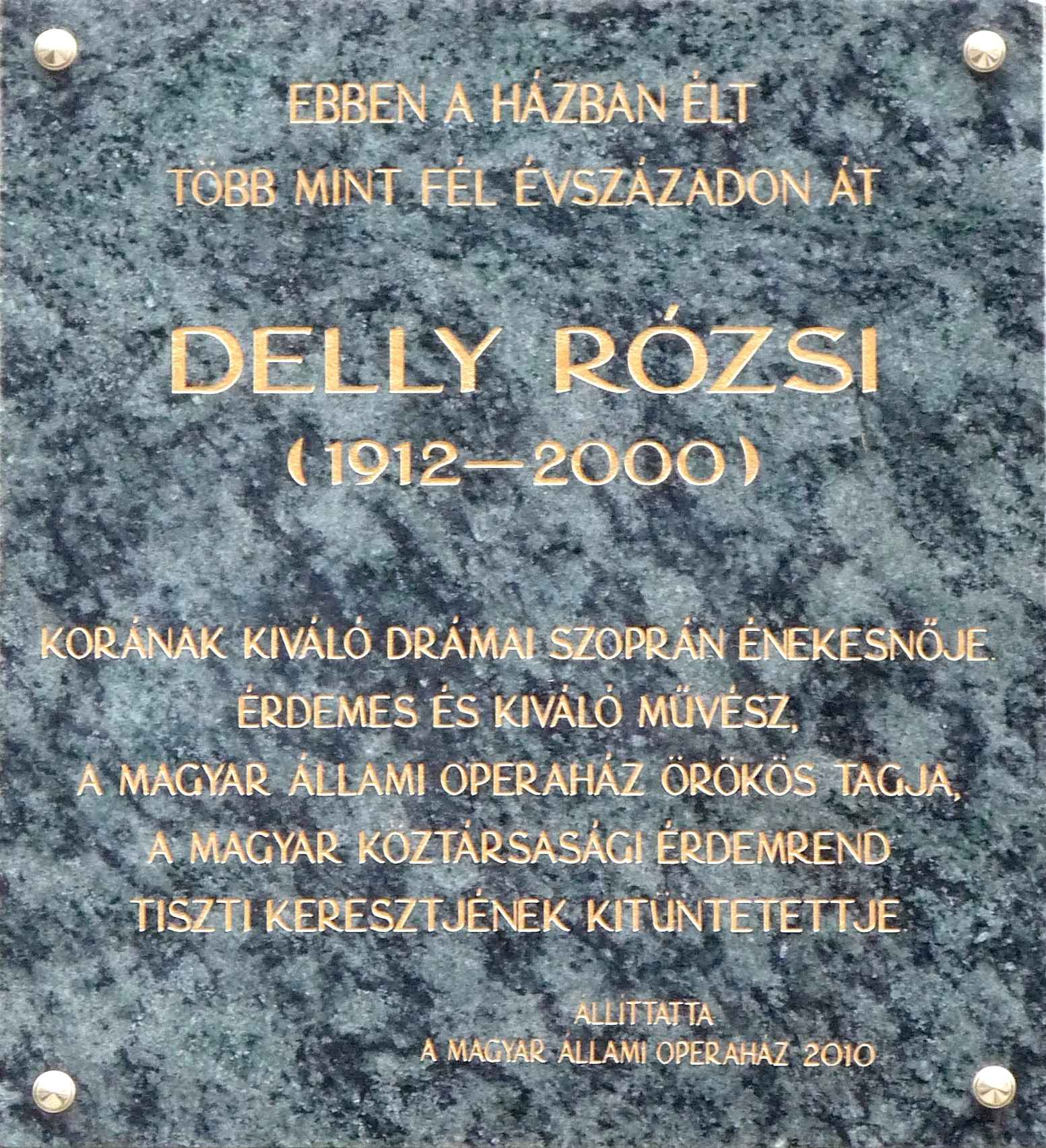
Delly Rózsi, Stáhly utca 2/a.
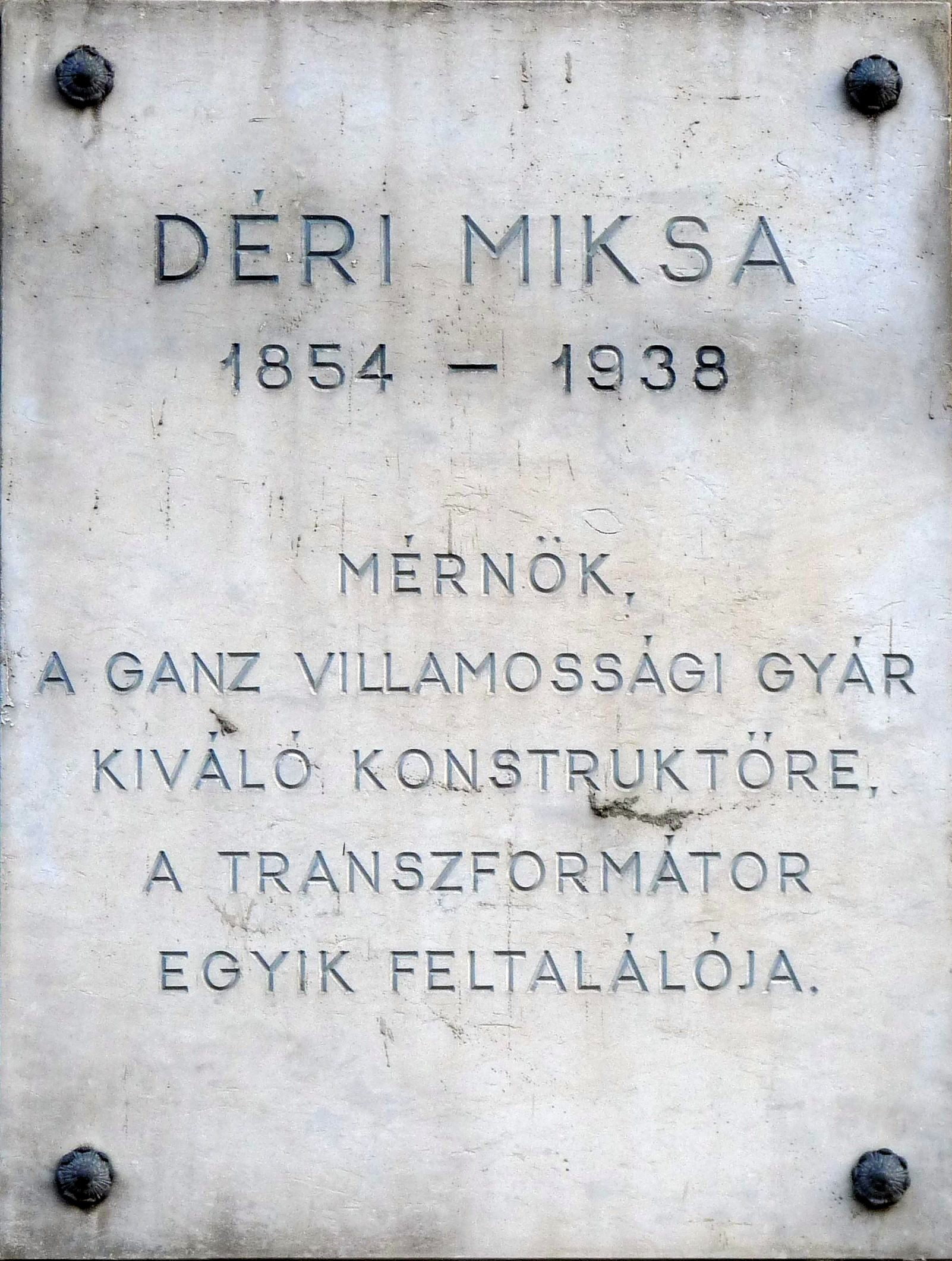
Déri Miksa, Déri Miksa utca 1.
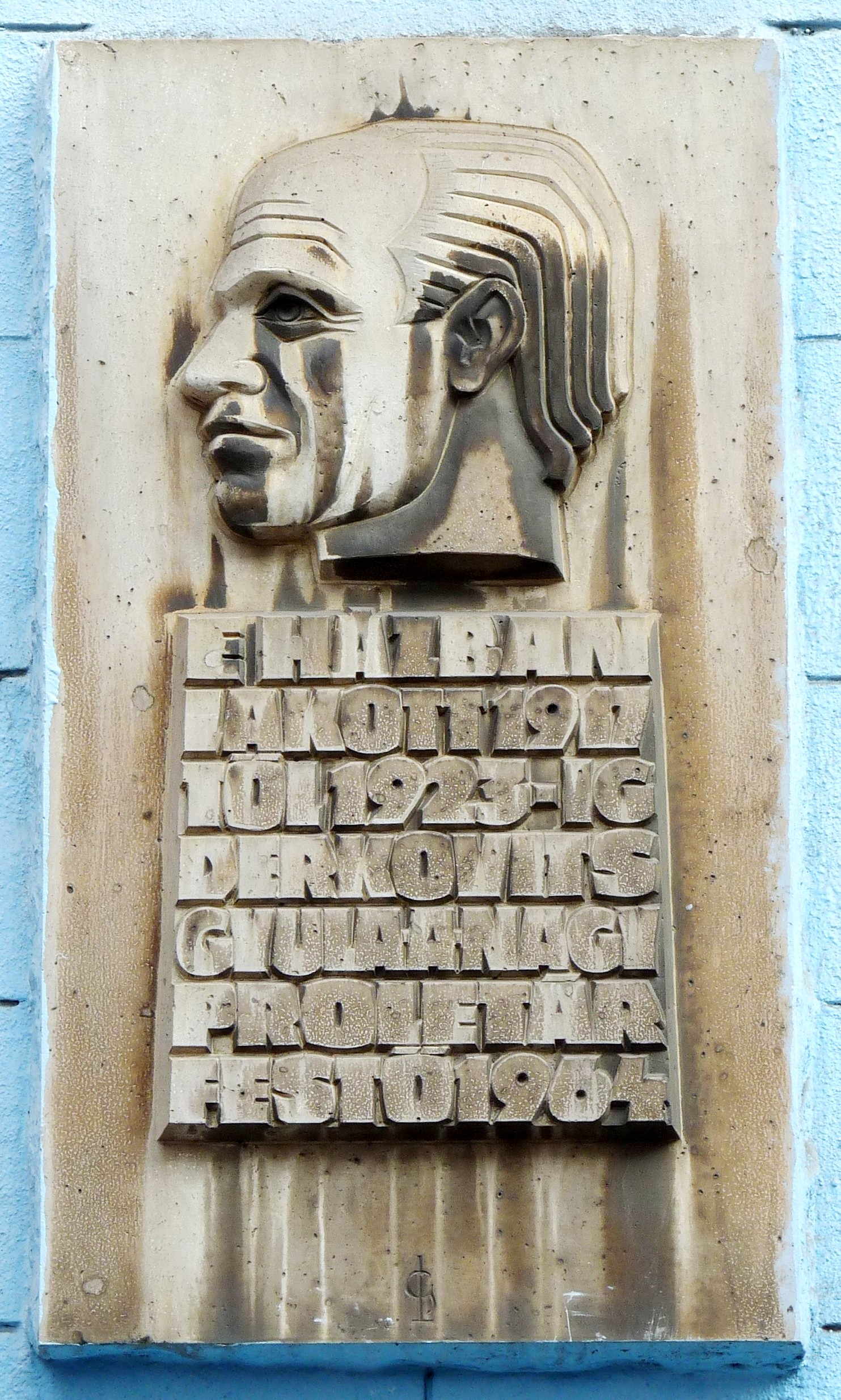
Derkovits Gyula Népszínház utca 18. alkotó: Csontos László
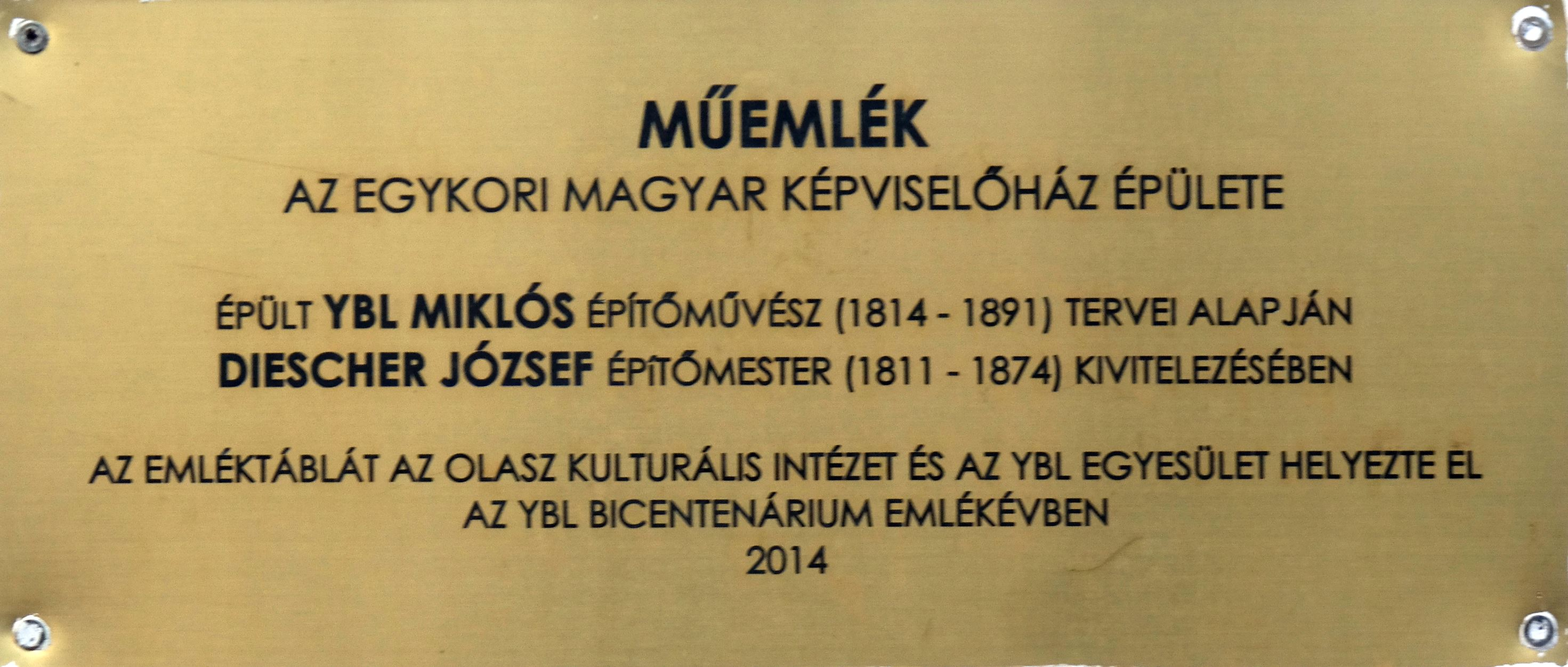
Diescher József, Bródy Sándor utca 8.
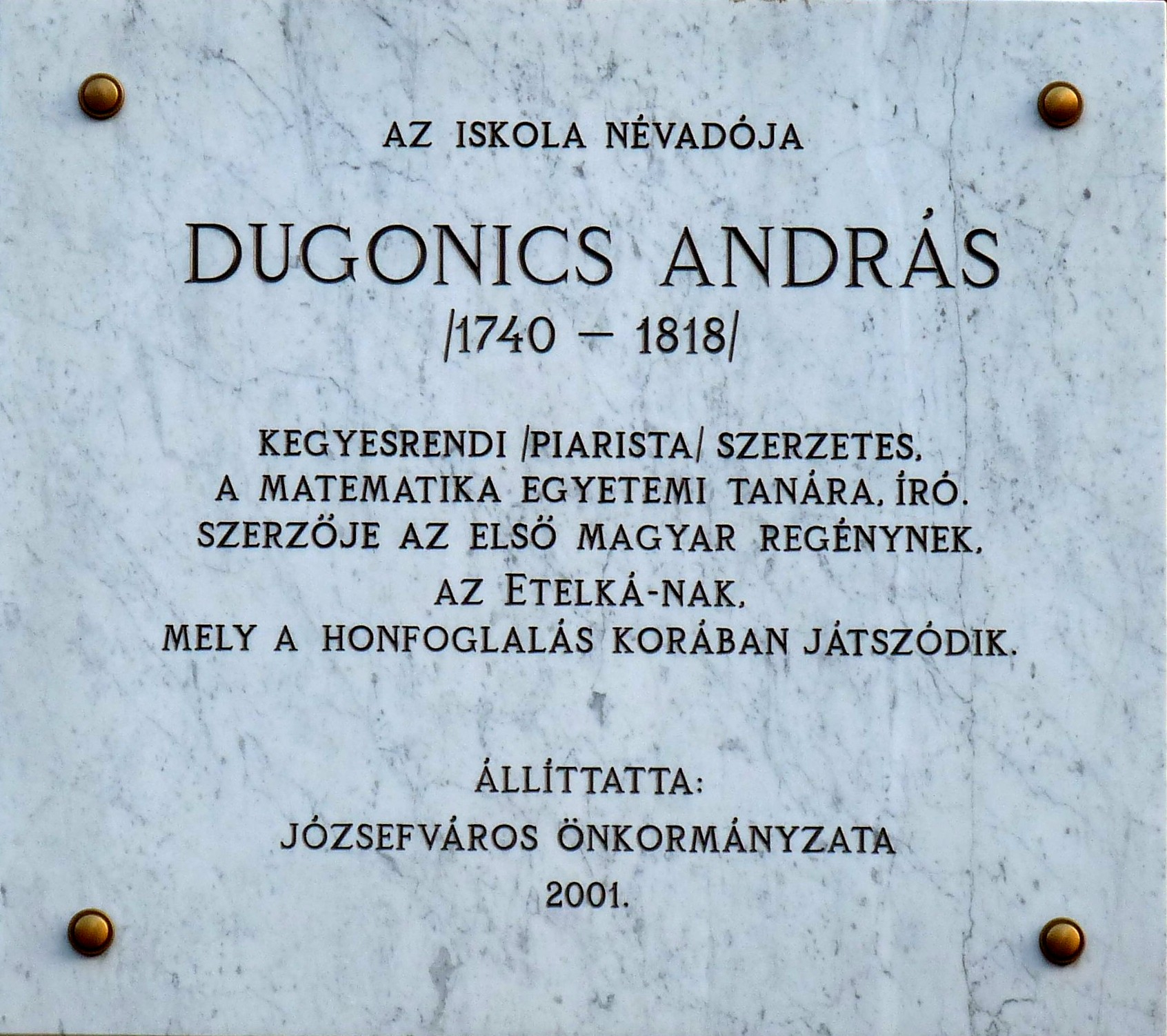
Dugonics András Dugonics utca 17-21.
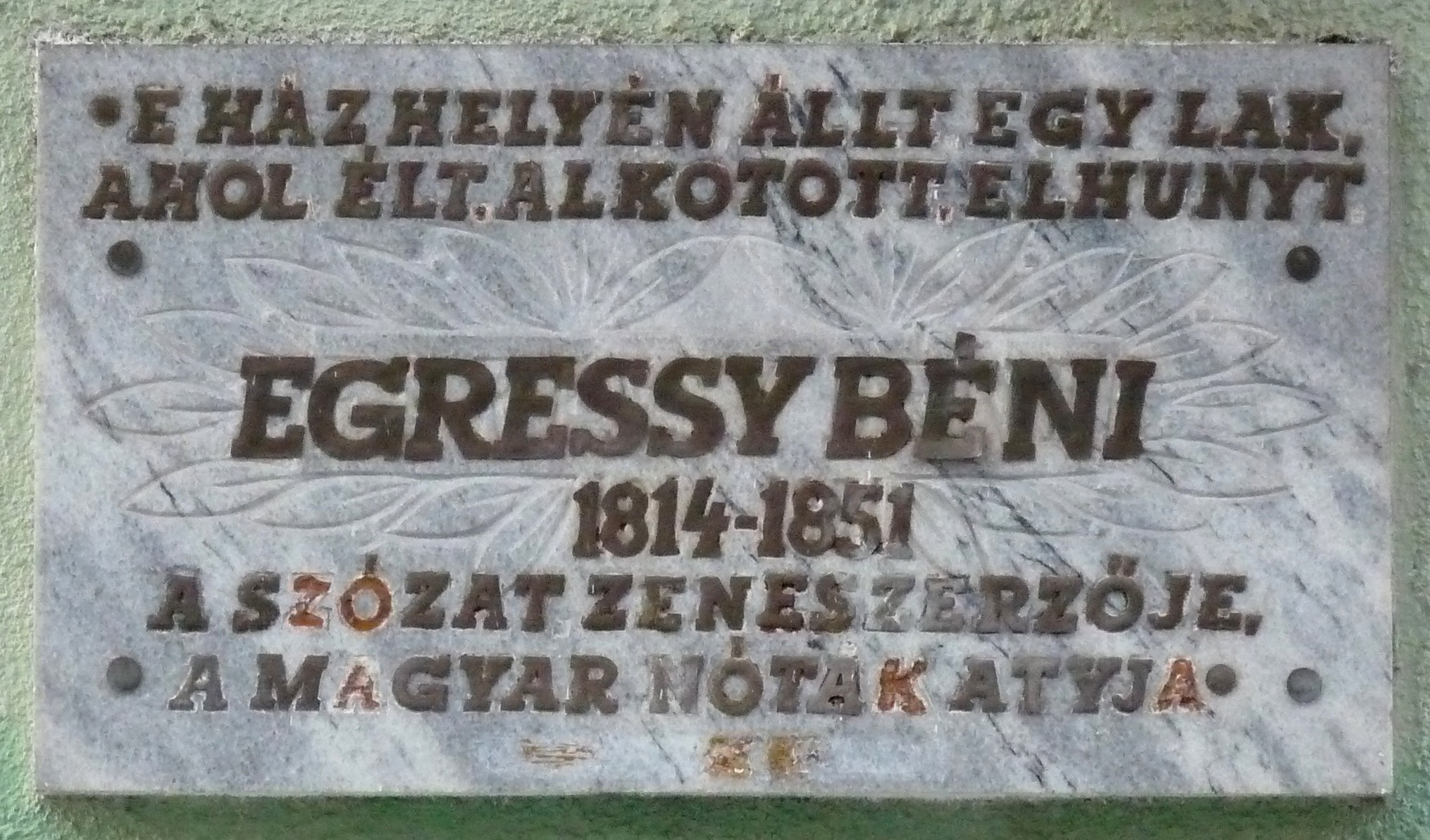
Egressy Béni, Bródy Sándor utca 26.
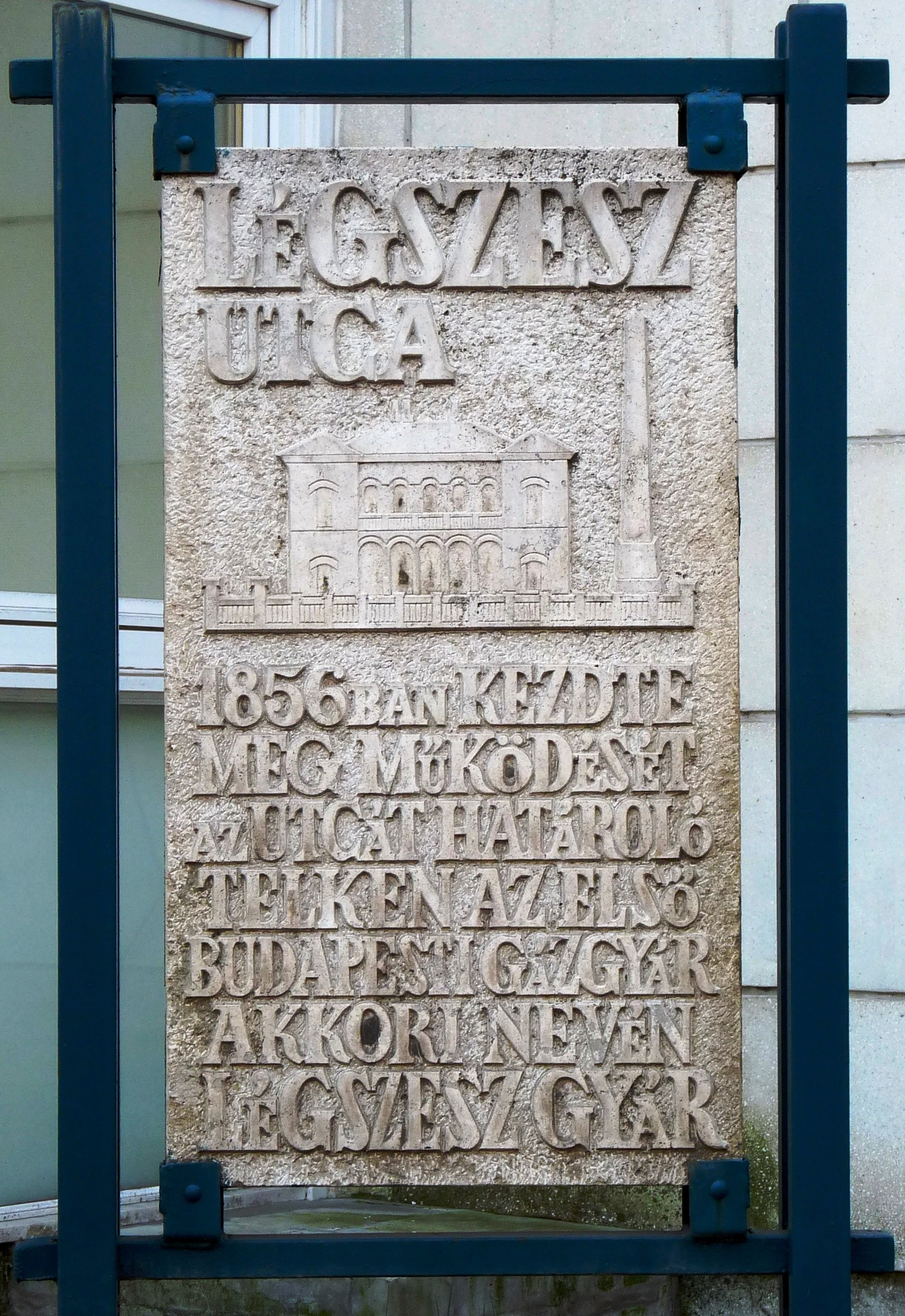
Első Budapesti Légszesz Gyár, Légszesz utca 1. alkotó: Csíkszentmihályi Róbert
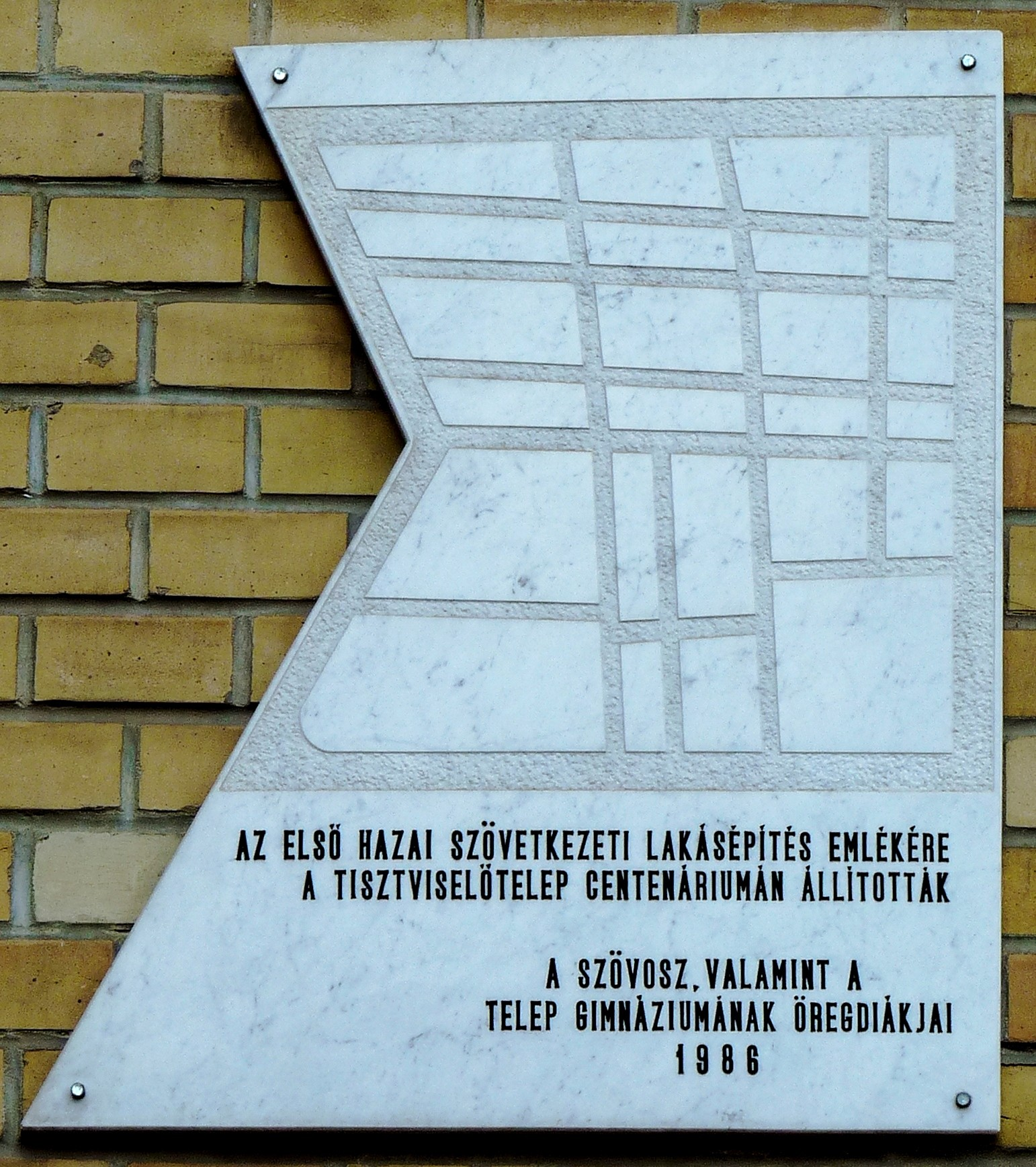
első hazai szövetkezeti lakásépítés, Orczy út 30.
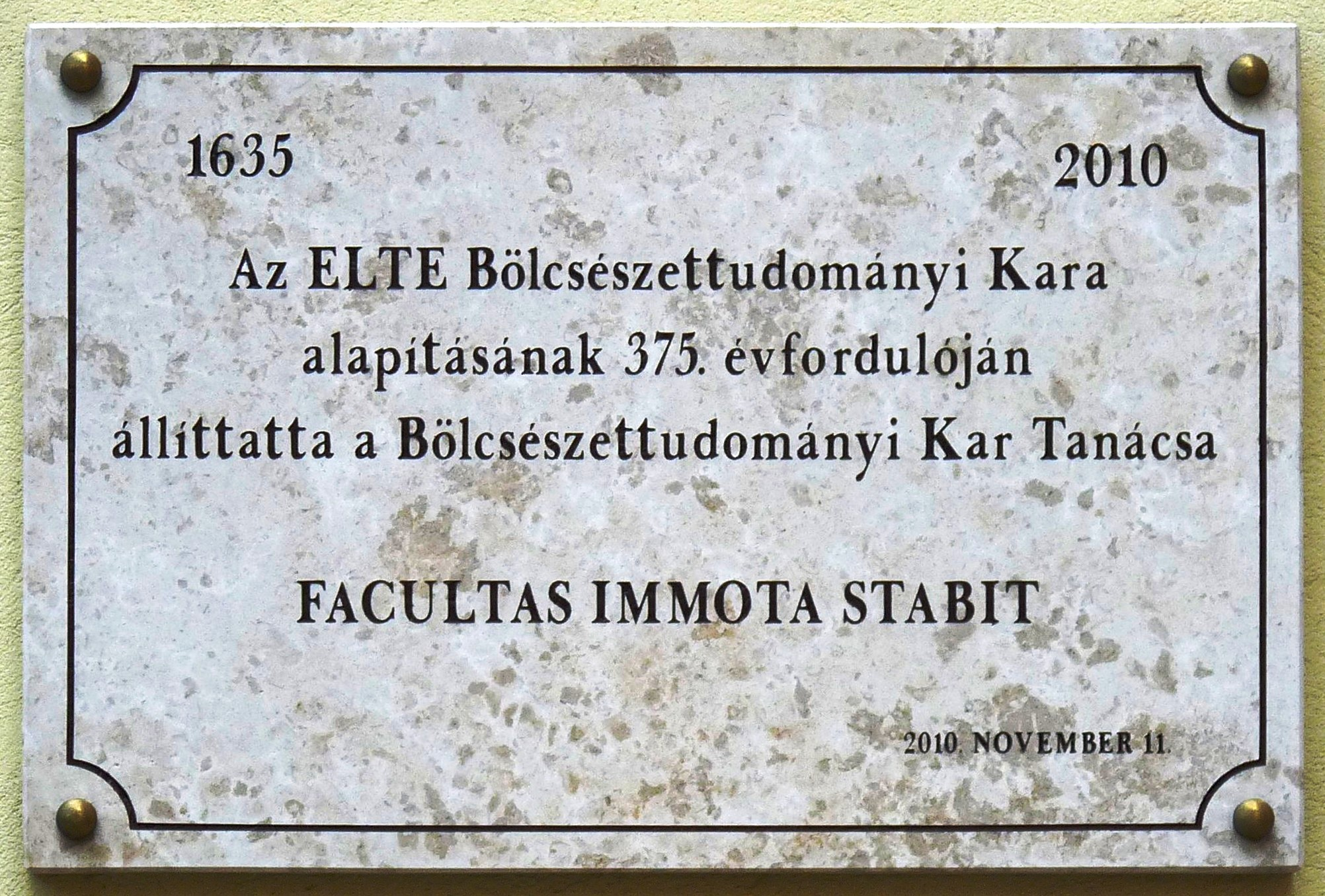
ELTE BTK 375. évf., Múzeum körút 4.
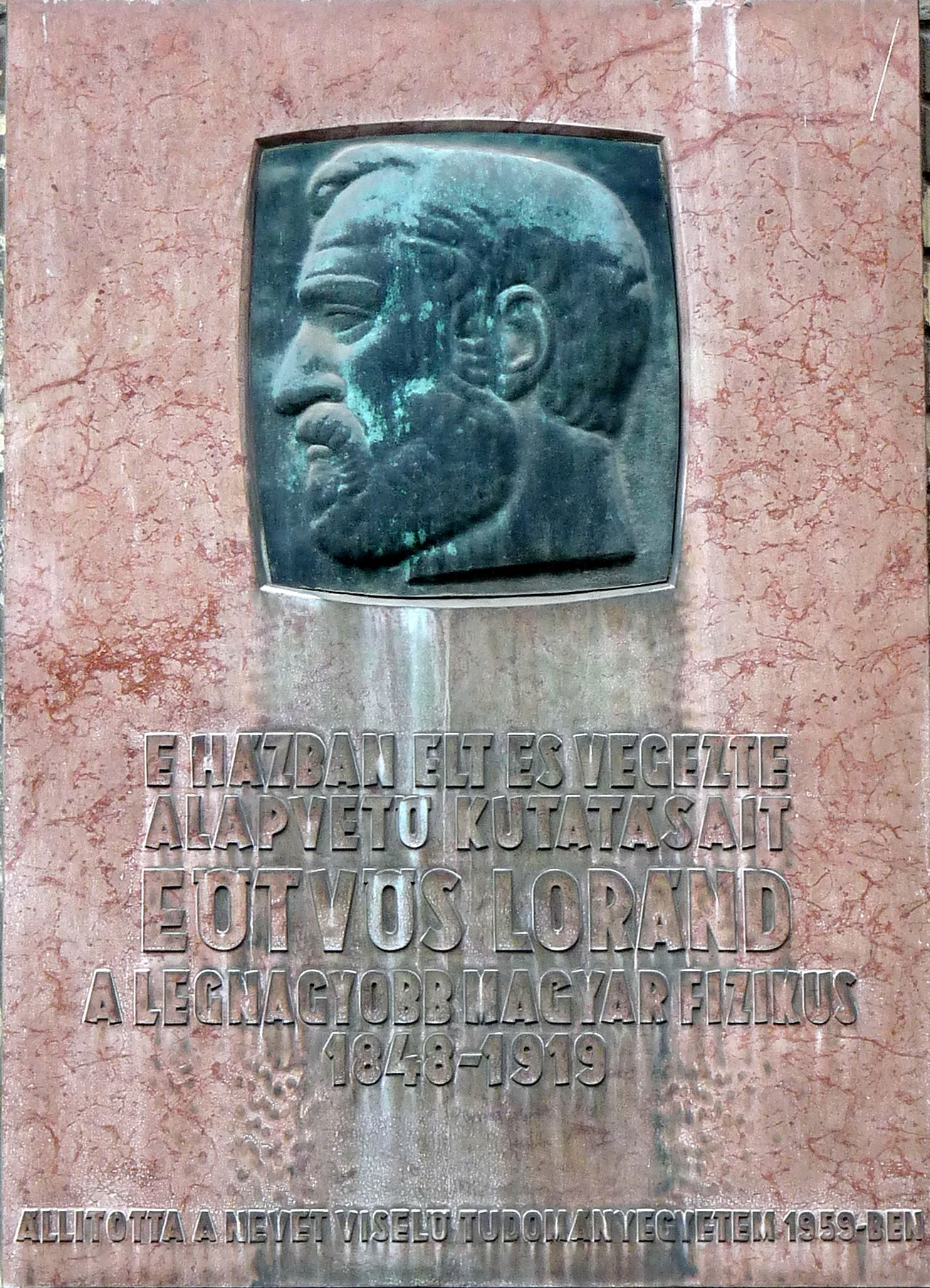
Eötvös Loránd, Puskin utca 5. alkotó: Kákonyi István
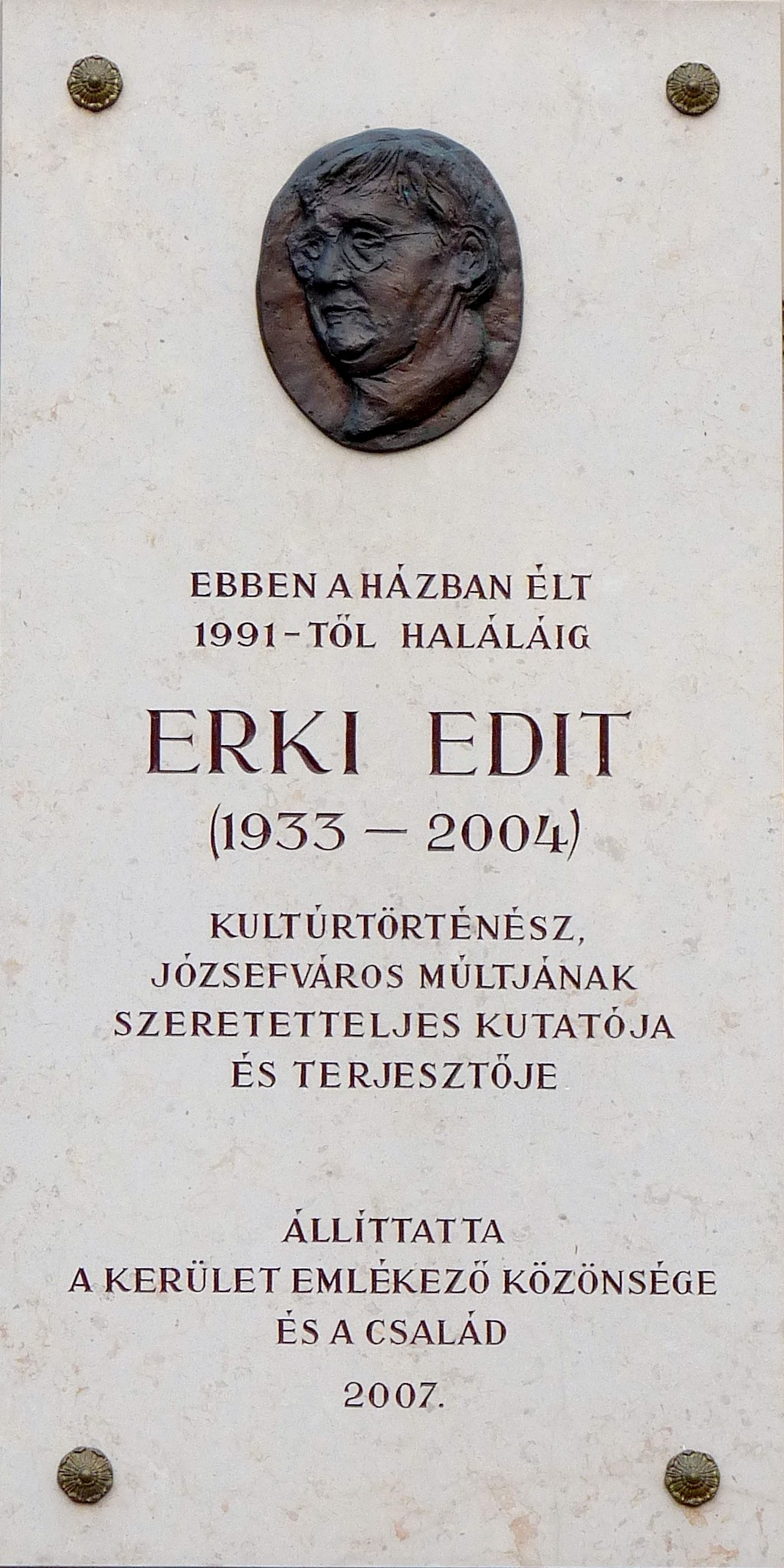
Erki Edit, Horváth Mihály tér 12.
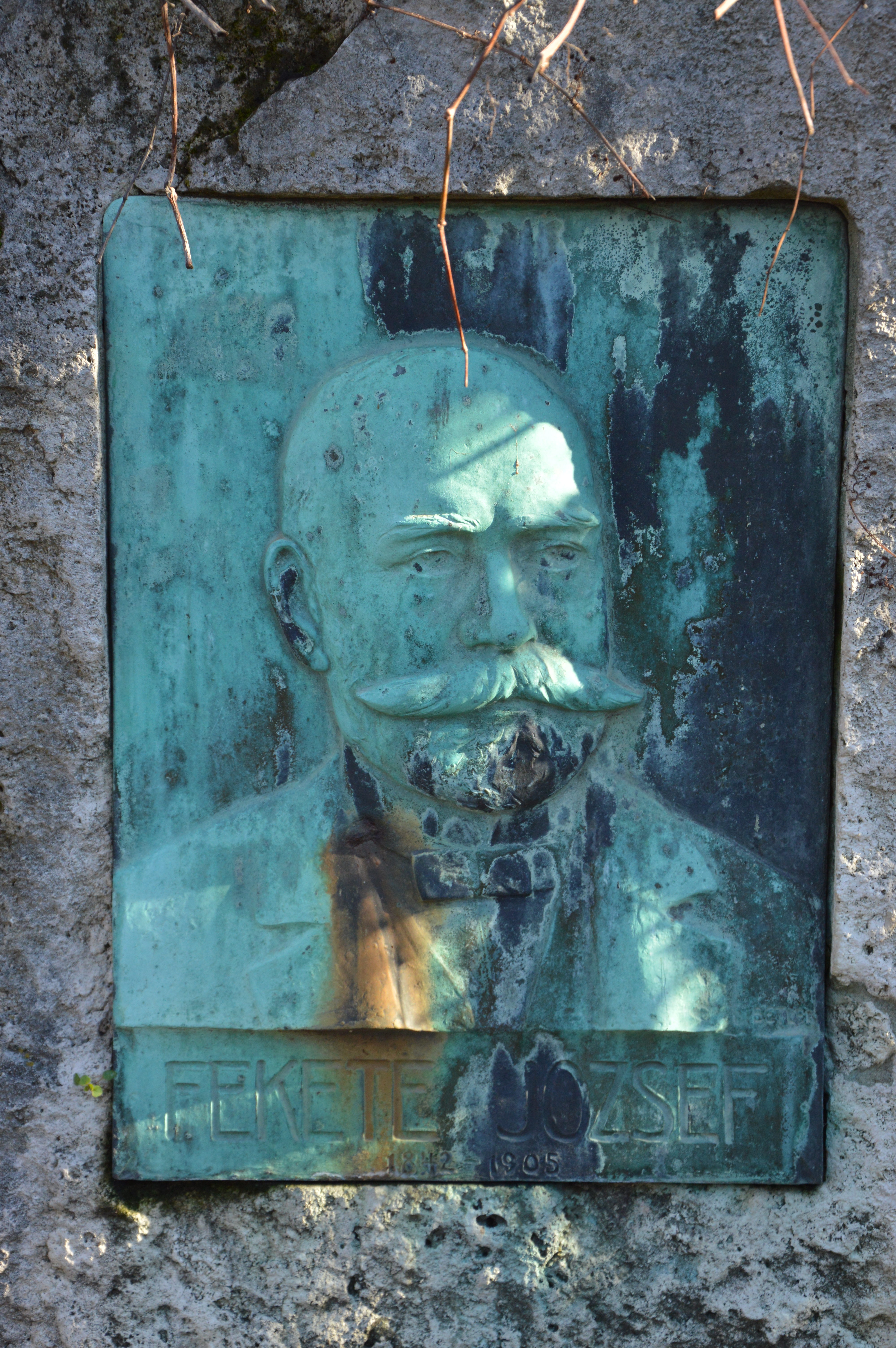
Fekete József, Illés utca 25.
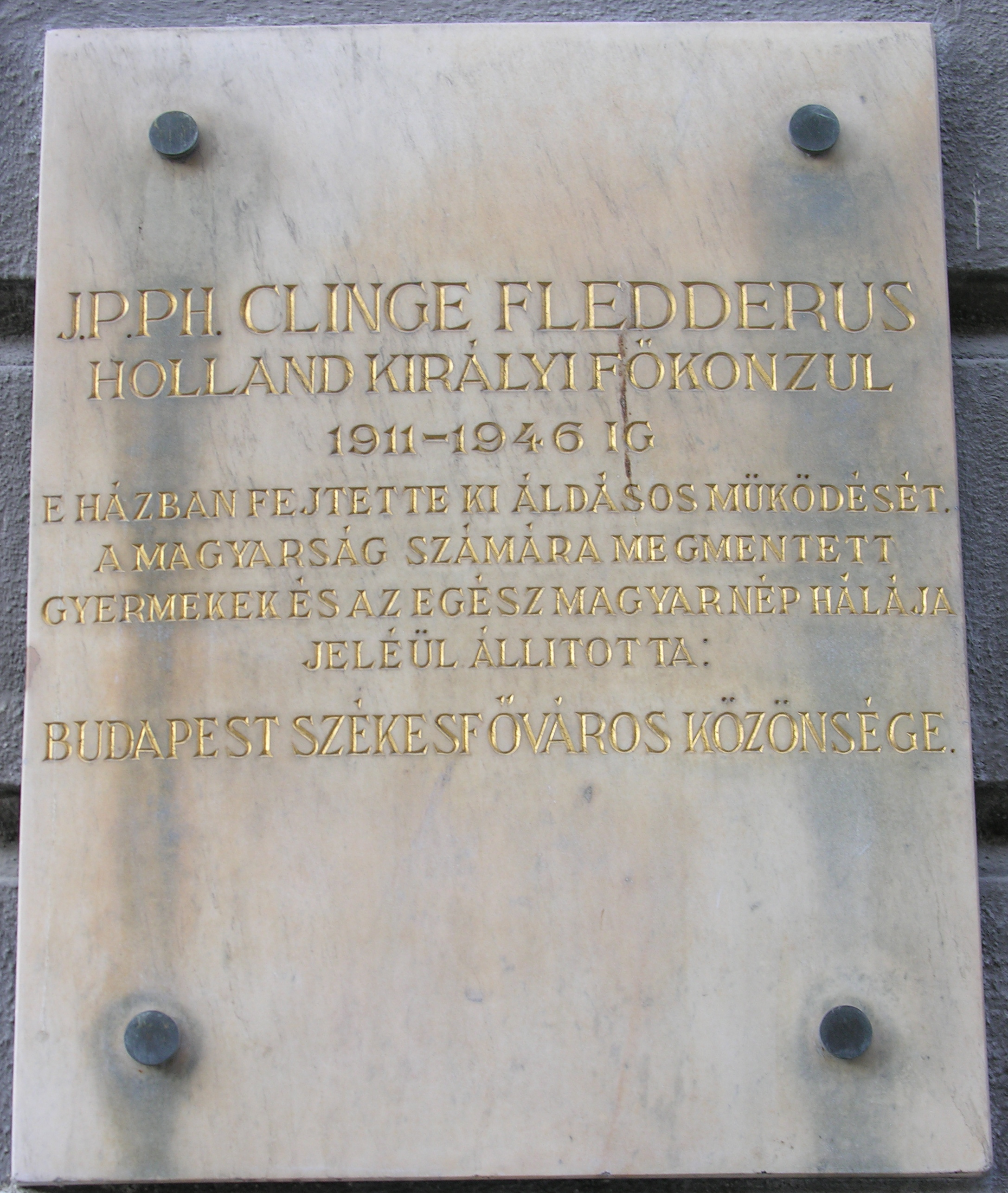
Clinge Fledderus Üllői út 2-4.
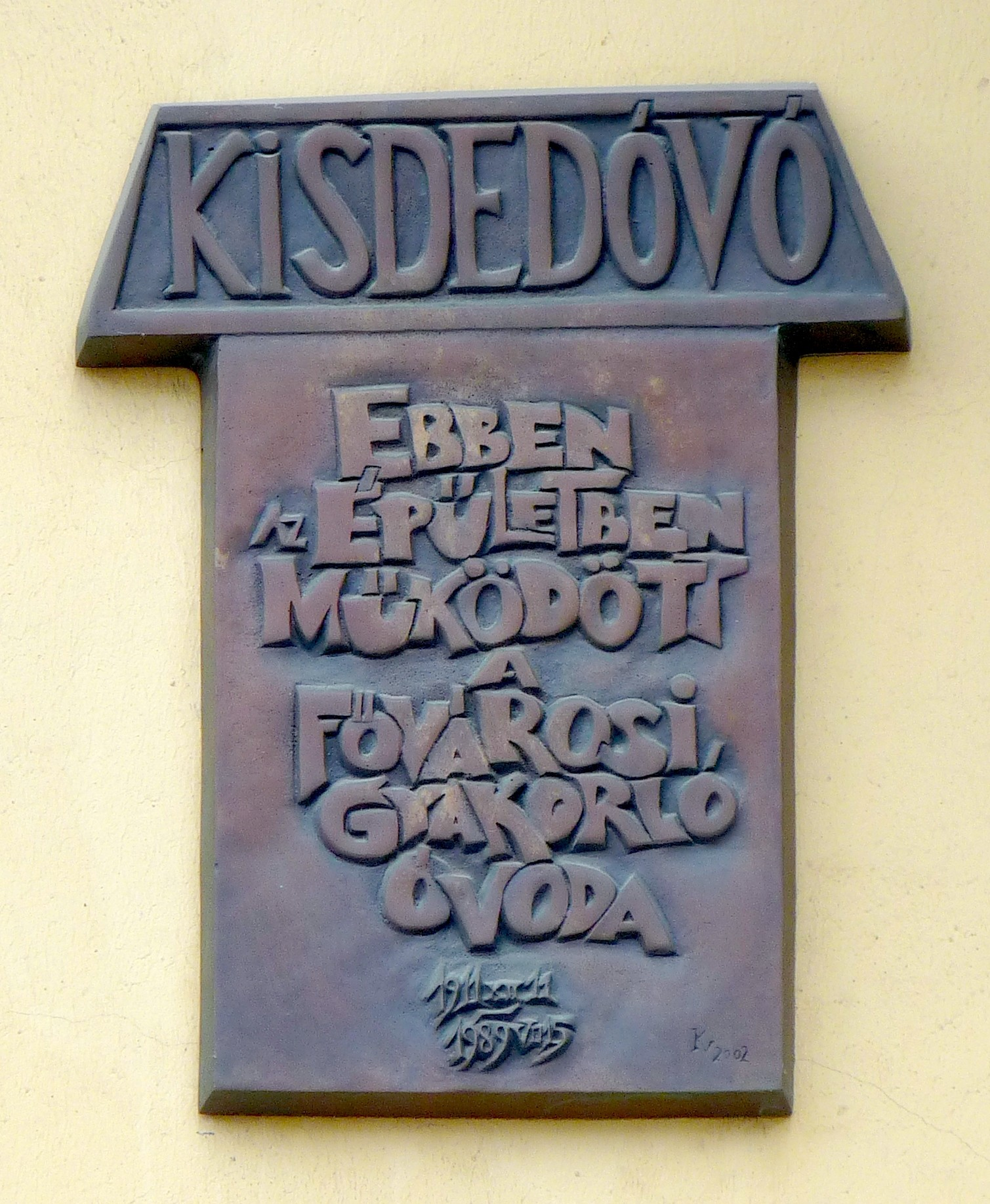
Fővárosi Gyakorló Óvoda, Horváth Mihály tér 9.
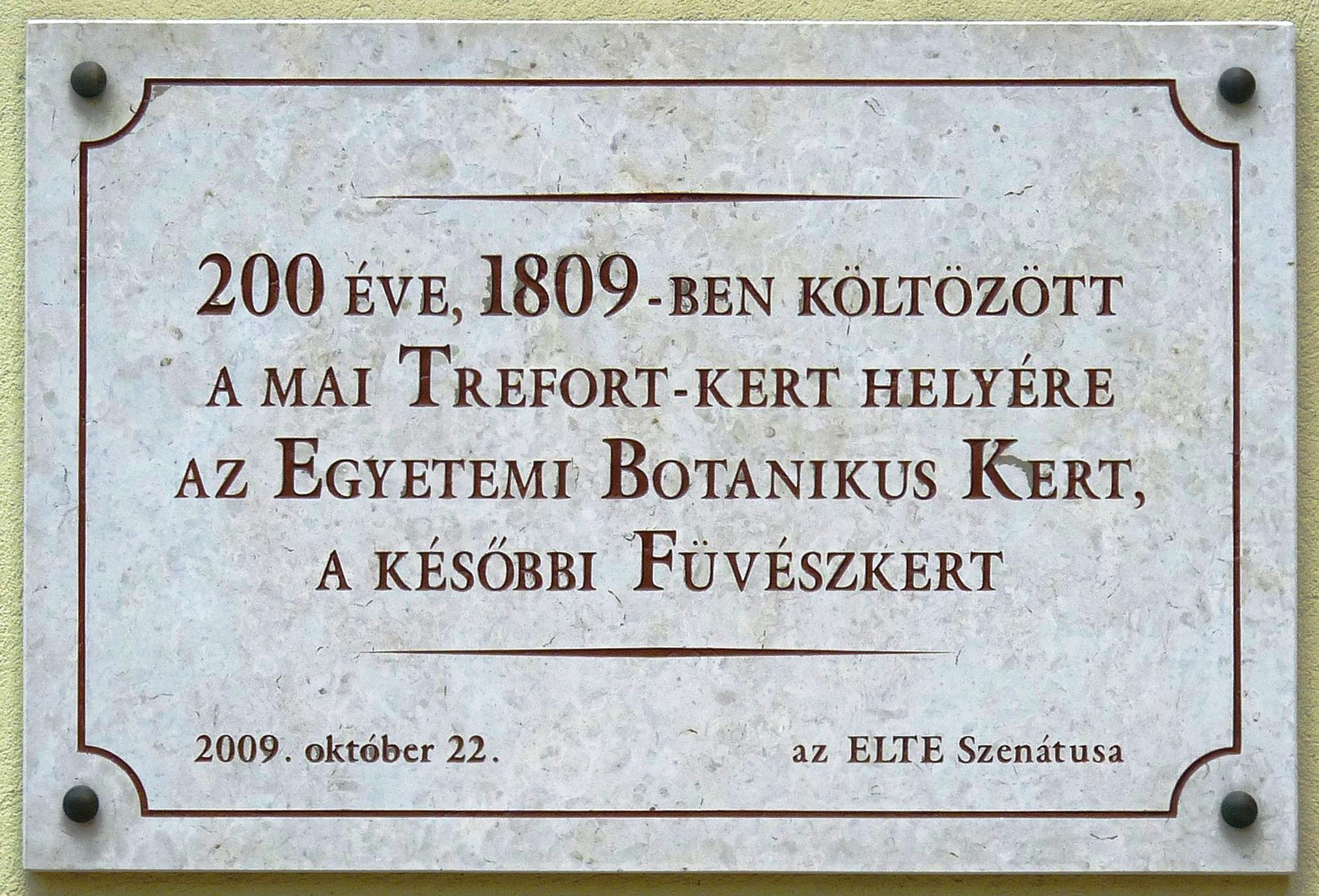
Füvészkert 200. évf., Múzeum körút 4.
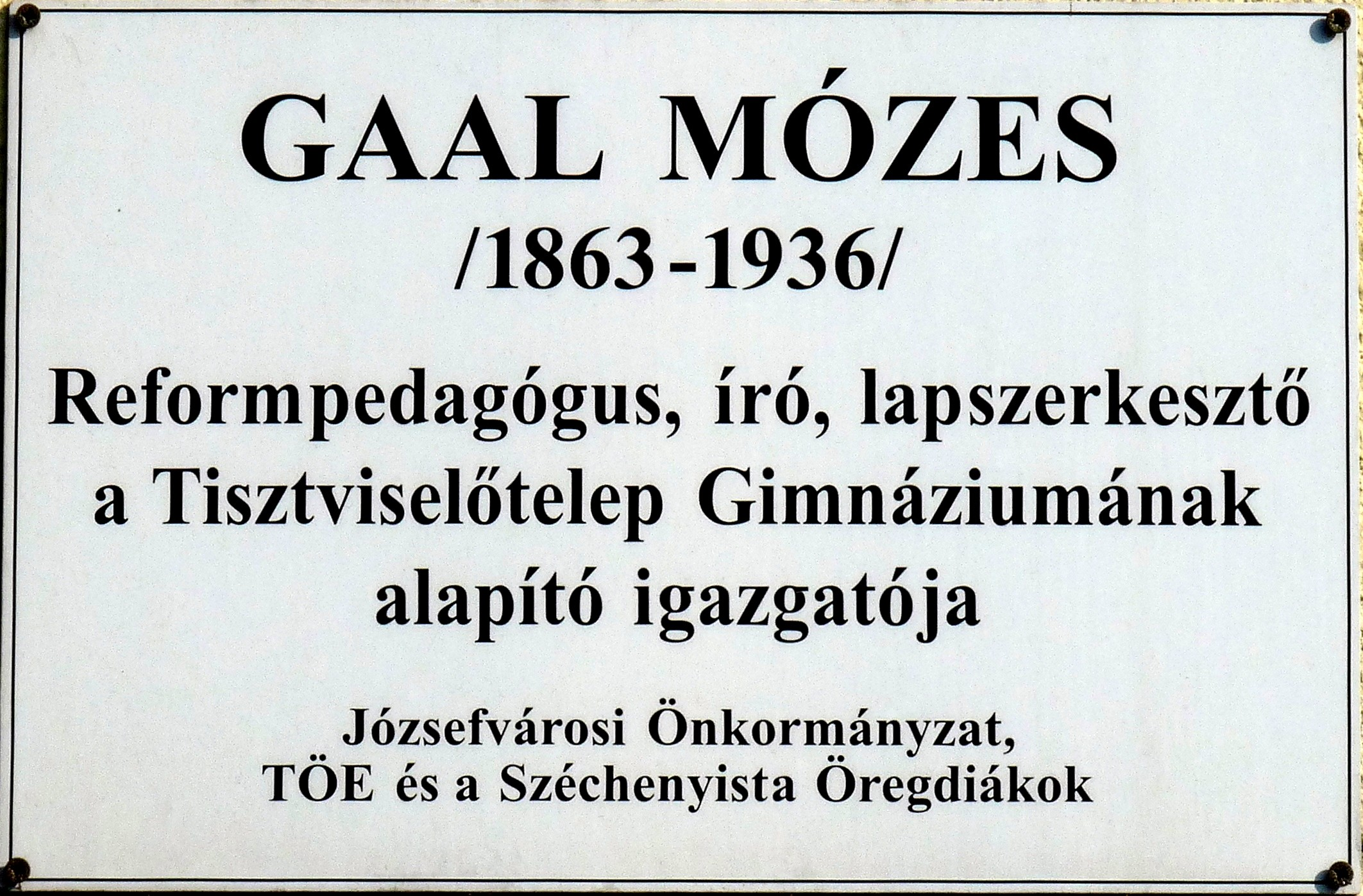
Gaál Mózes, Gaál Mózes utca 1.
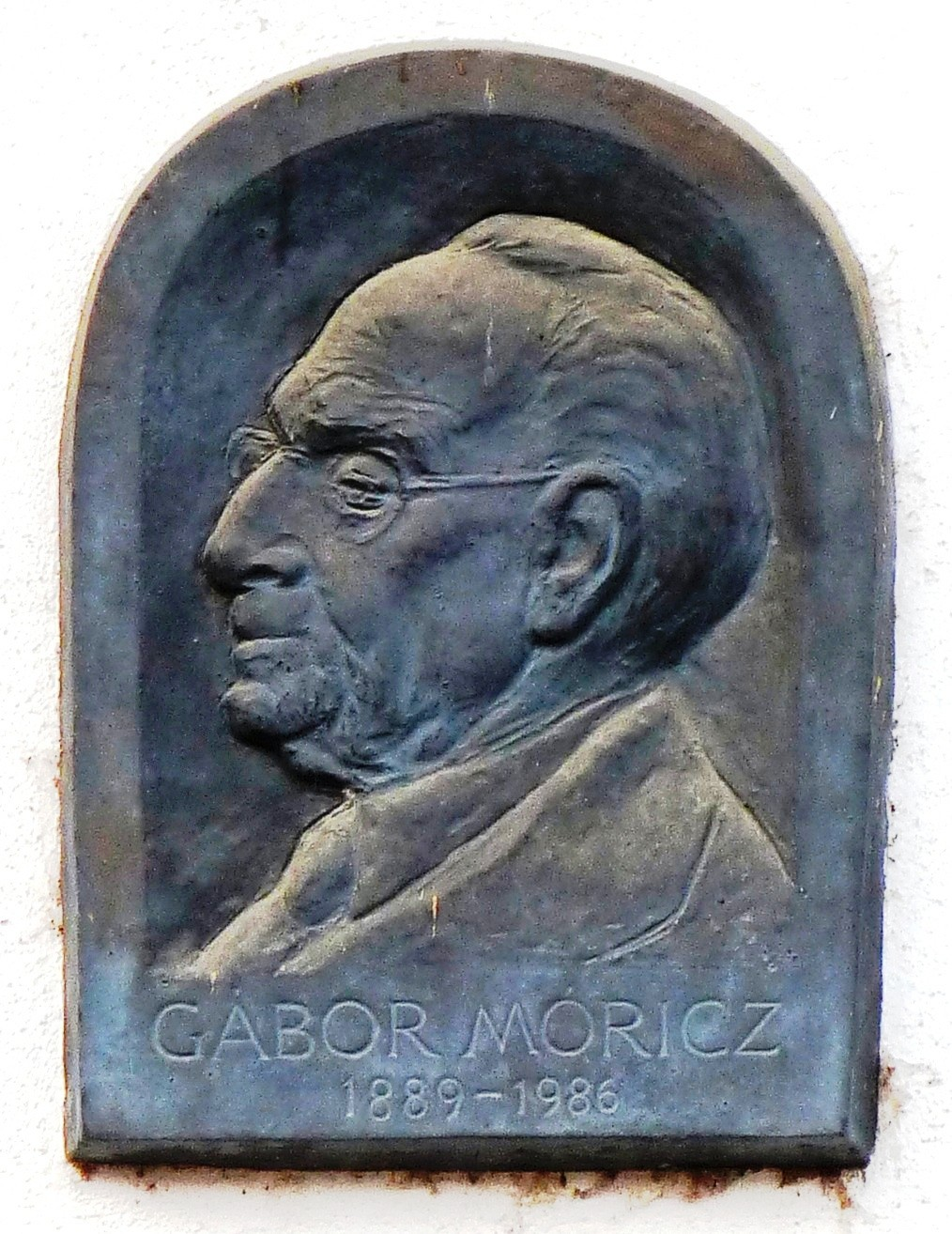
Gábor Móricz, Százados út 2. alkotó: Szabó Iván
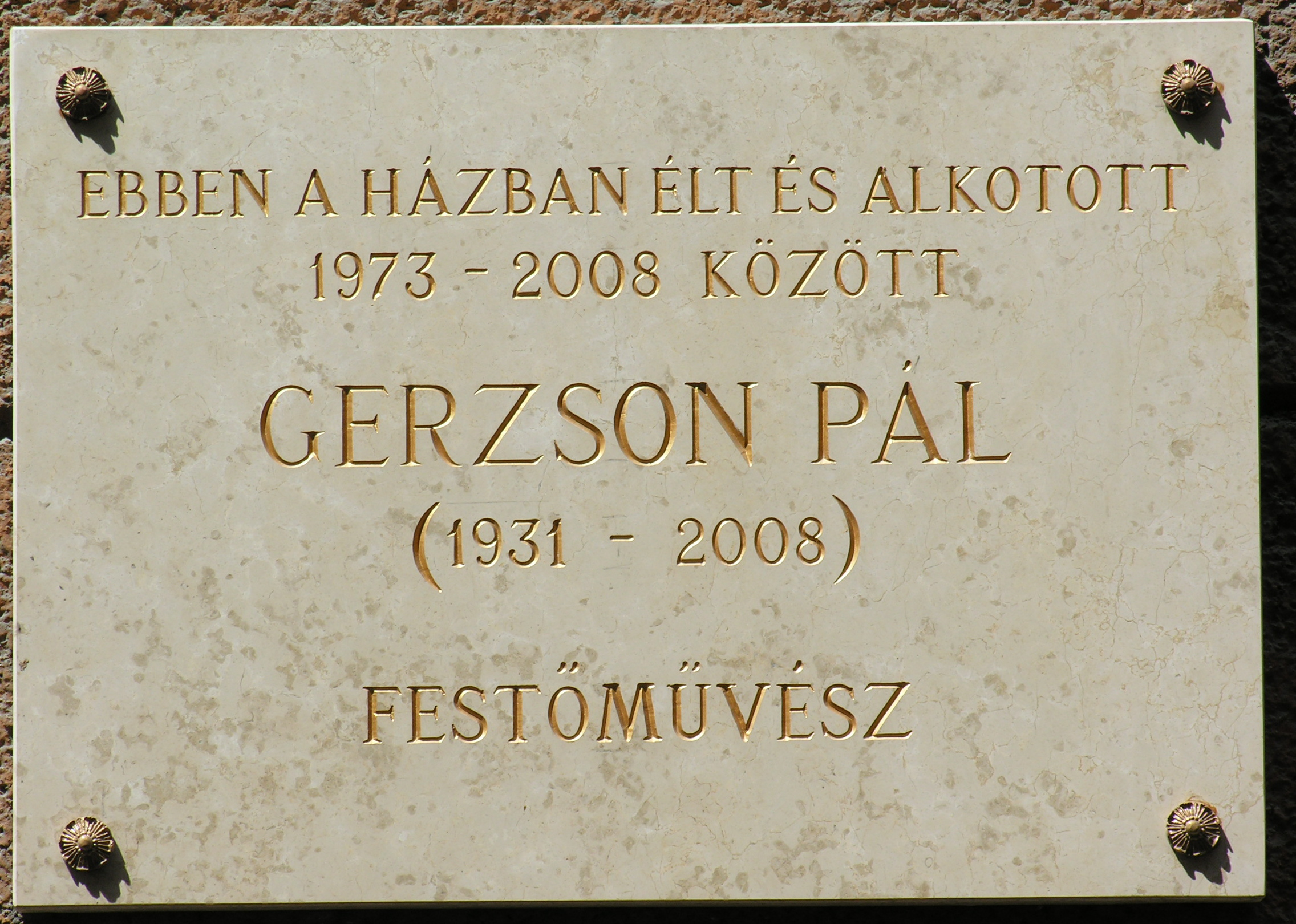
Gerzson Pál Krúdy Gyula utca 12.
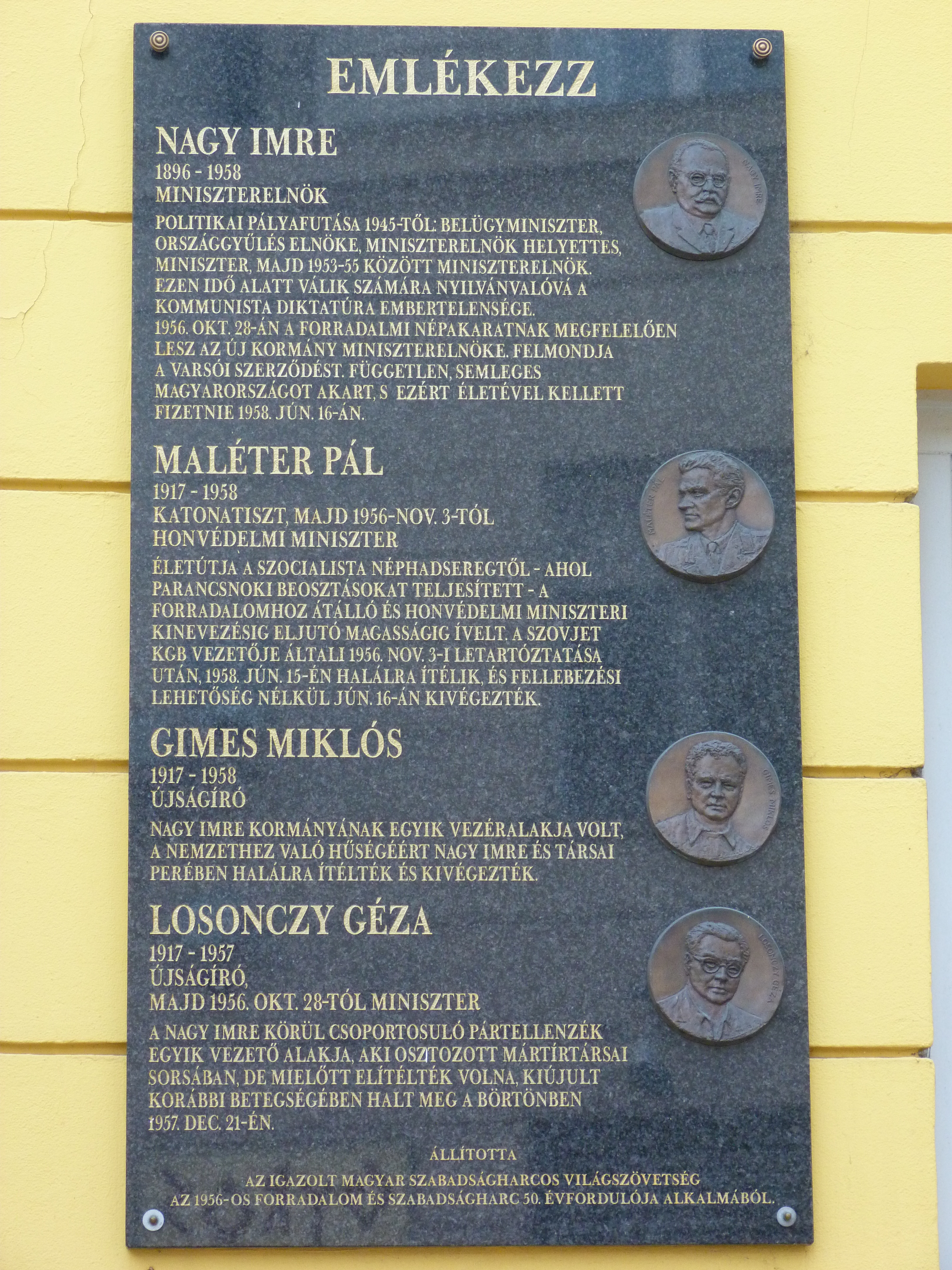
Gimes Miklós Corvin köz
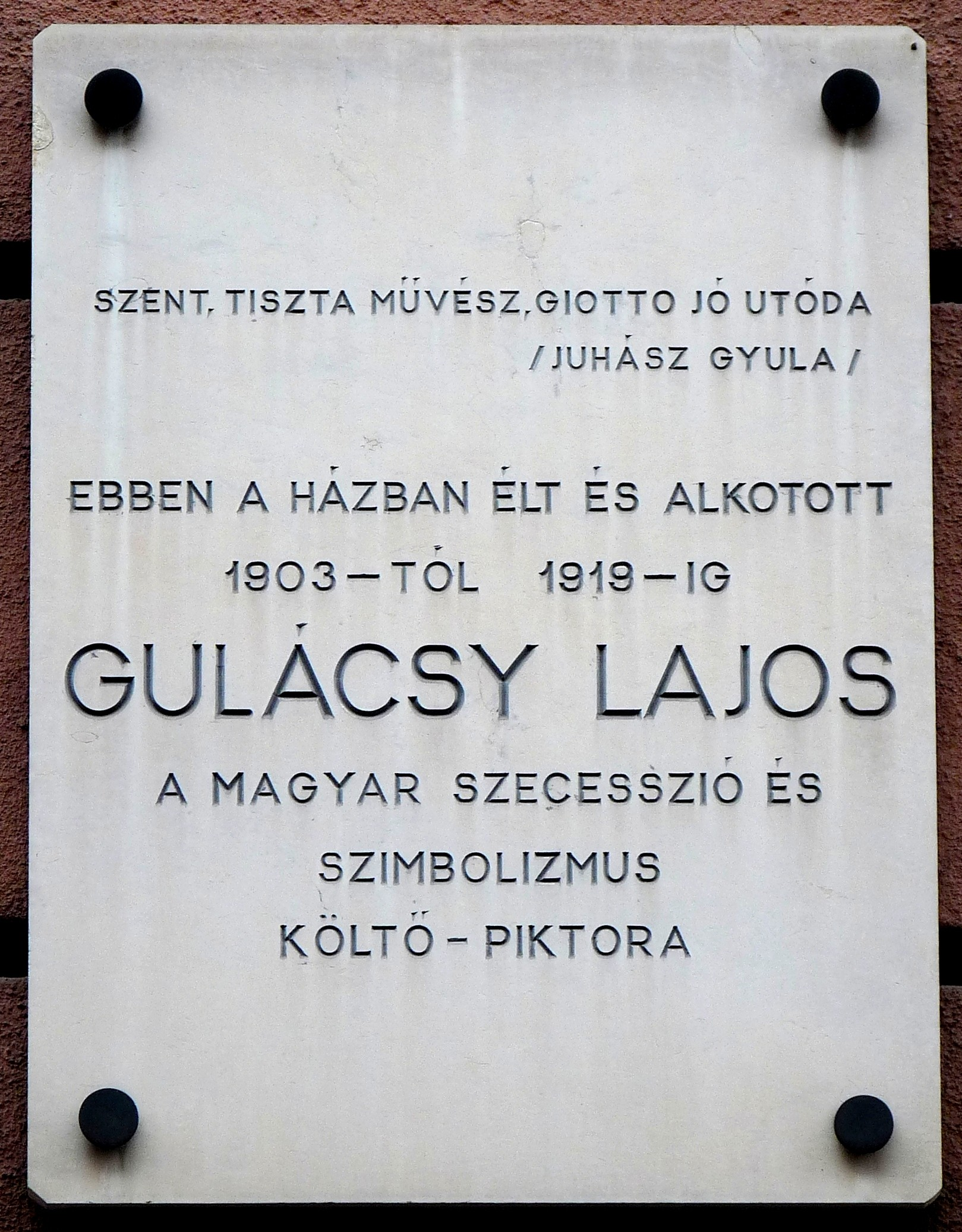
Gulácsy Lajos, Rigó utca 14.
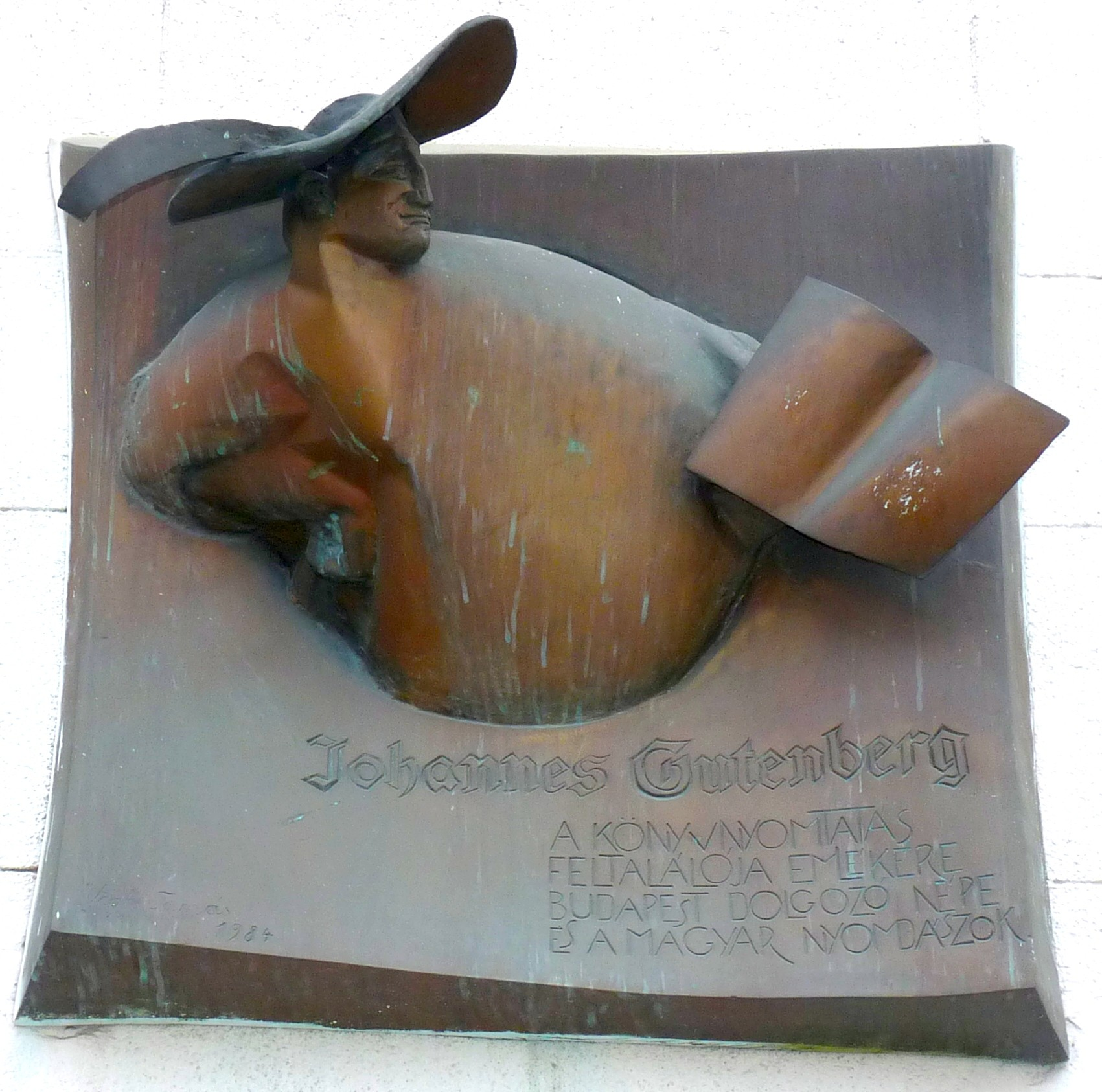
Johannes Gutenberg, Gutenberg tér 4. alkotó: Vígh Tamás
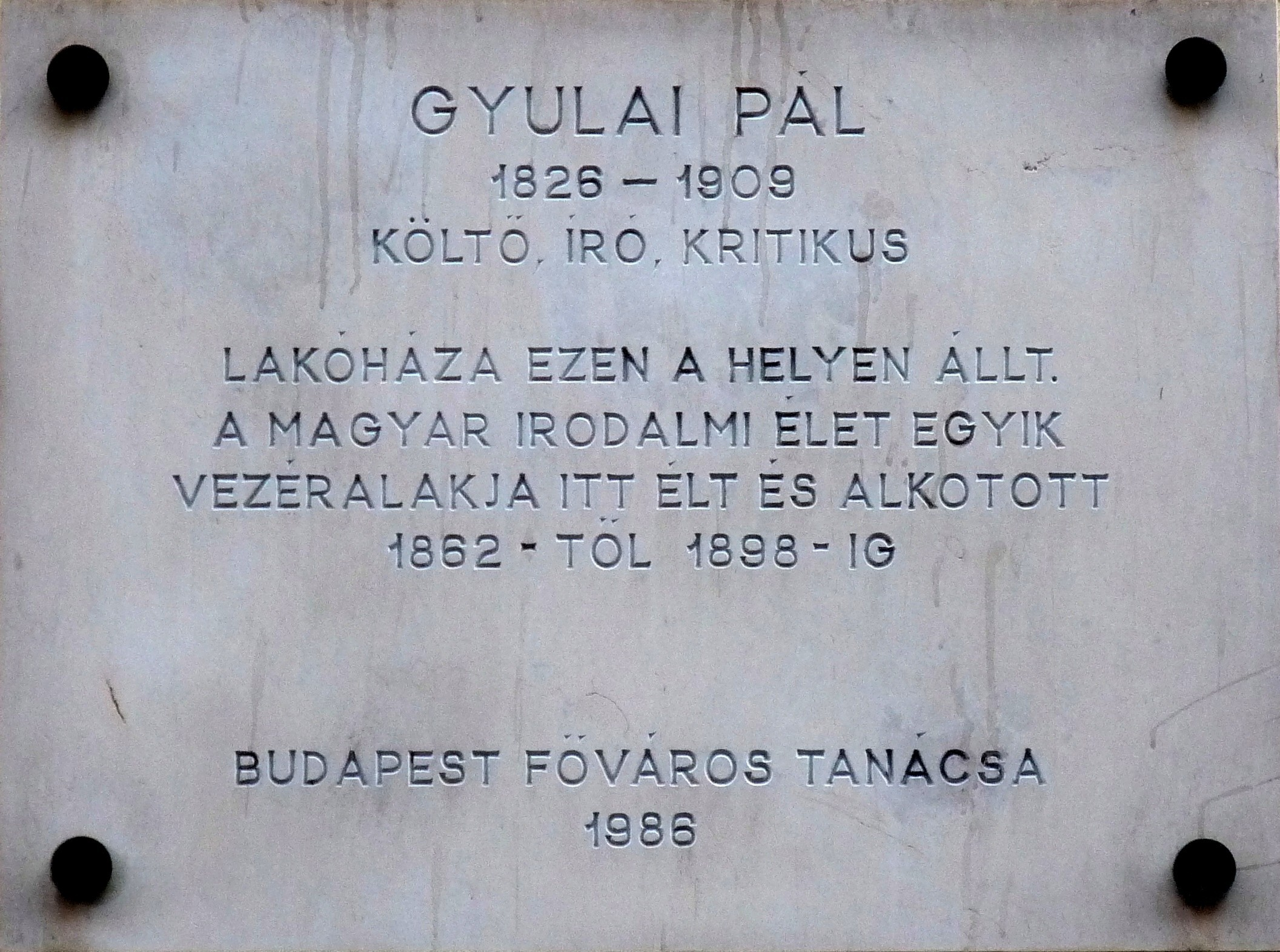
Gyulai Pál, Bródy Sándor utca 13.
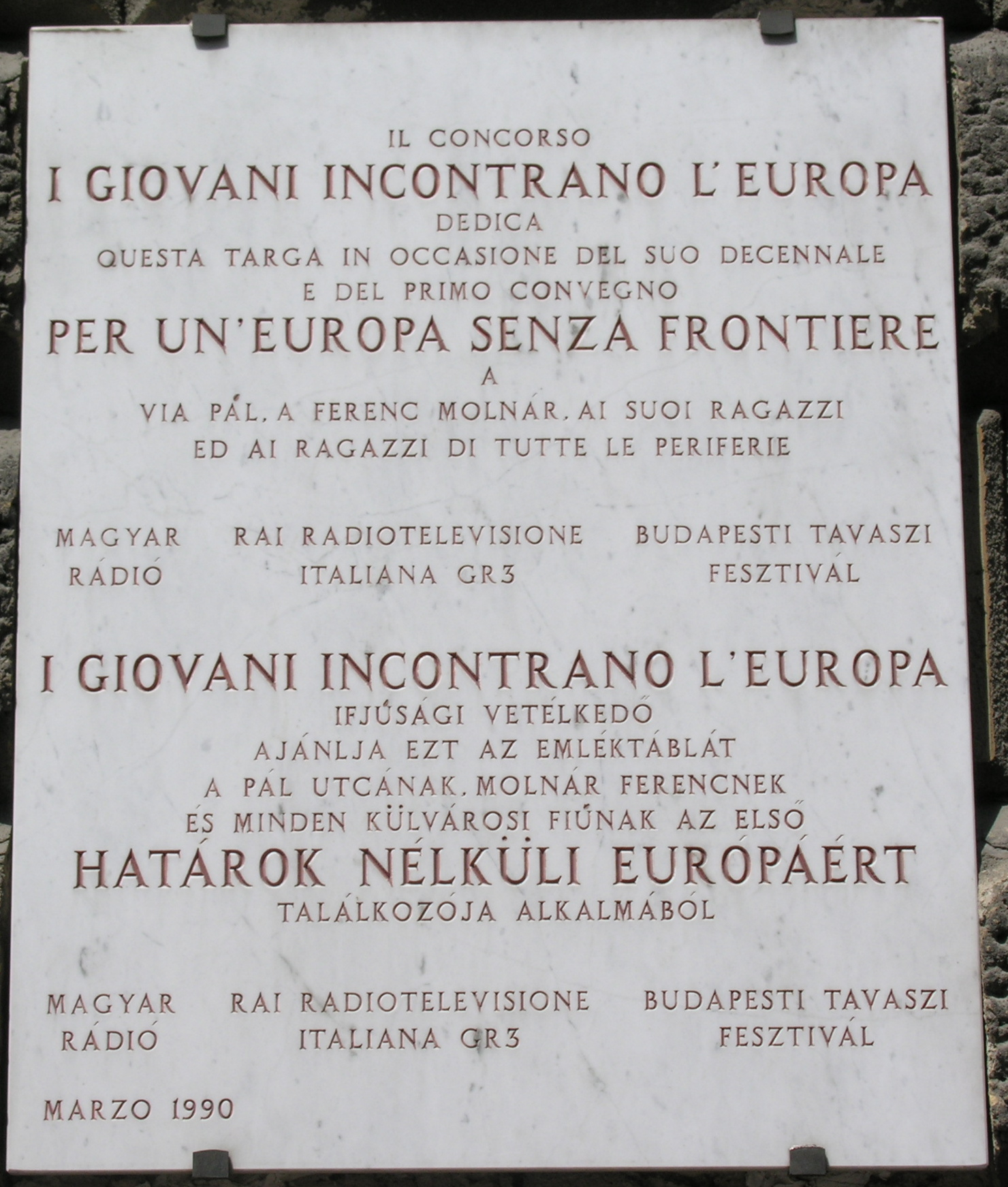
Határok nélküli Európáért Pál utca 2.
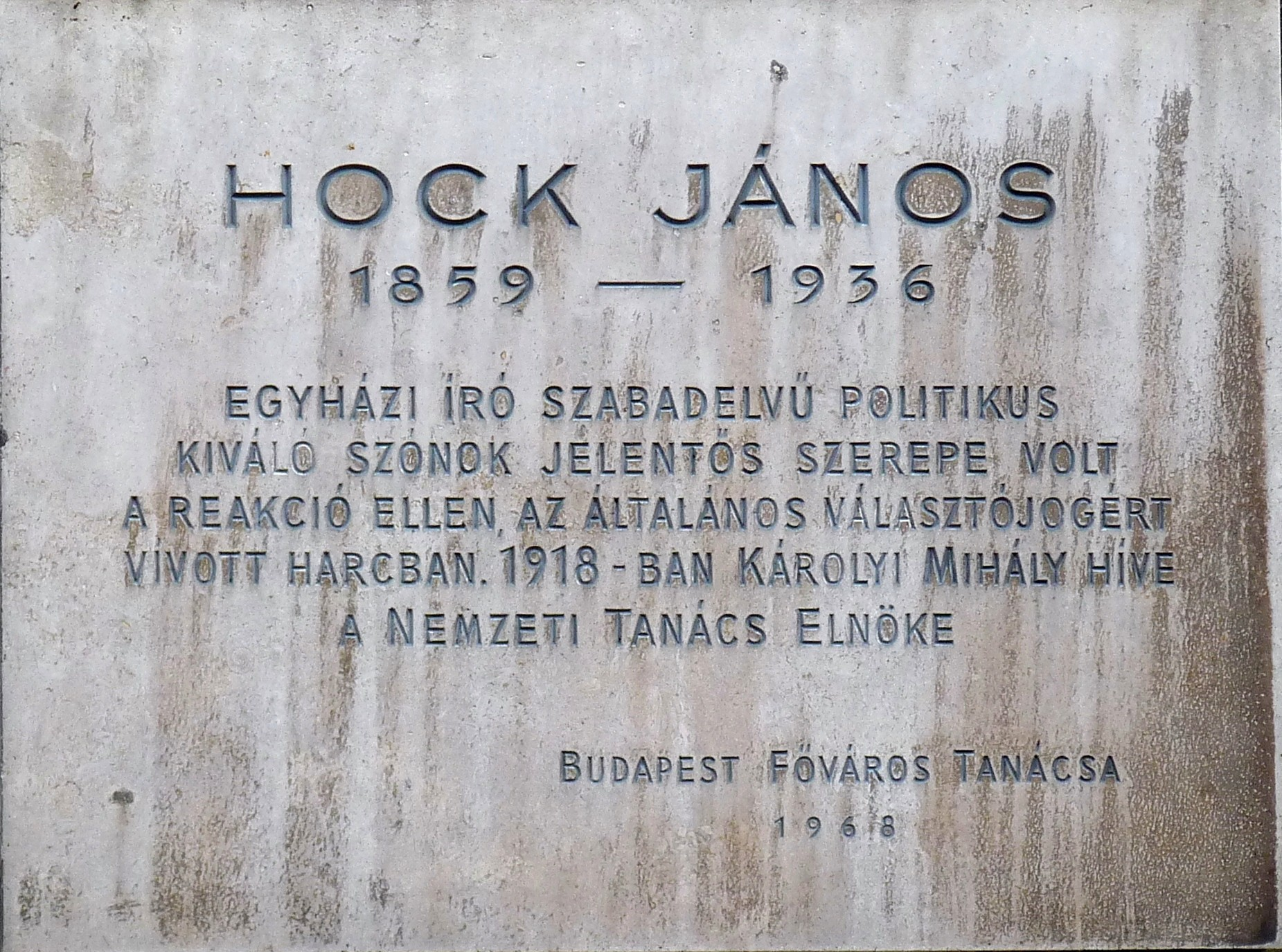
Hock János, Hock János utca 2.
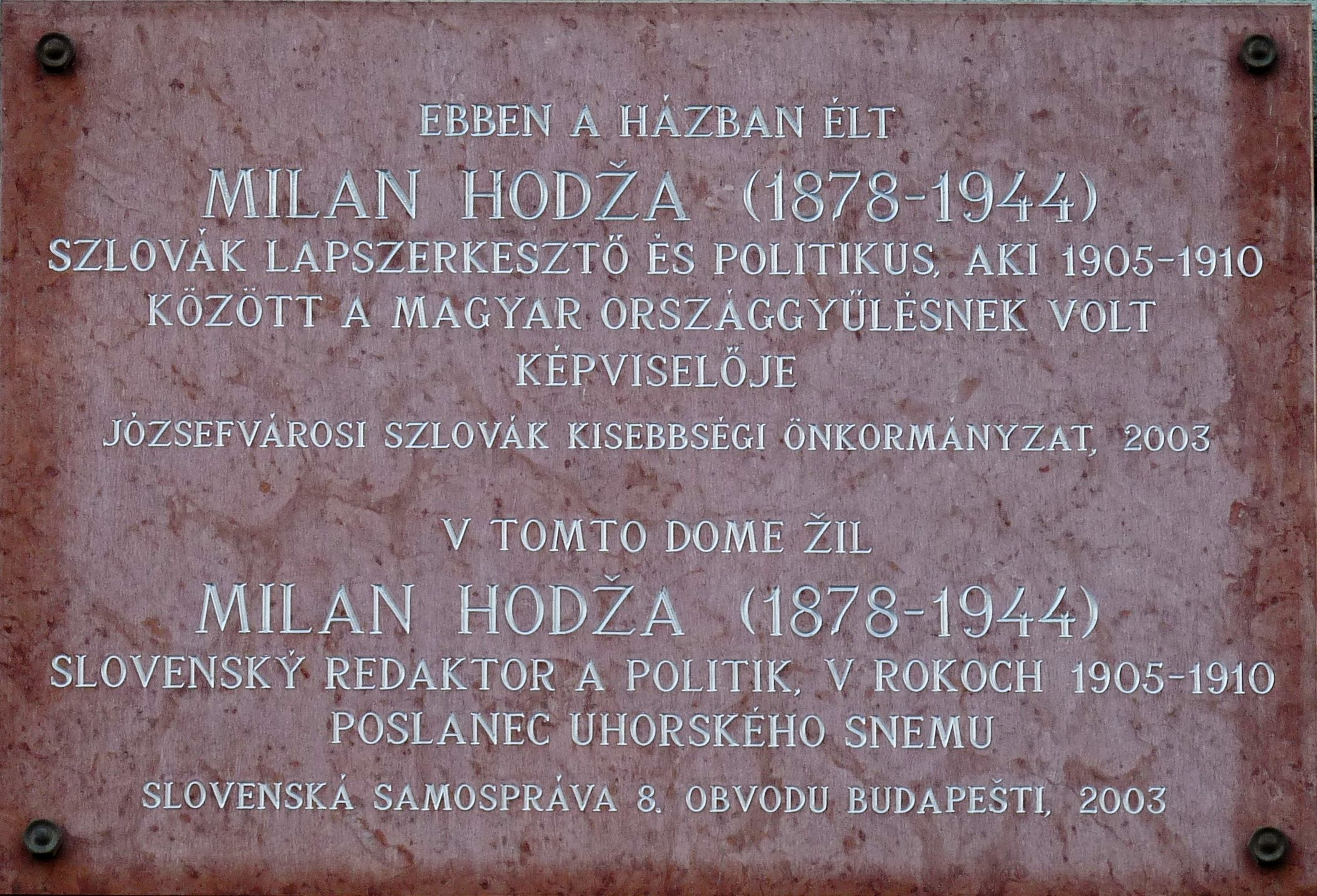
Milan Hodža, Rákóczi tér 3.
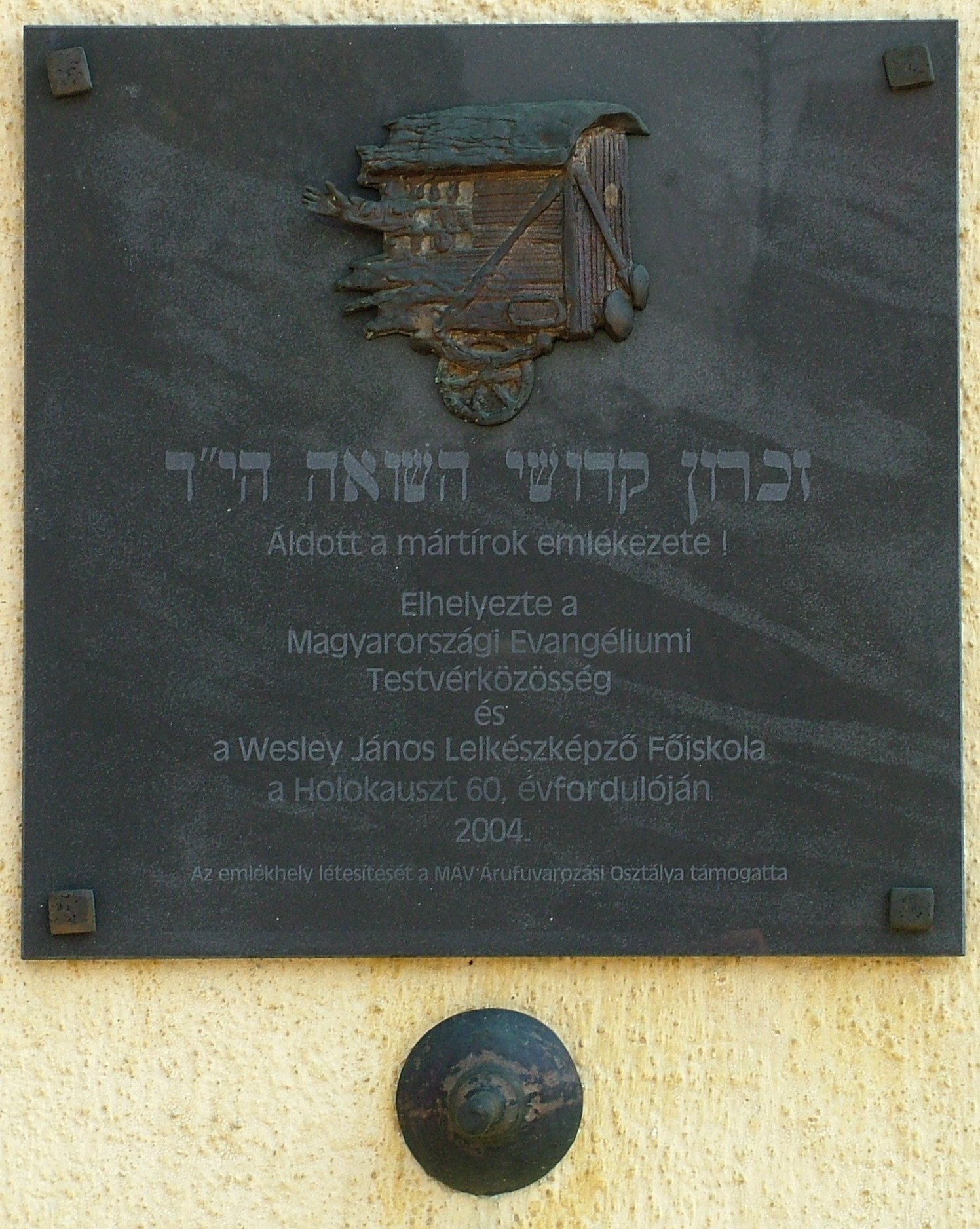
Holokauszt 60. évfordulója, Józsefvárosi pályaudvar
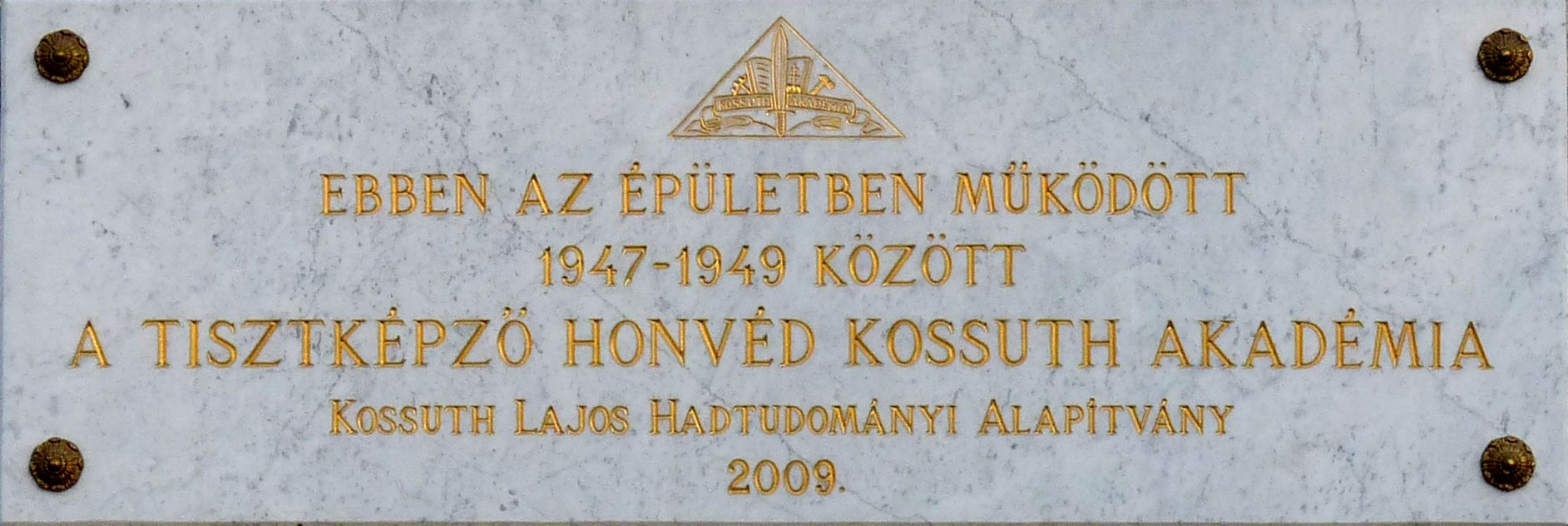
Honvéd Kossuth Akadémia, Ludovika tér 2.
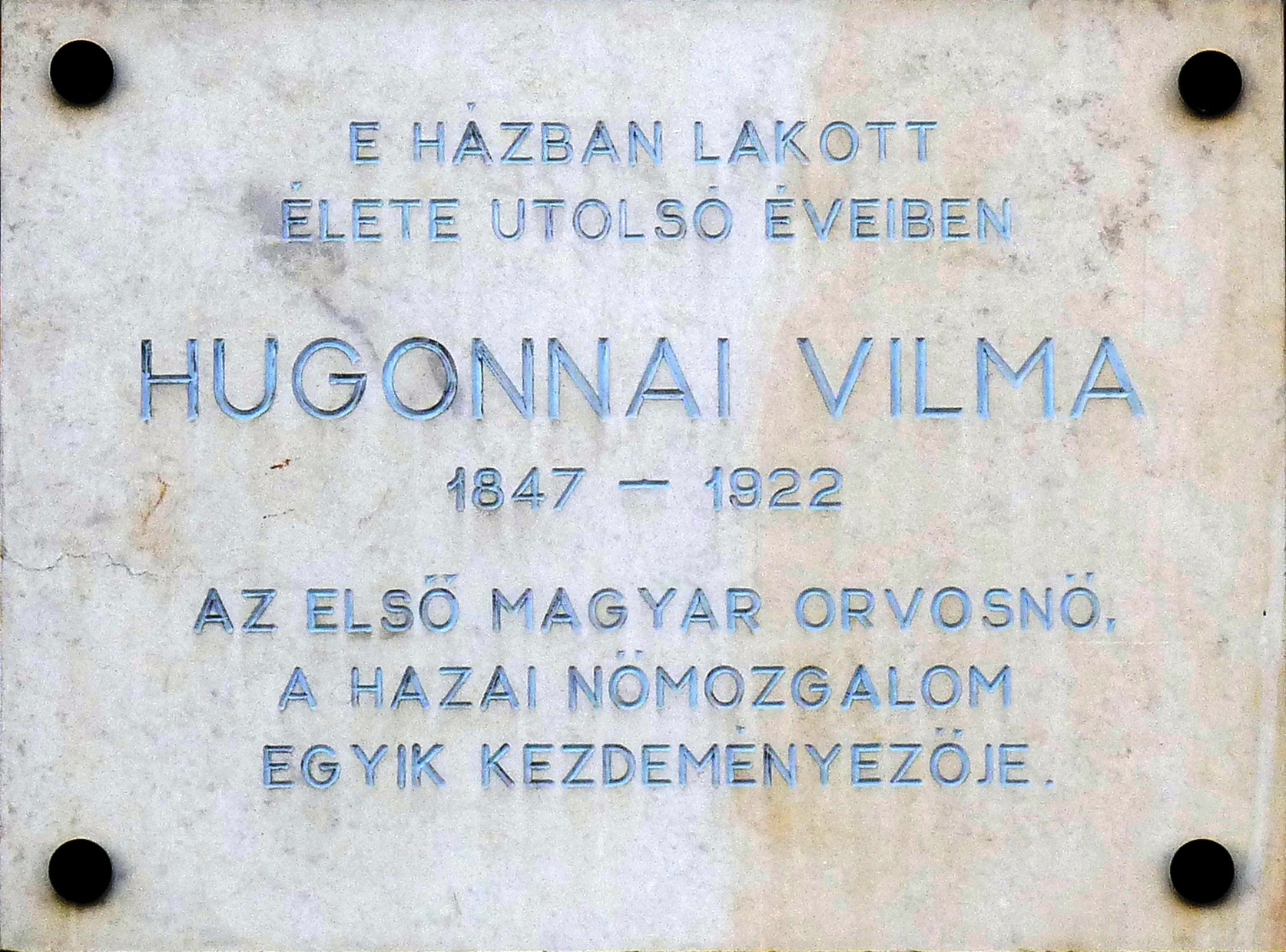
Hugonnai Vilma, Bíró Lajos utca 41.
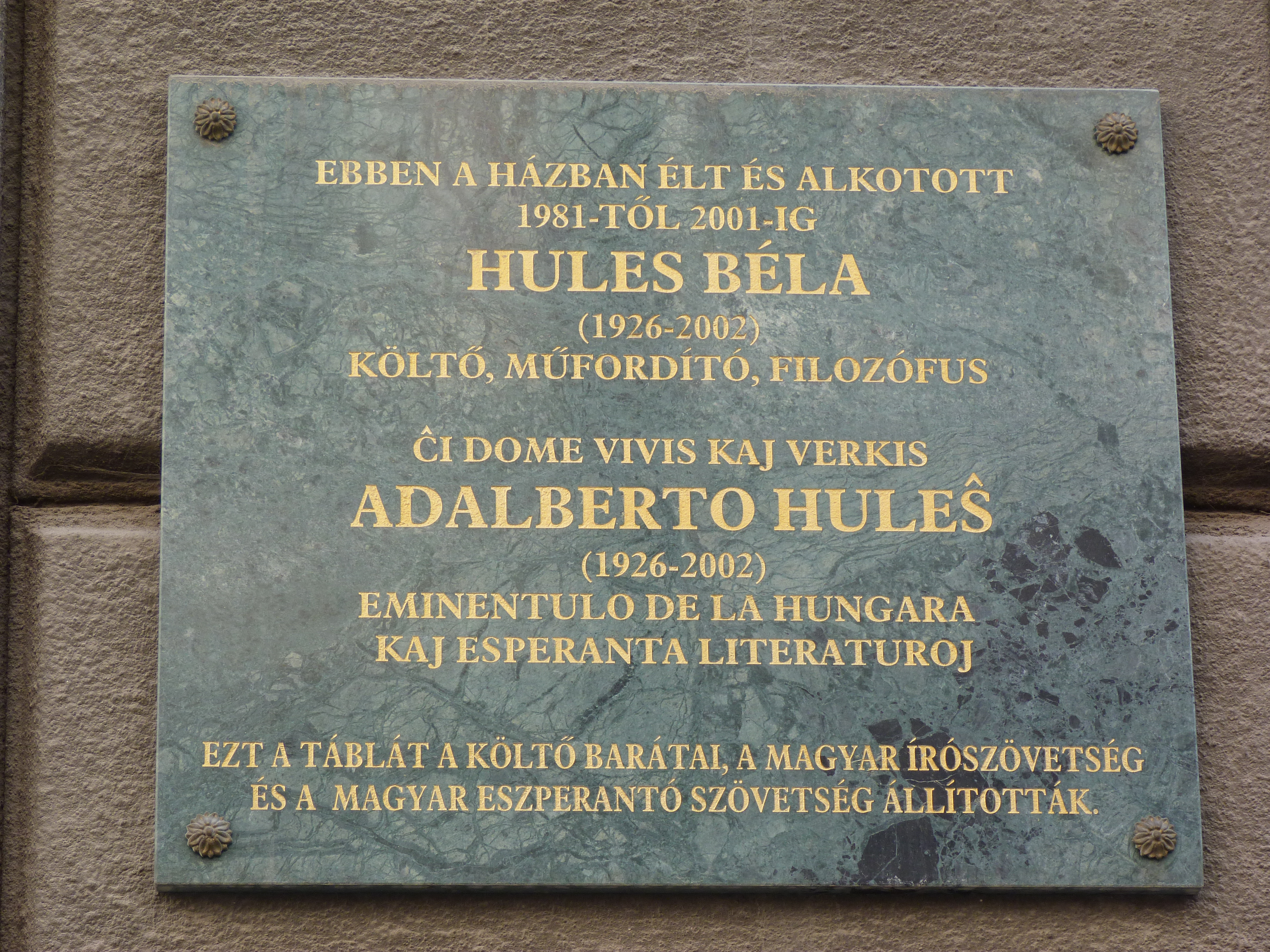
Hules Béla, Kőfaragó utca 3.
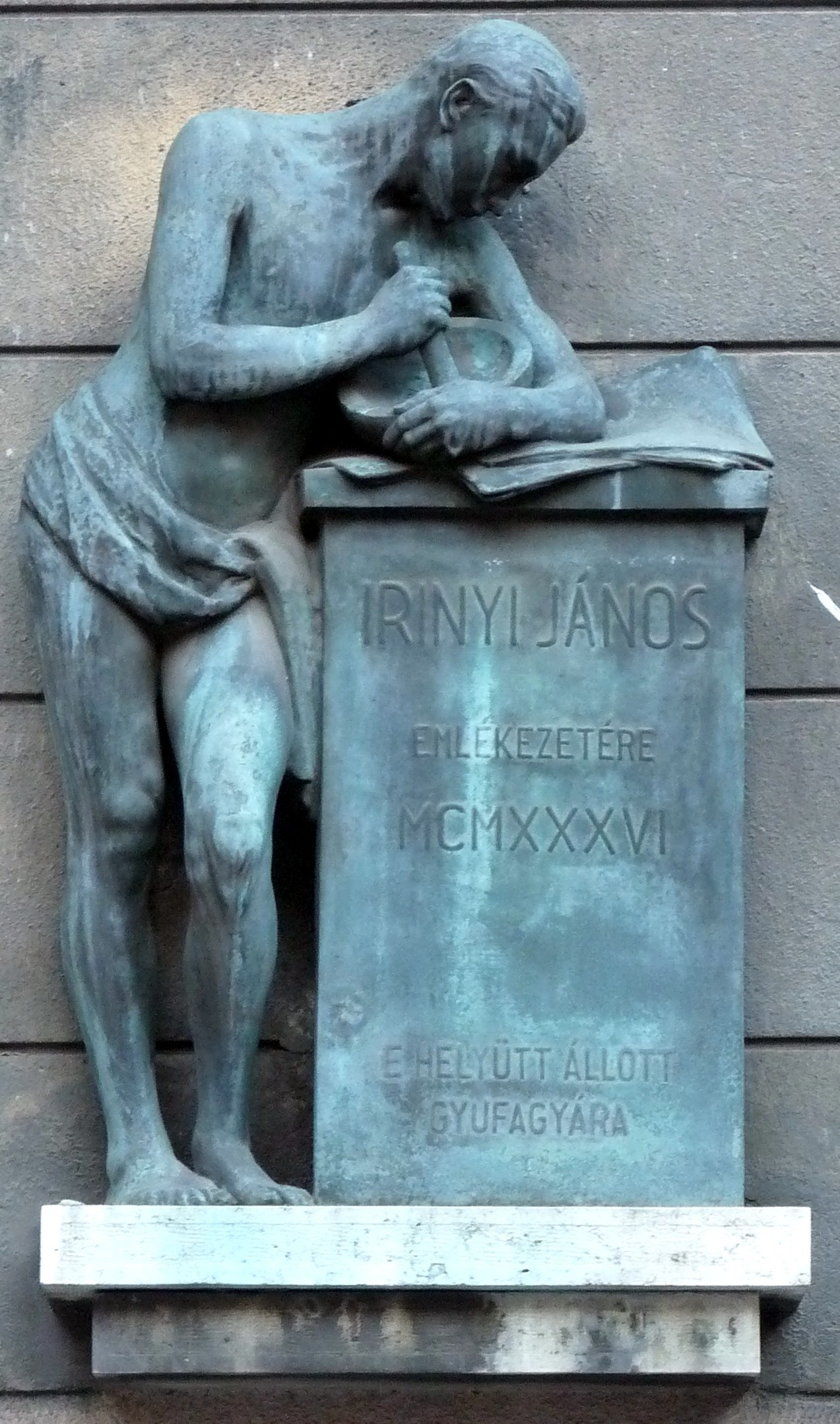
Irinyi János, Mikszáth Kálmán tér 1. alkotó: Horvy János
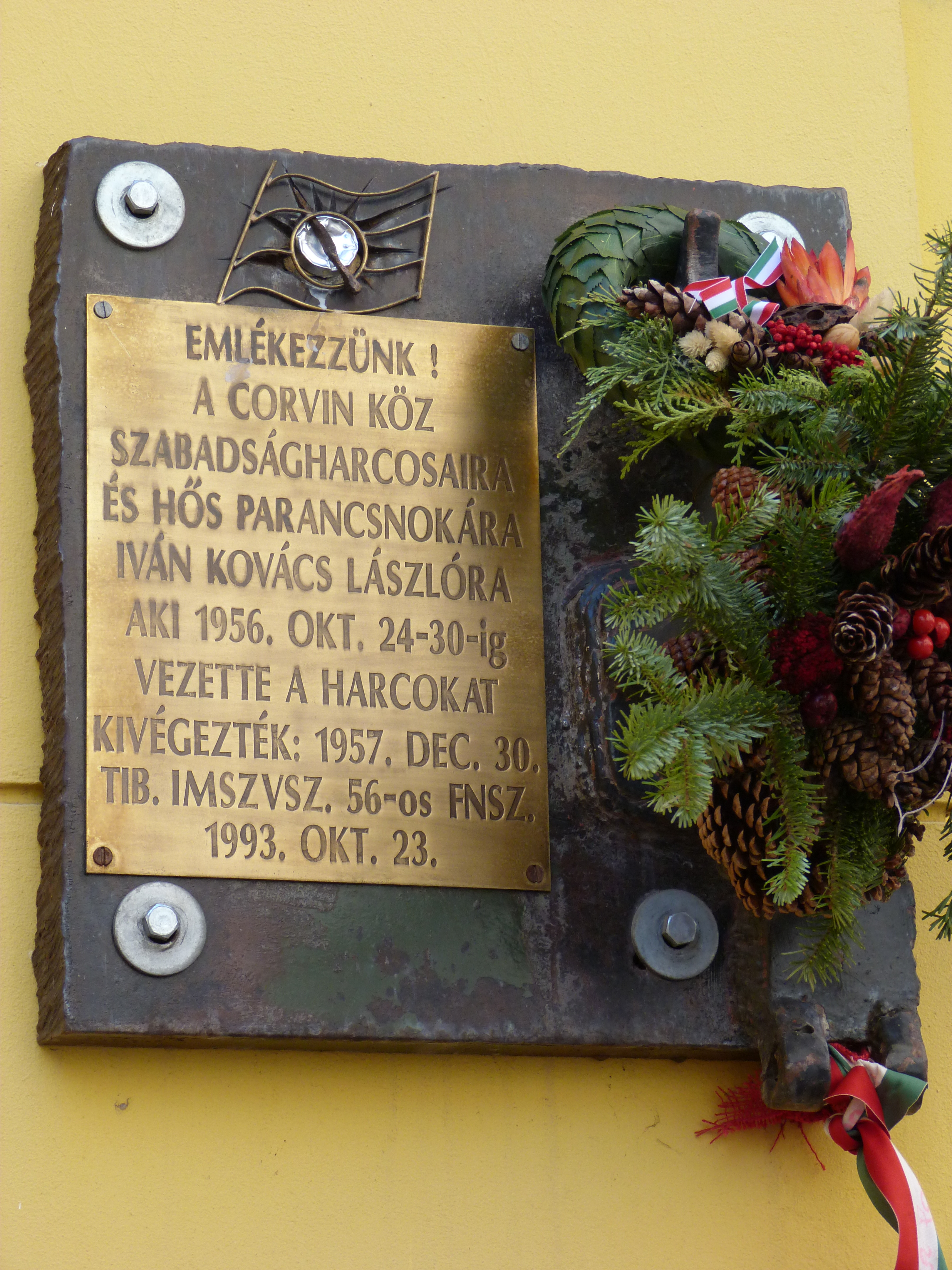
Iván Kovács László Corvin köz
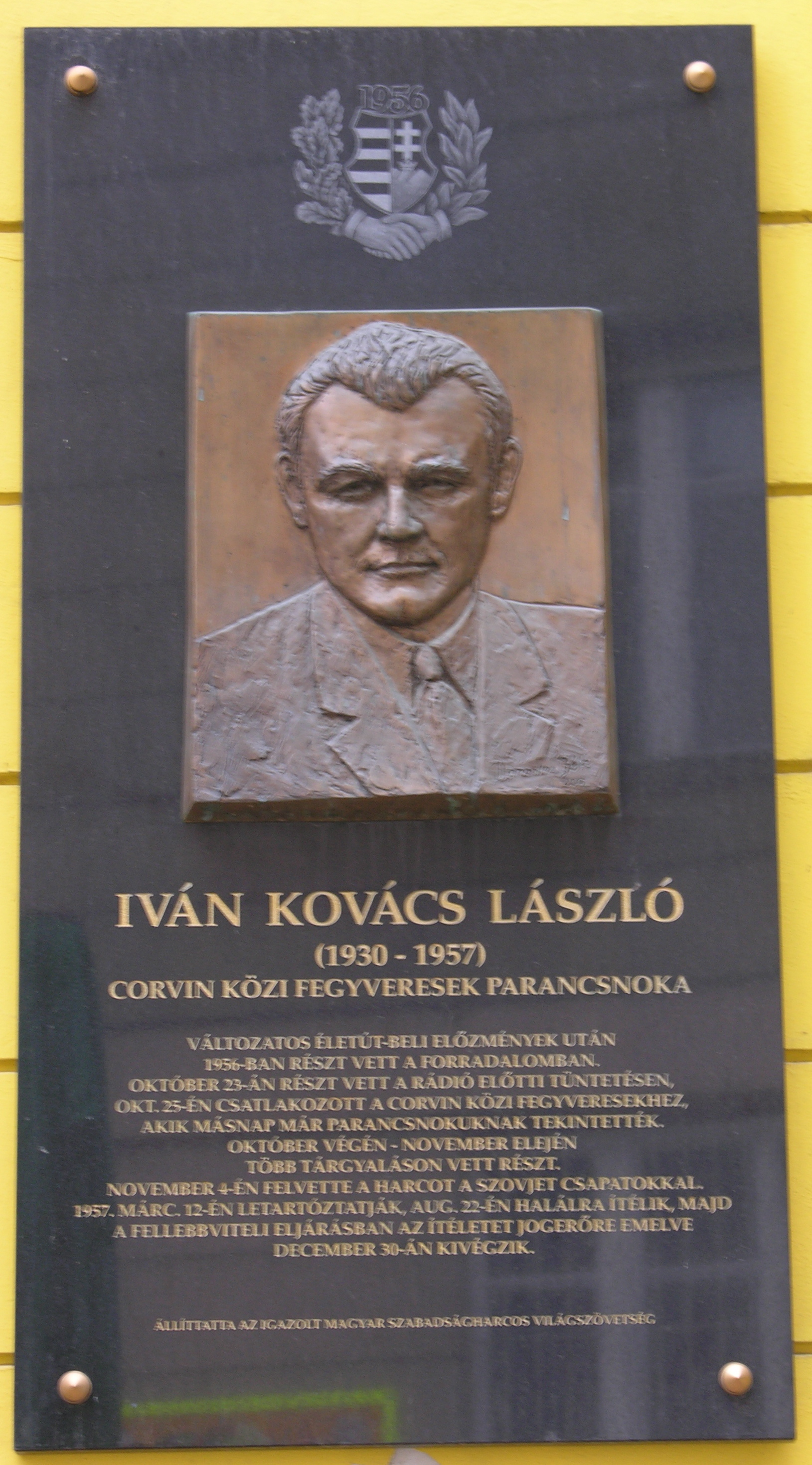
Iván Kovács László Corvin köz 1.
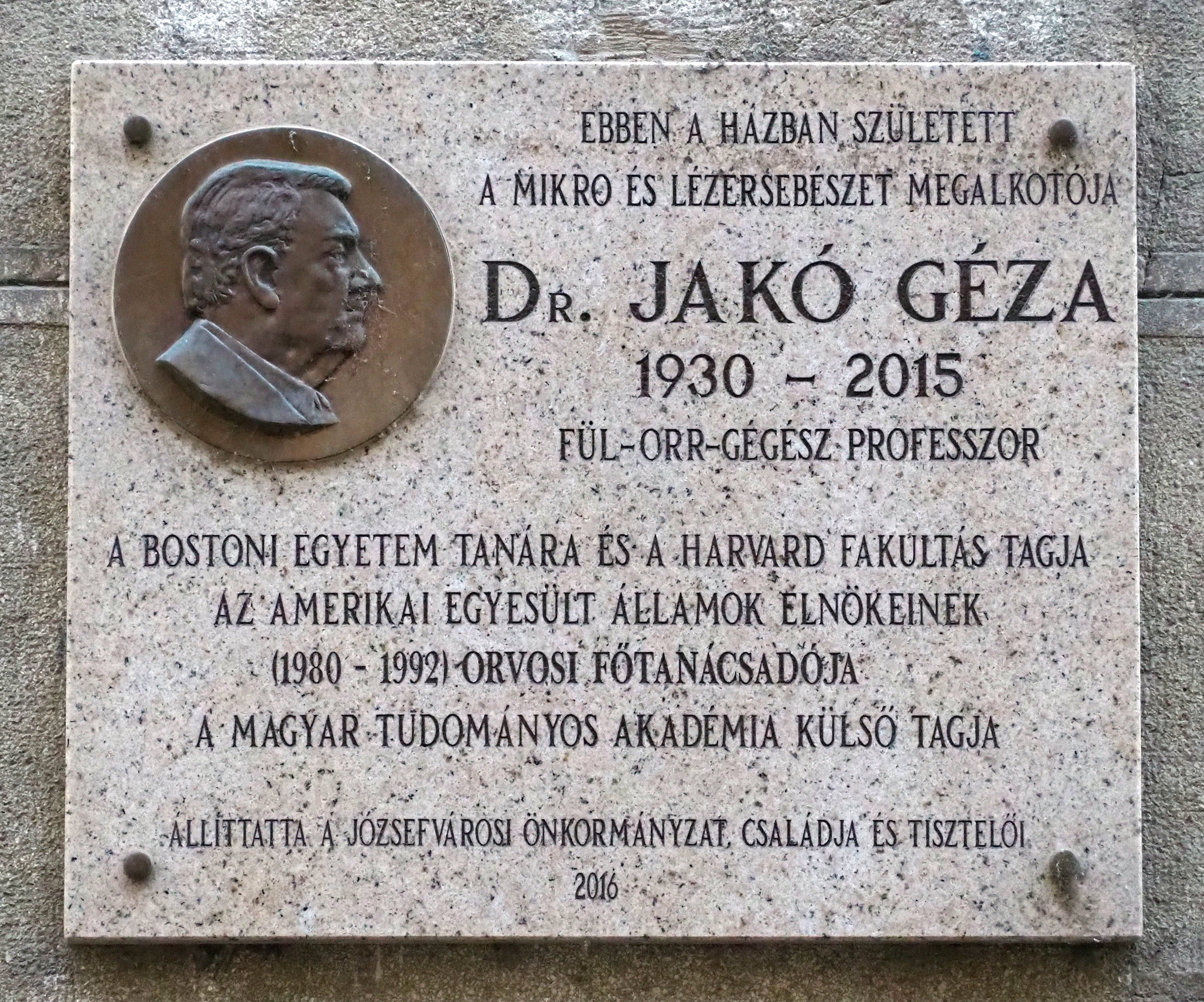
Jakó Géza Horánszky utca 12.
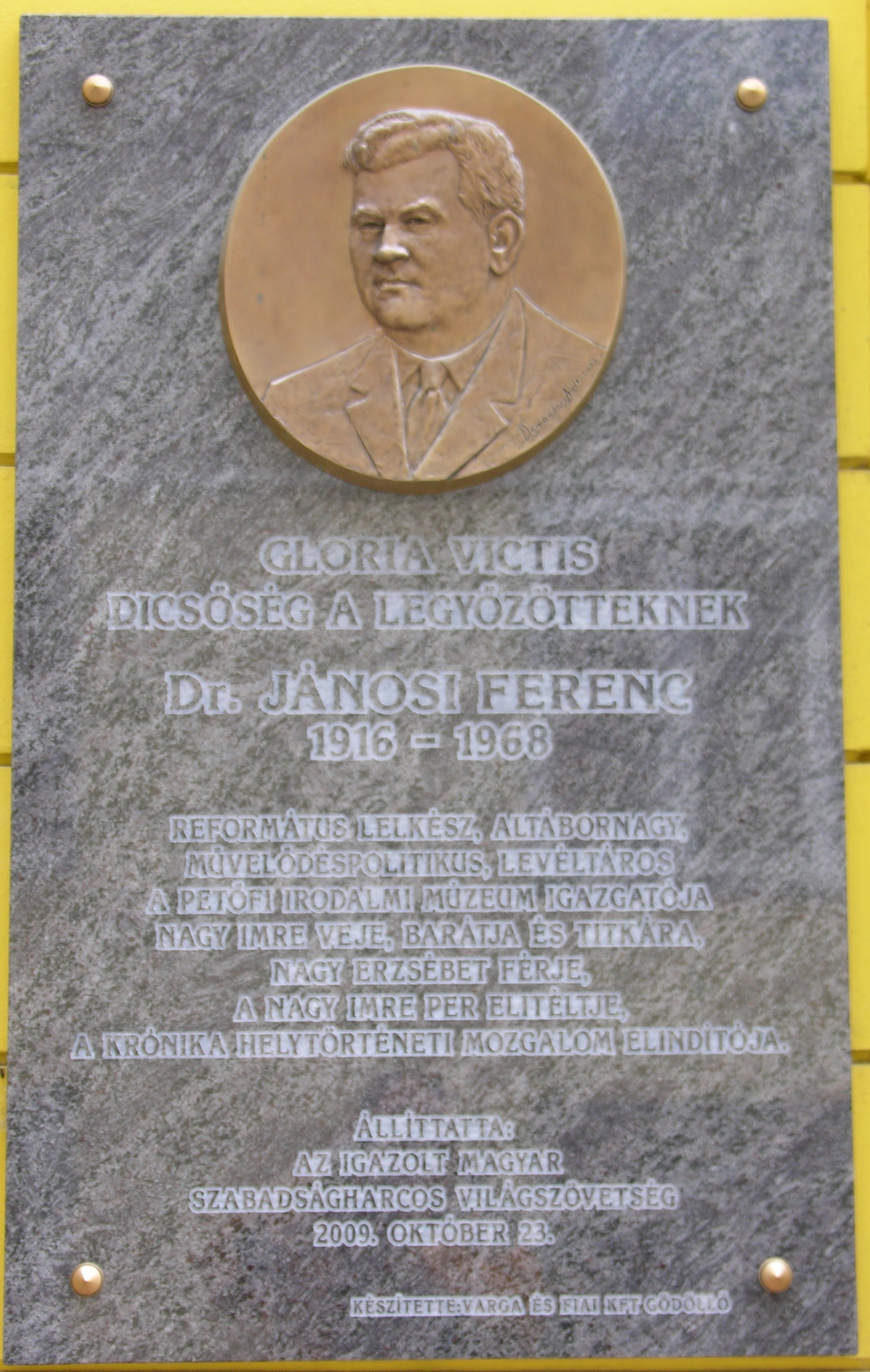
Jánosi Ferenc Corvin köz 1.
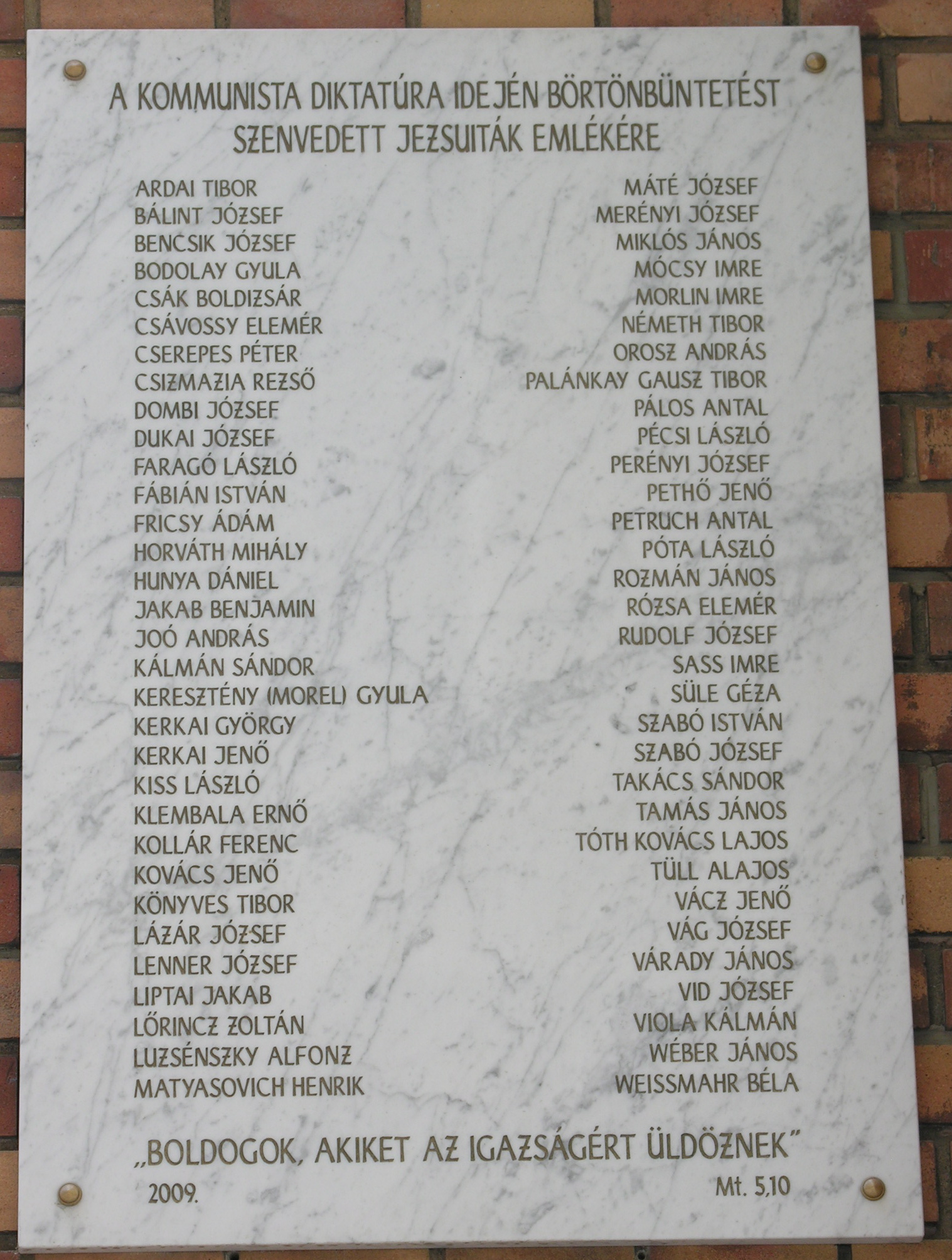
jezsuiták Mária utca 25.
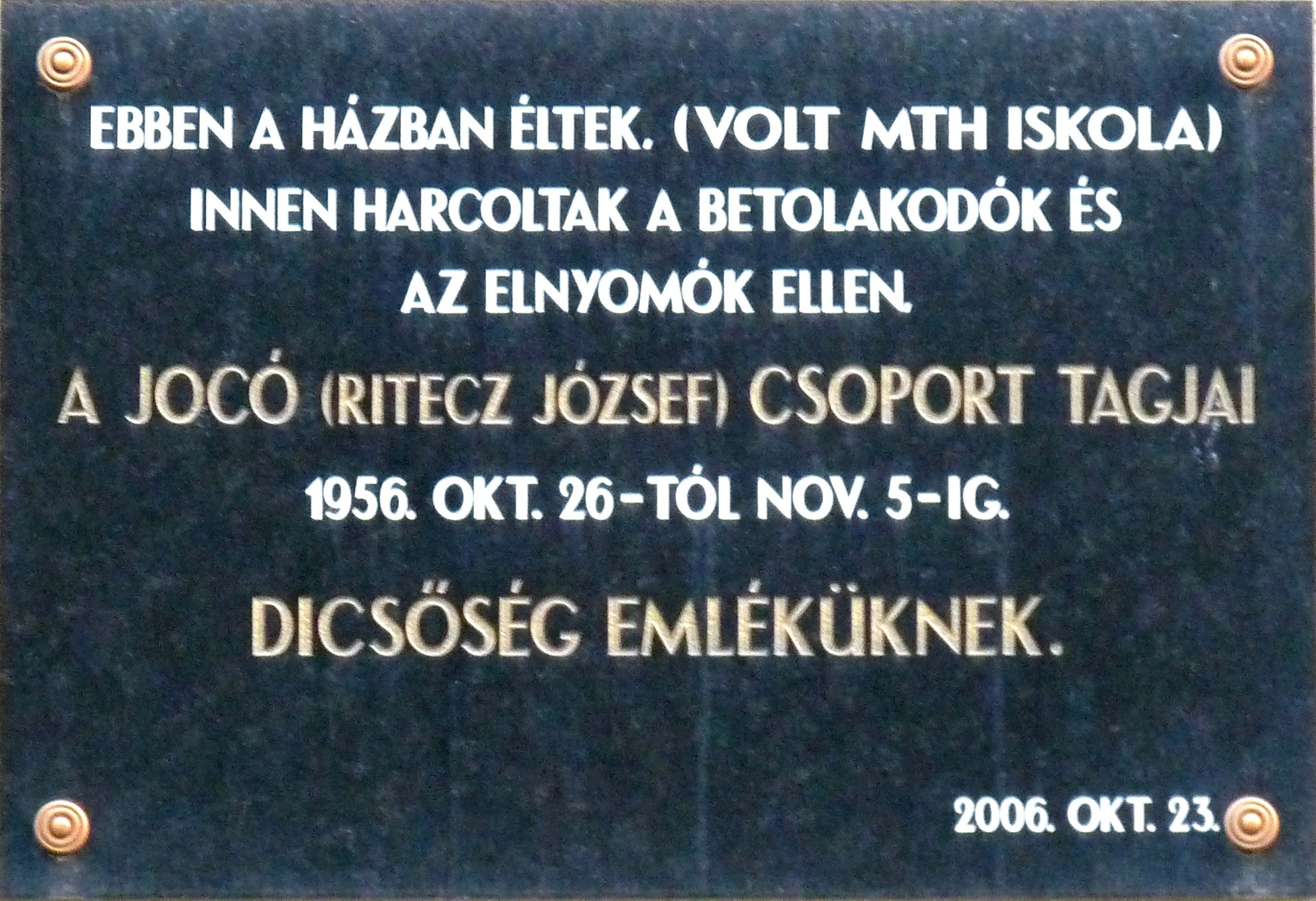
„Jocó”-csoport, Práter utca 31.
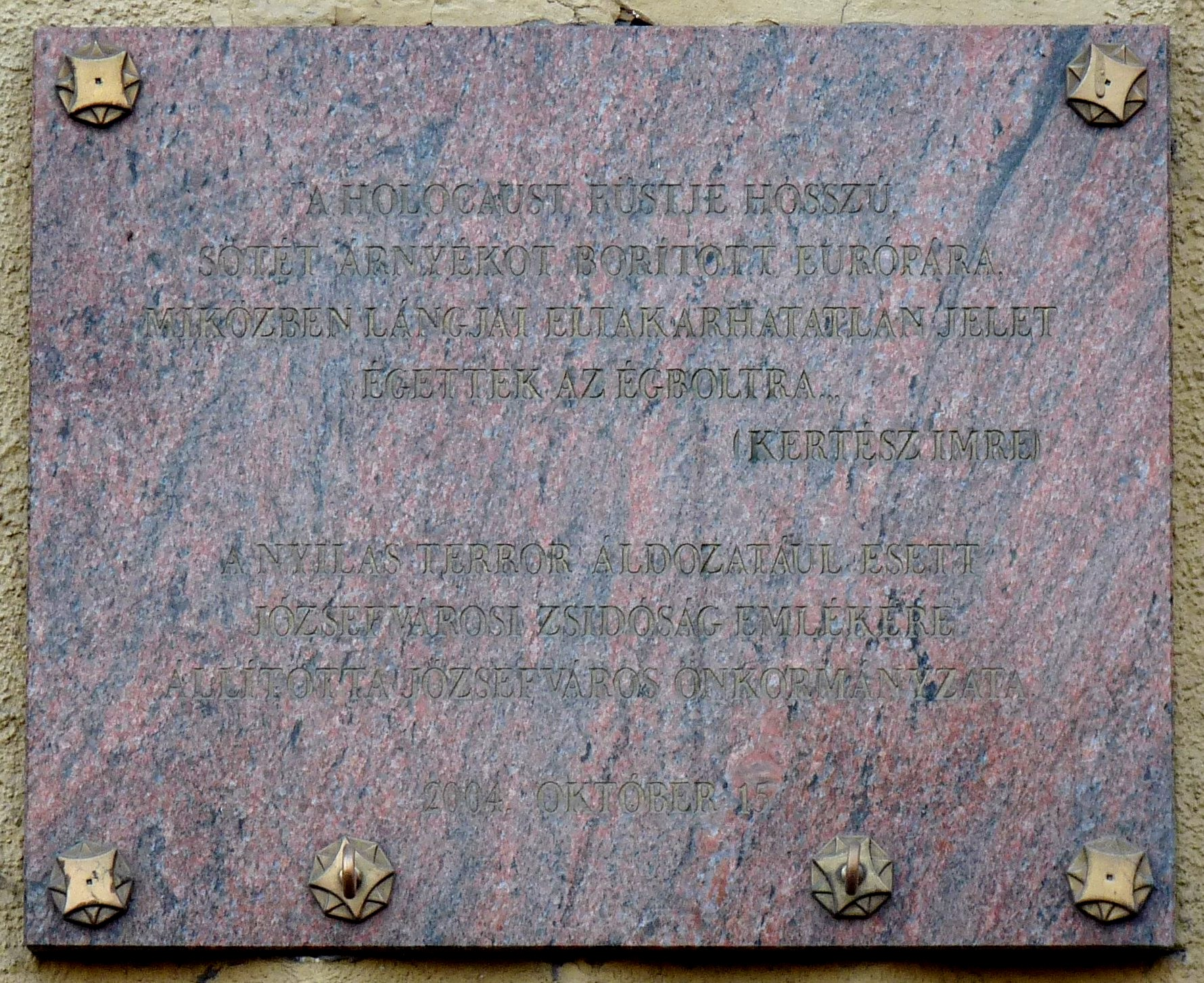
Józsefvárosi zsidó mártírok, Teleki László tér 1.
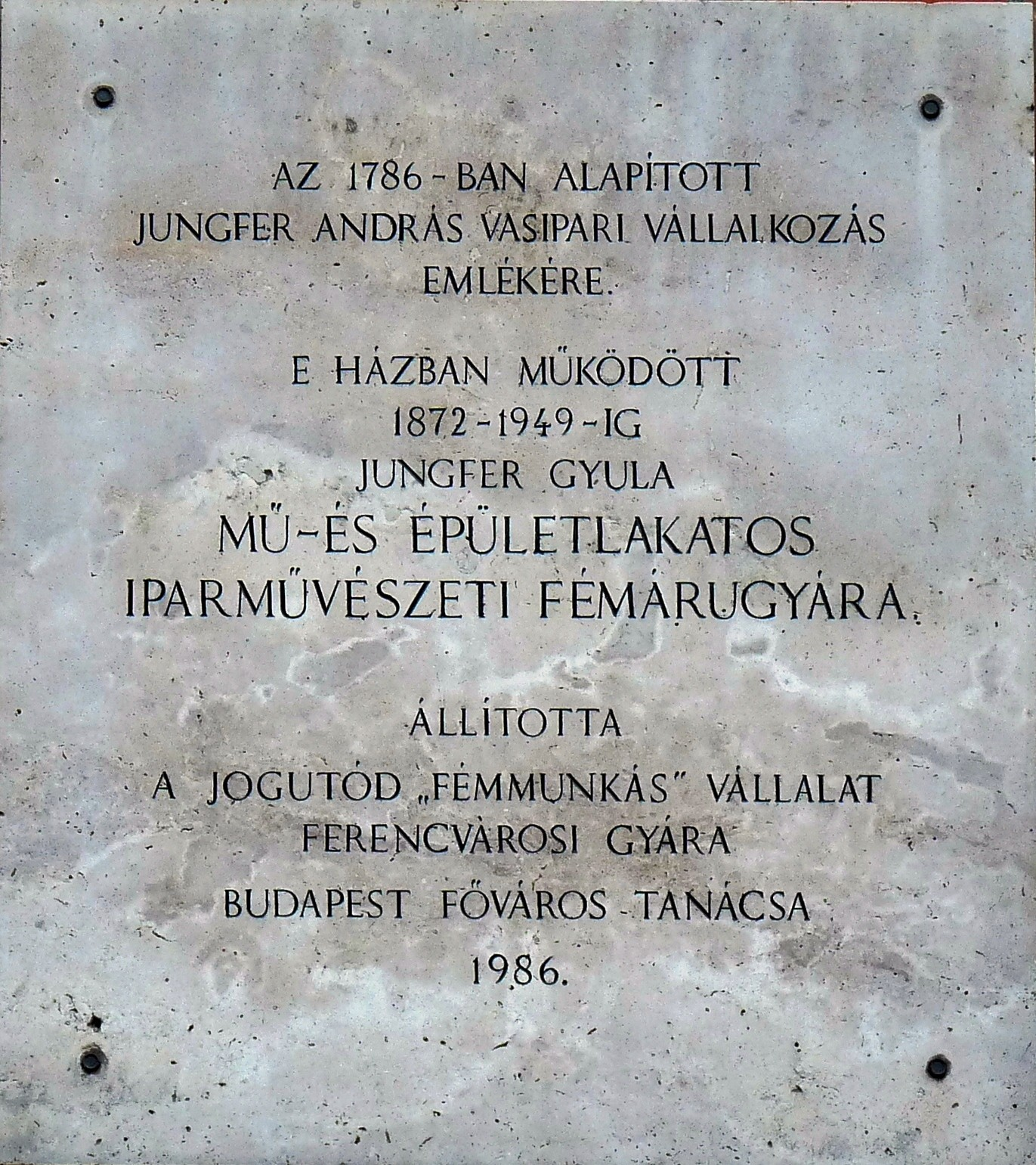
Jungfer Fémárugyár, Berzsenyi utca 6.
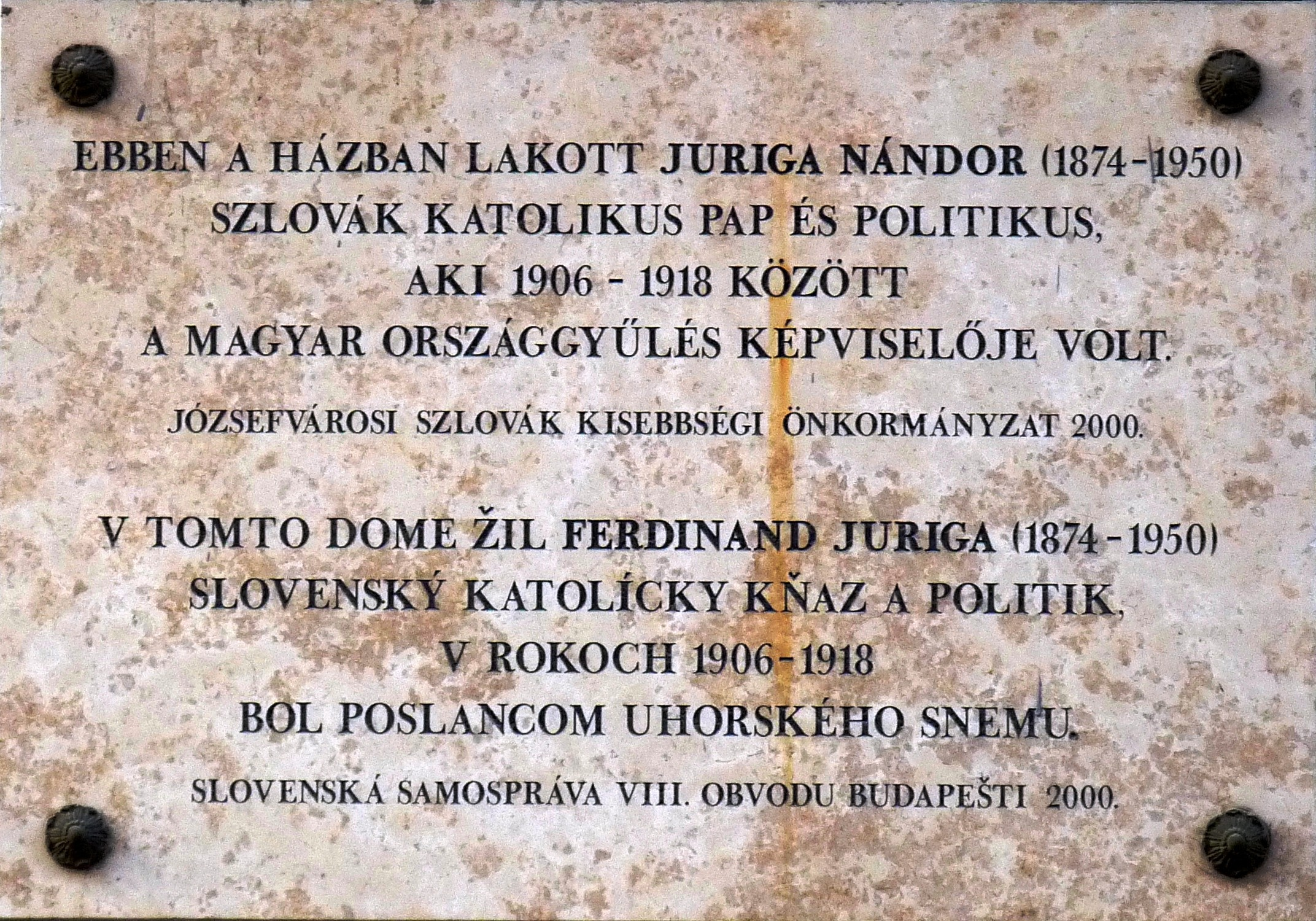
Juriga Nándor, Tavaszmező utca 2.
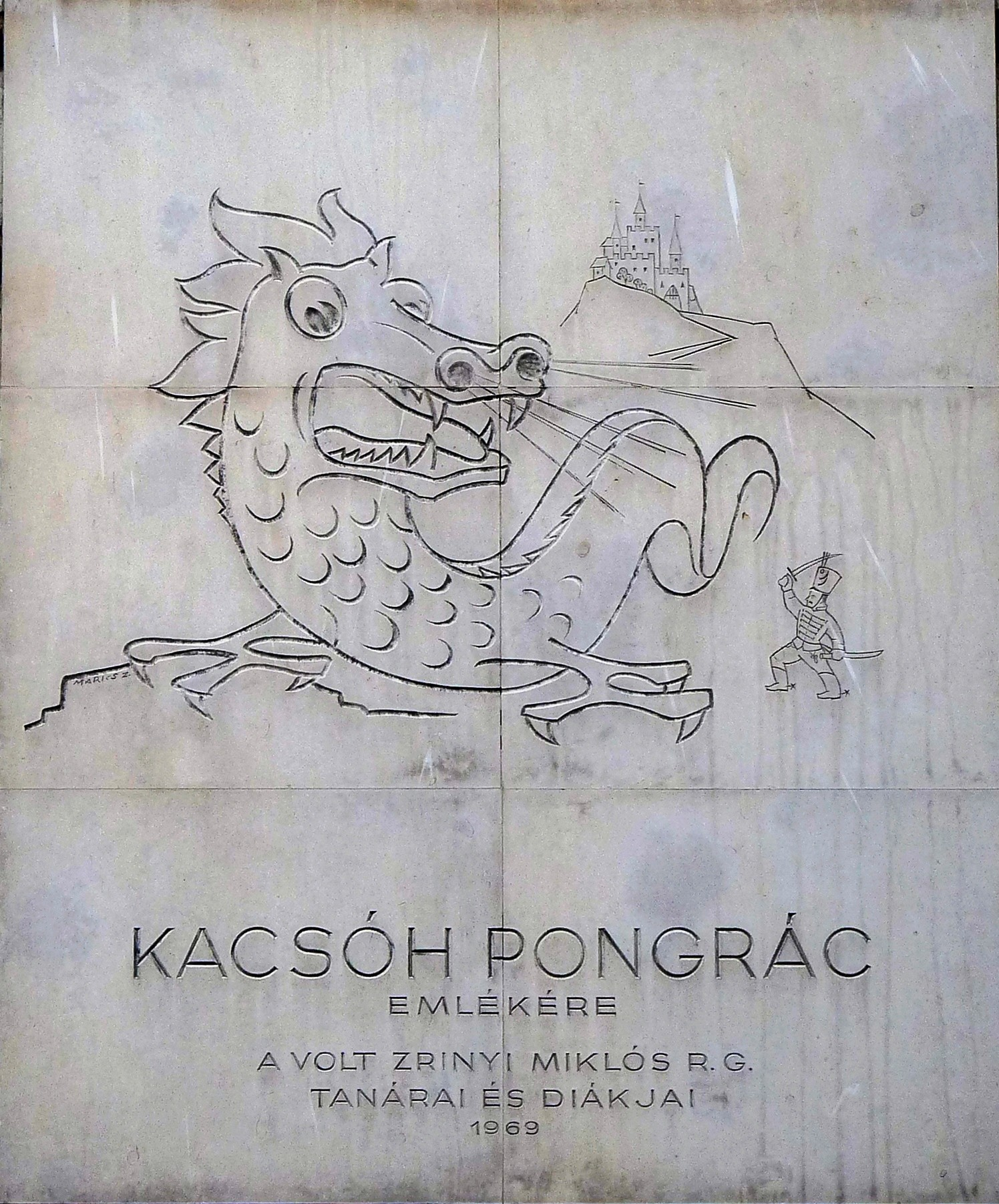
Kacsóh Pongrác, Szűz utca 2.
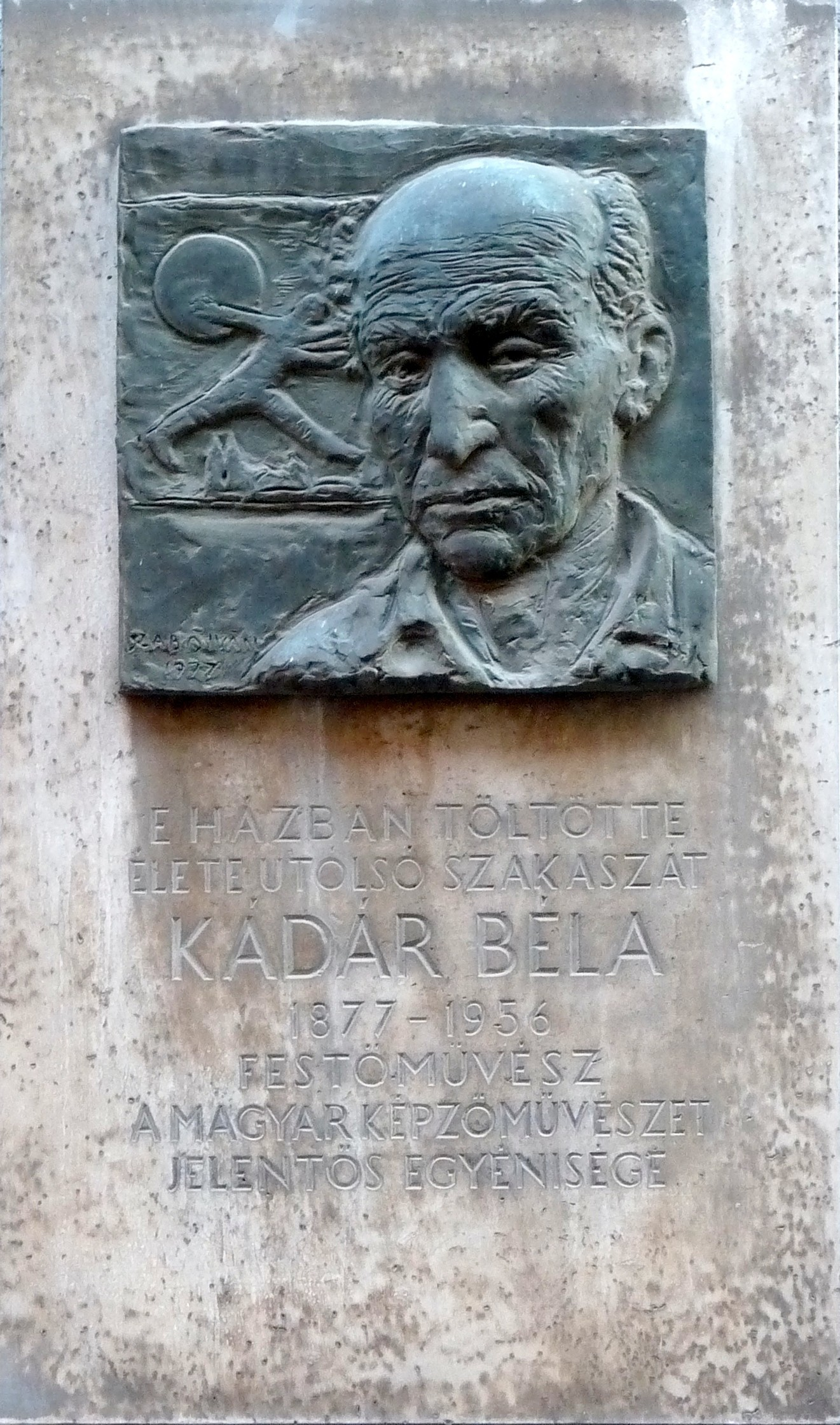
Kádár Béla, Bródy Sándor utca 17. alkotó: Szabó Iván
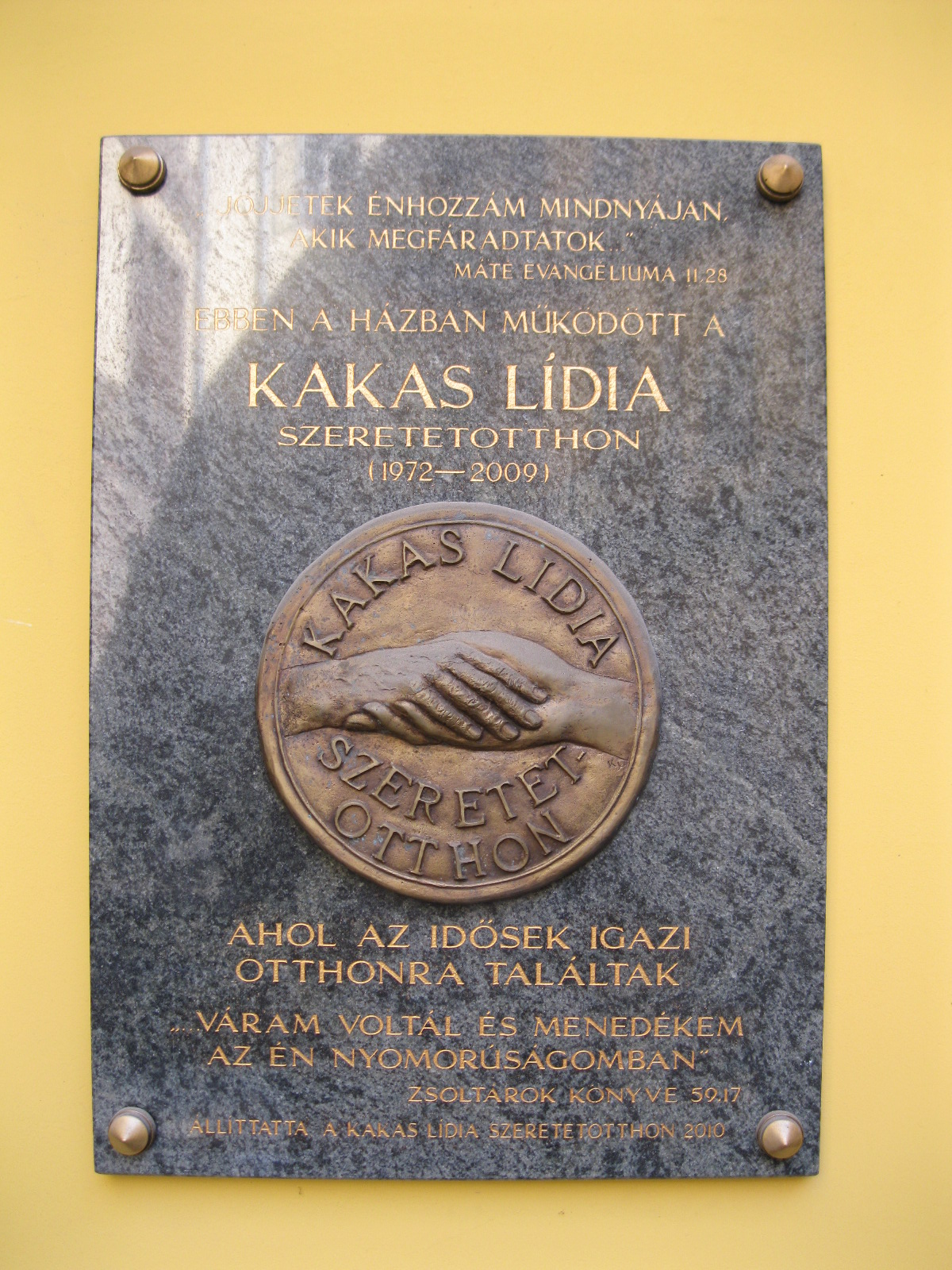
Kakas Lídia Szeretetotthon, Üllői út 24. alkotó: Krasznai János
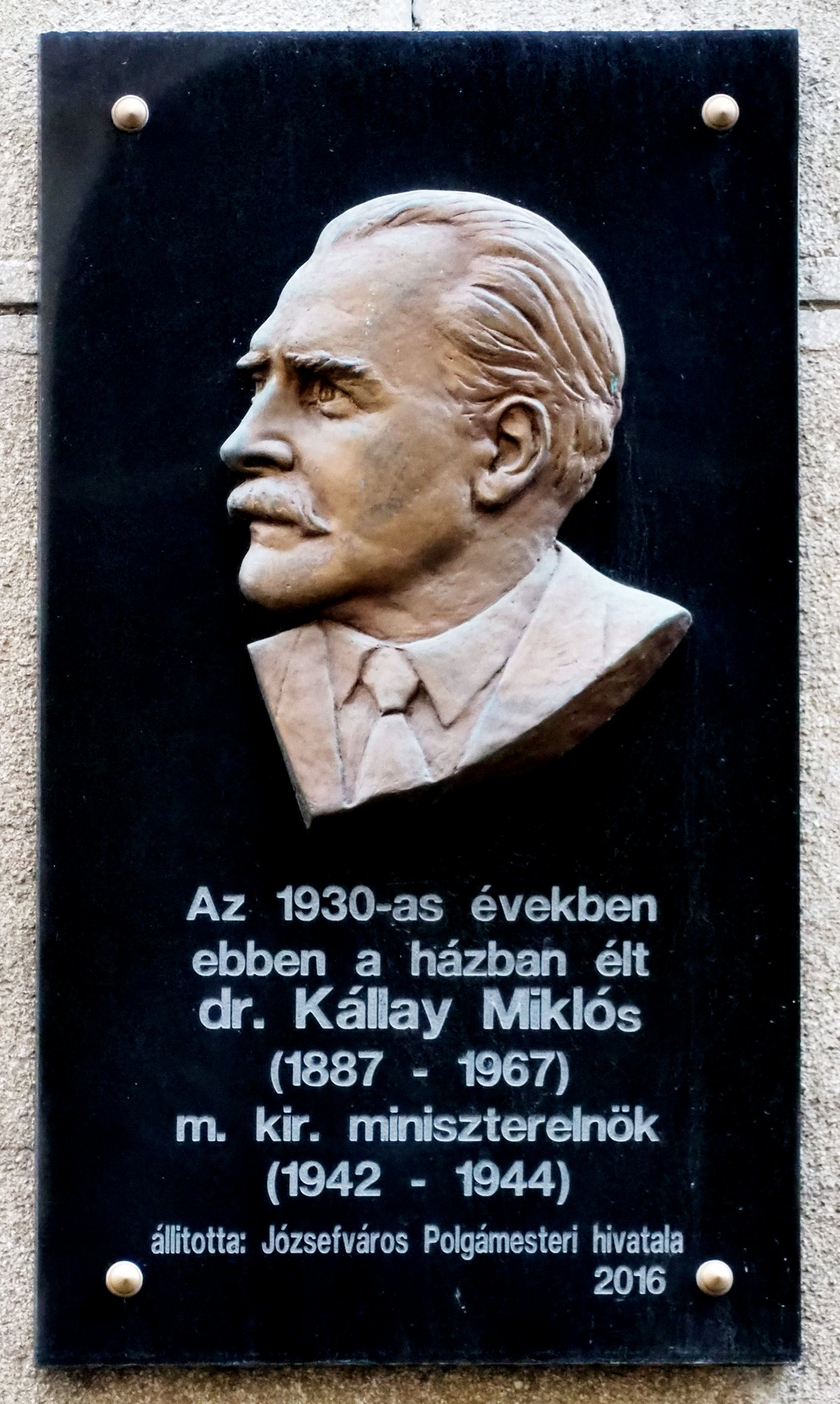
Kállay Miklós Horánszky utca 12. alkotó: Matl Péter
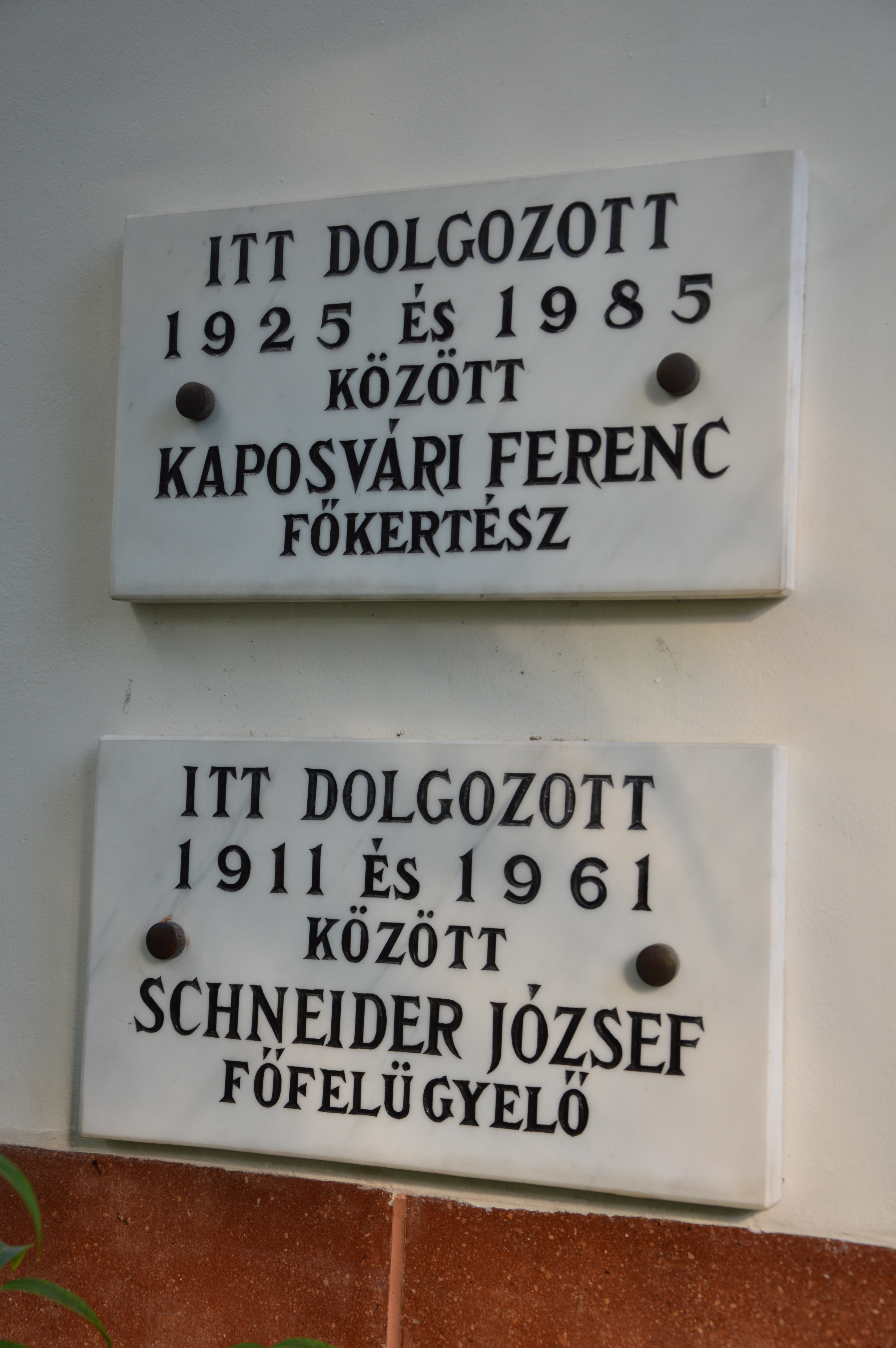
Kaposvári Ferenc, Illés utca 25.
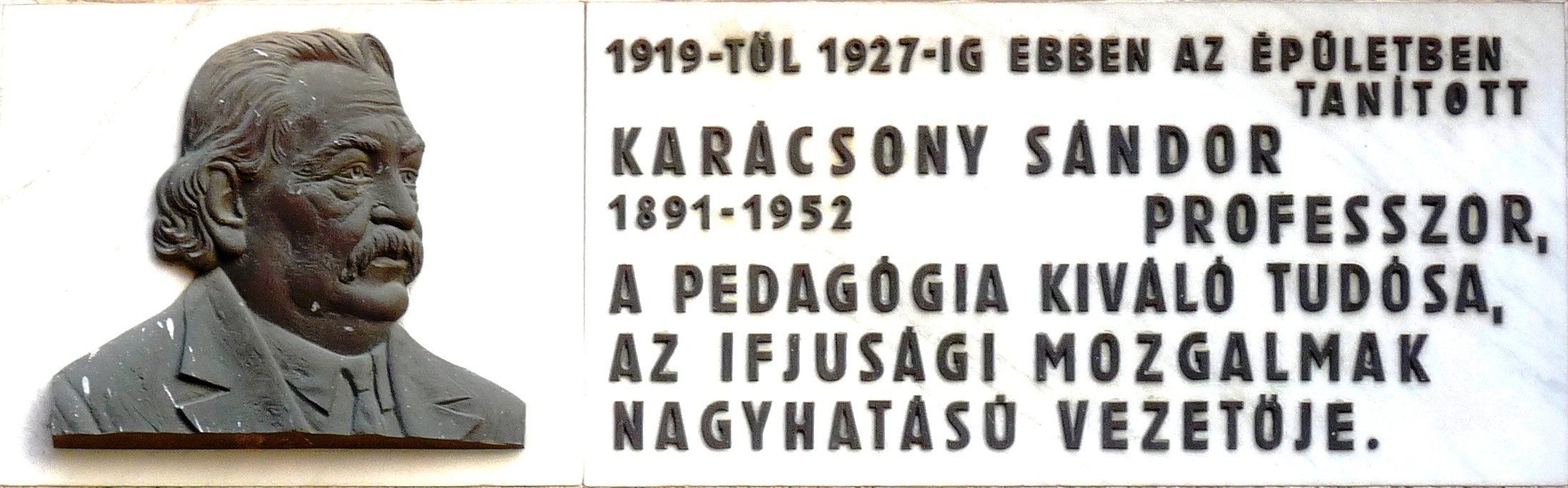
Karácsony Sándor, Tavaszmező utca 15-17. alkotó: Rajki László
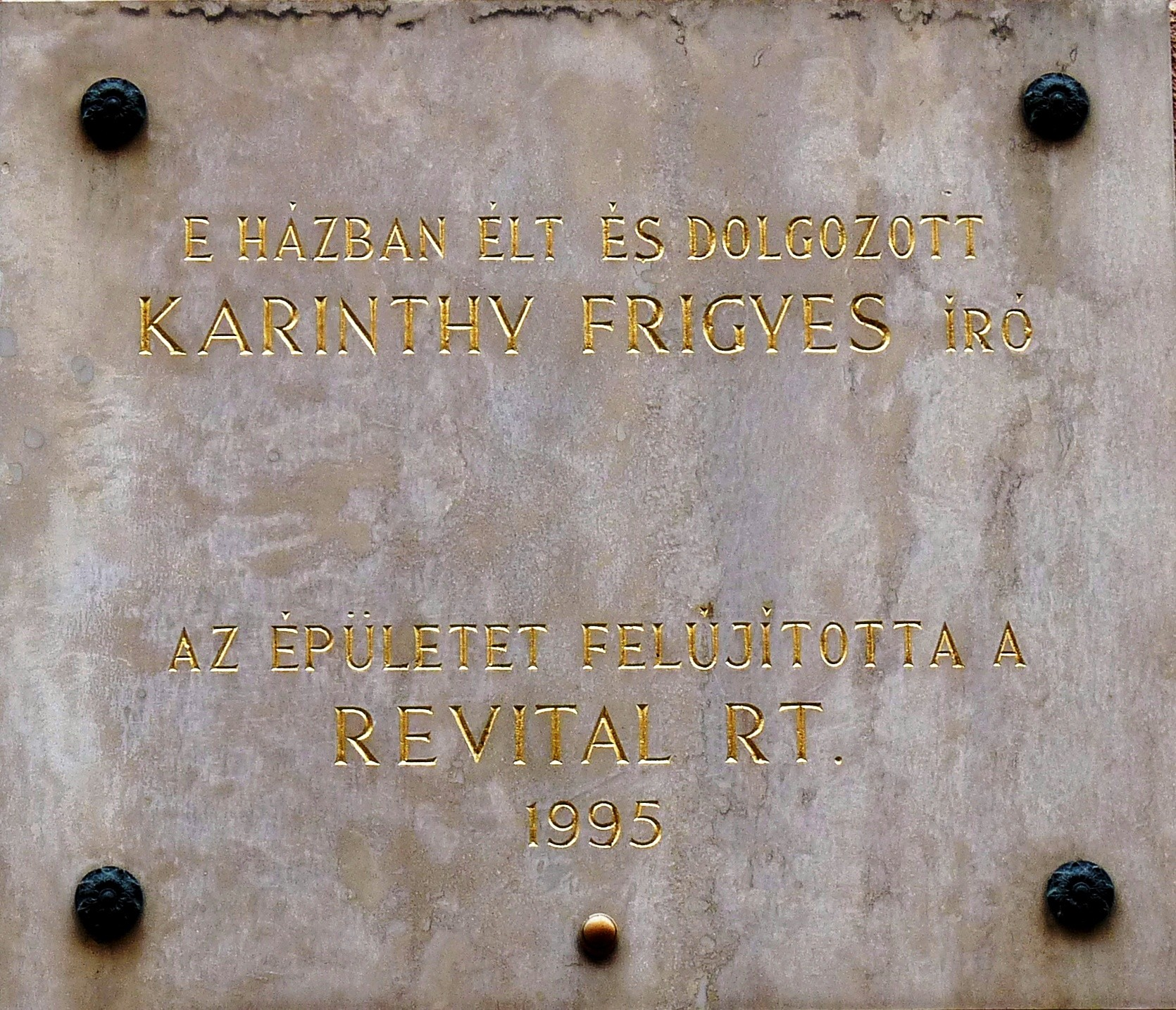
Karinthy Frigyes, Reviczky utca 5.
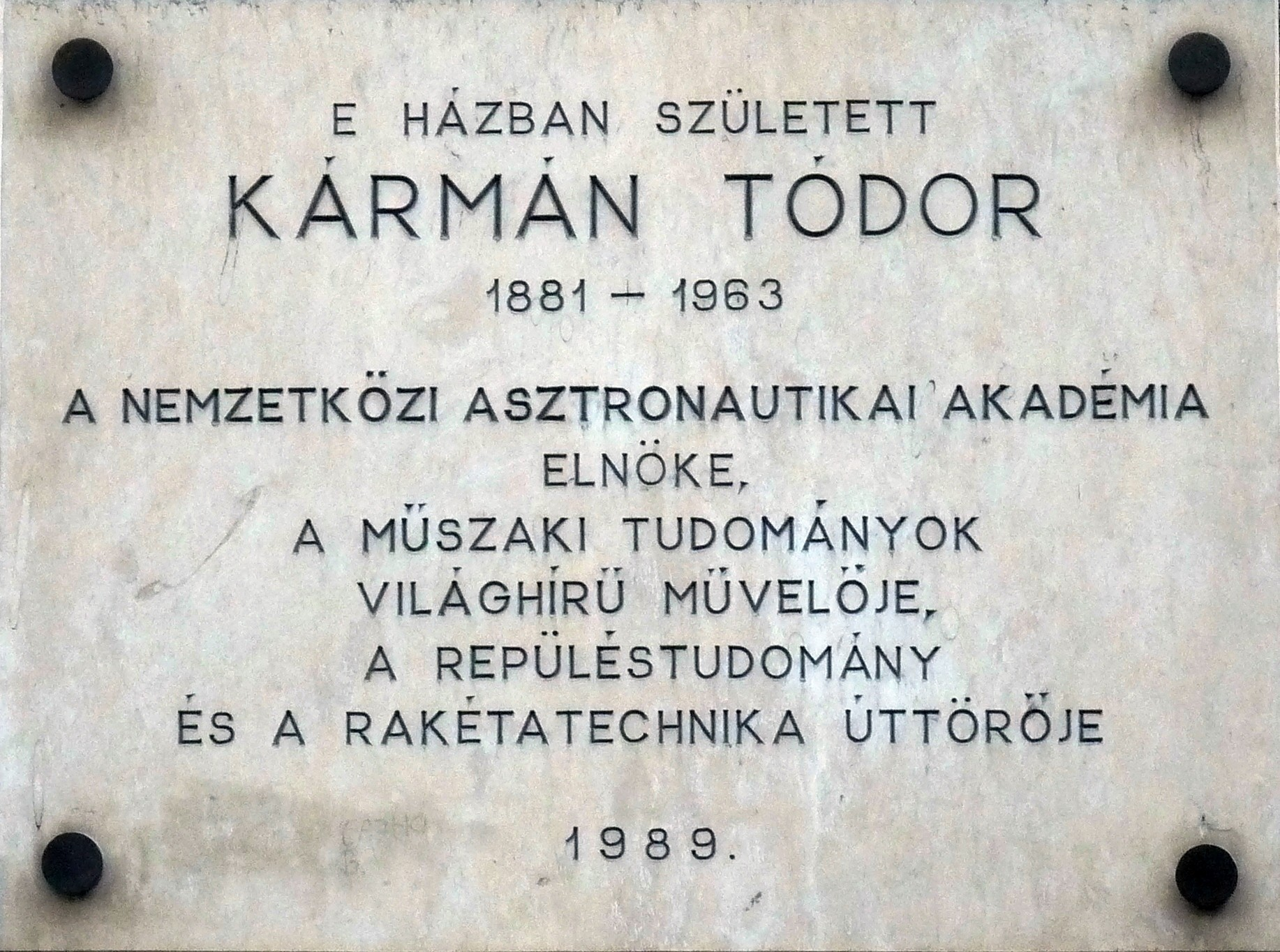
Kármán Tódor, Szentkirályi utca 22-24.
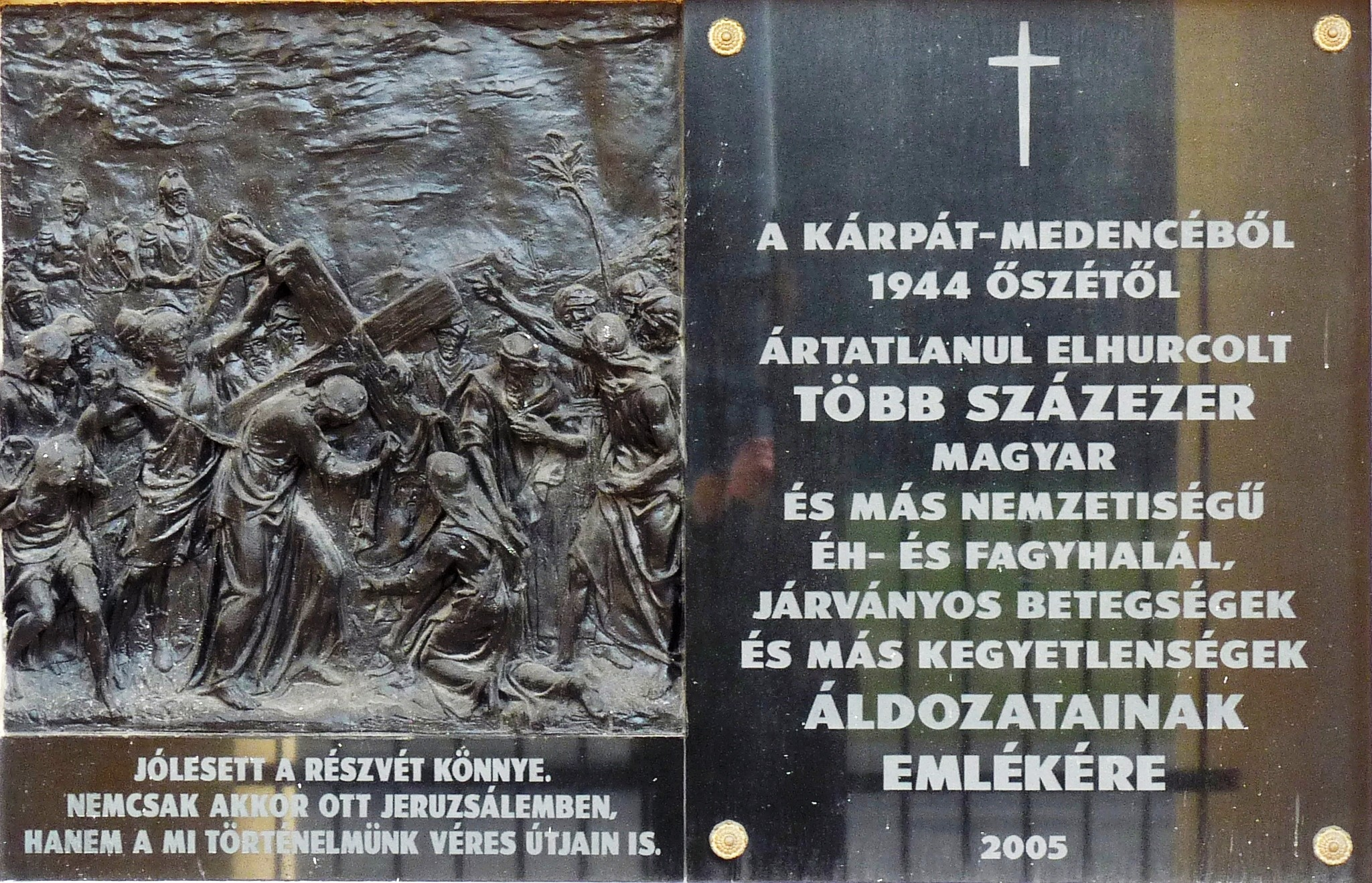
Kárpát-medencéből elhurcolt áldozatok, Rezső tér
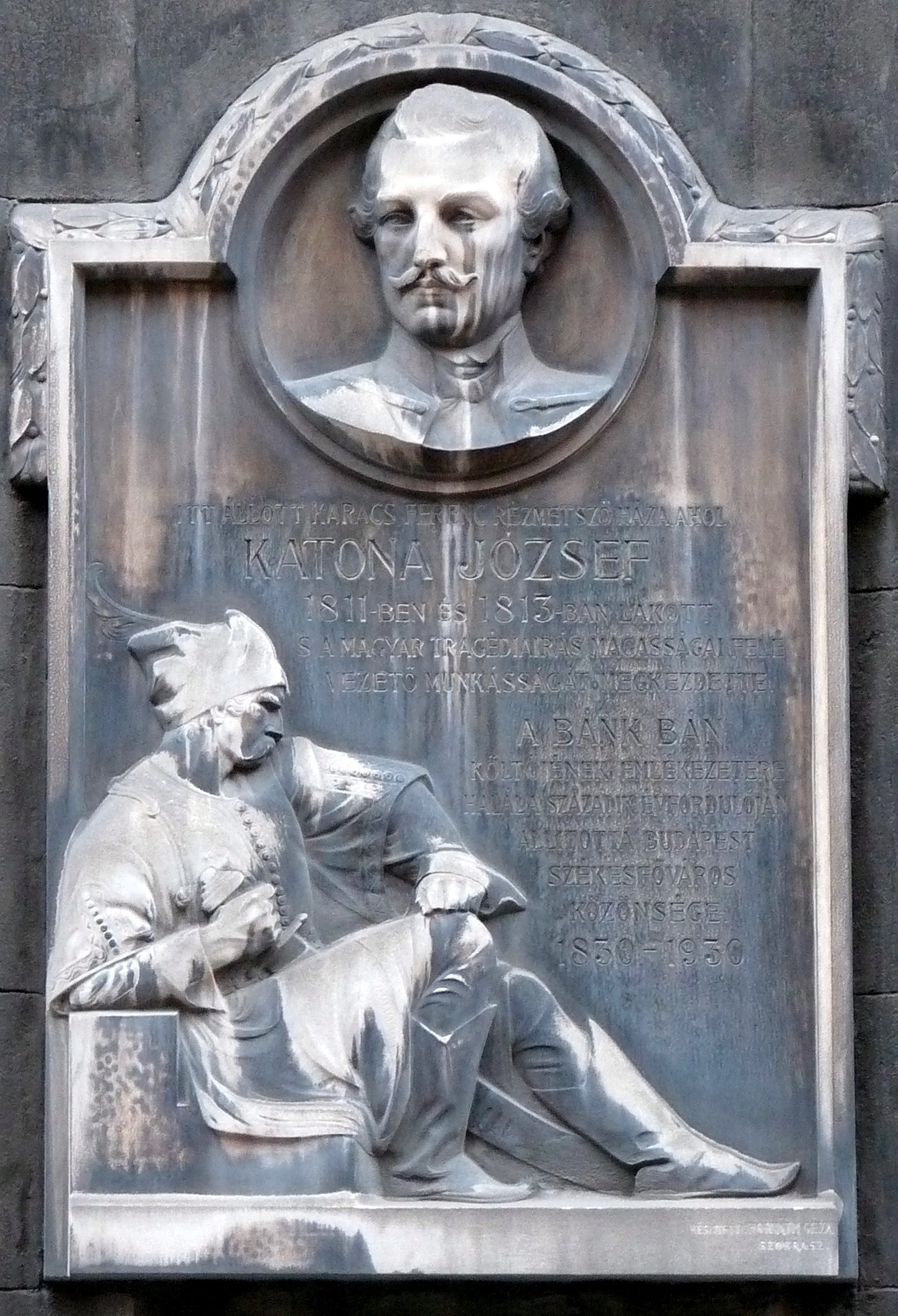
Katona József, Szentkirályi utca 23. alkotó: Horváth Géza
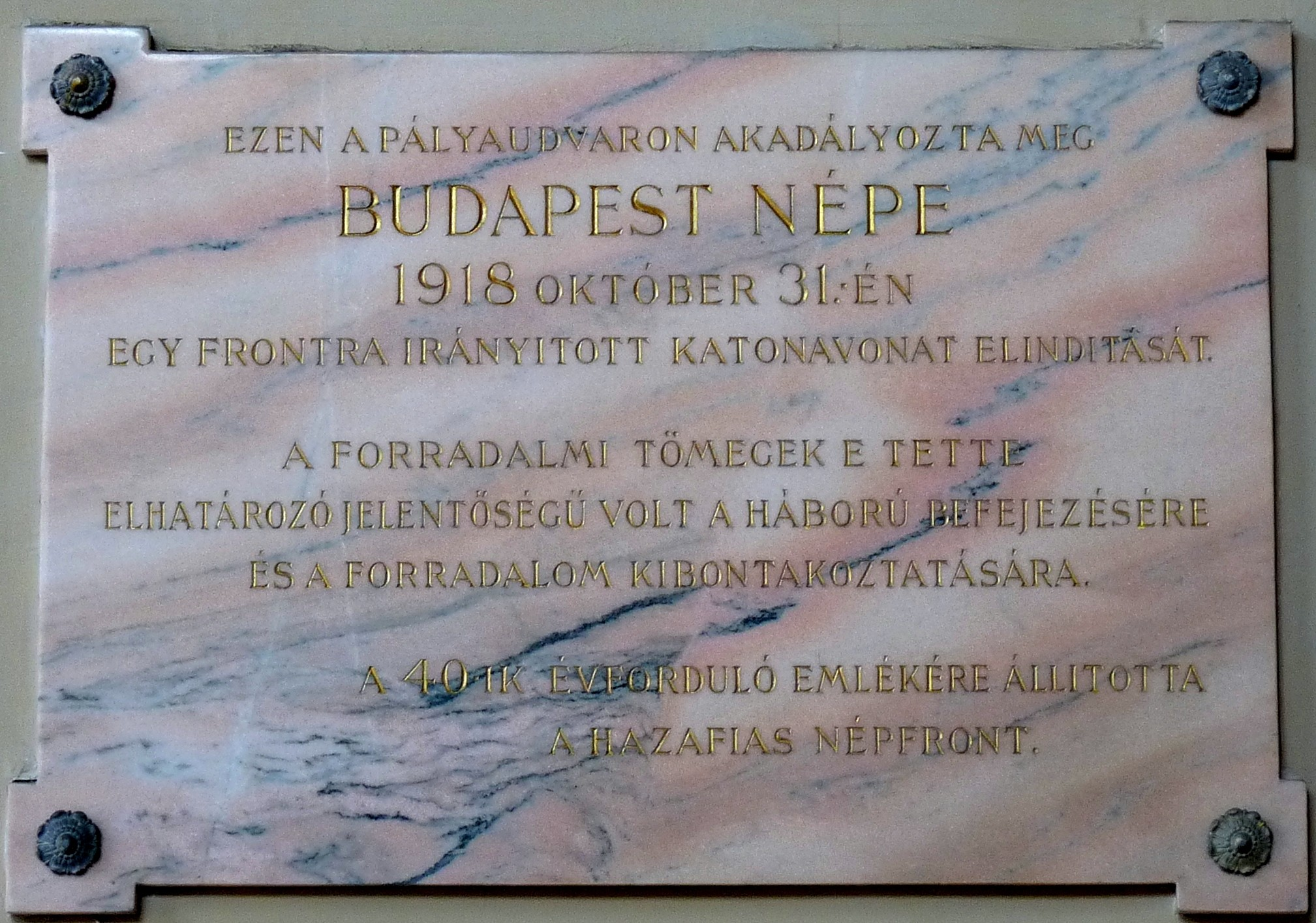
katonavonat indításának megakadályozása, Baross tér 11/b.
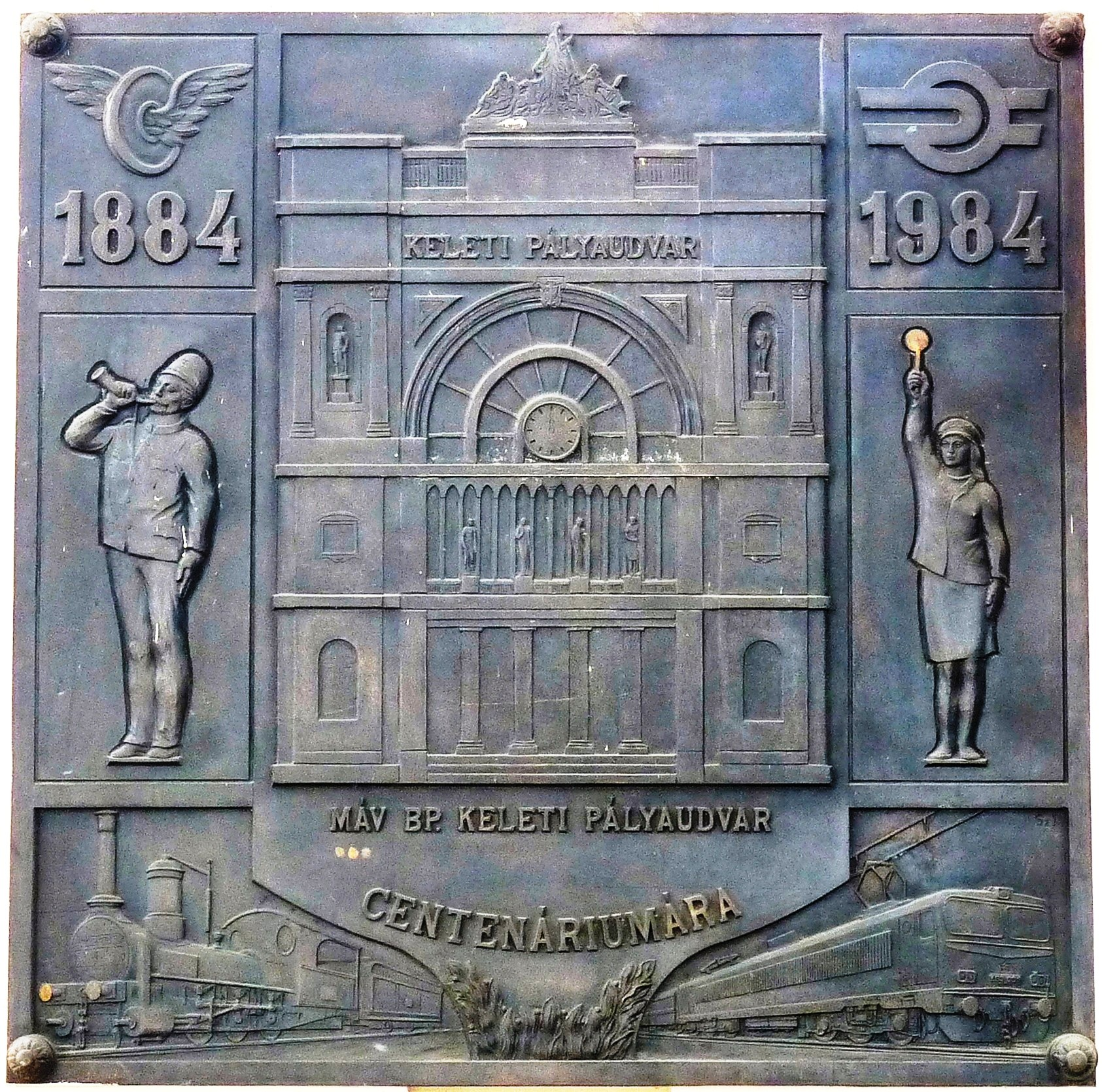
Keleti pu. 100. évf., Kerepesi út 2.
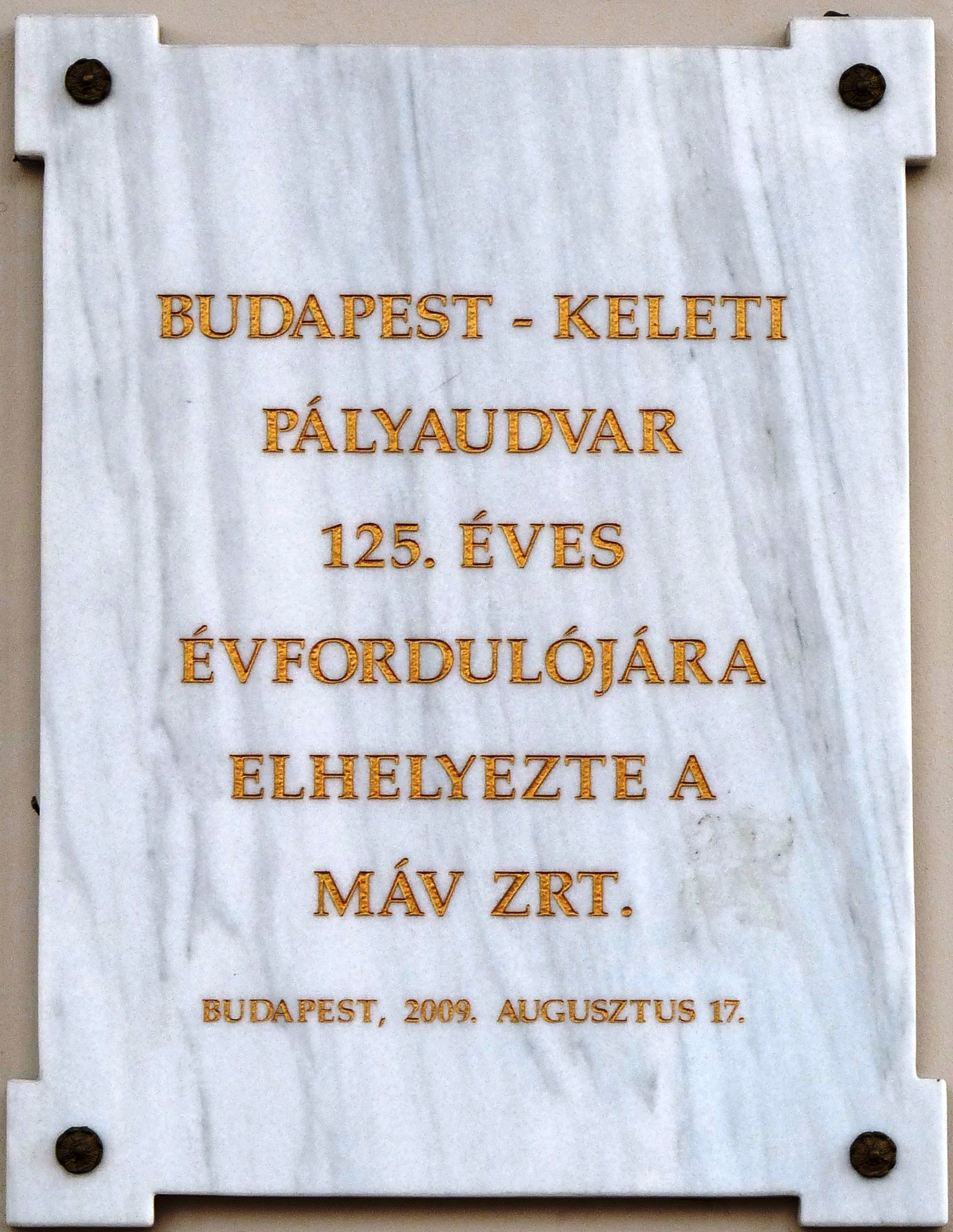
Keleti pu. 125. évf., Baross tér 11/b.
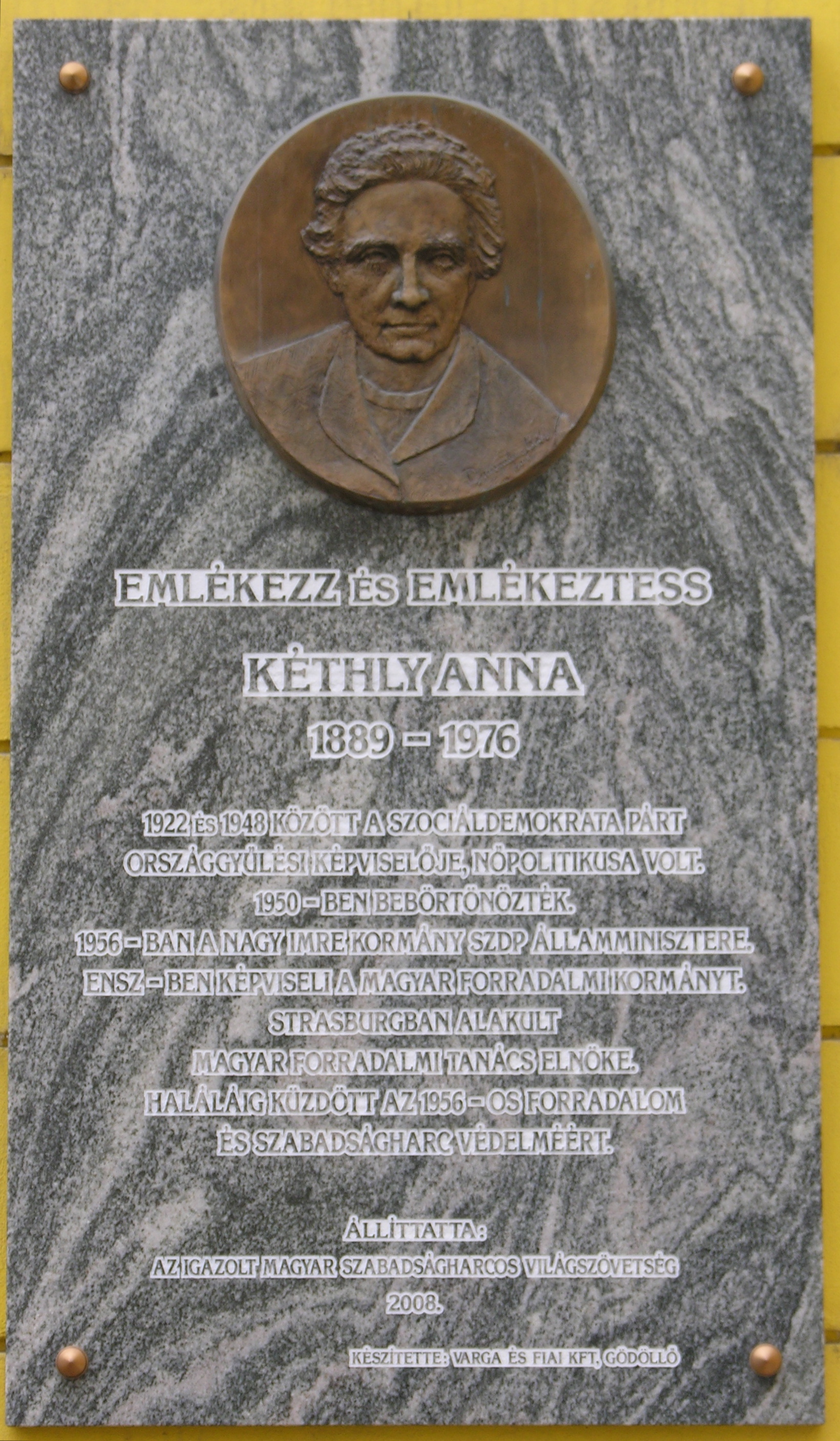
Kéthly Anna Corvin köz 1.
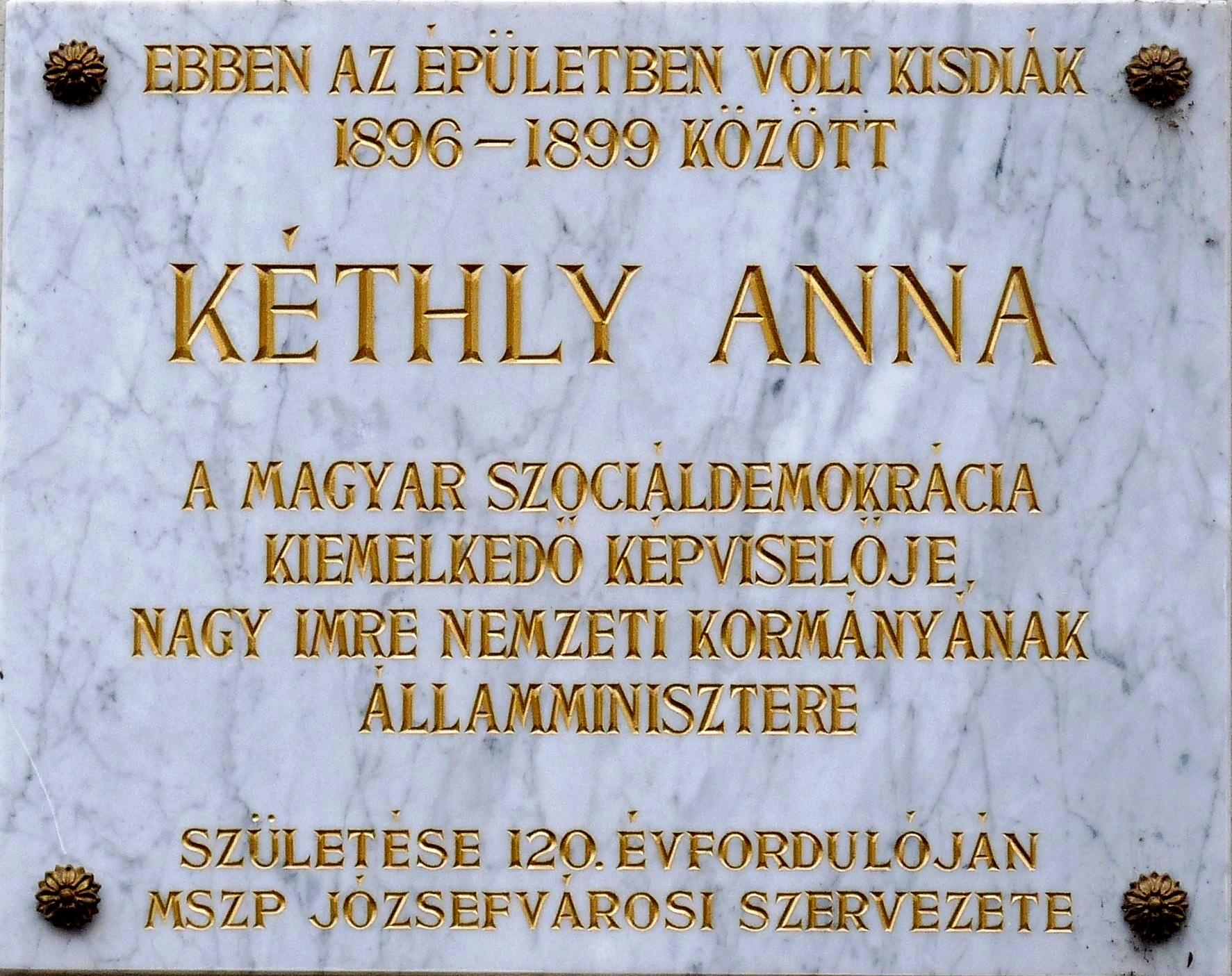
Kéthly Anna, Nap utca 33.
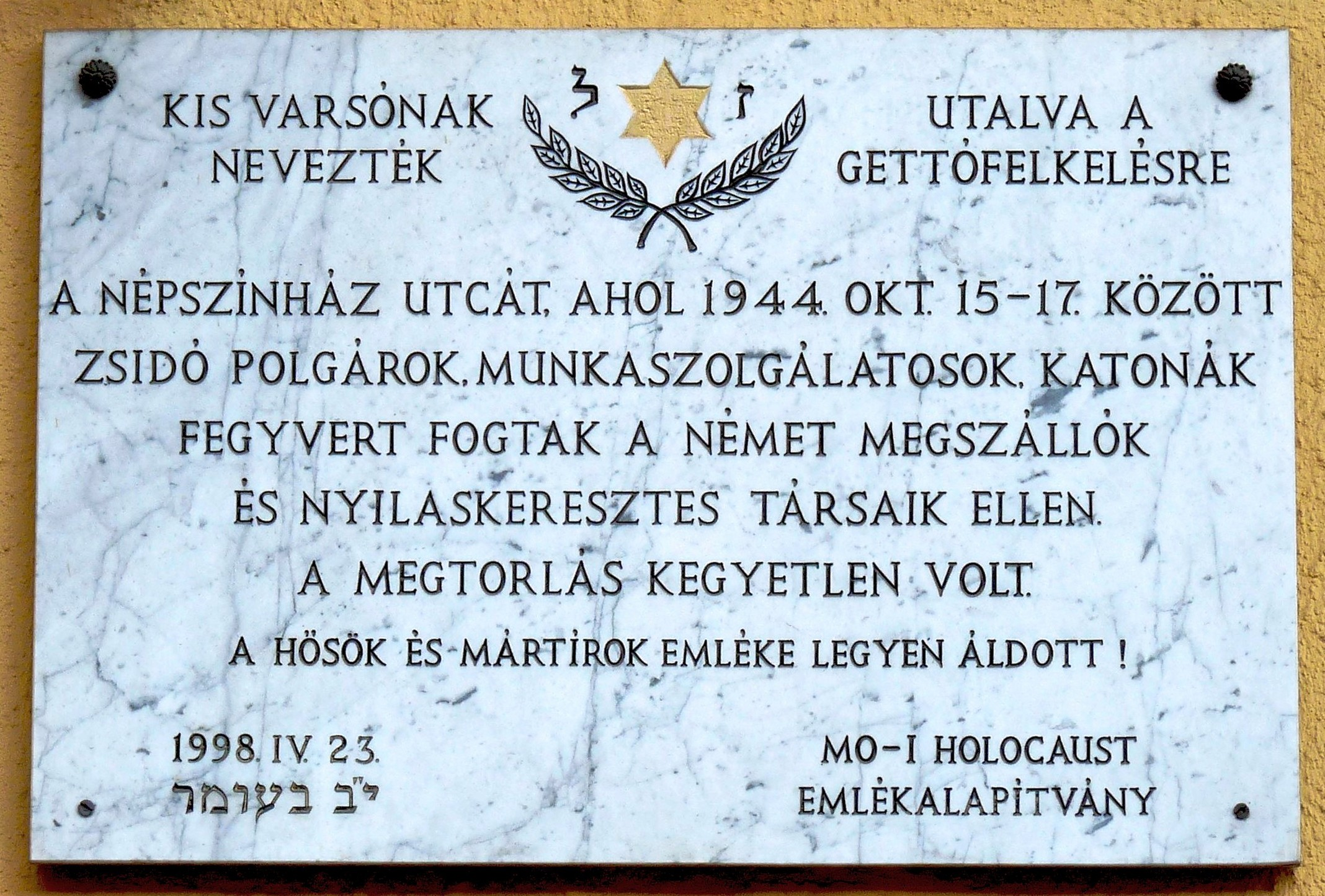
„Kis Varsó”, Népszínház utca 46.
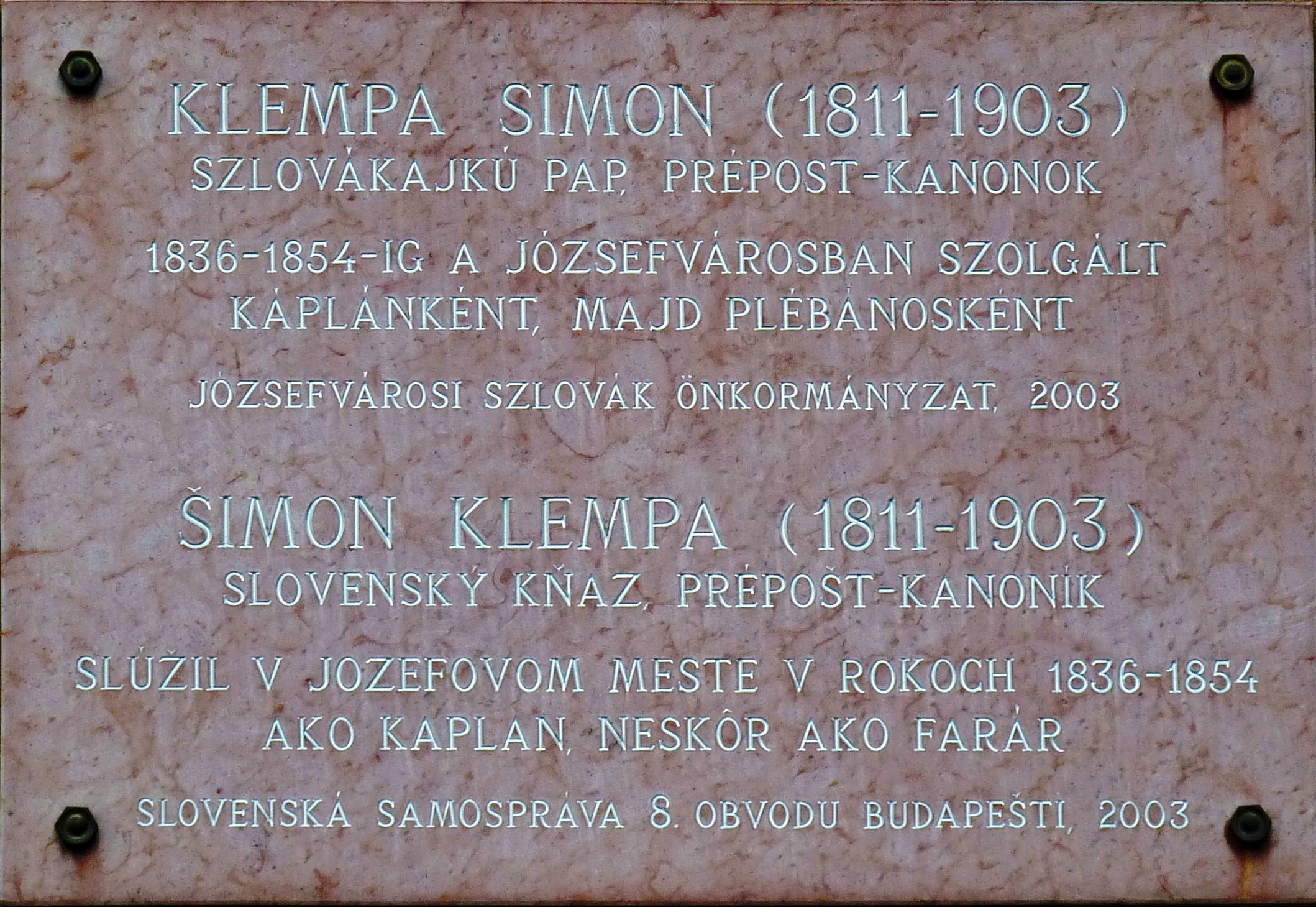
Klempa Simon, Horváth Mihály tér 7.
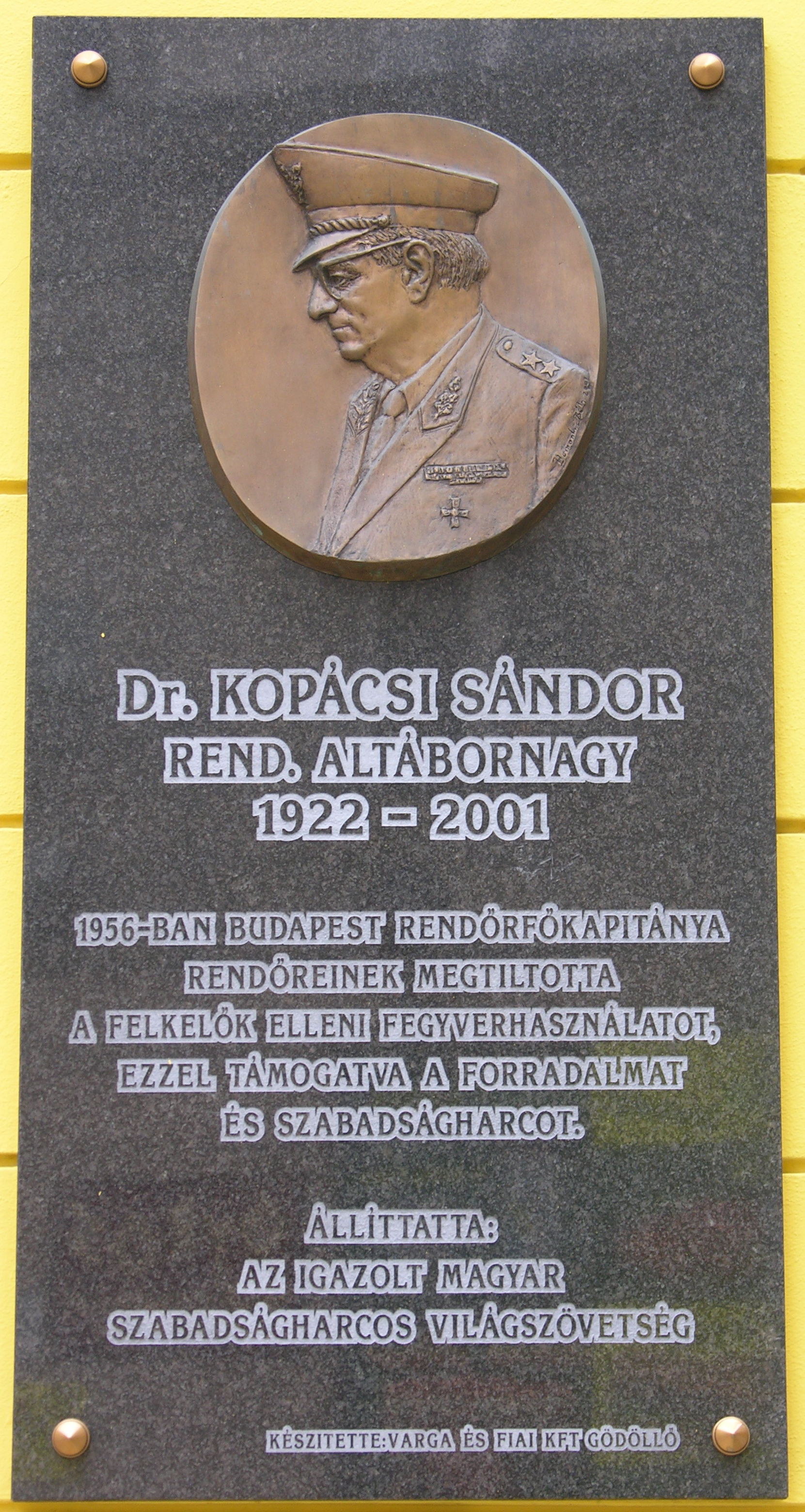
Kopácsi Sándor Corvin köz 1.
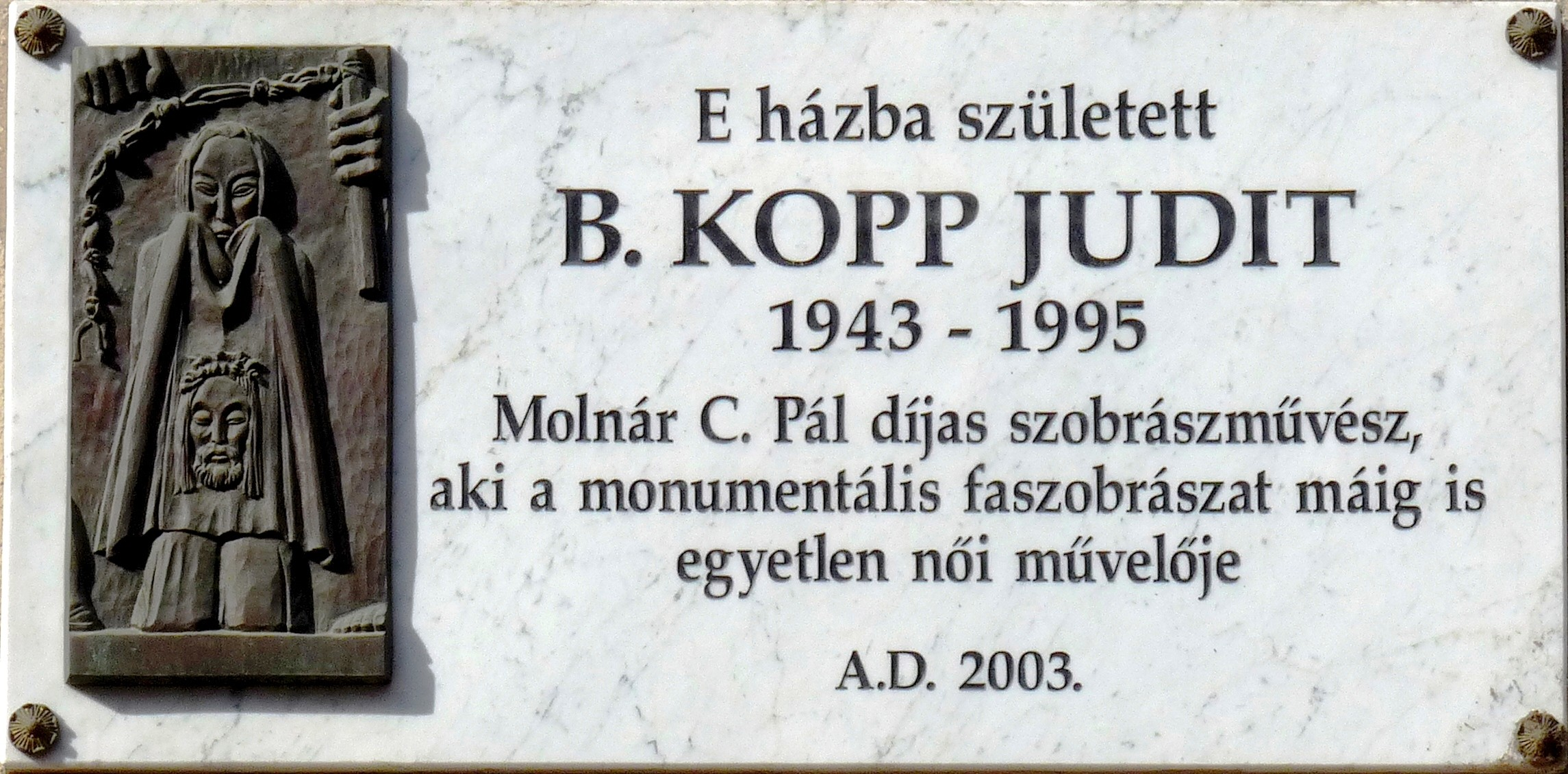
B. Kopp Judit, Bródy Sándor utca 2.
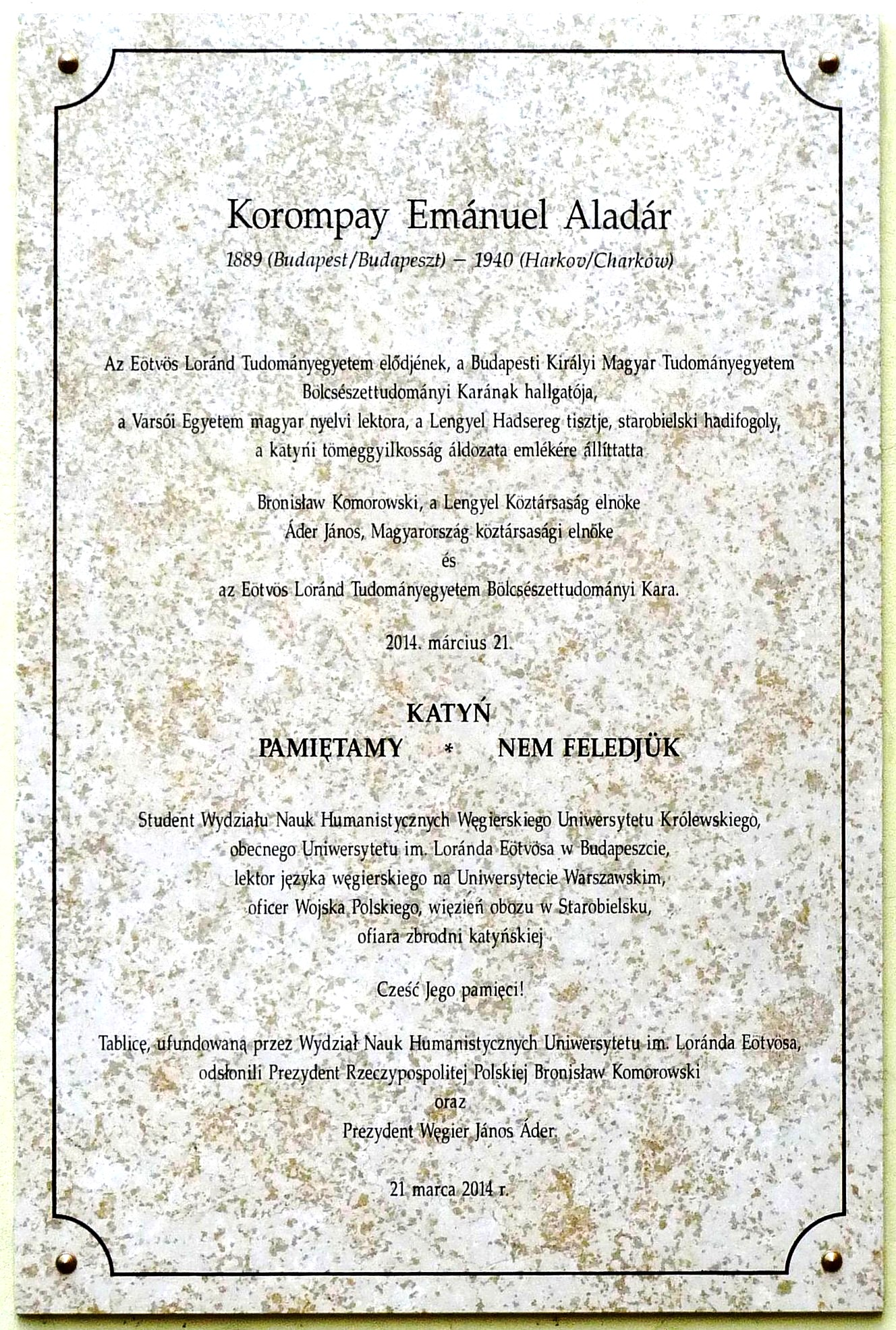
Korompay Emánuel, Múzeum körút 4.
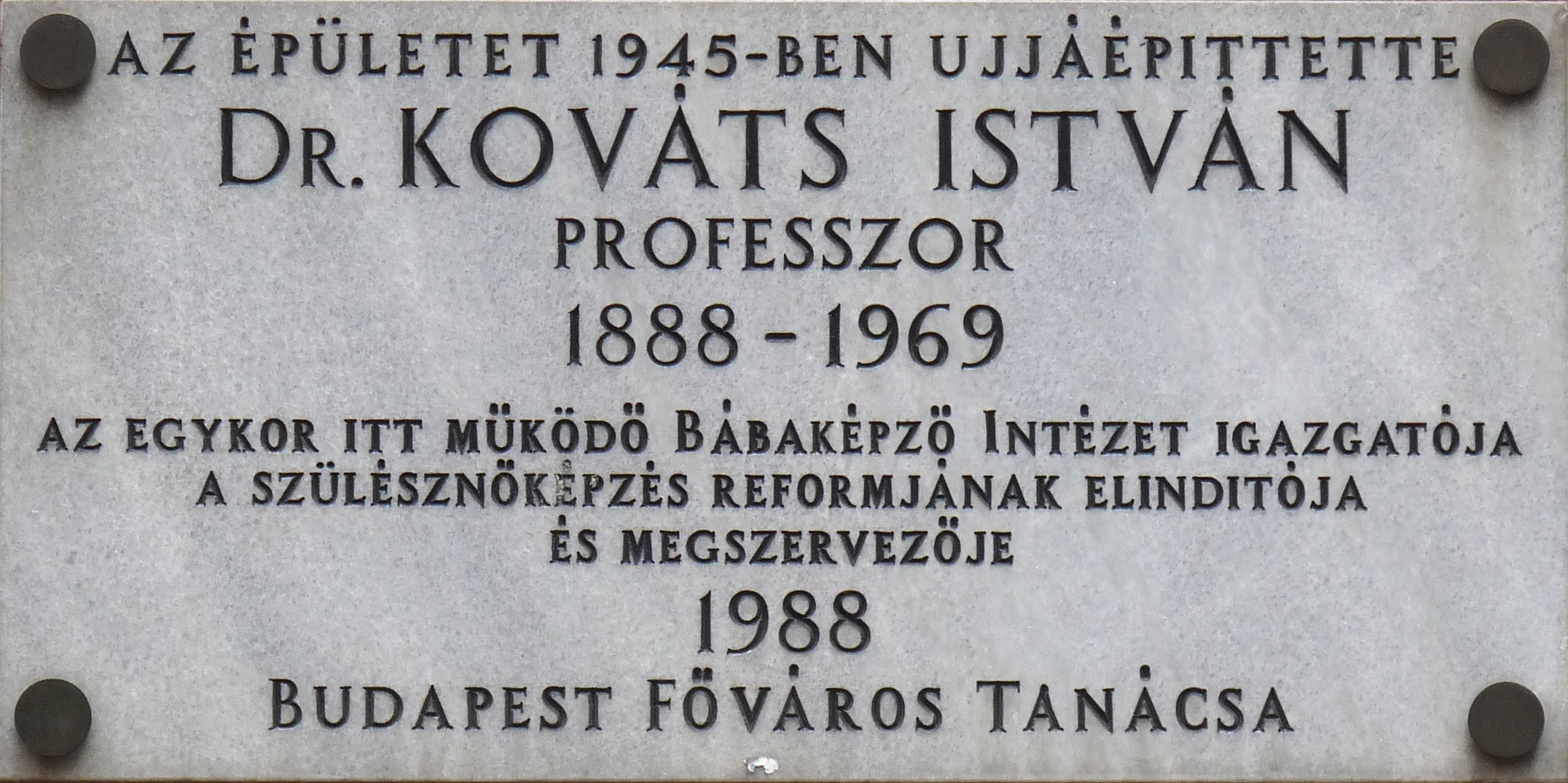
Kováts István, Rökk Szilárd utca 13.
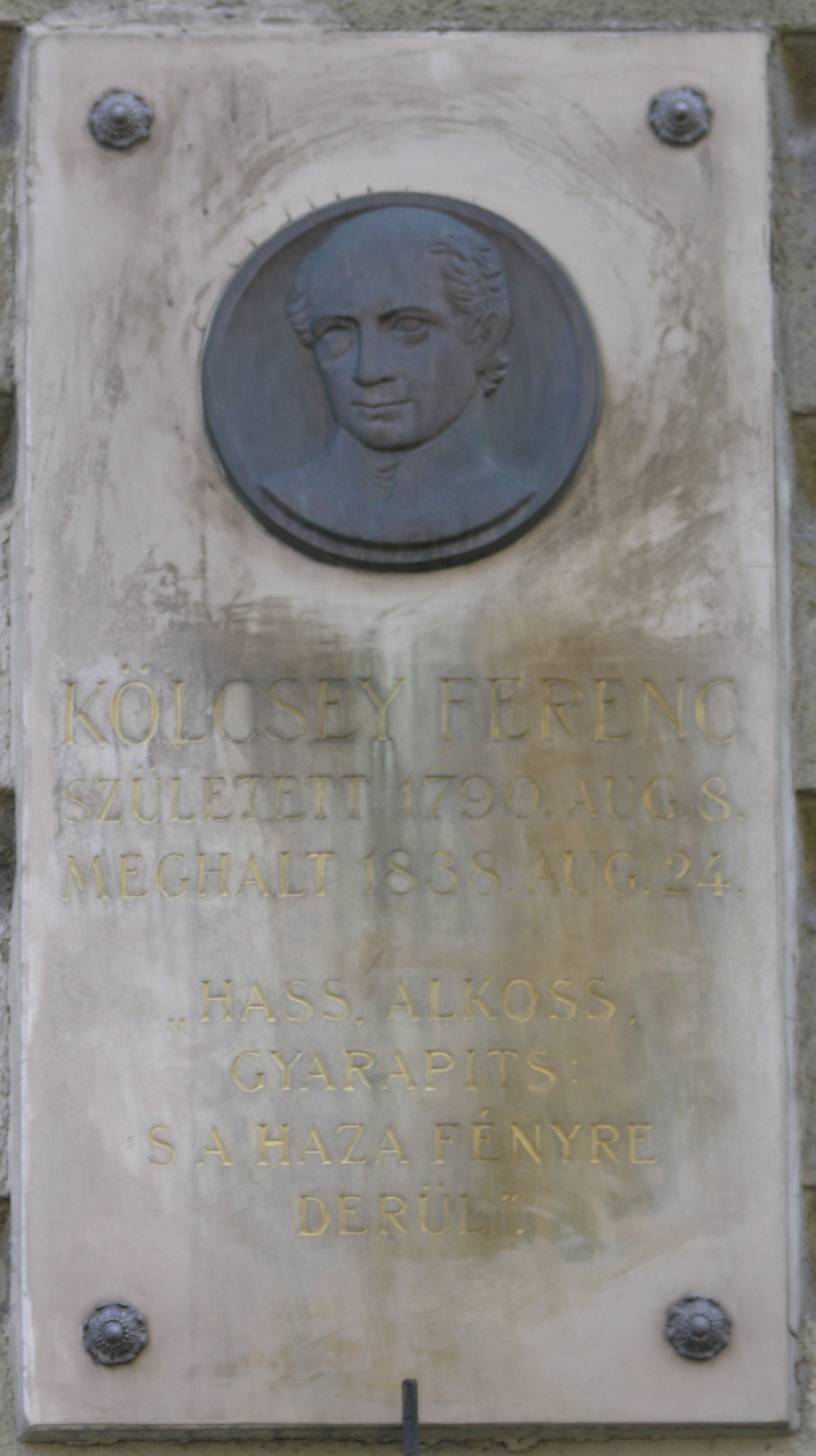
Kölcsey Ferenc Kölcsey utca 1. alkotó: Beck Ö. Fülöp
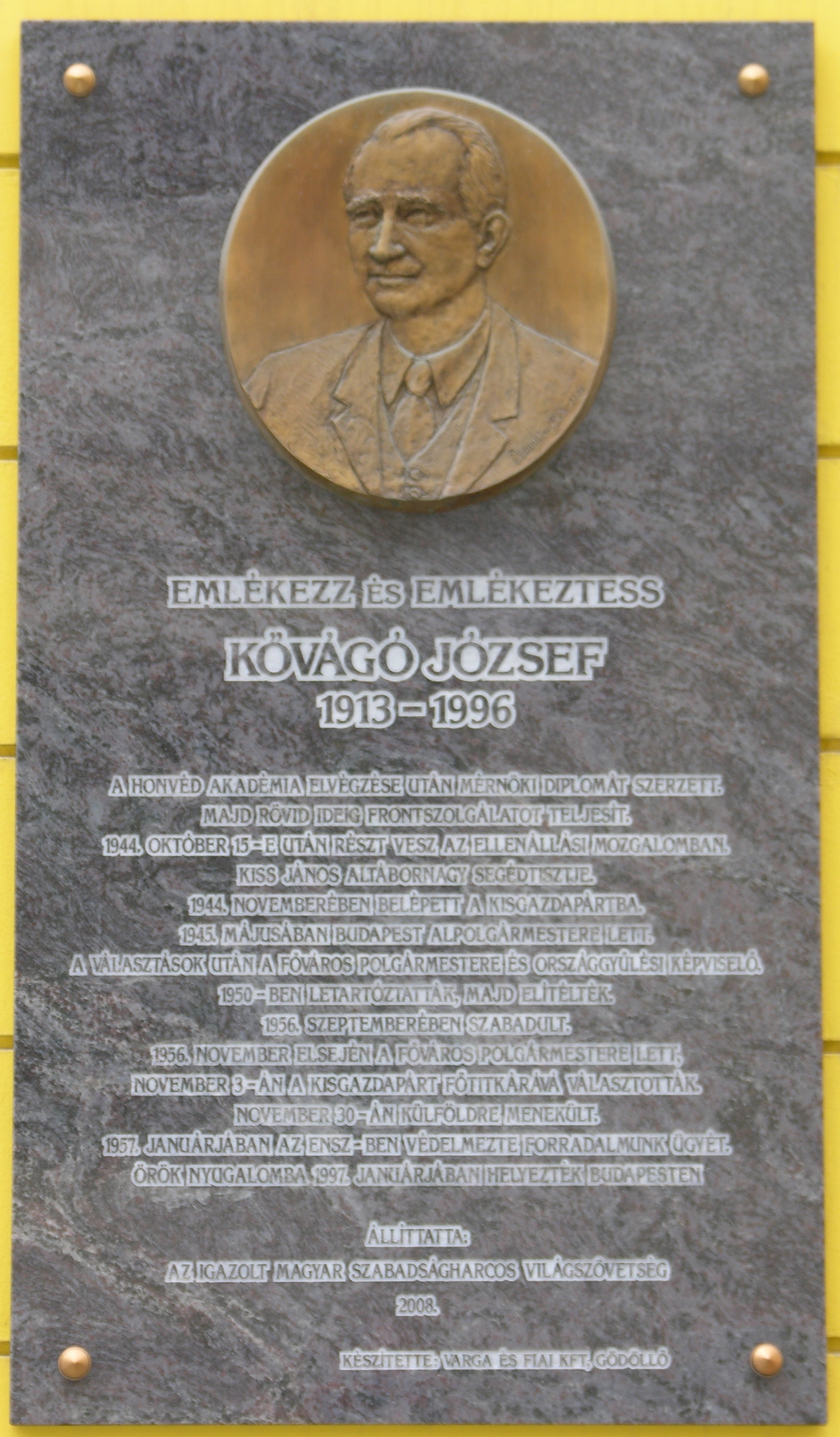
Kővágó József Corvin köz 1.
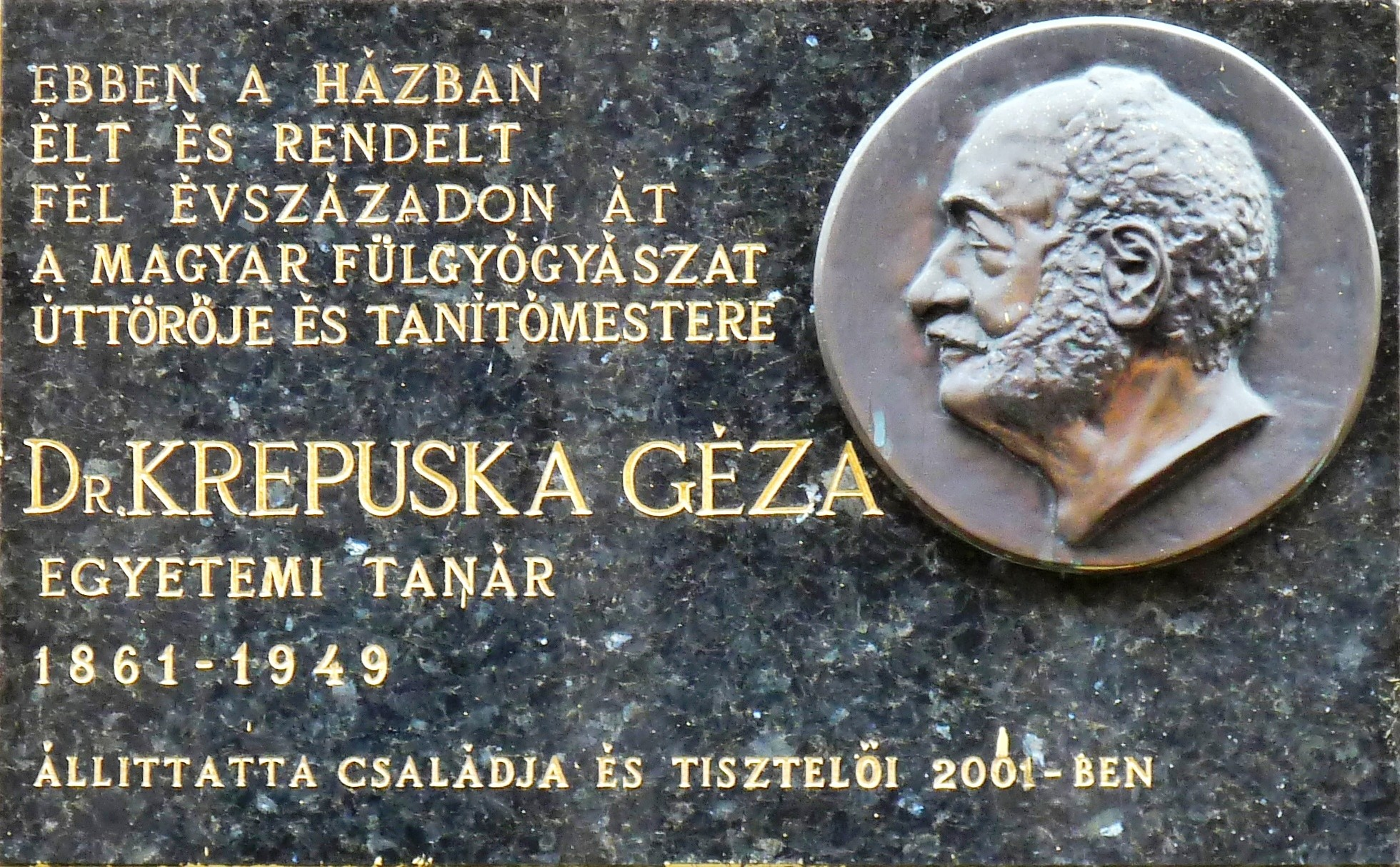
Krepuska Géza, Reviczky utca 4/b.
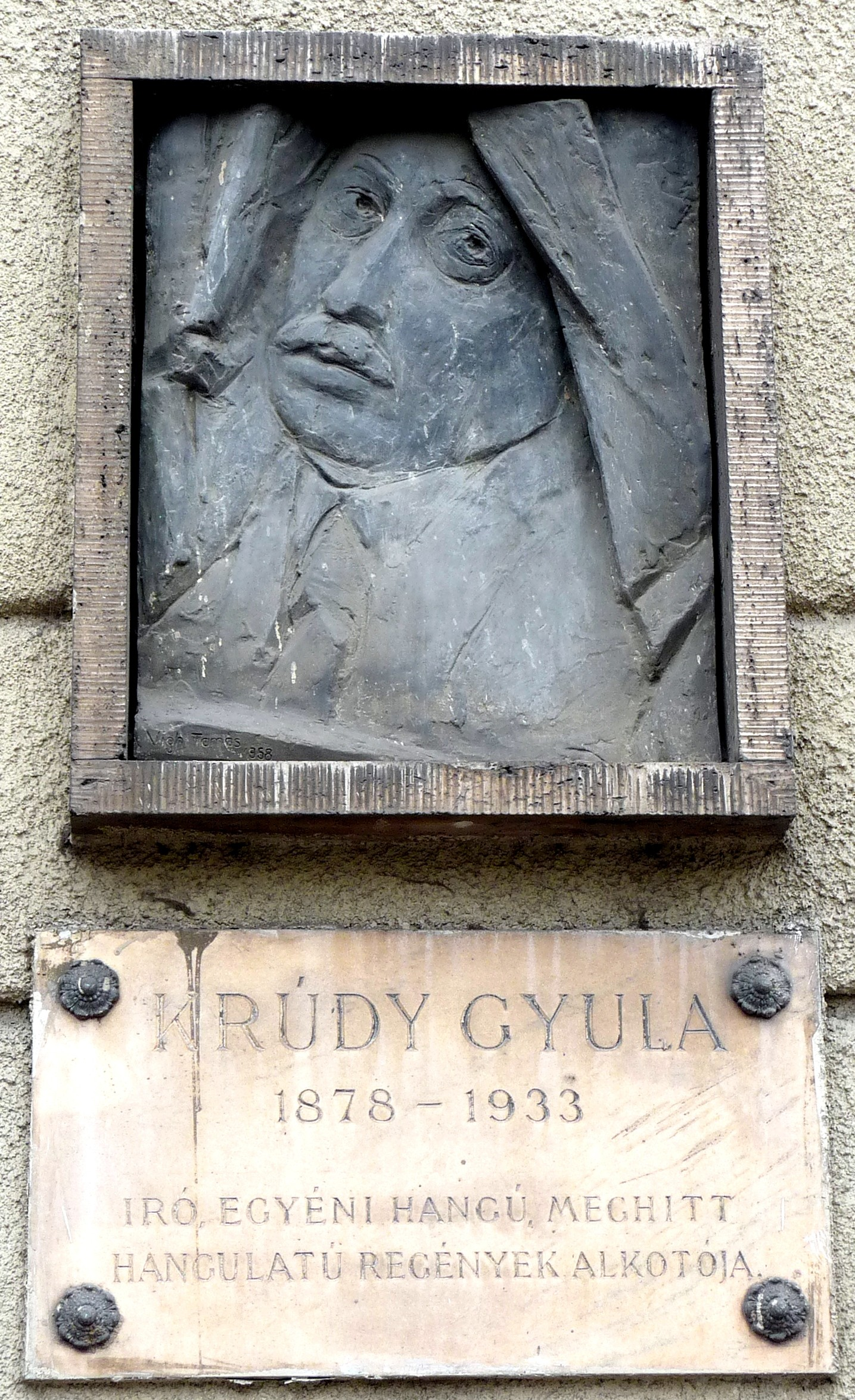
Krúdy Gyula, Krúdy Gyula utca 22. alkotó: Vígh Tamás
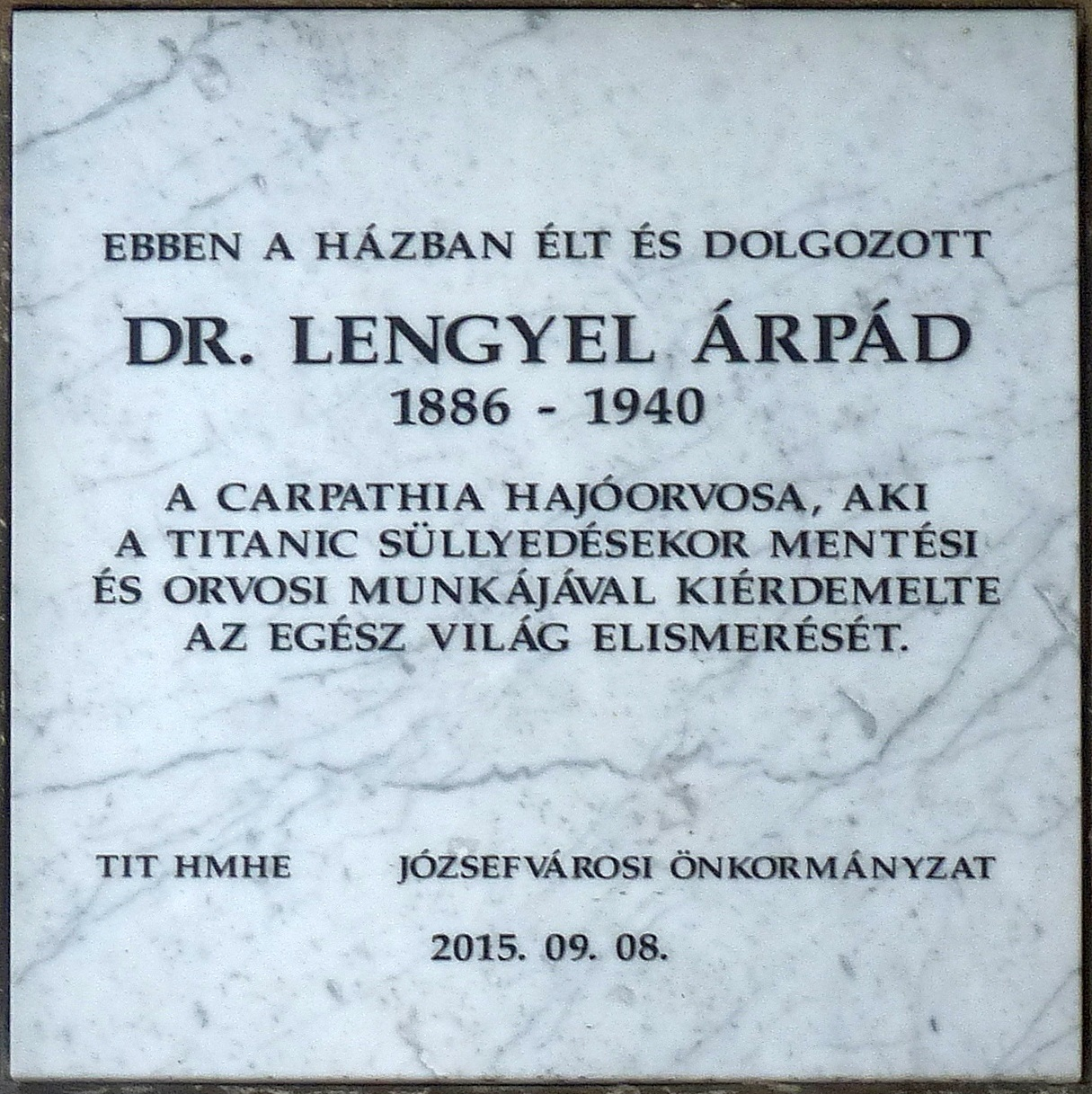
Lengyel Árpád, Rákóczi út 11.
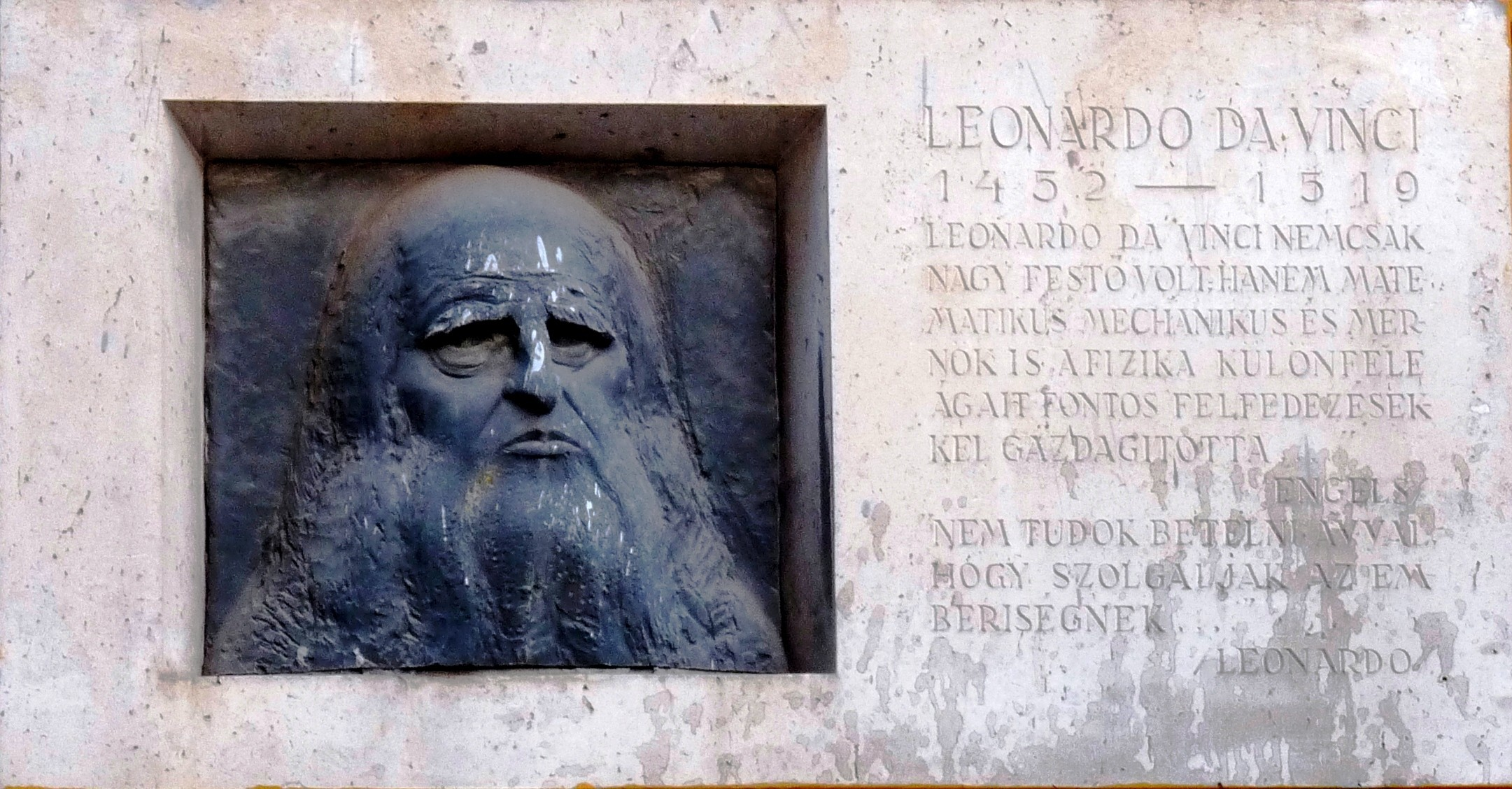
Leonardo da Vinci, Leonardo da Vinci utca 52. alkotó: Vilt Tibor
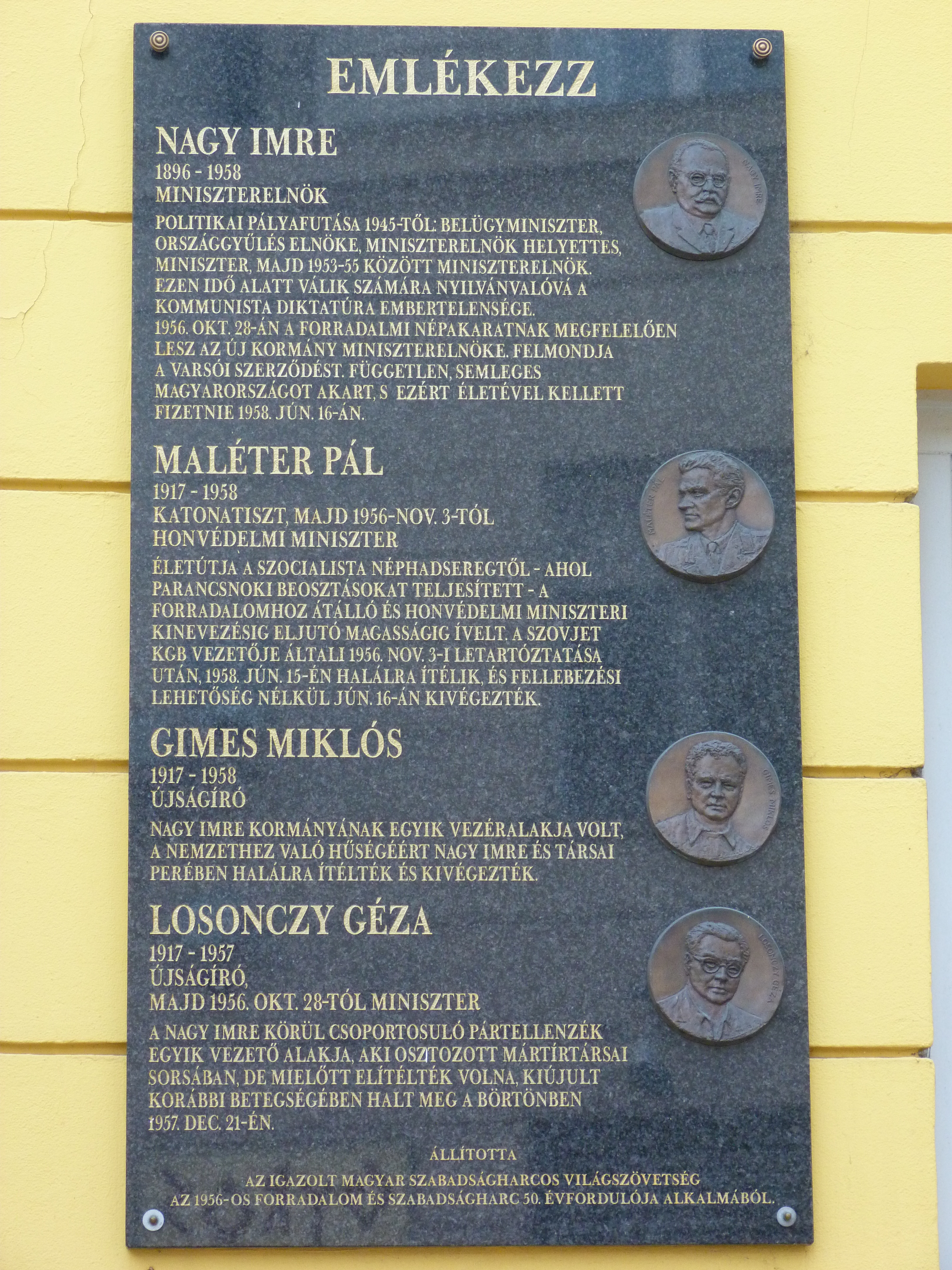
Losonczy Géza Corvin köz
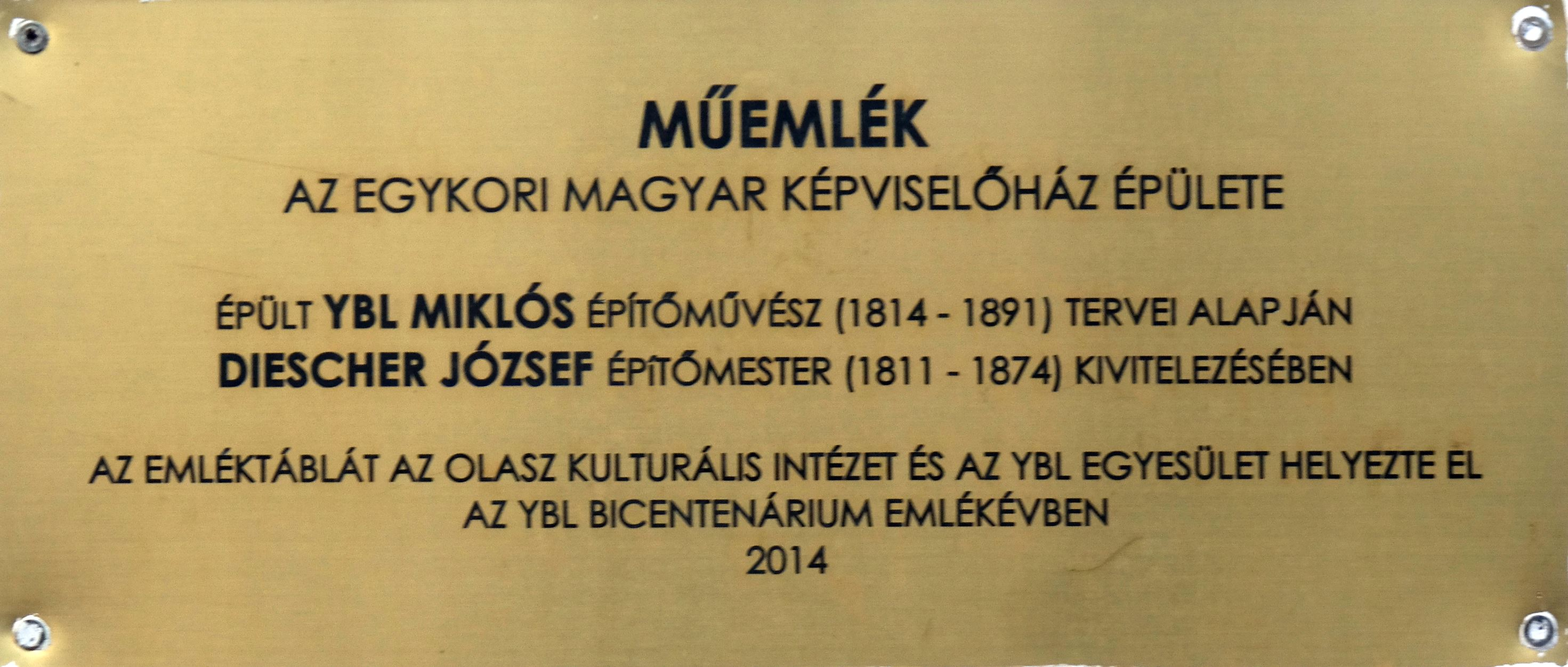
Magyar Képviselőház, Bródy Sándor utca 8.
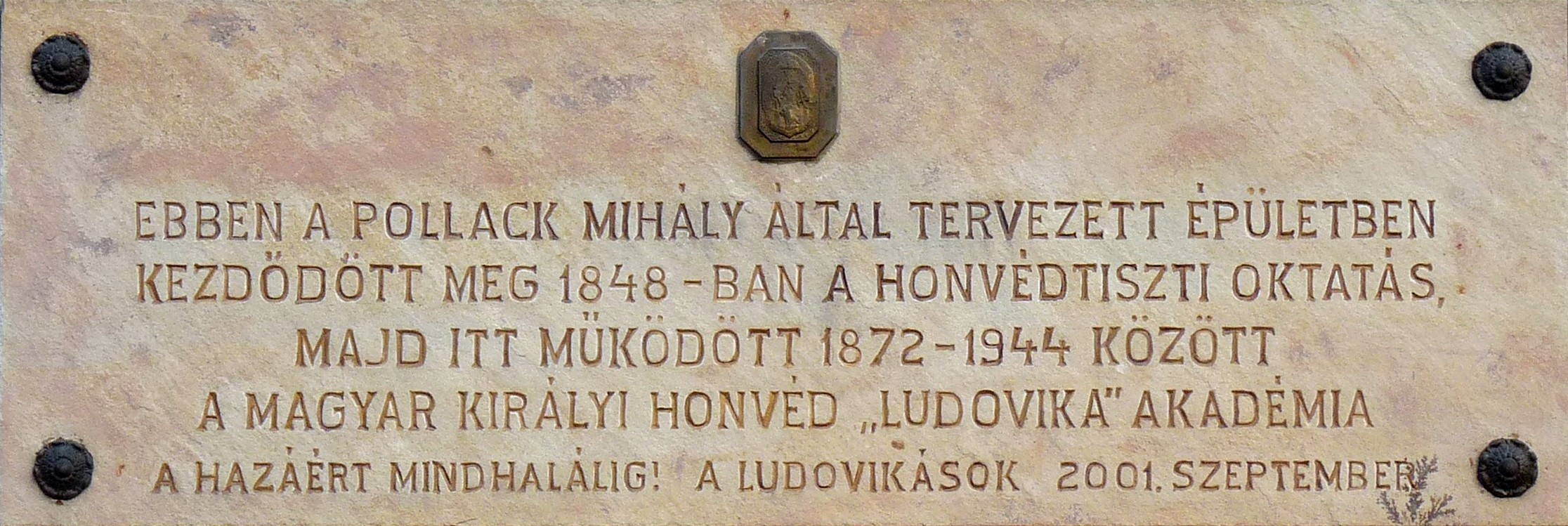
Magyar Királyi Honvéd Ludovika Akadémia Ludovika tér 2.
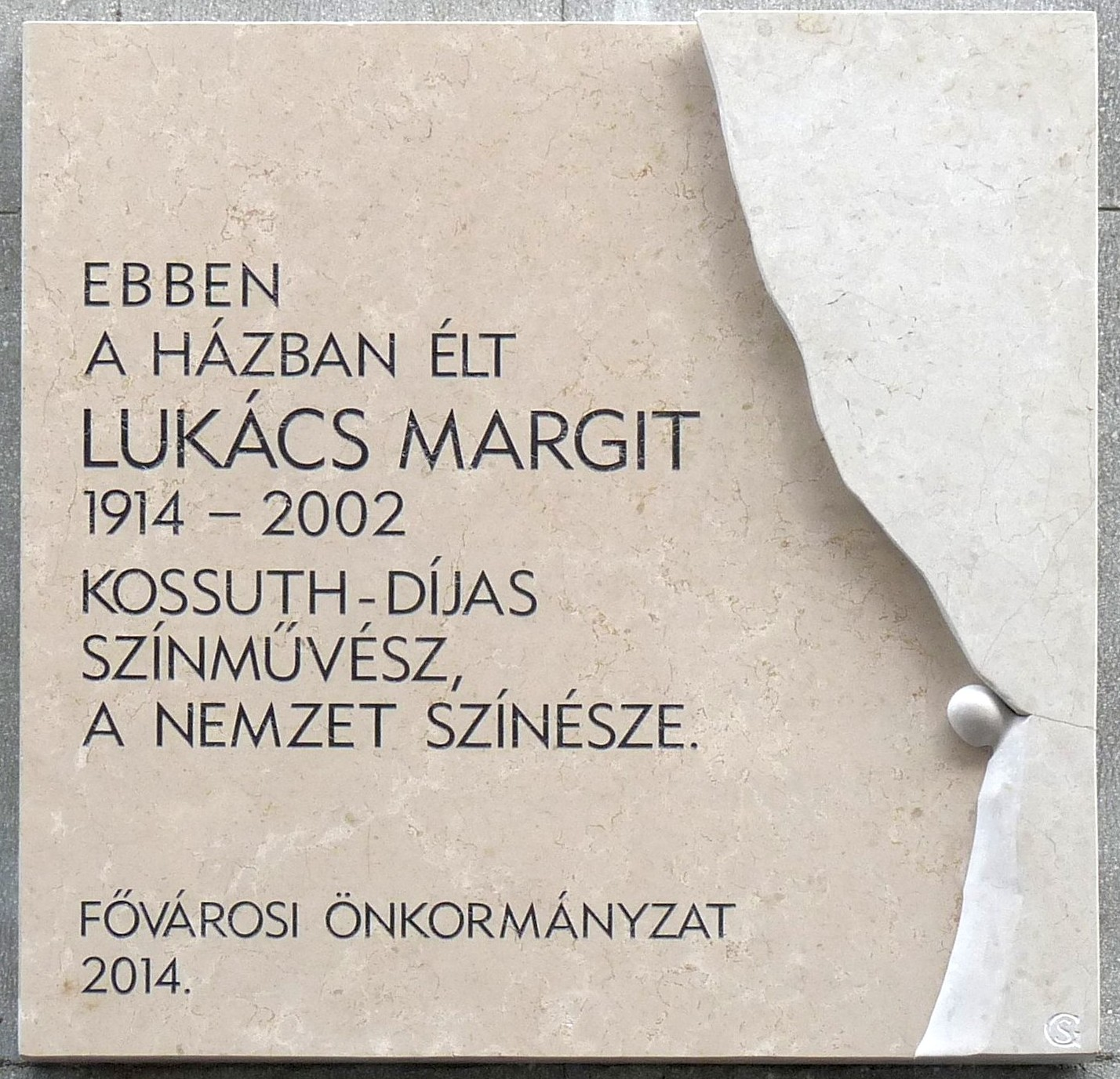
Lukács Margit, Vas utca 2/b. alkotó: Stremeny Géza
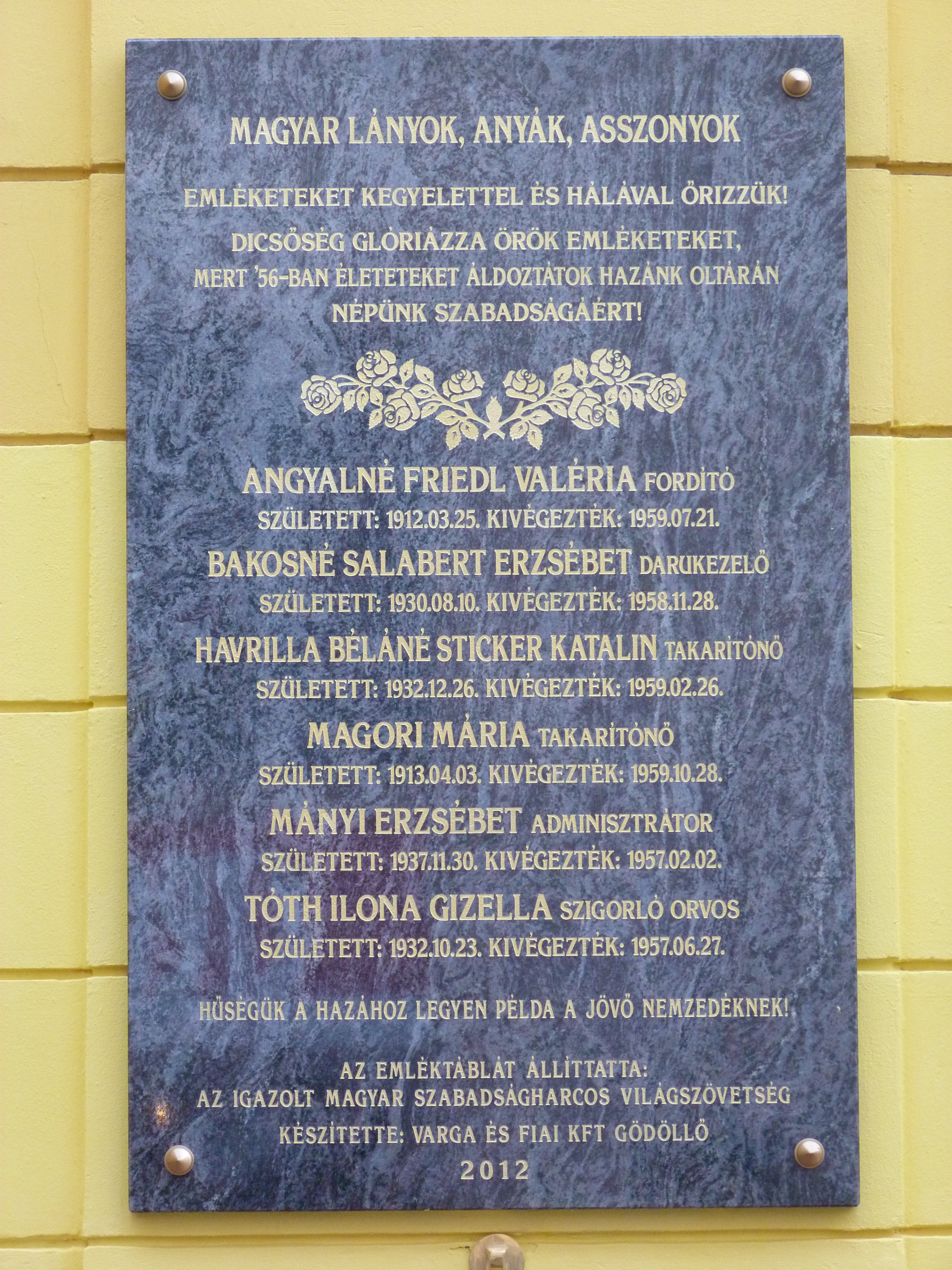
Magyar lányok, anyák, asszonyok Corvin köz
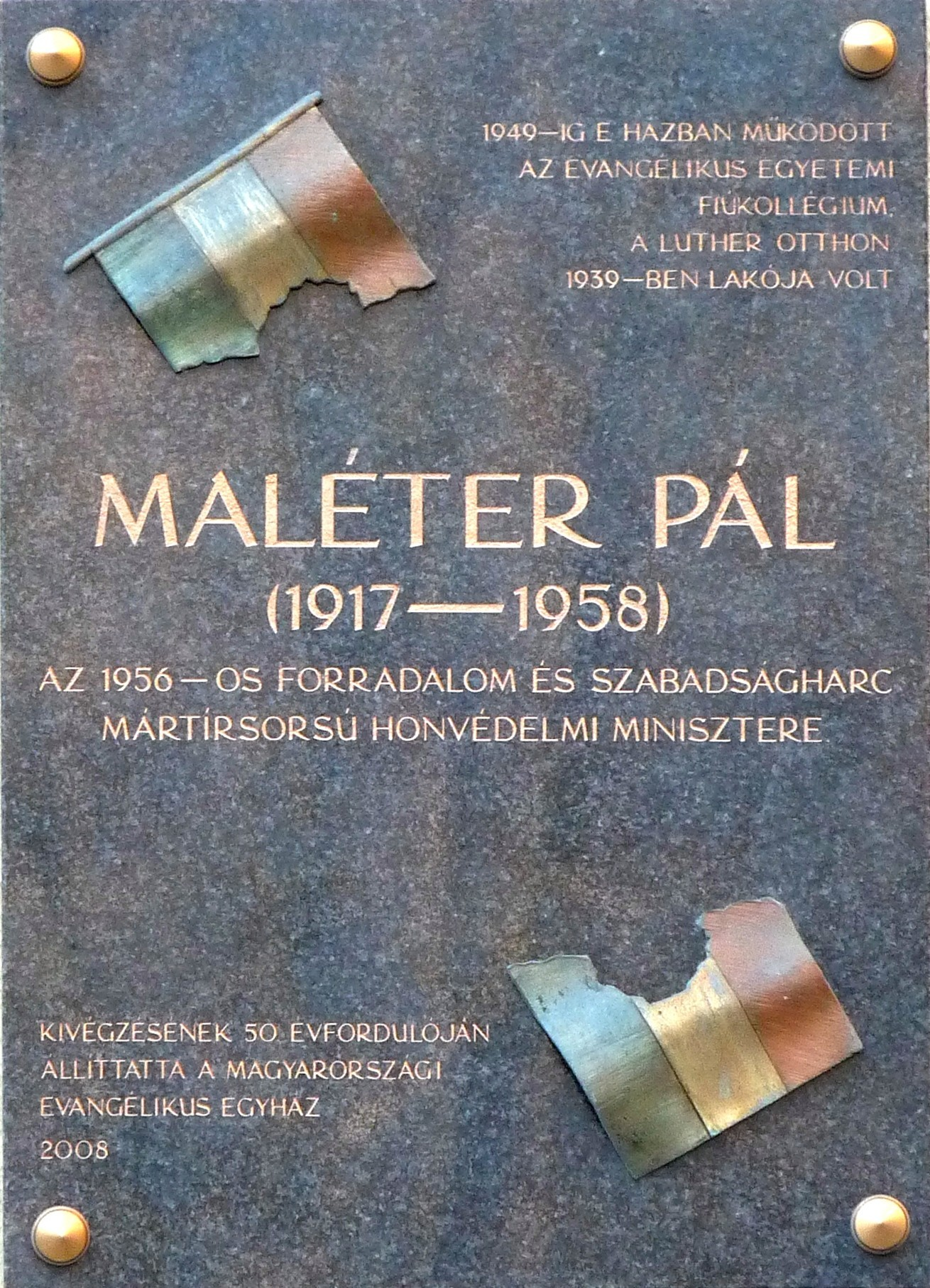
Maléter Pál, Üllői út 24.
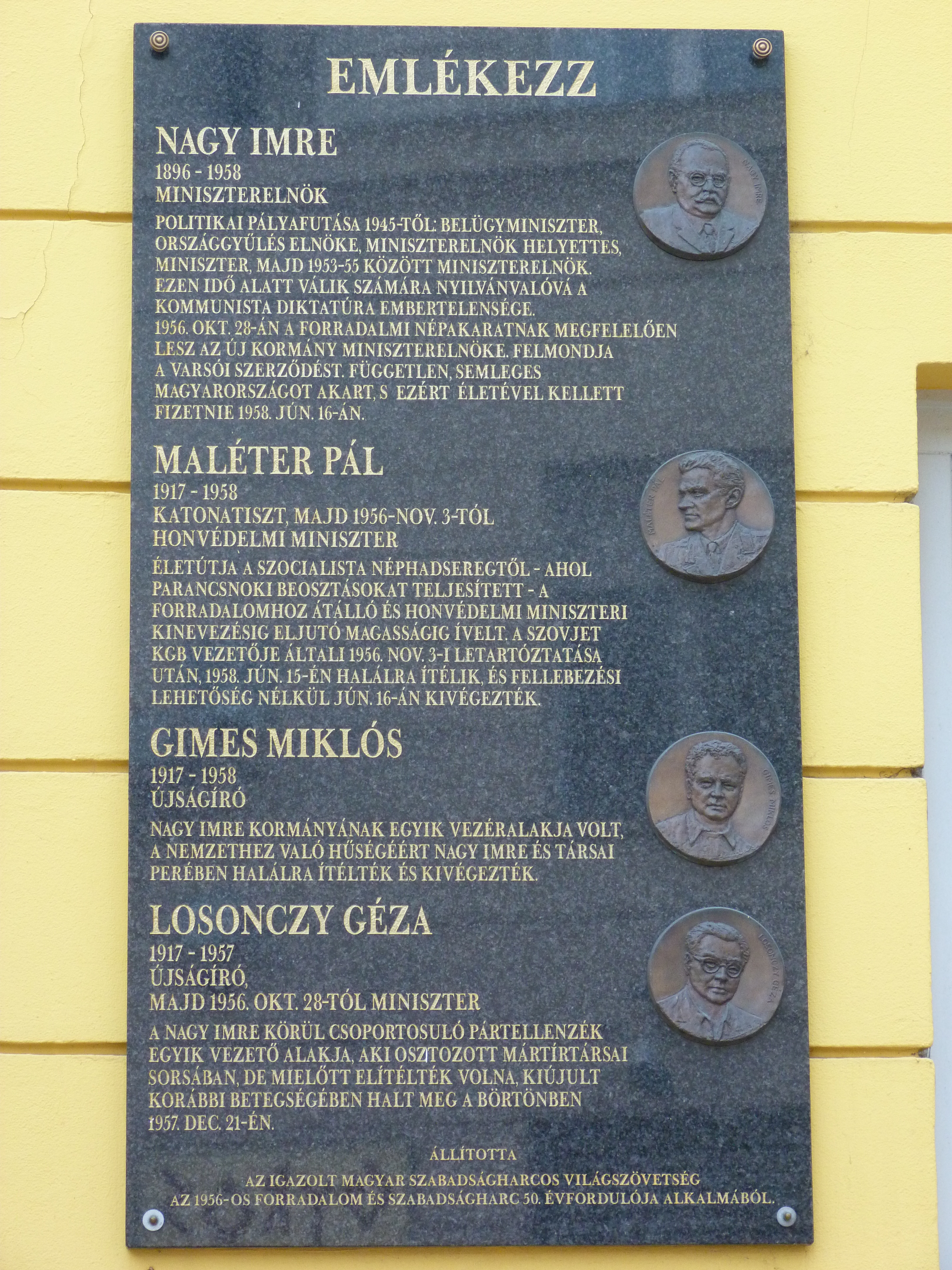
Maléter Pál, Corvin köz
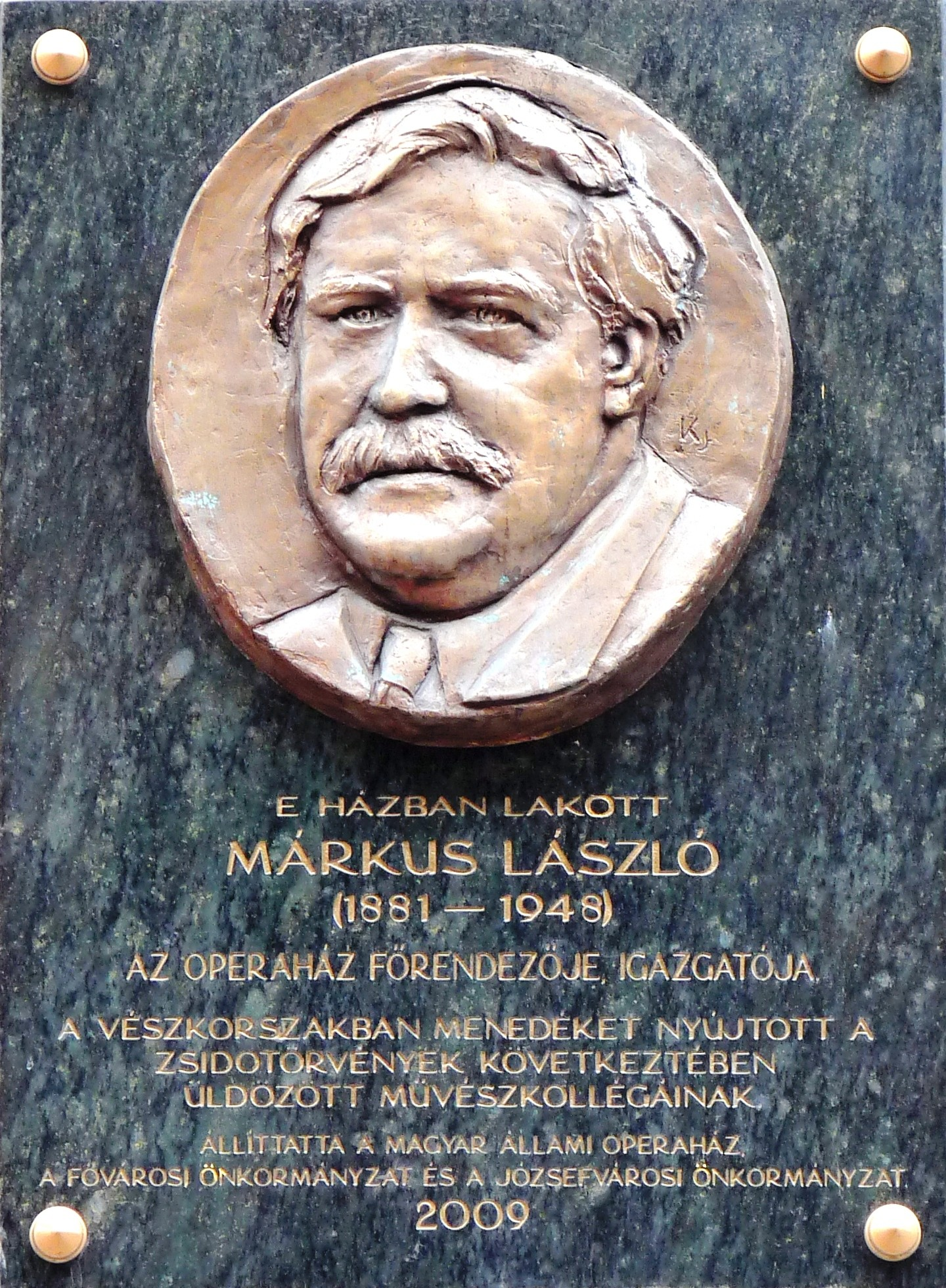
Márkus László, Somogyi Béla utca 18. alkotó: Krasznai János
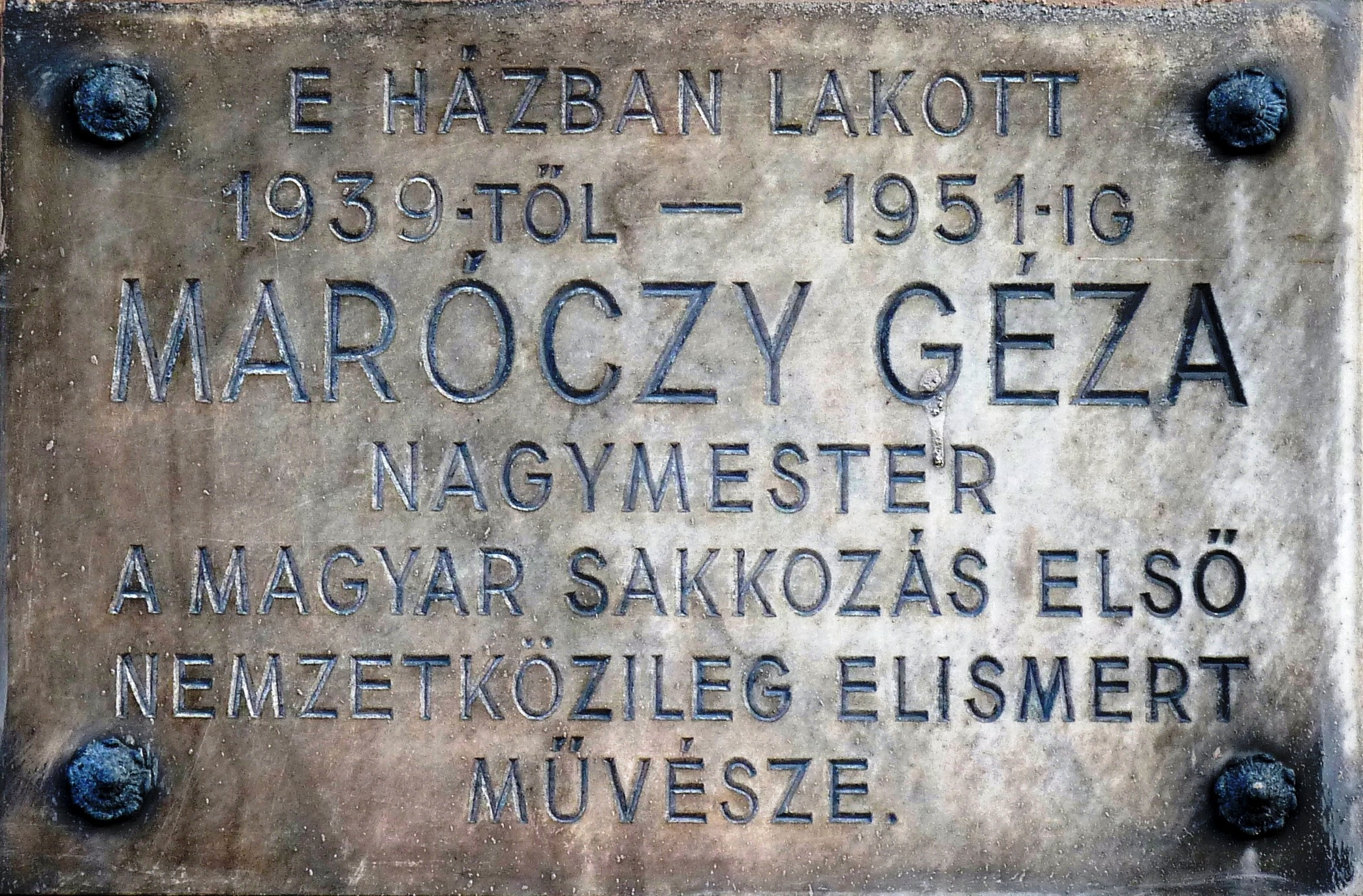
Maróczy Géza, Köztársaság tér 16.
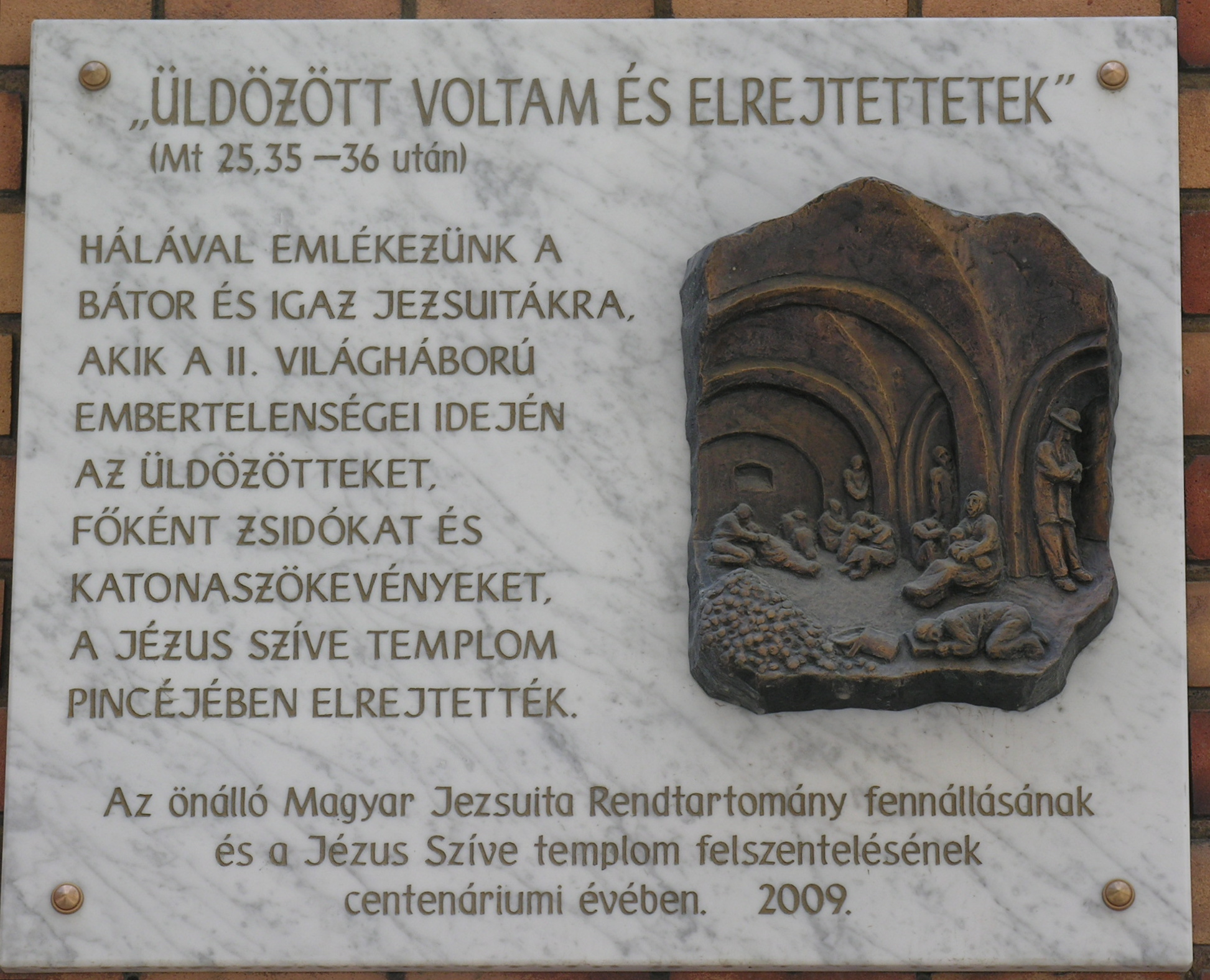
Második világháború Mária utca 25.
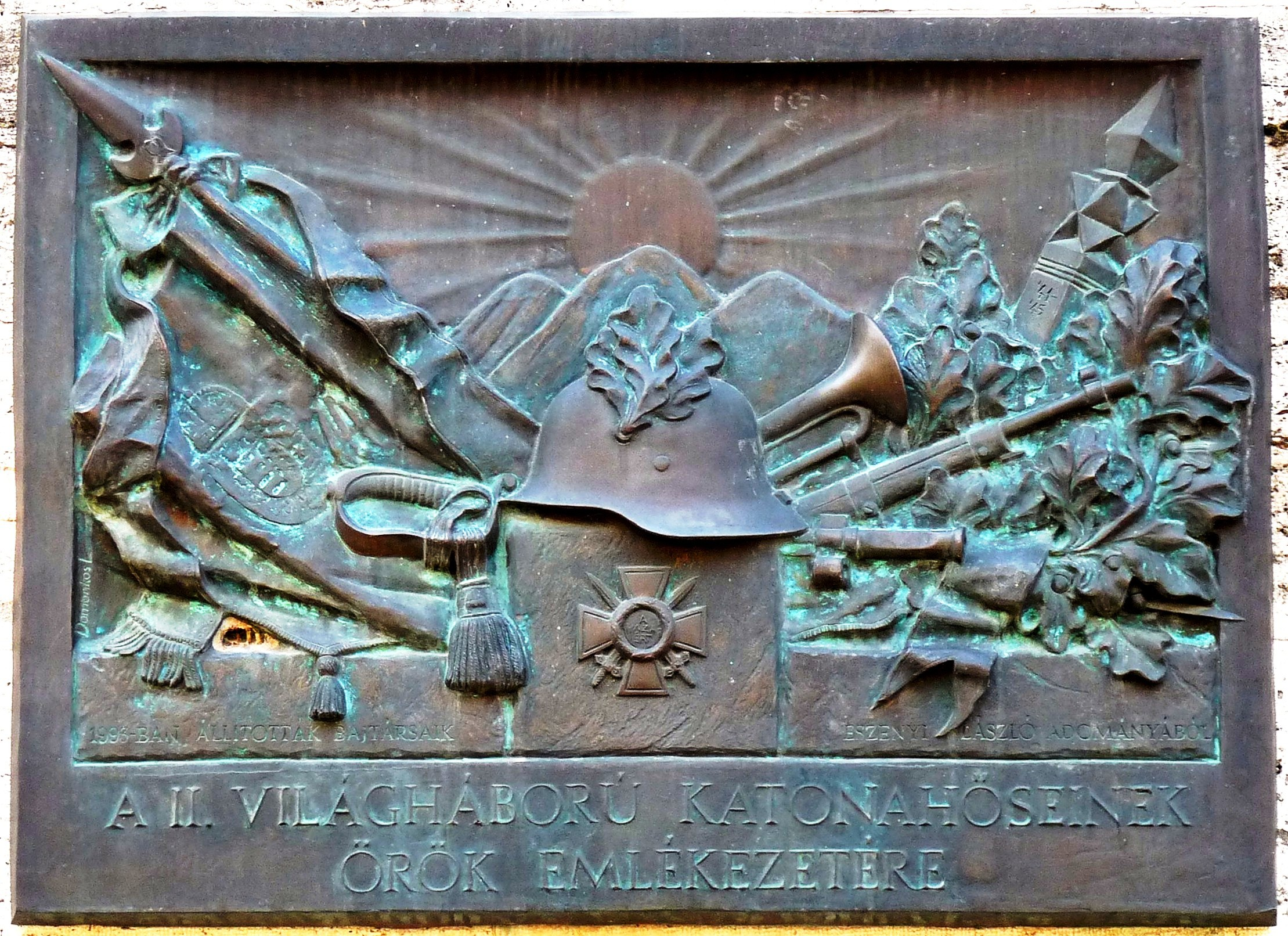
a második világháború katonahősei Ludovika tér
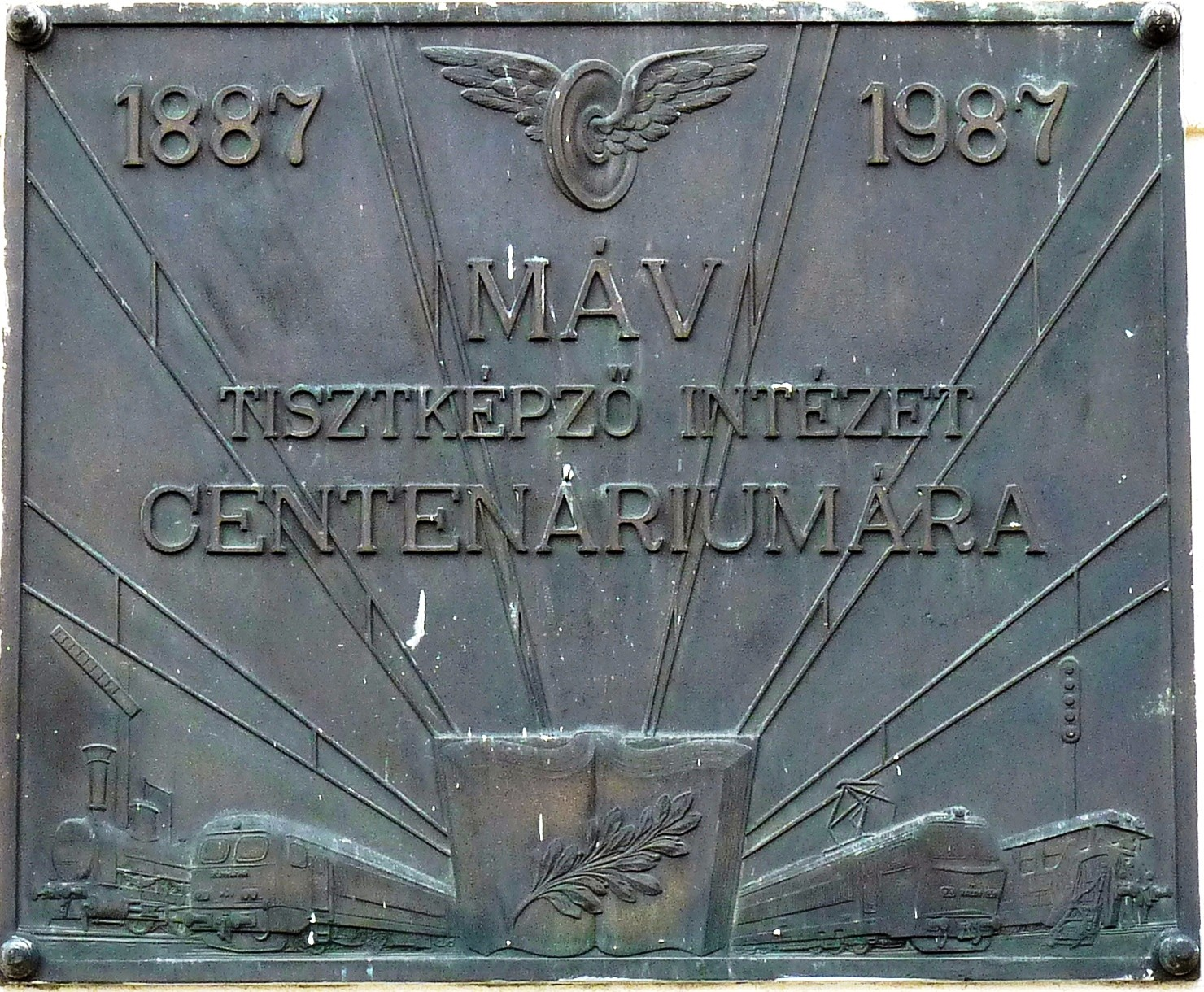
MÁV Tisztképző Intézet, Luther utca 3.
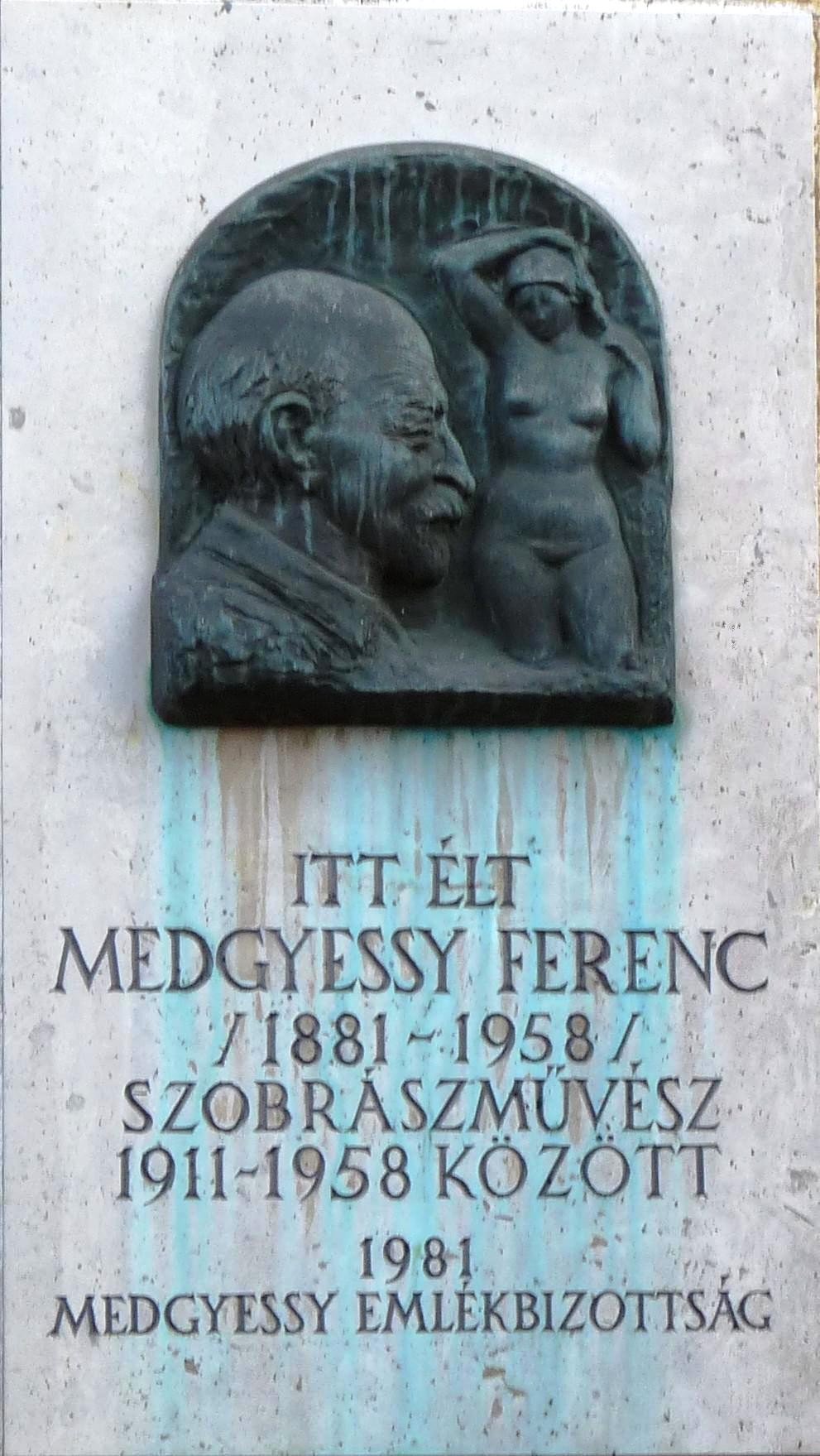
Medgyessy Ferenc, Százados út 8. alkotó: Szabó Iván
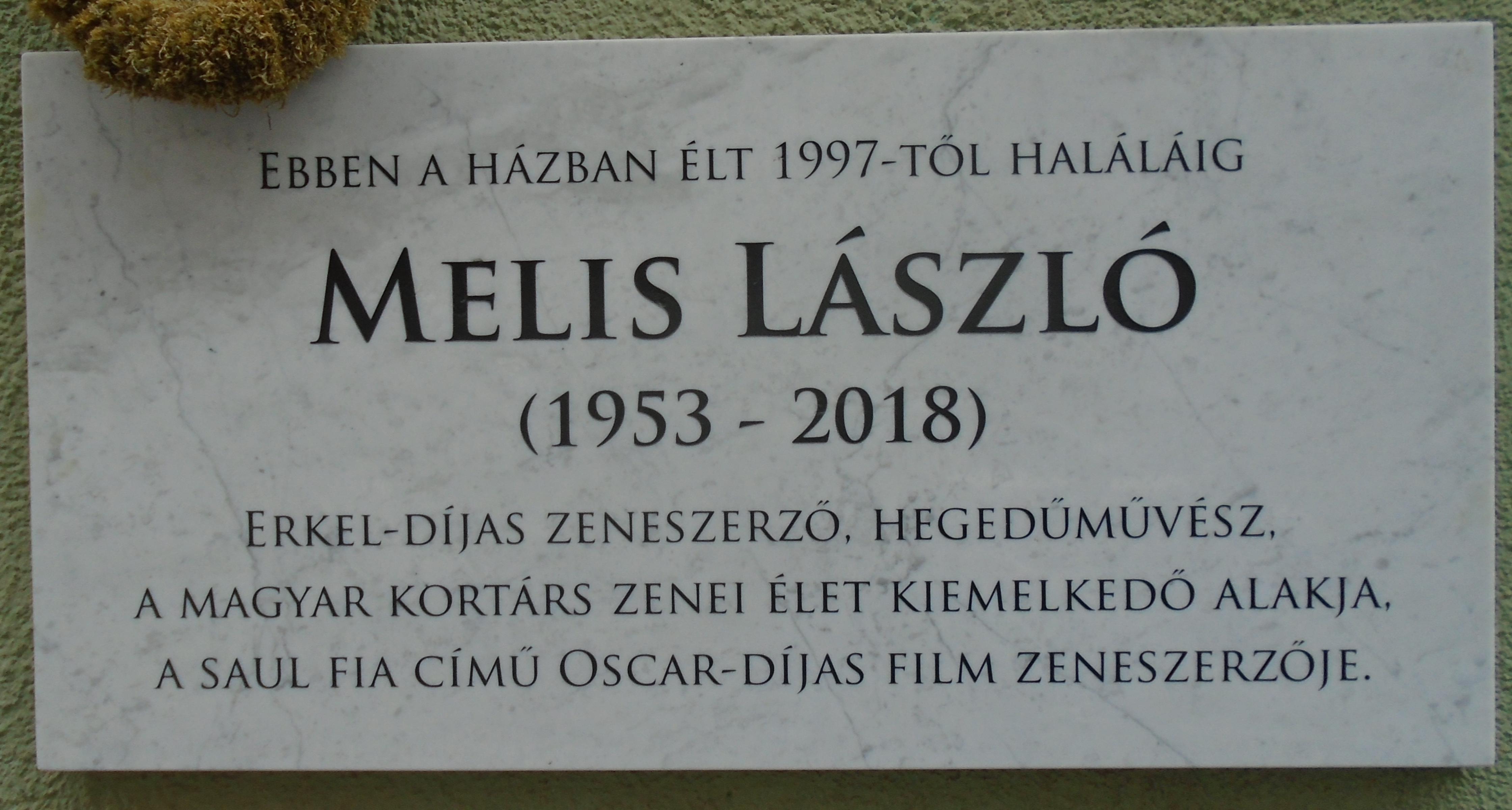
Melis László, Bródy Sándor utca 26.
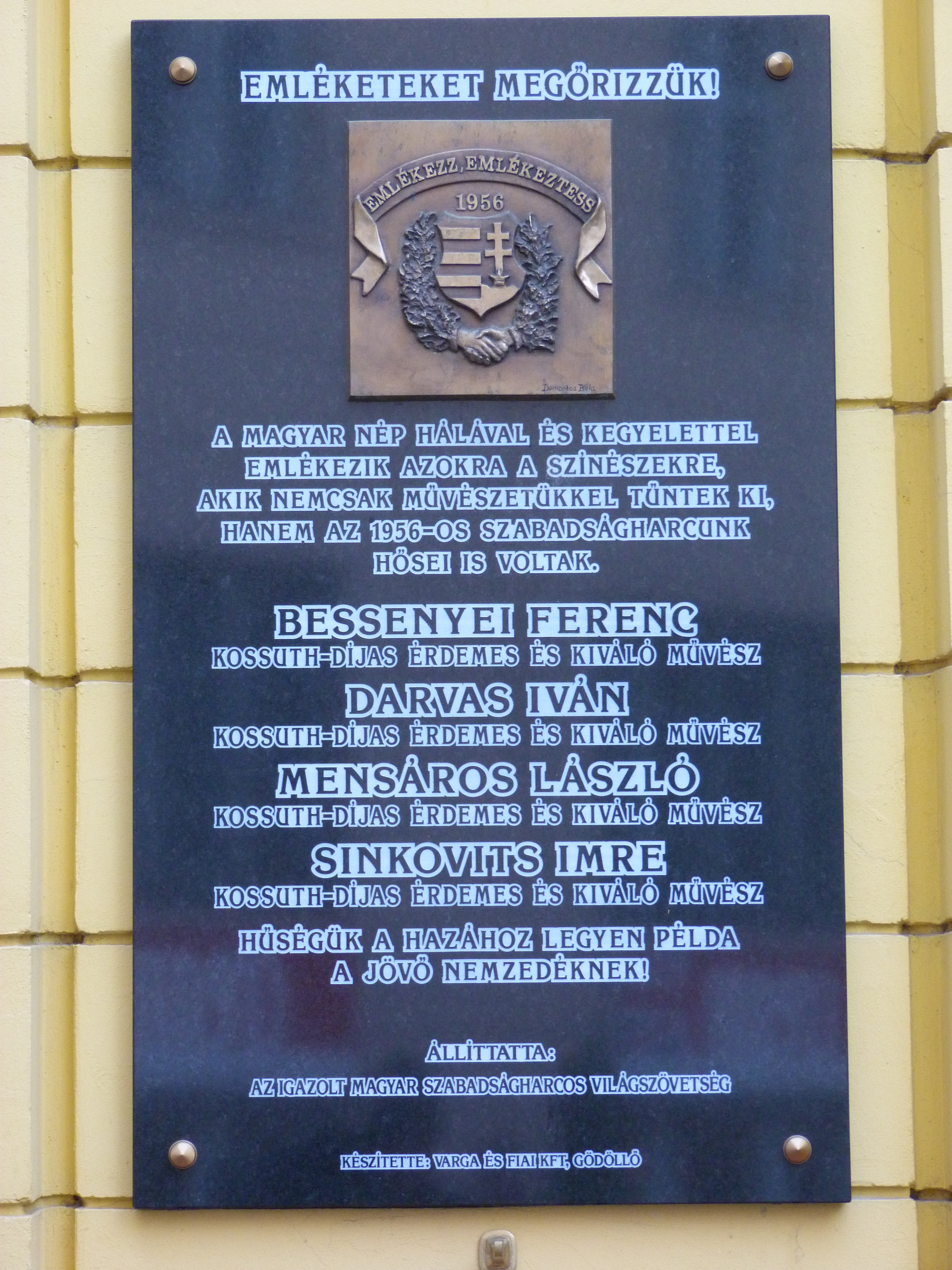
Mensáros László, Corvin köz
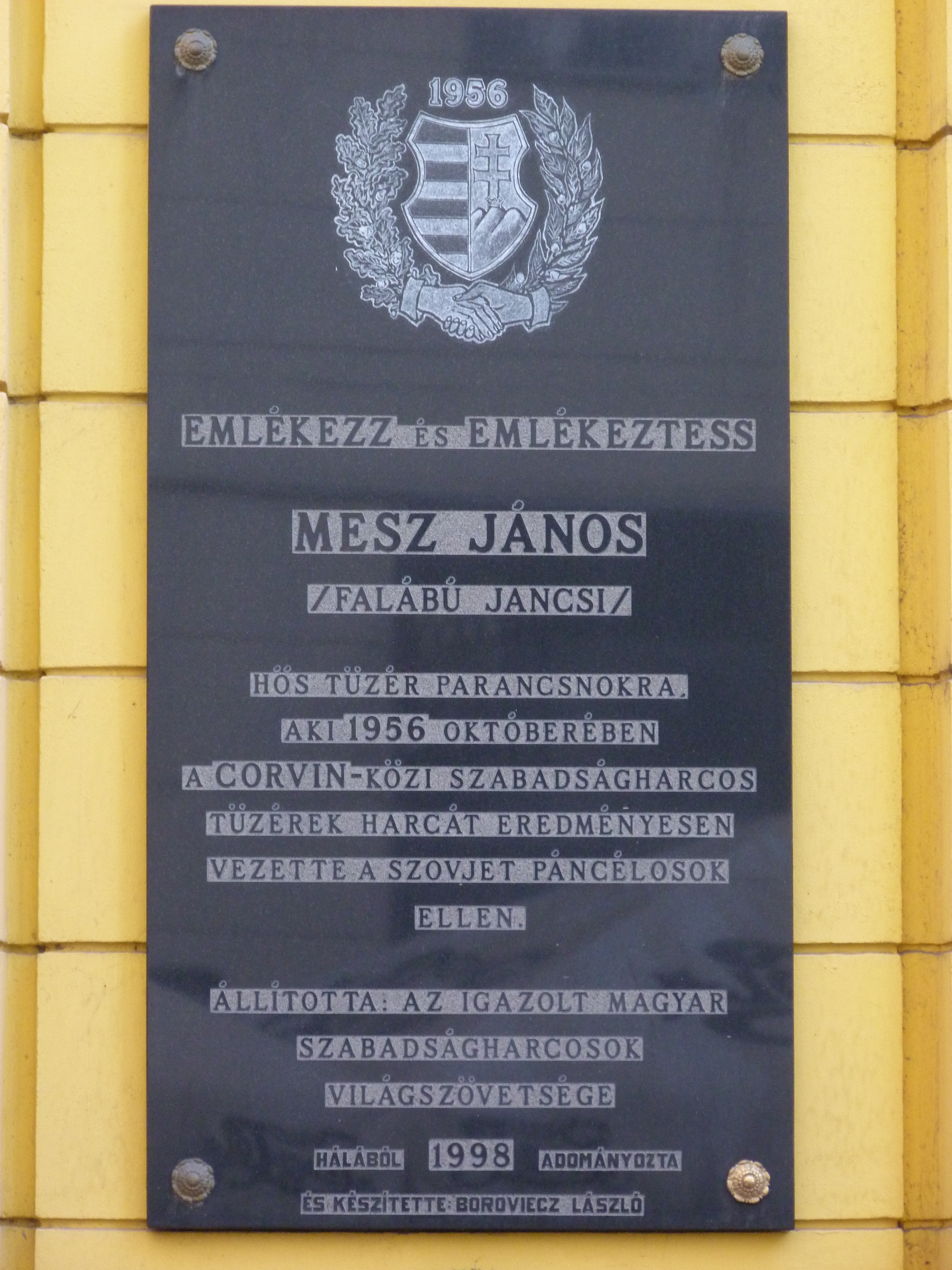
Mesz János, Corvin köz
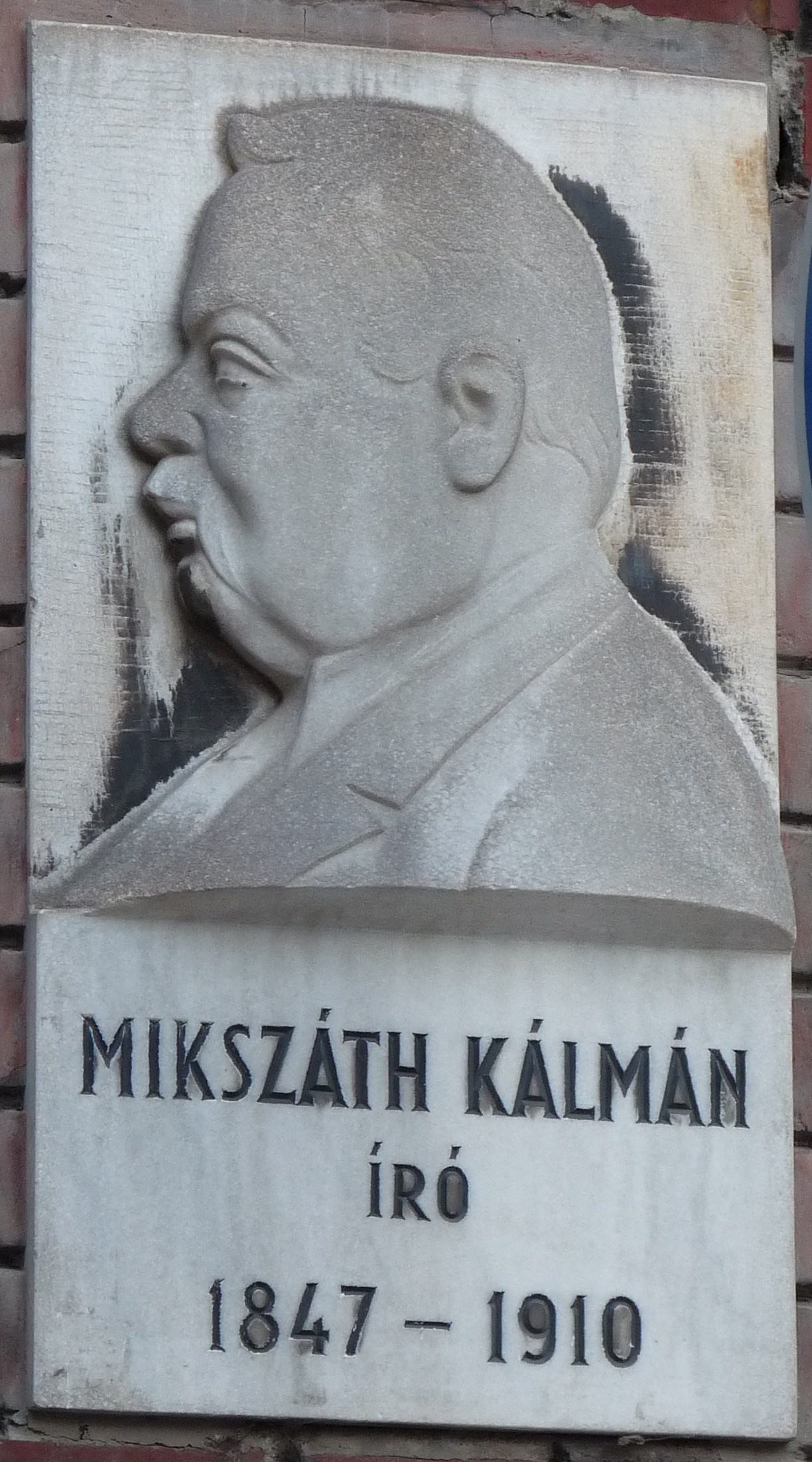
Mikszáth Kálmán, Mikszáth Kálmán tér 4. alkotó: Kallós Ede
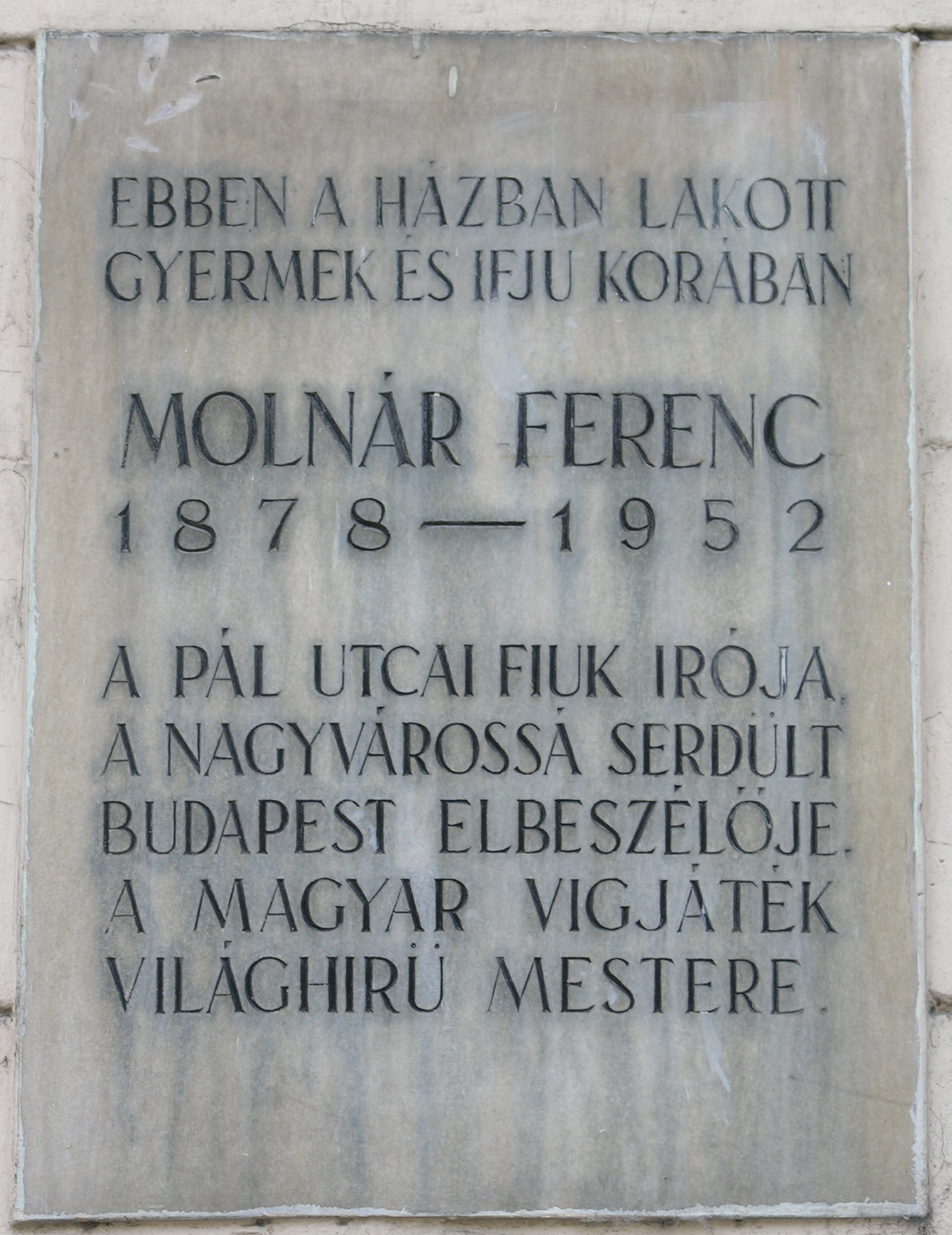
Molnár Ferenc József körút 83.
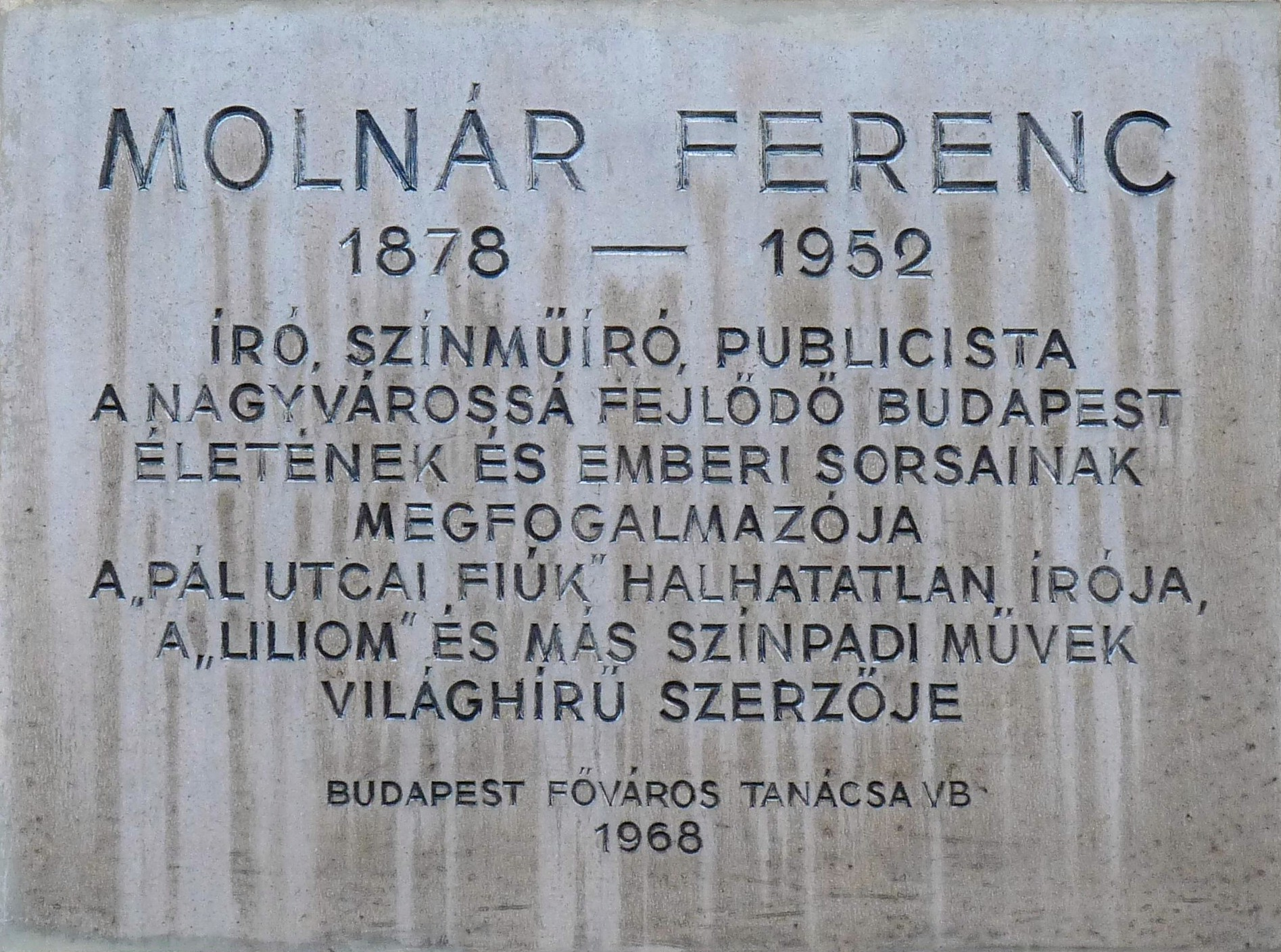
Molnár Ferenc Molnár Ferenc tér 2.
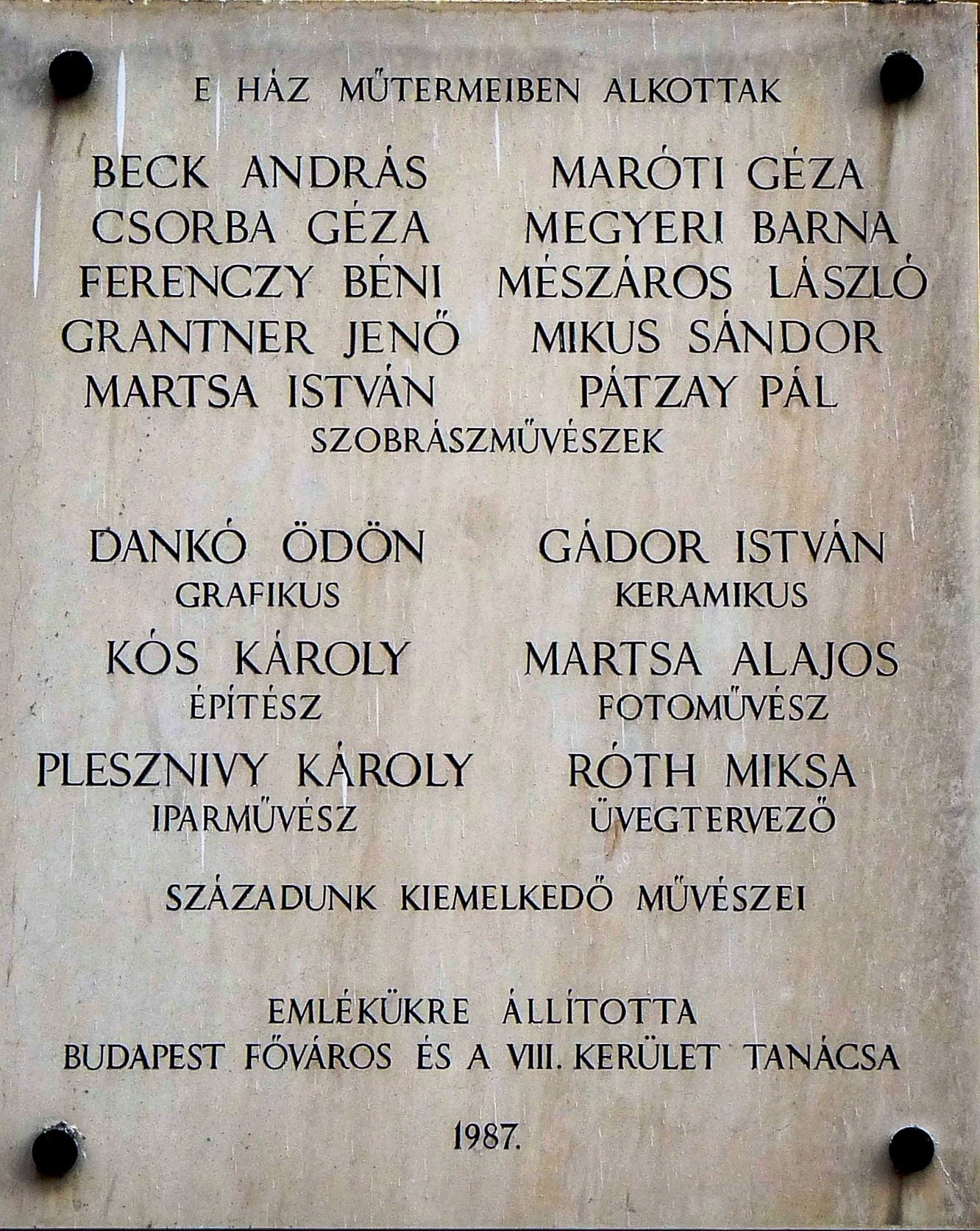
Műteremház-Művészkert alkotói,[1] József utca 37.
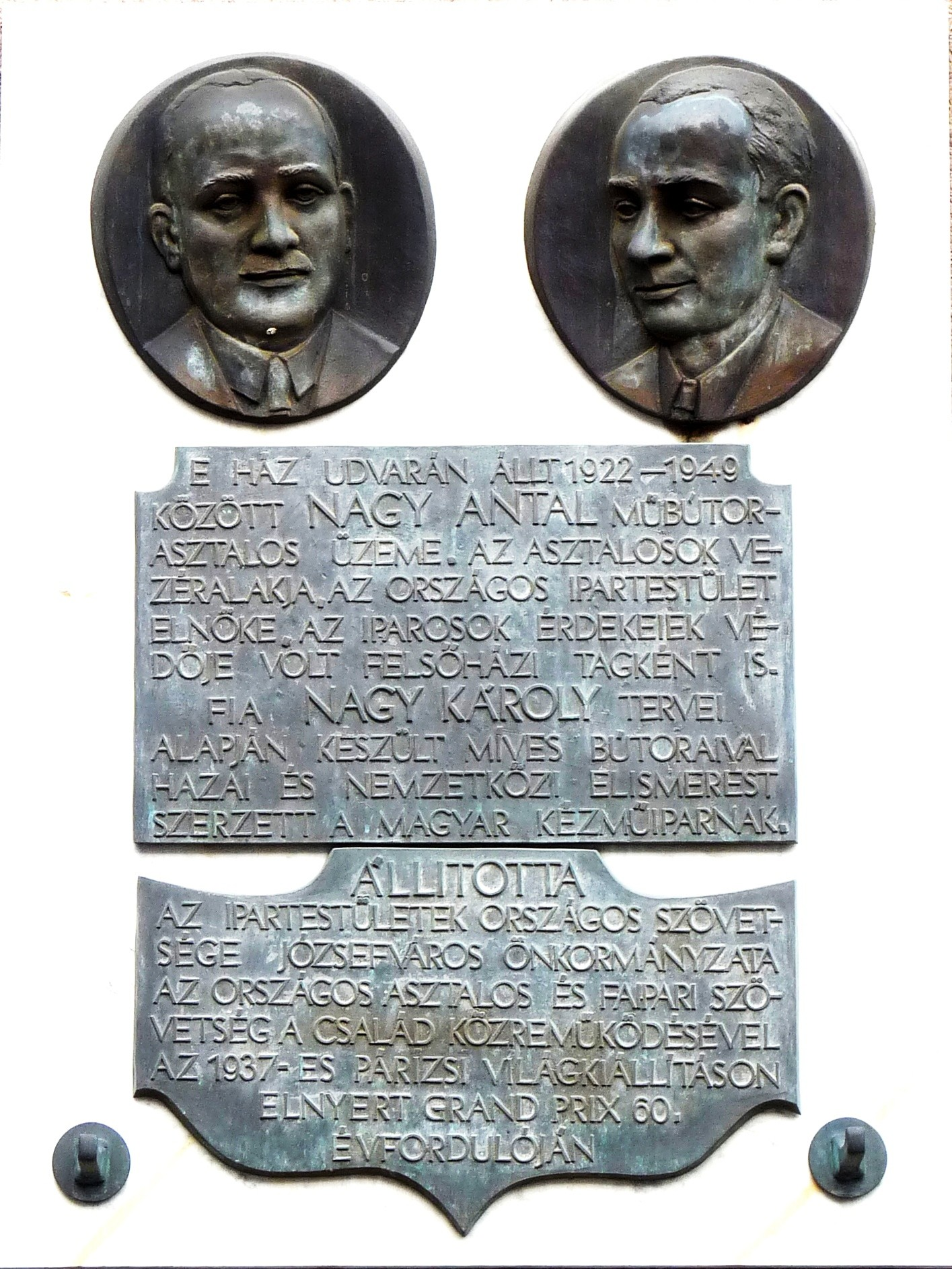
Nagy Antal és Nagy Károly, Víg utca 32. alkotó: Kocsis Előd
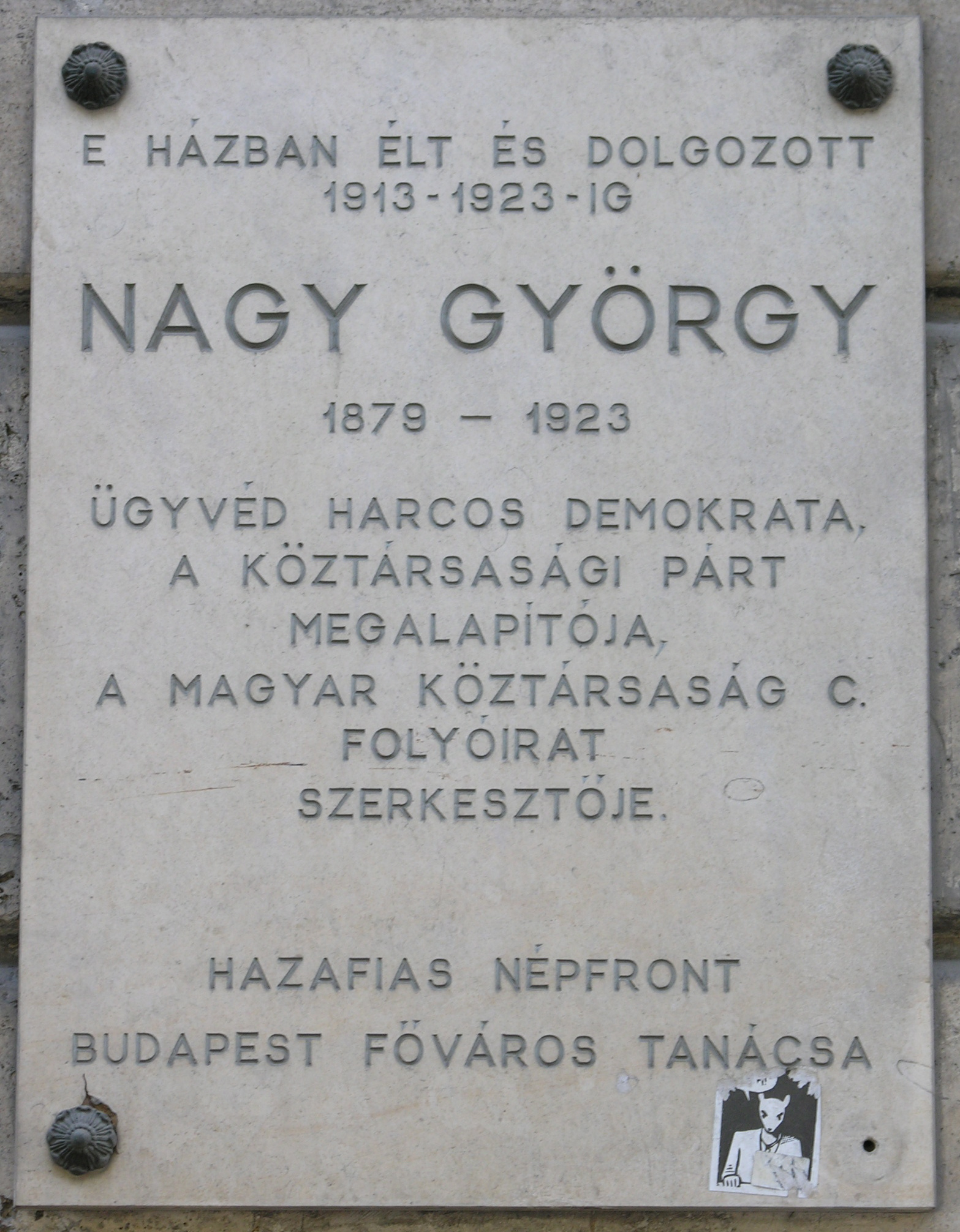
Nagy György József körút 33.
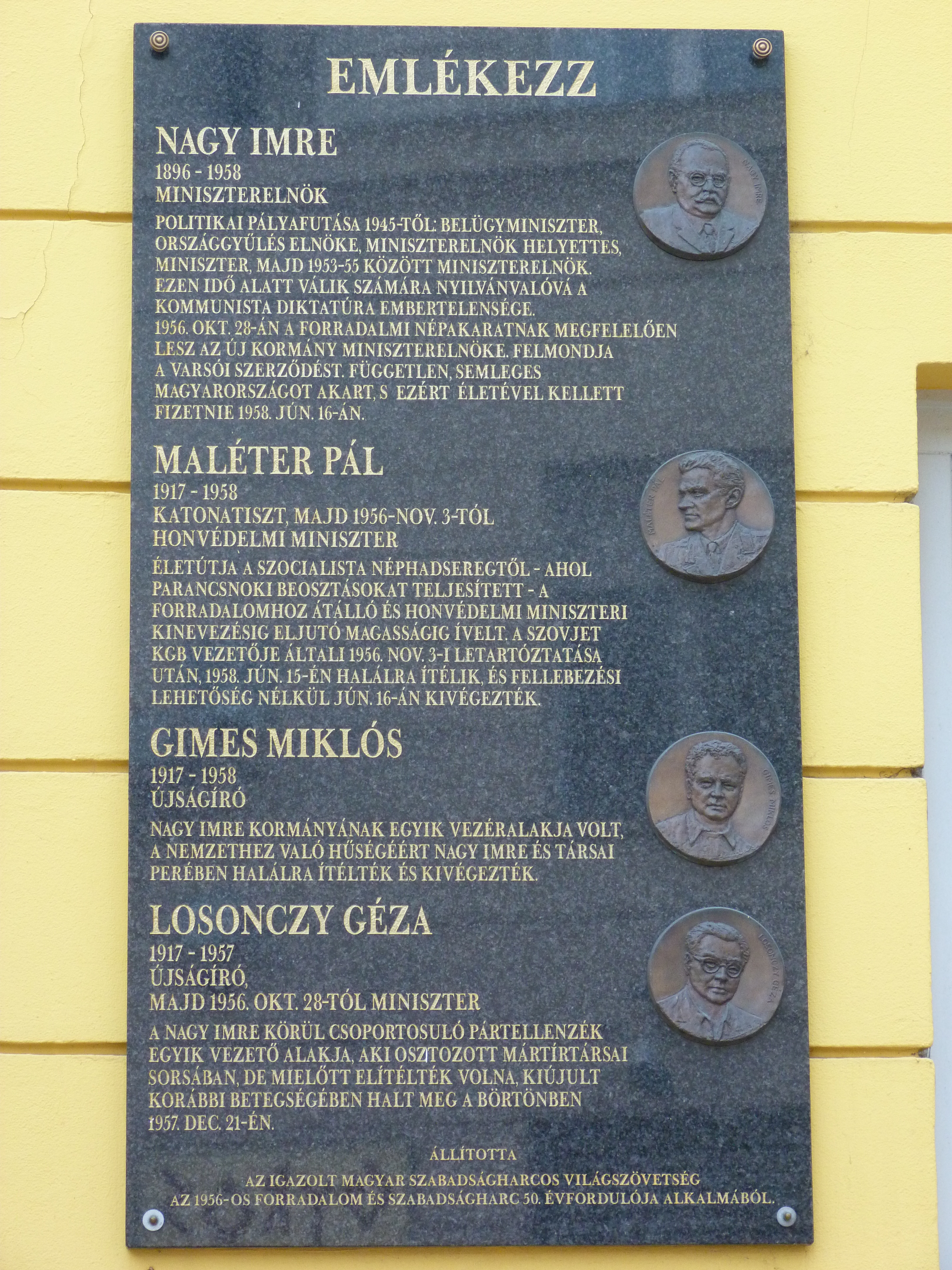
Nagy Imre, Corvin köz
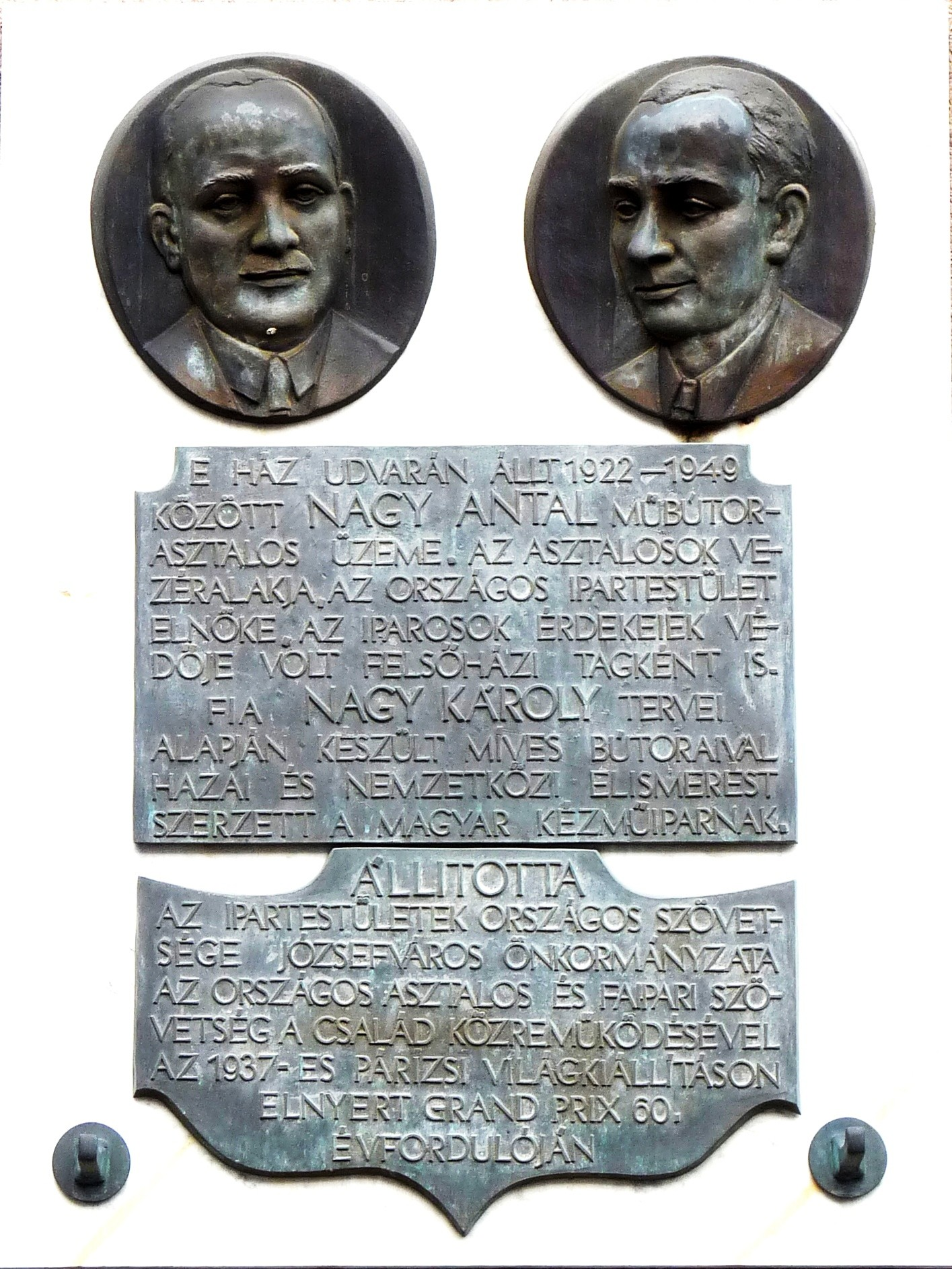
Nagy Antal és Nagy Károly, Víg utca 32. alkotó: Kocsis Előd
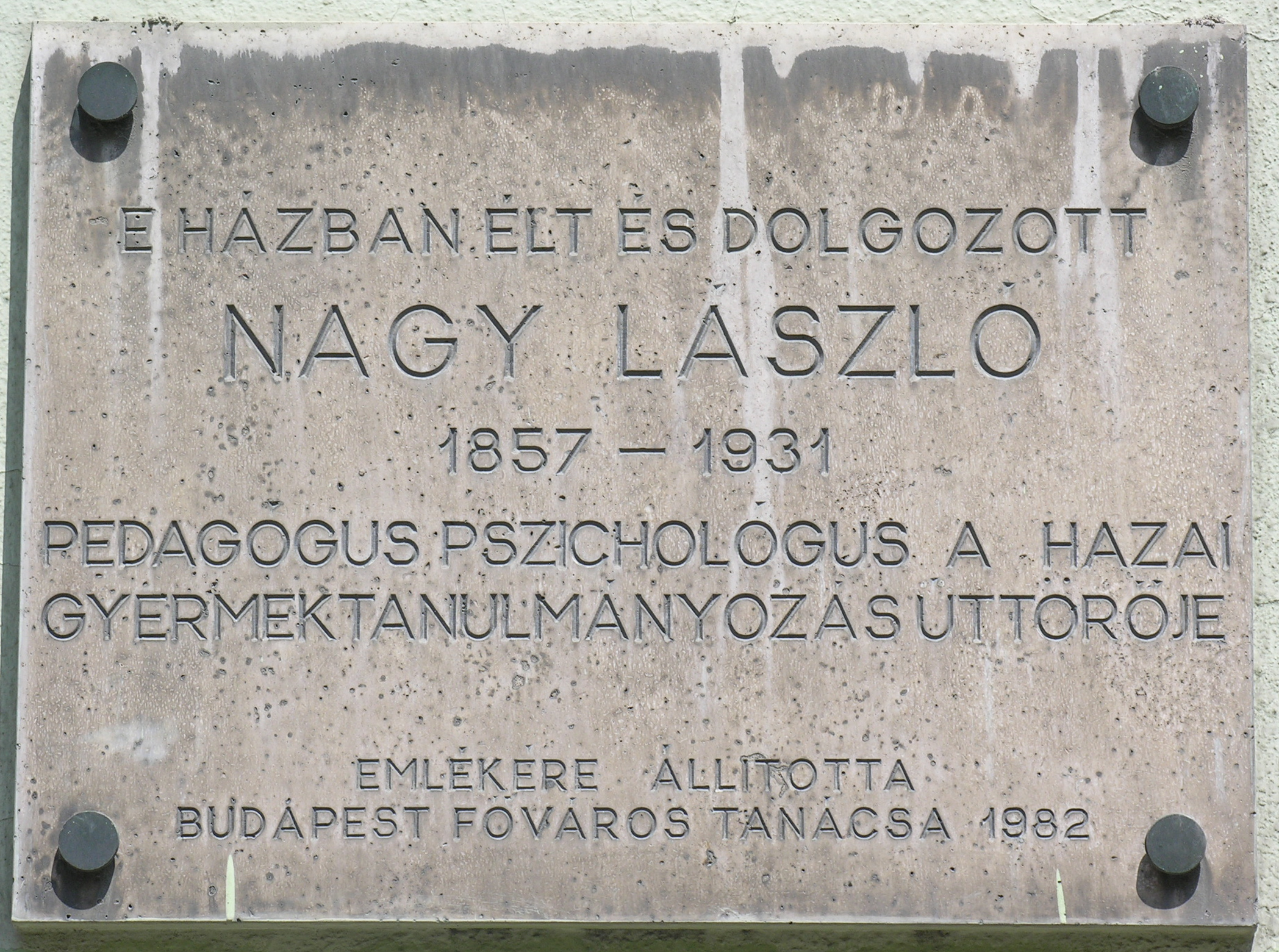
Nagy László Üllői út 16/b
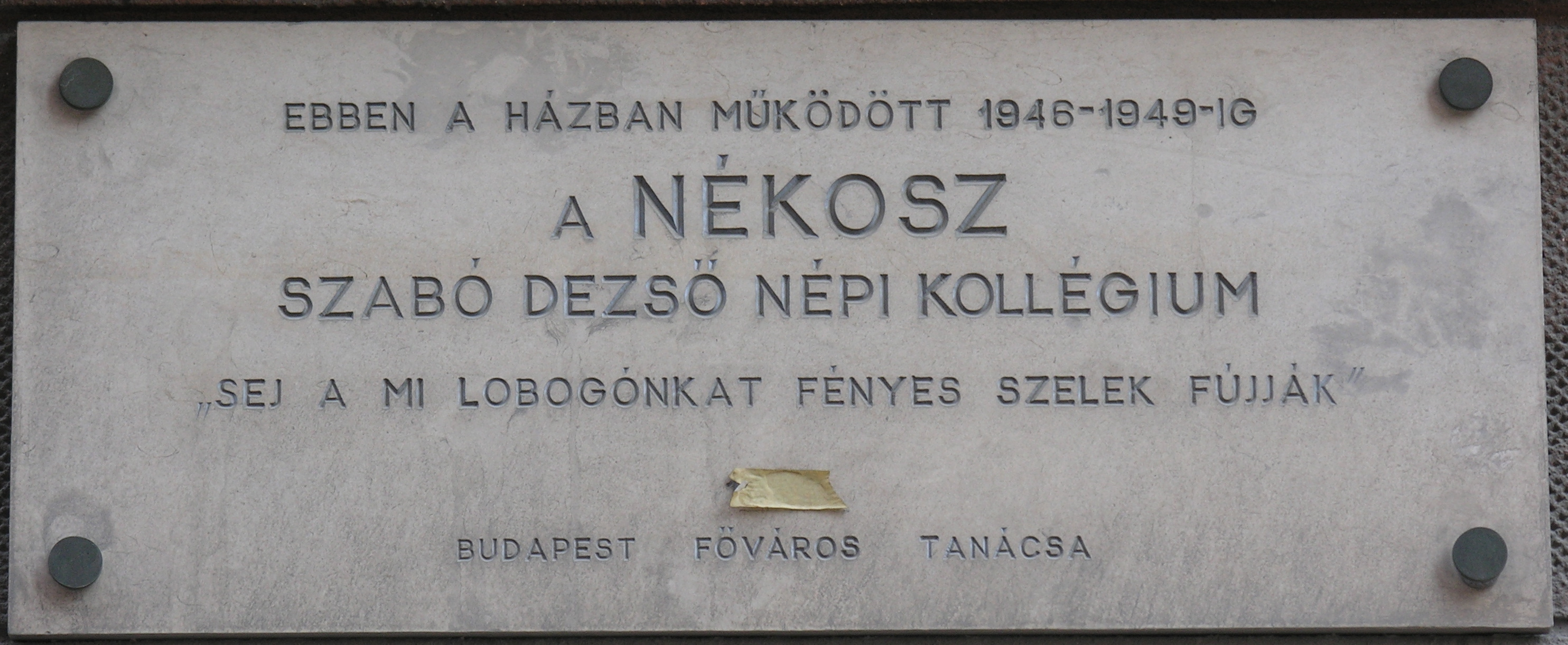
NÉKOSZ Szabó Dezső Népi Kollégium Puskin utca 24.
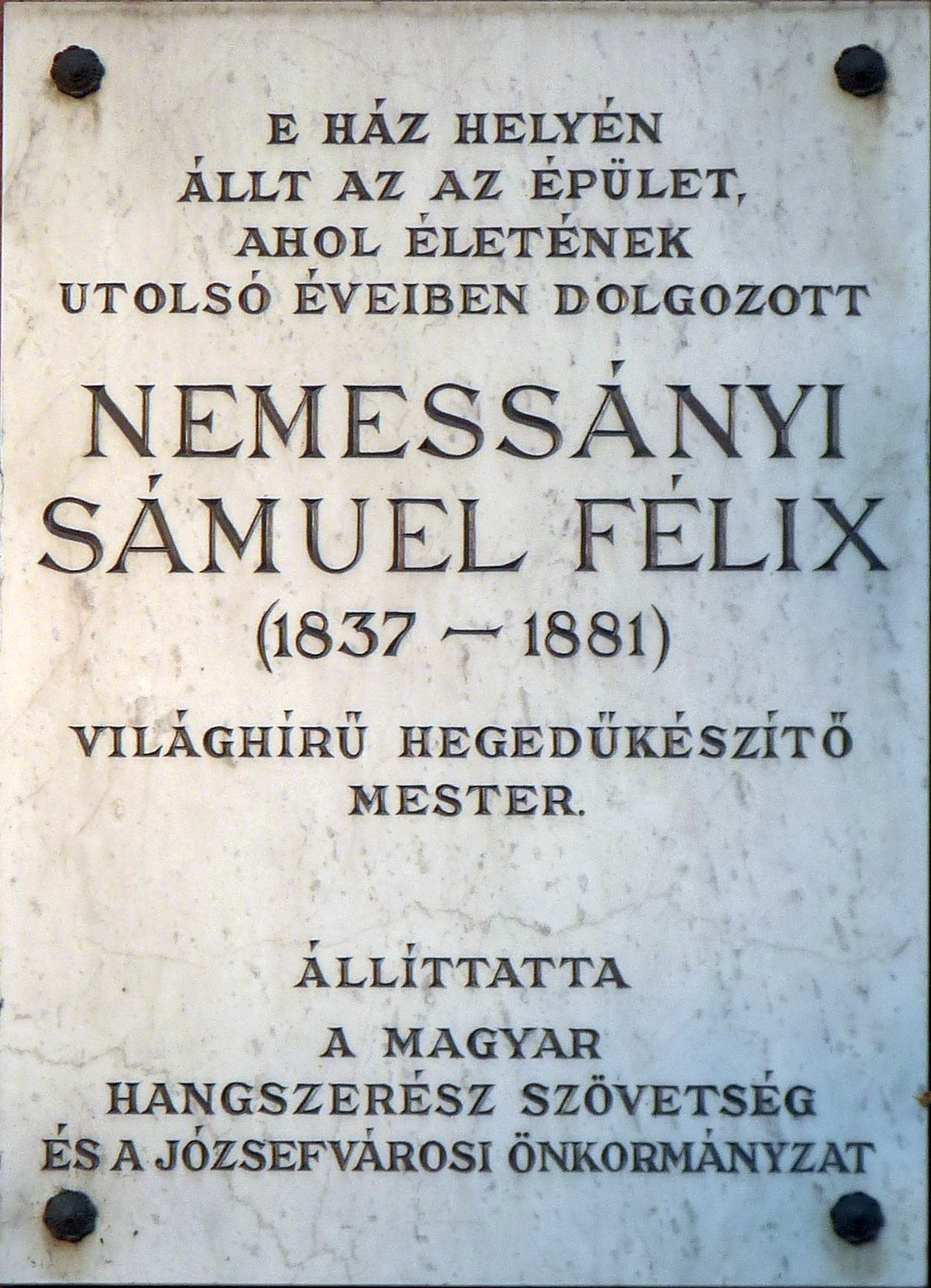
Nemessányi Sámuel Félix, Nagy Fuvaros utca 18.
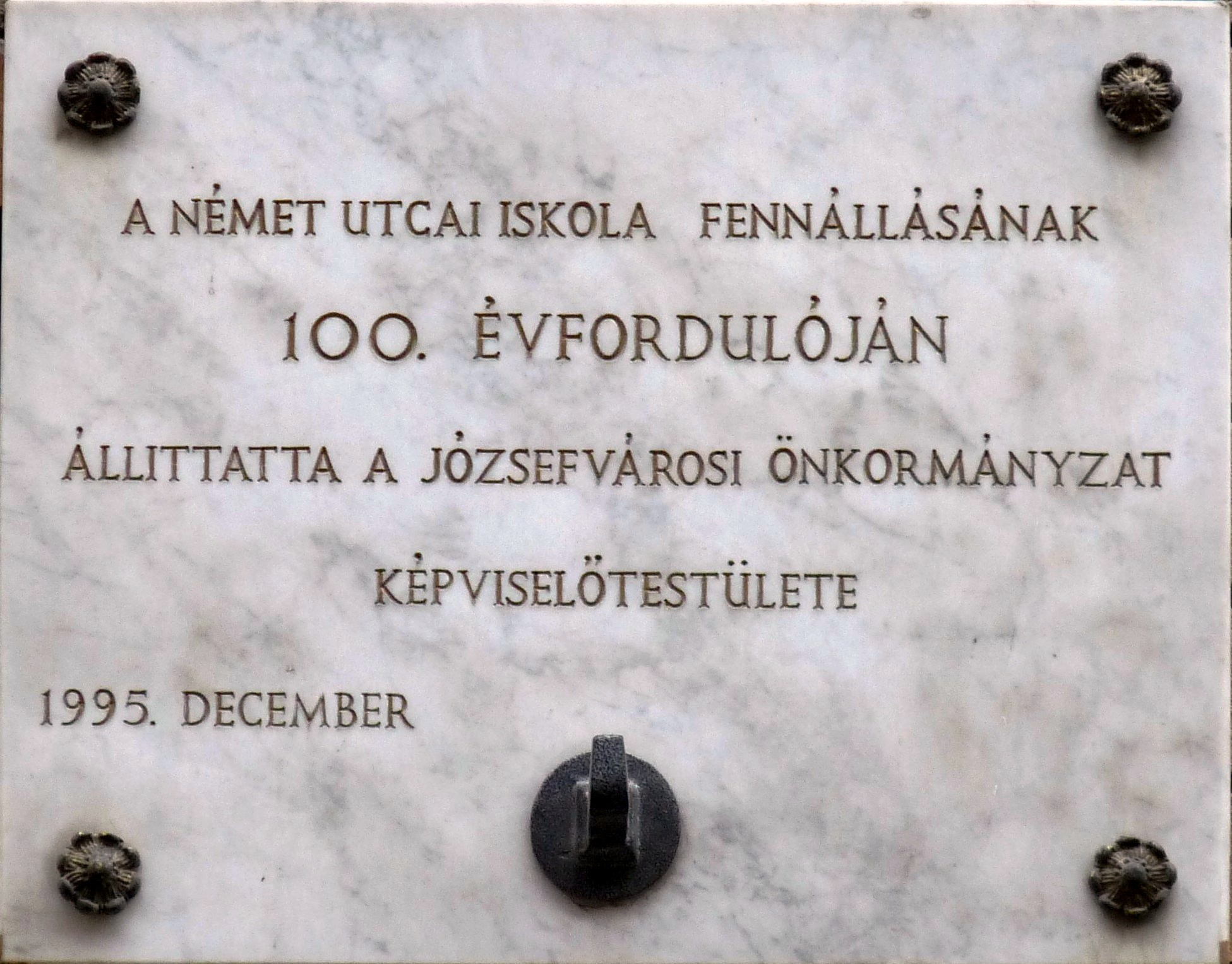
Német utcai iskola 100. évfordulója, Német utca 14.
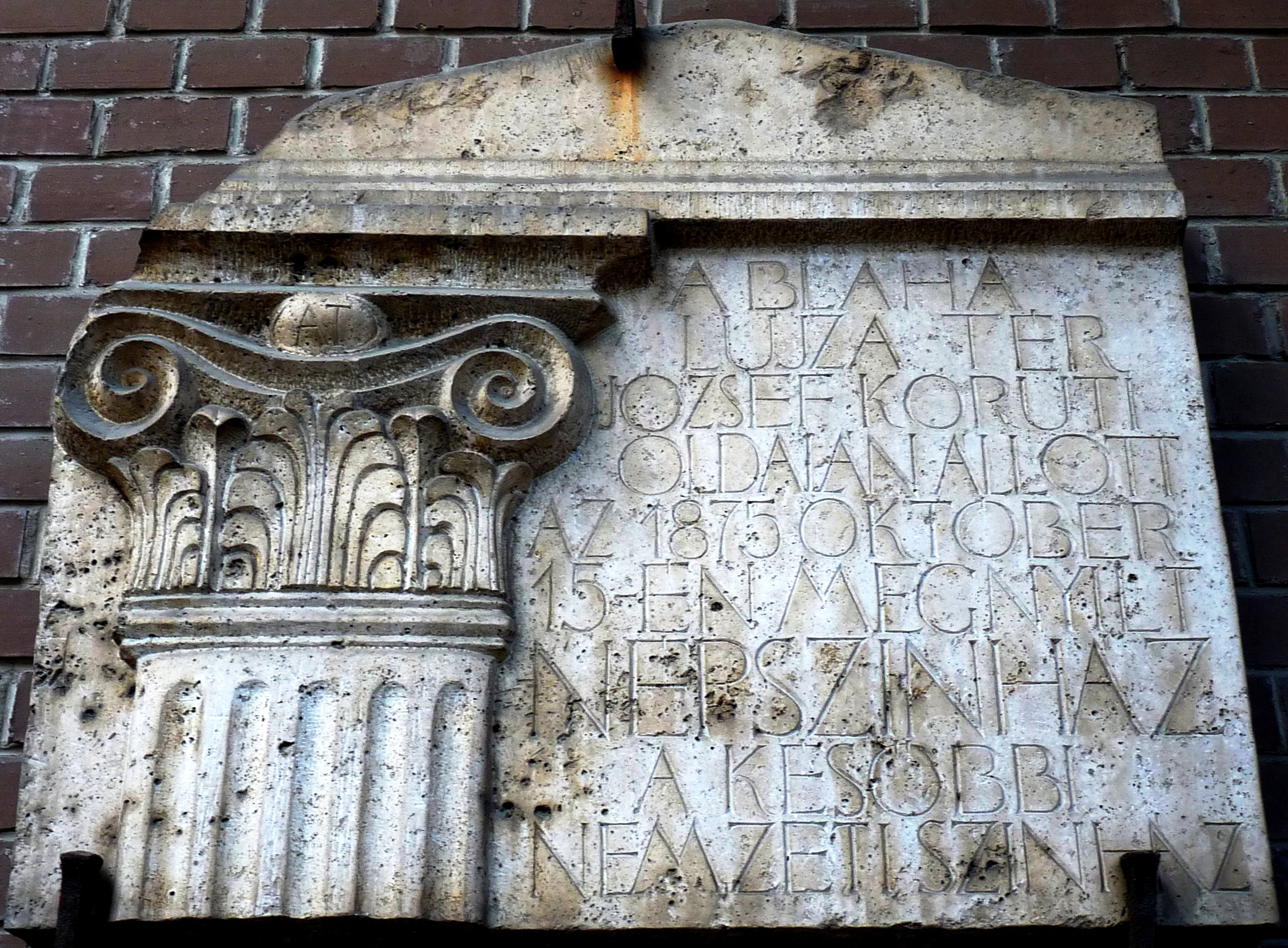
Népszínház, Népszínház utca 28. alkotó: Asszonyi Tamás
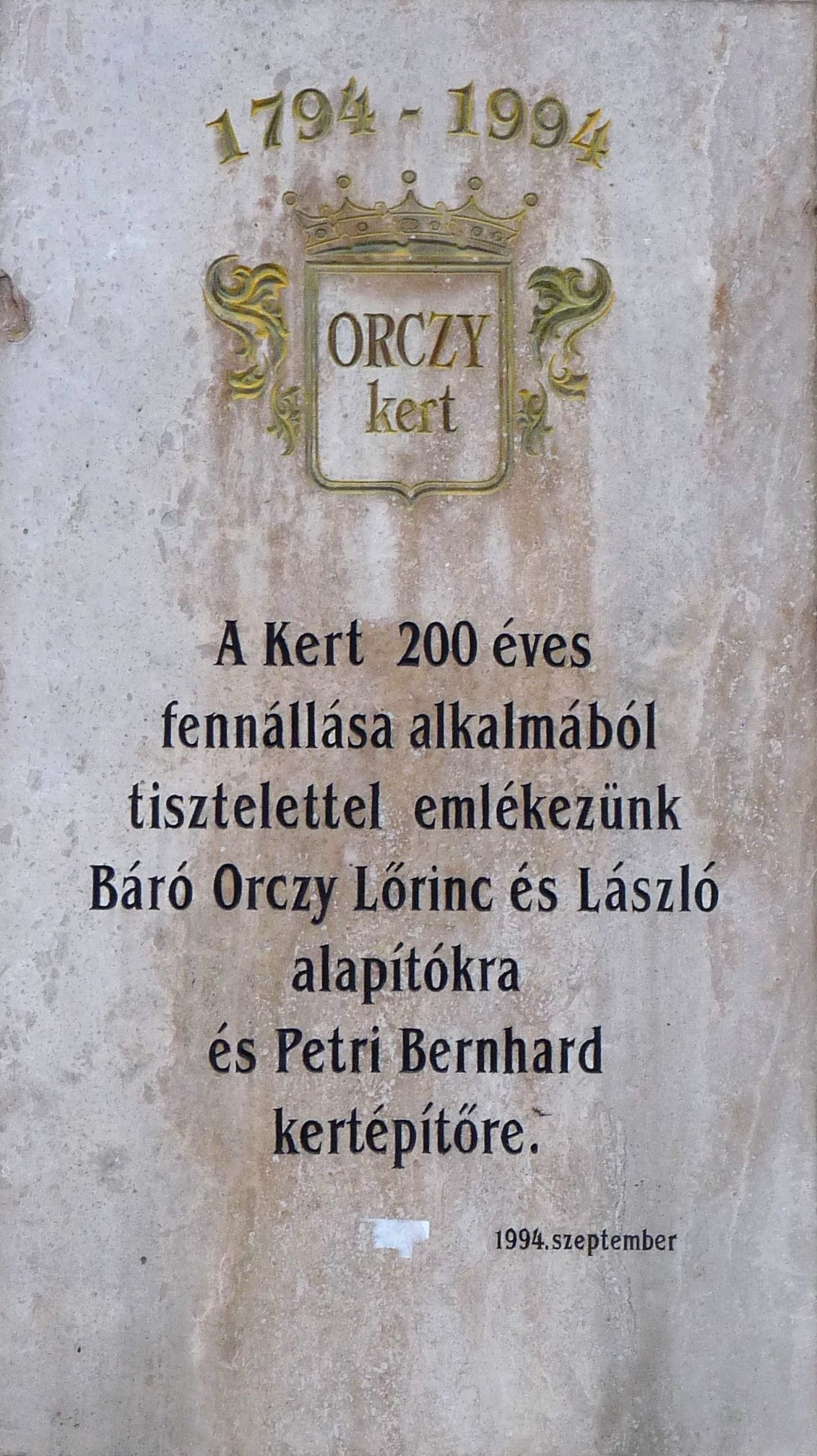
Orczy Lőrinc Orczy út 1.
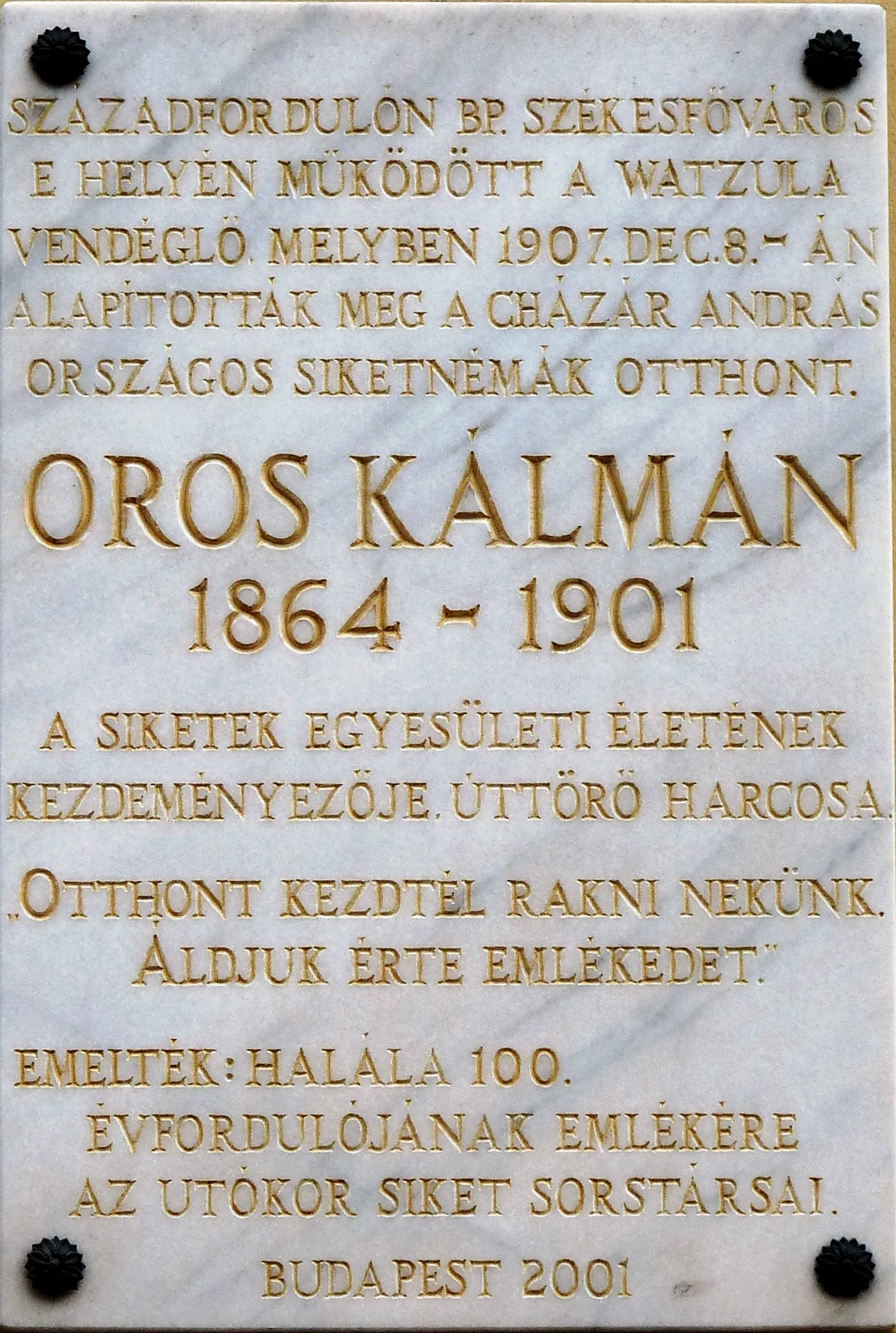
Oros Kálmán, Baross utca 71.
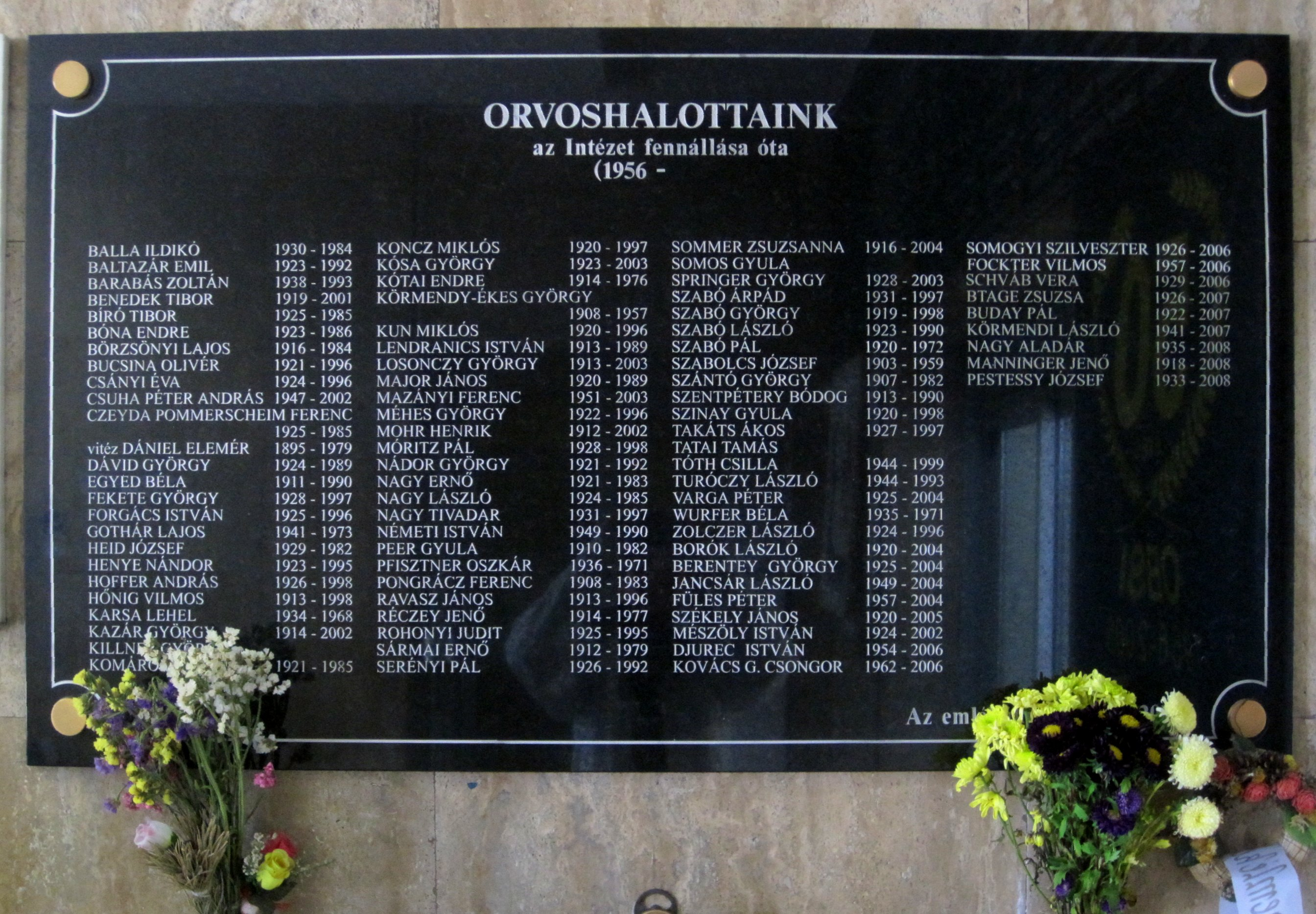
Országos Baleseti és Sürgősségi Intézet, „Orvoshalottaink 1956–” Fiumei út 17.
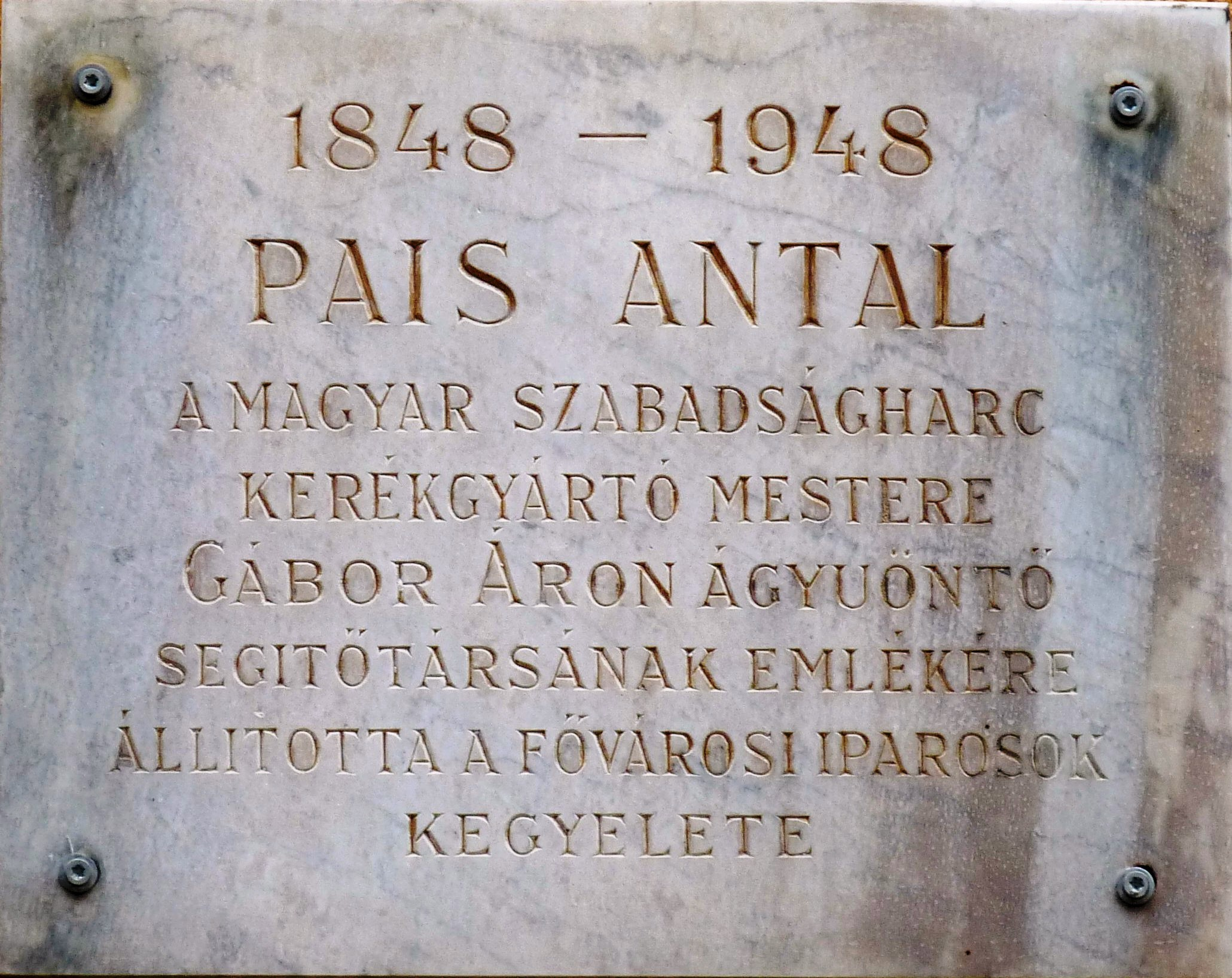
Pais Antal, Őr utca 7.
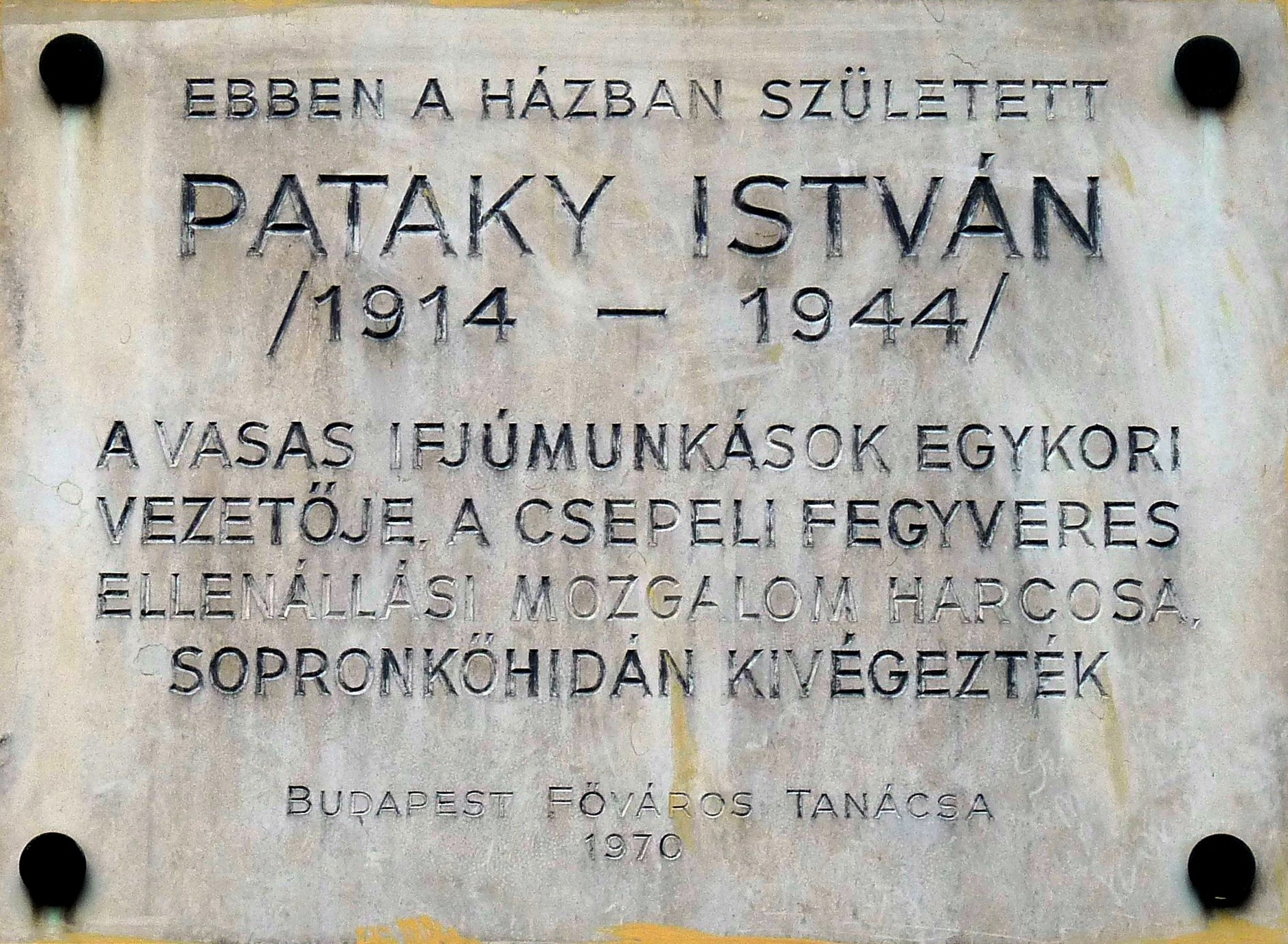
Pataky István Diószeghy Sámuel utca 10/b.
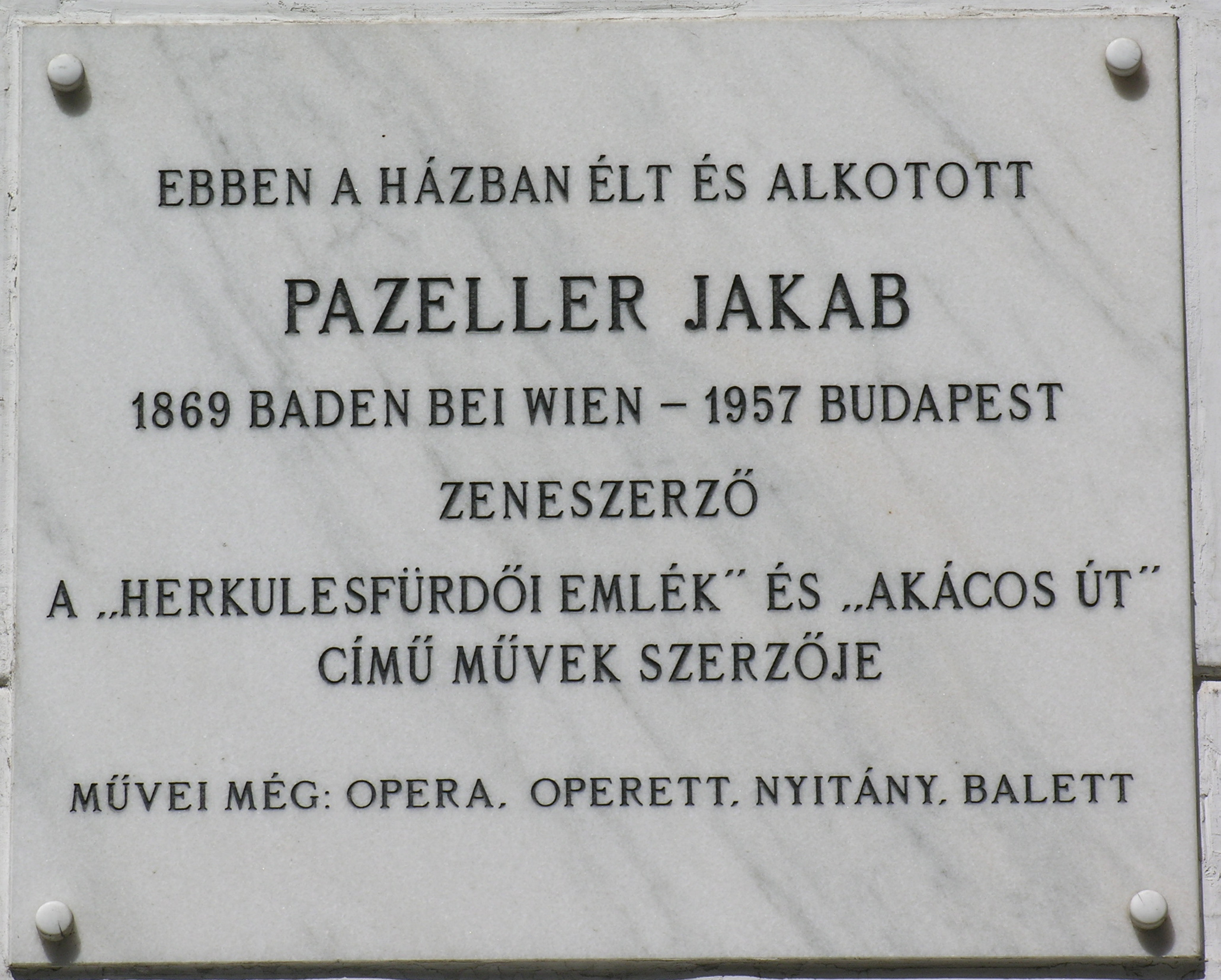
Pazeller Jakab Pál utca 6.
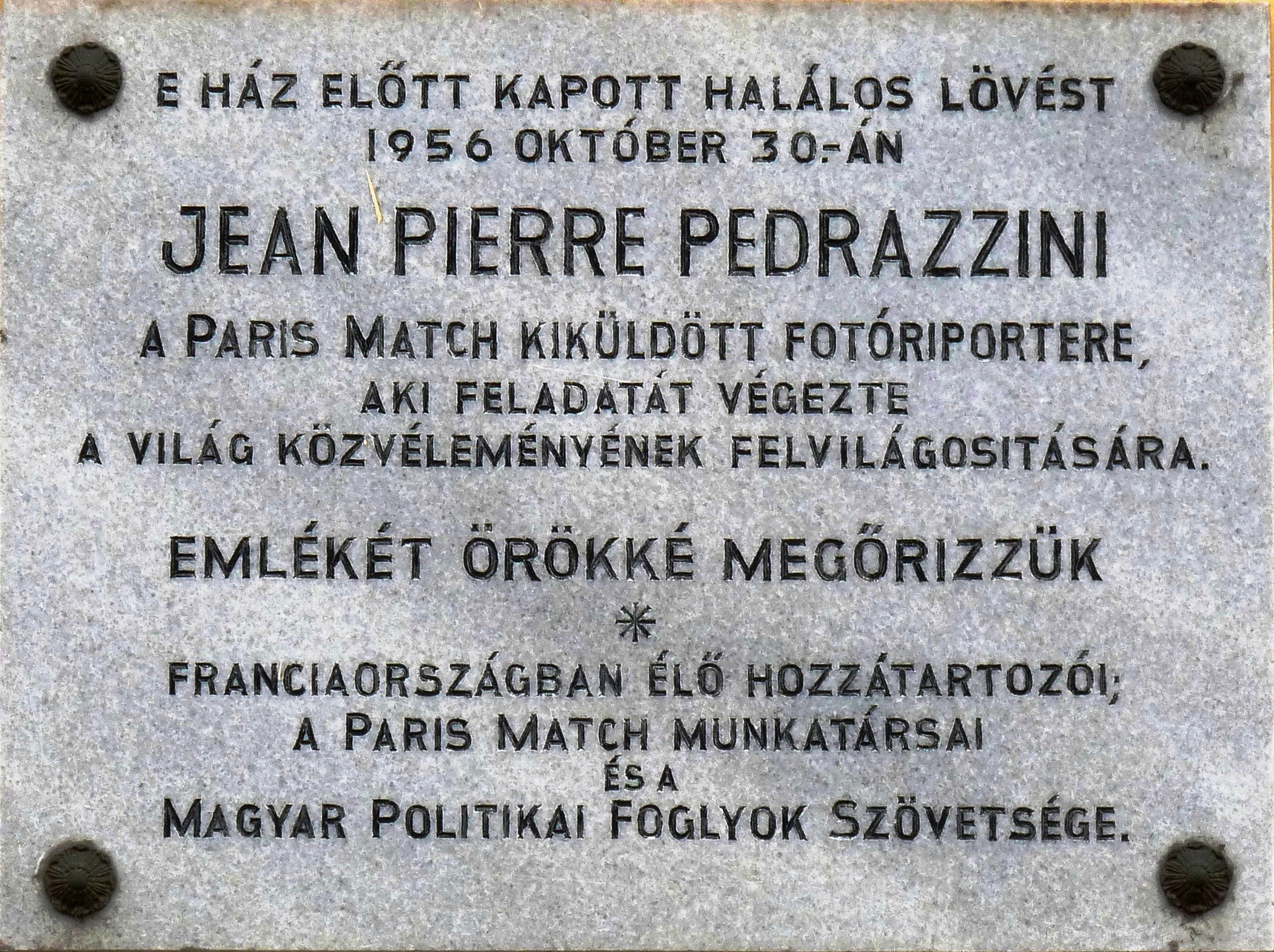
Jean-Pierre Pedrazzini Köztársaság tér 25.
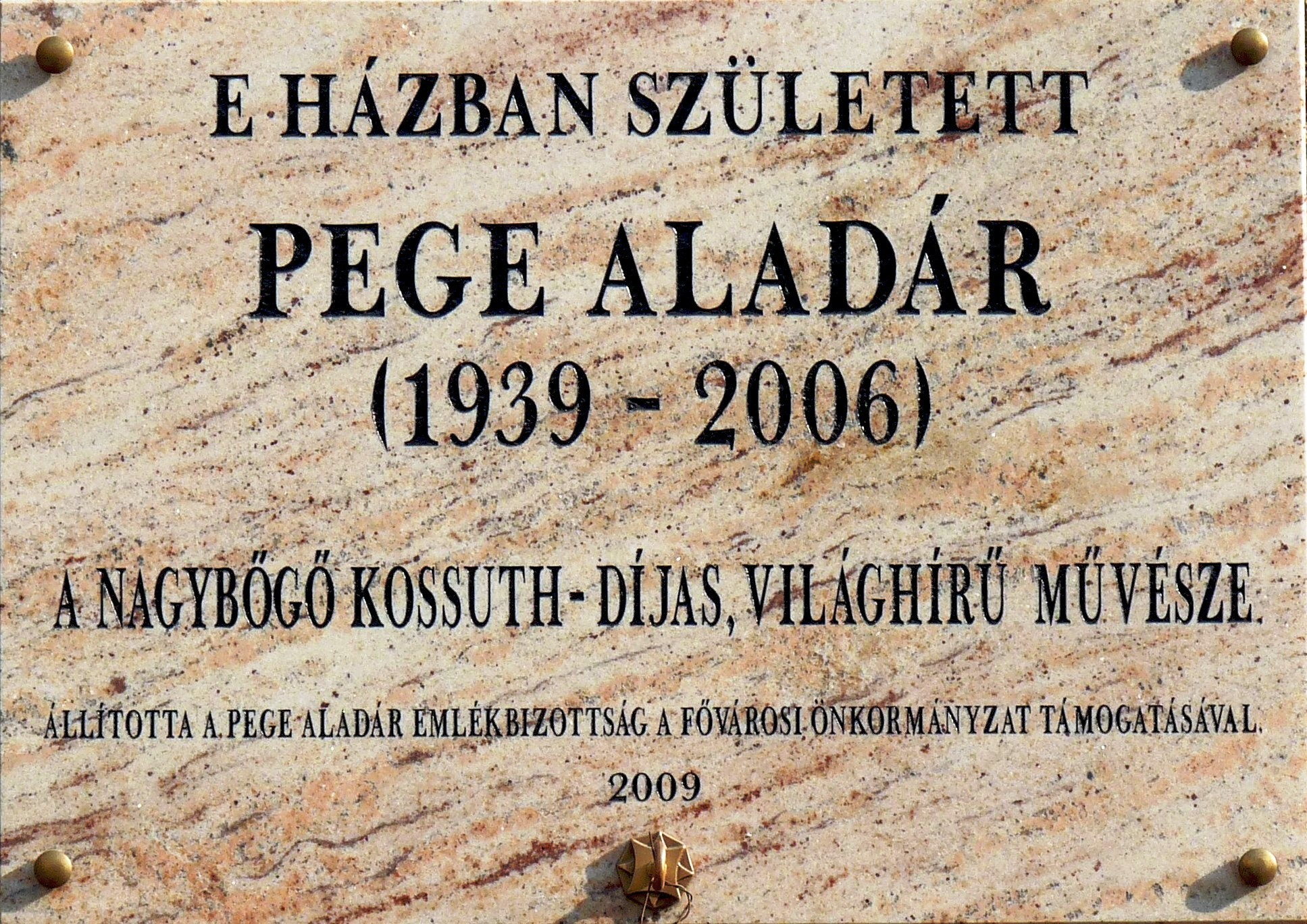
Pege Aladár, Víg utca 20.
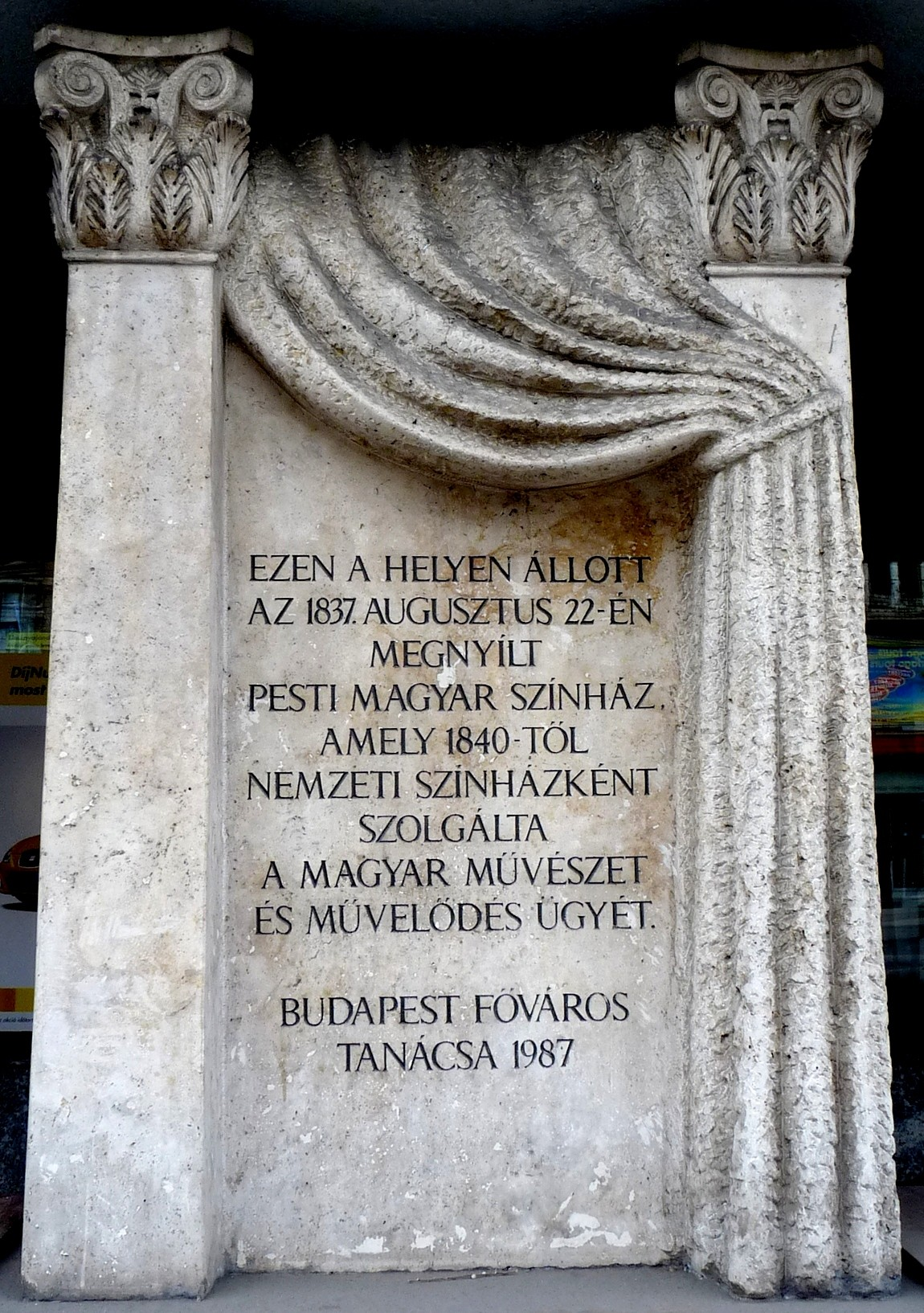
Pesti Magyar Színház, Rákóczi út 1. alkotó: Horváth János
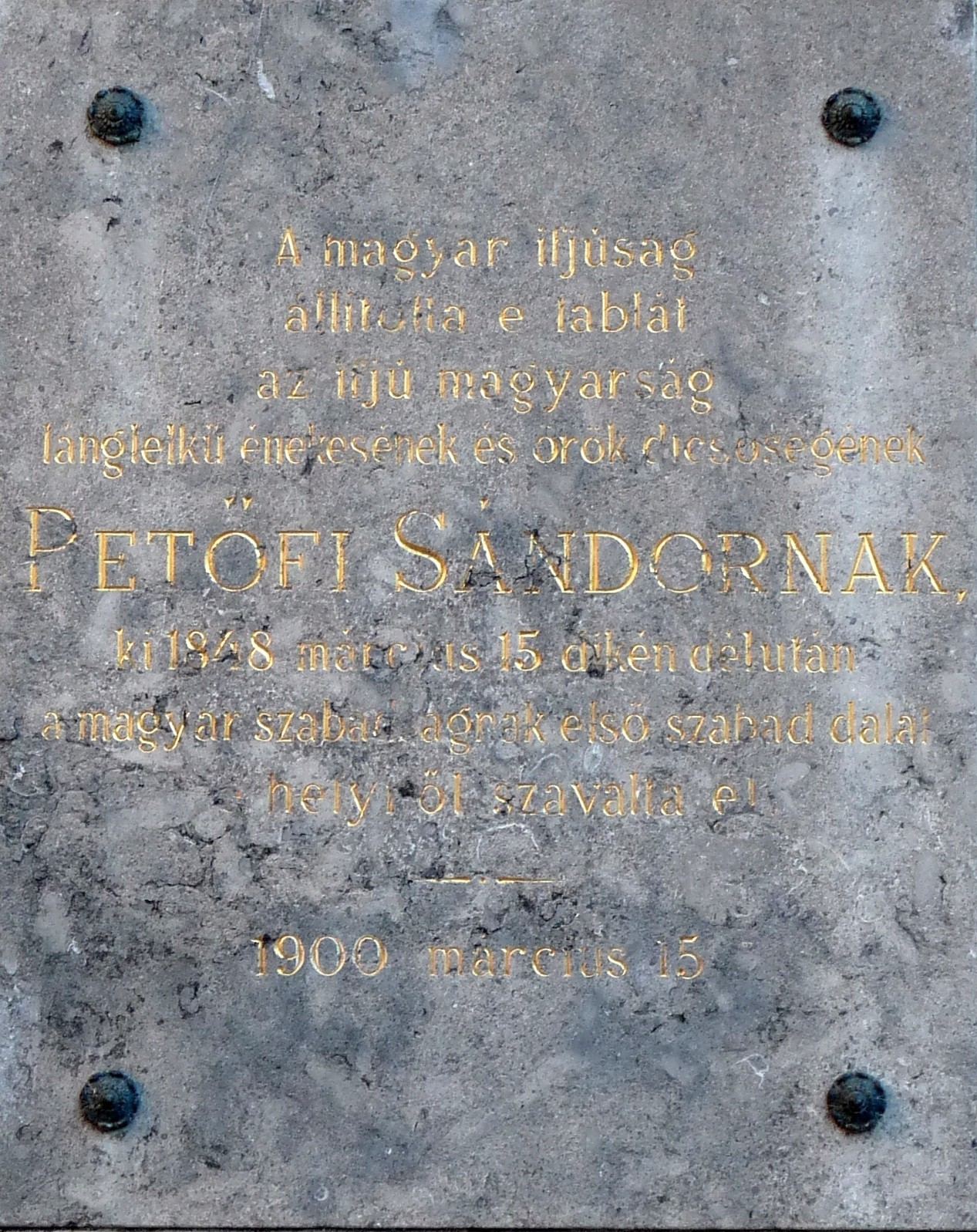
Petőfi Sándor, Múzeum körút 14-16.
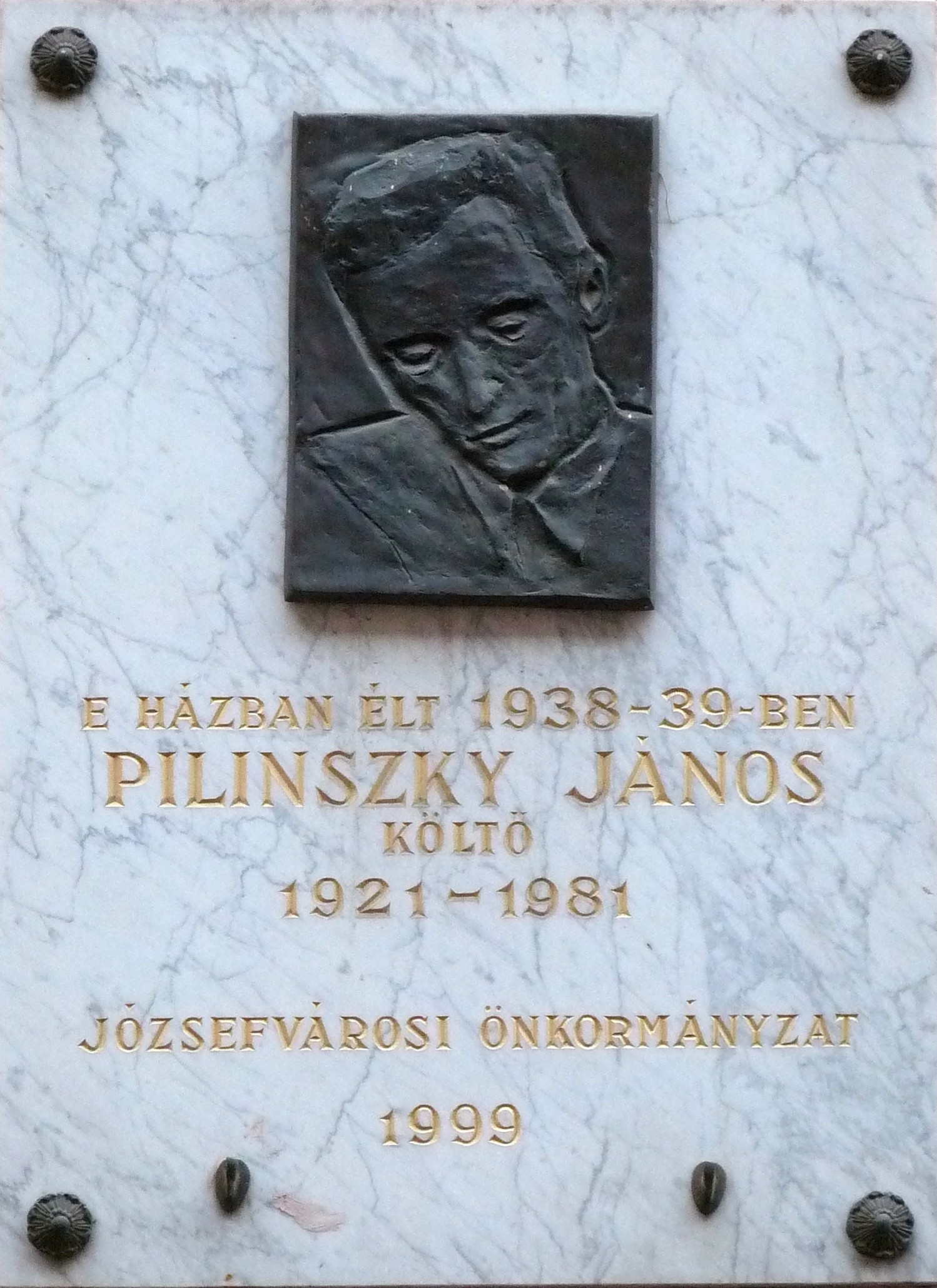
Pilinszky János, Horánszky utca 27. alkotó: M. Szűcs Ilona
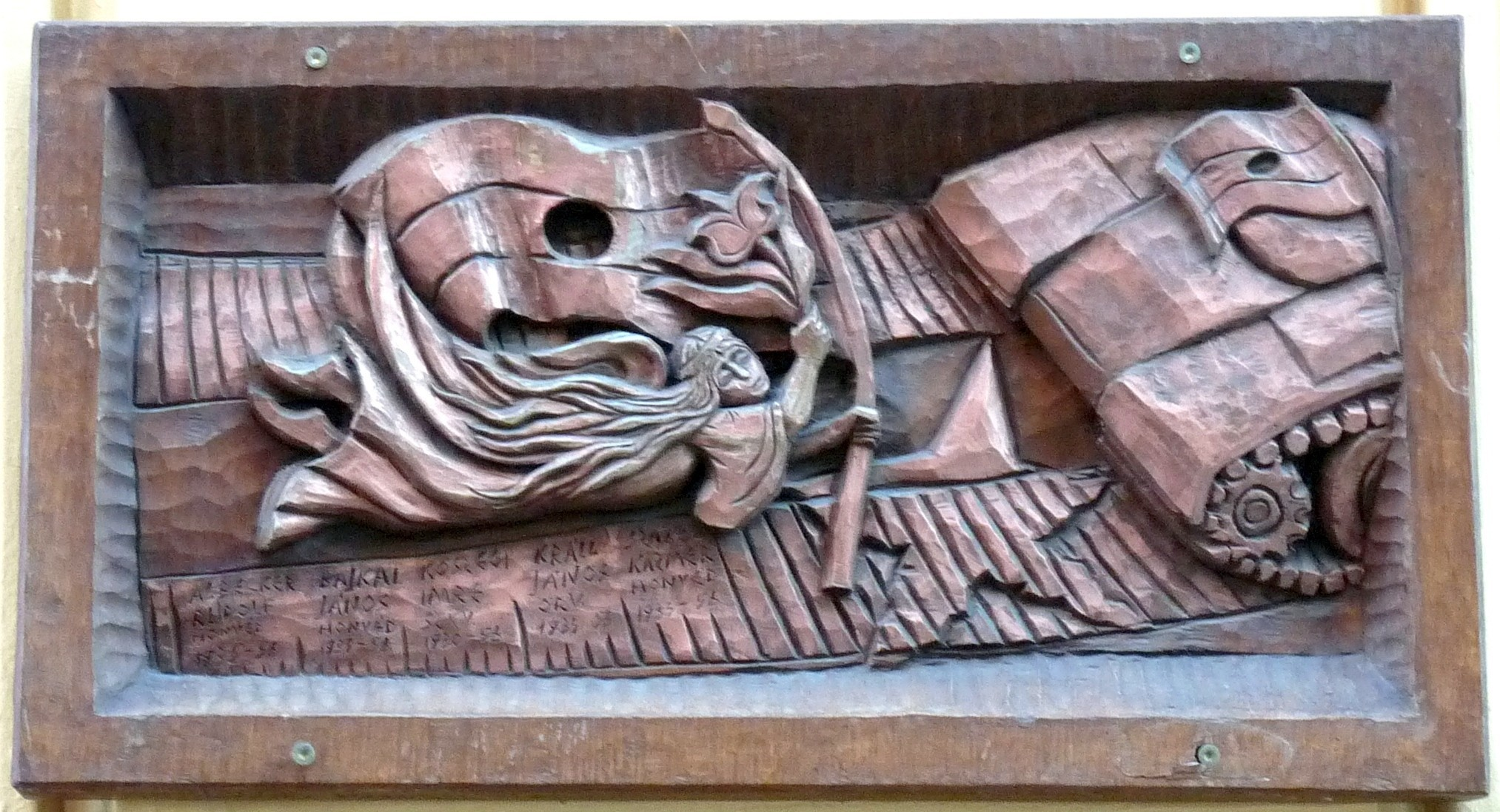
piliscsabai páncélos katonák,[2] Bródy Sándor utca 5-7. alkotó: Mónus Béla
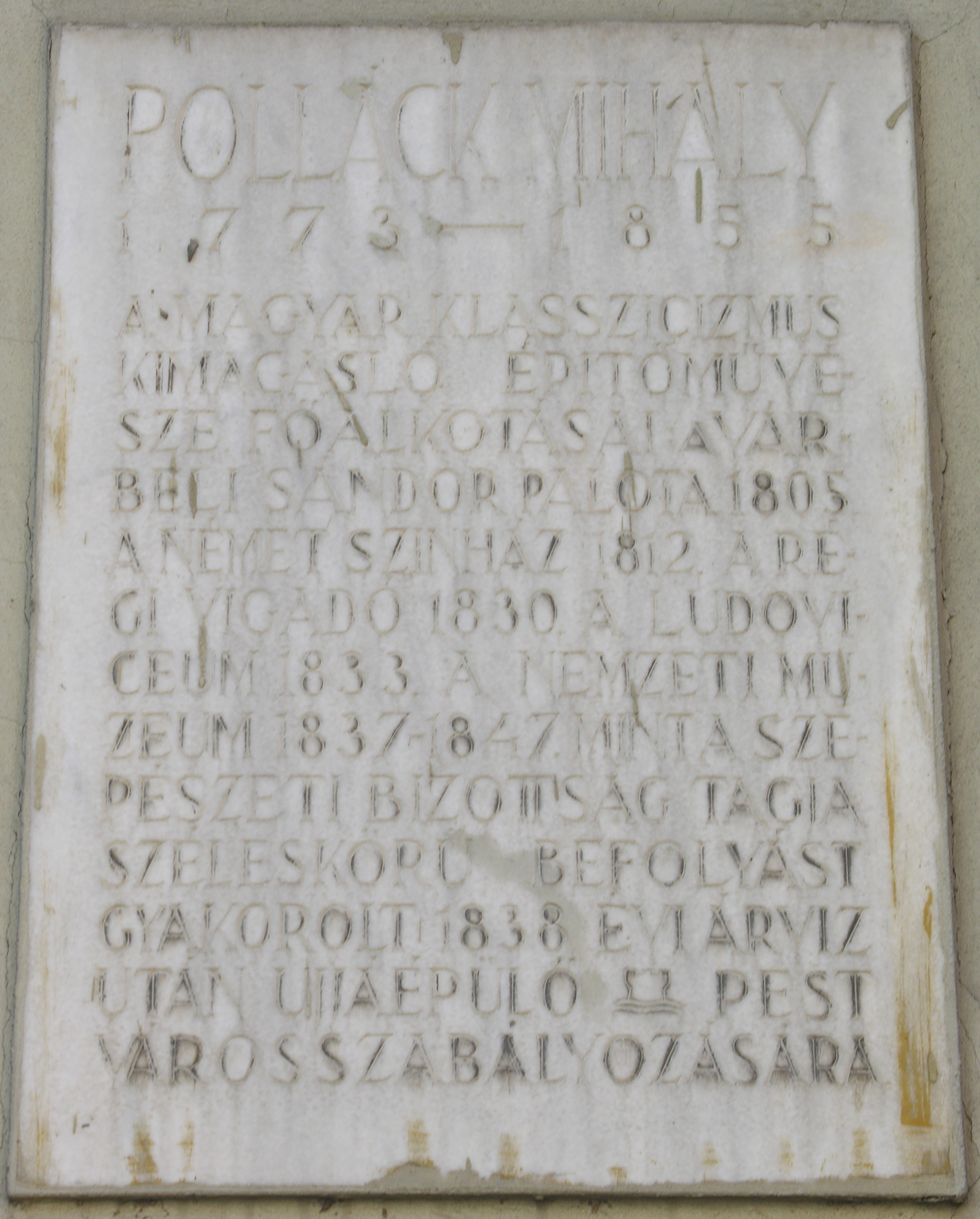
Pollack Mihály Pollack Mihály tér
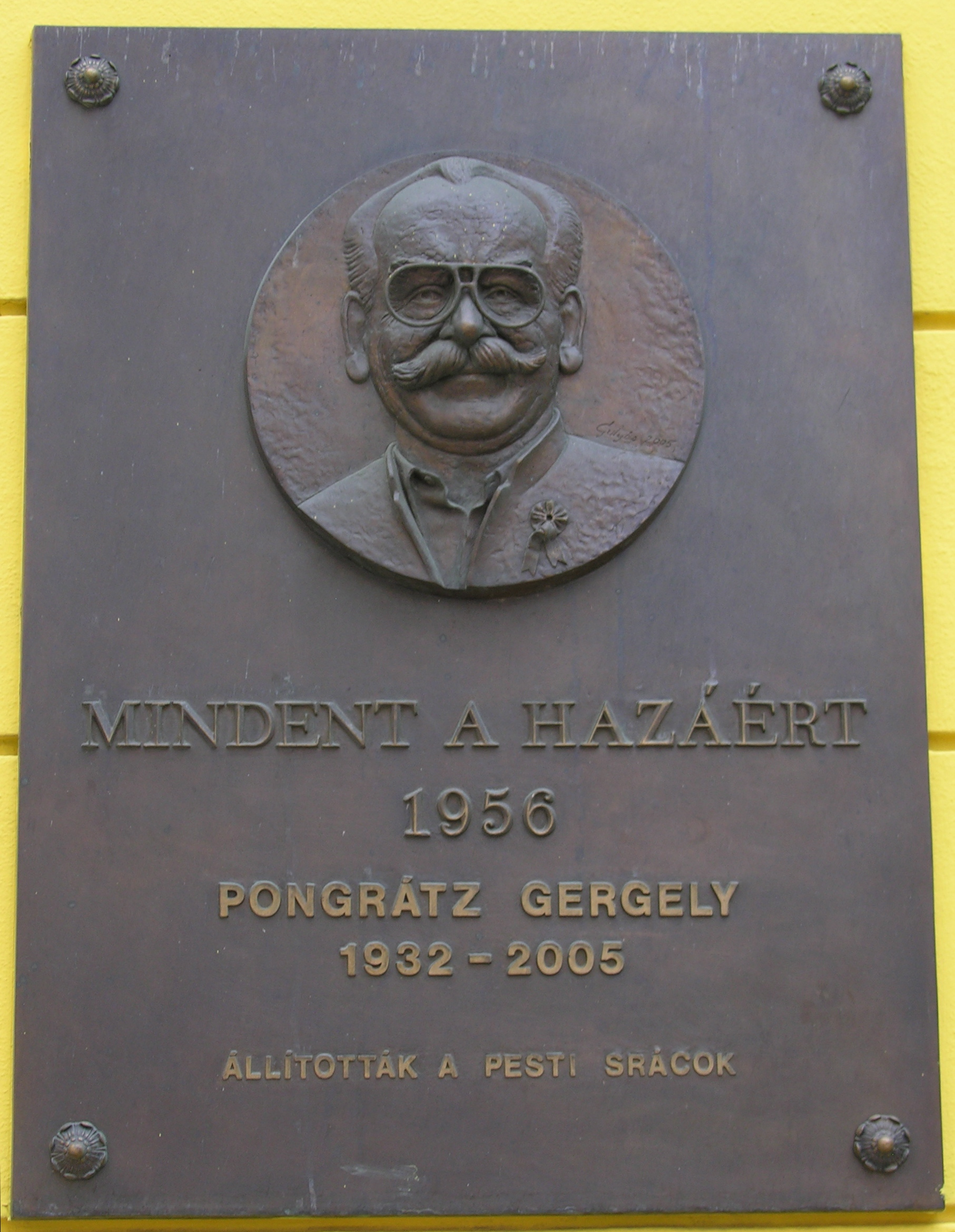
Pongrátz Gergely Corvin köz 1.
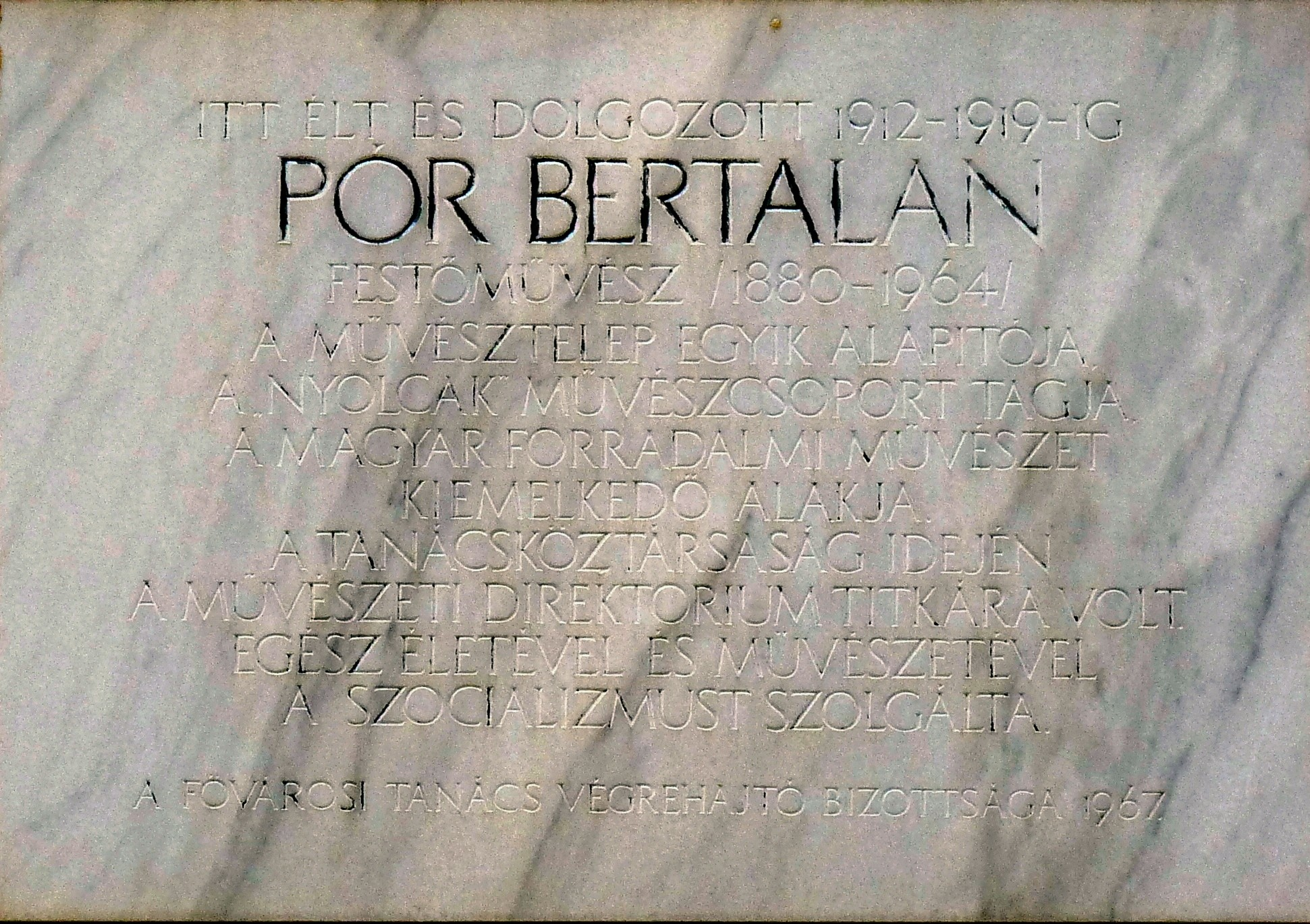
Pór Bertalan, Százados út 9.
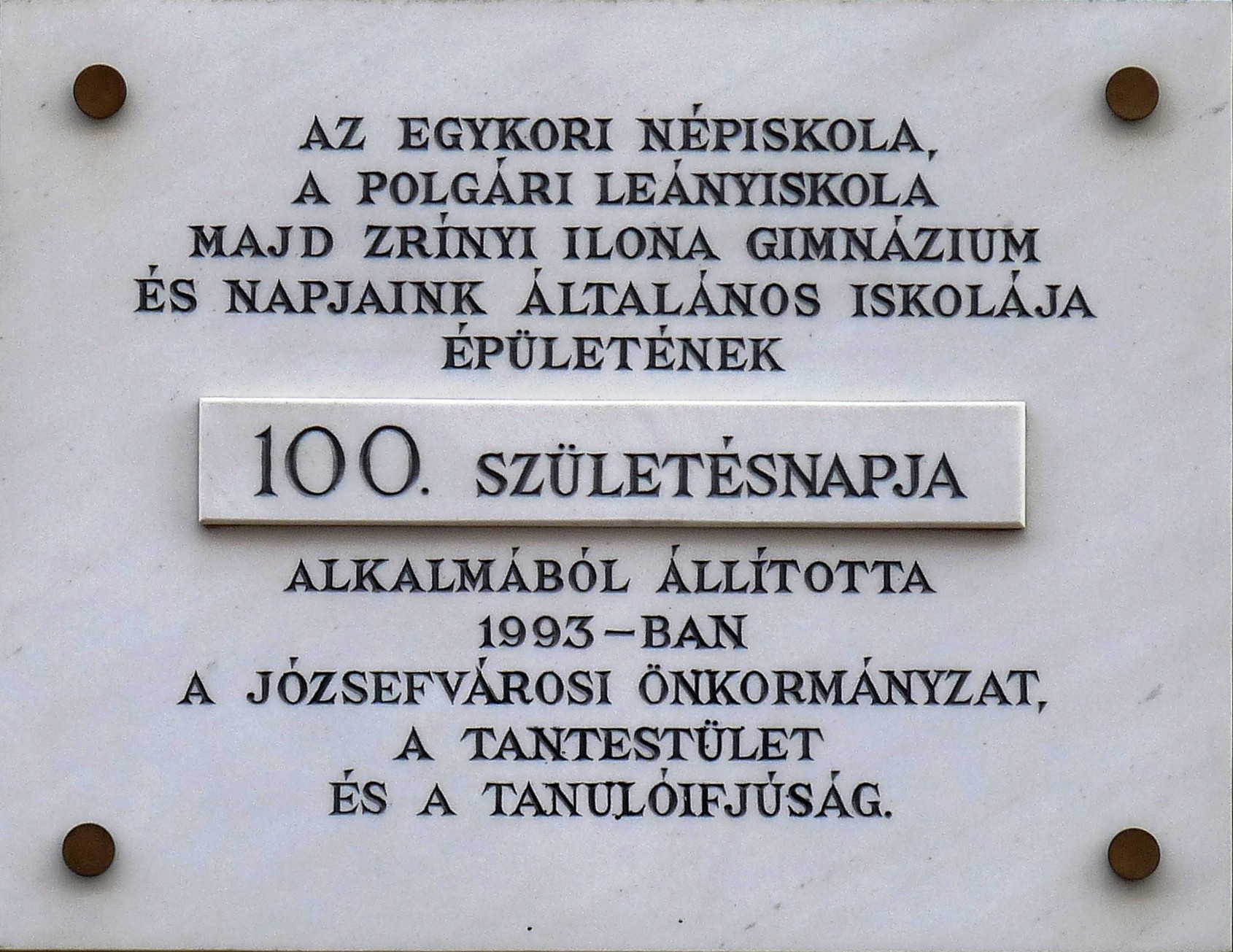
Práter utcai iskola, Práter utca 11-15.
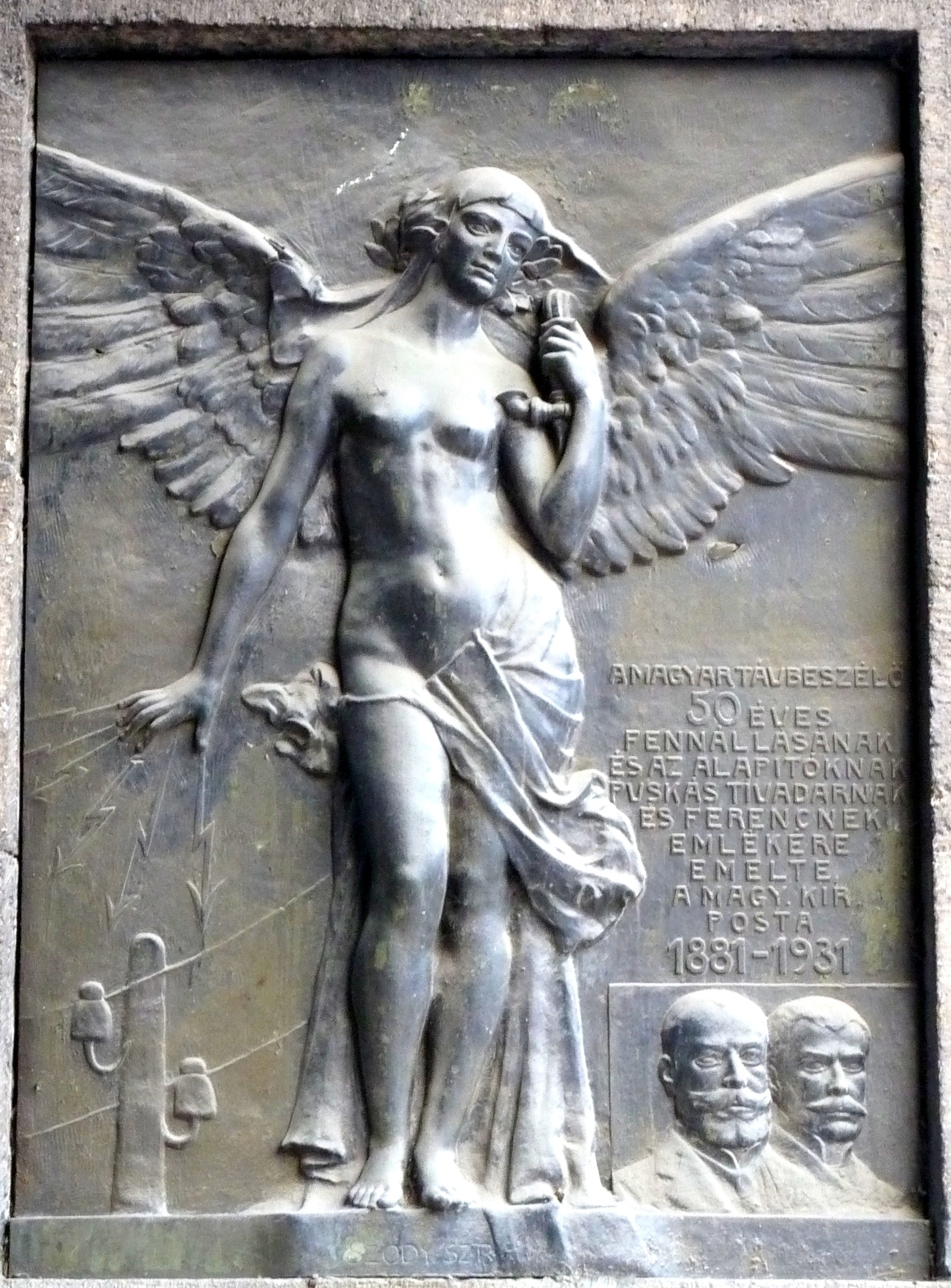
Puskás Tivadar és Puskás Ferenc, Horváth Mihály tér 18. alkotó: Sződy Szilárd
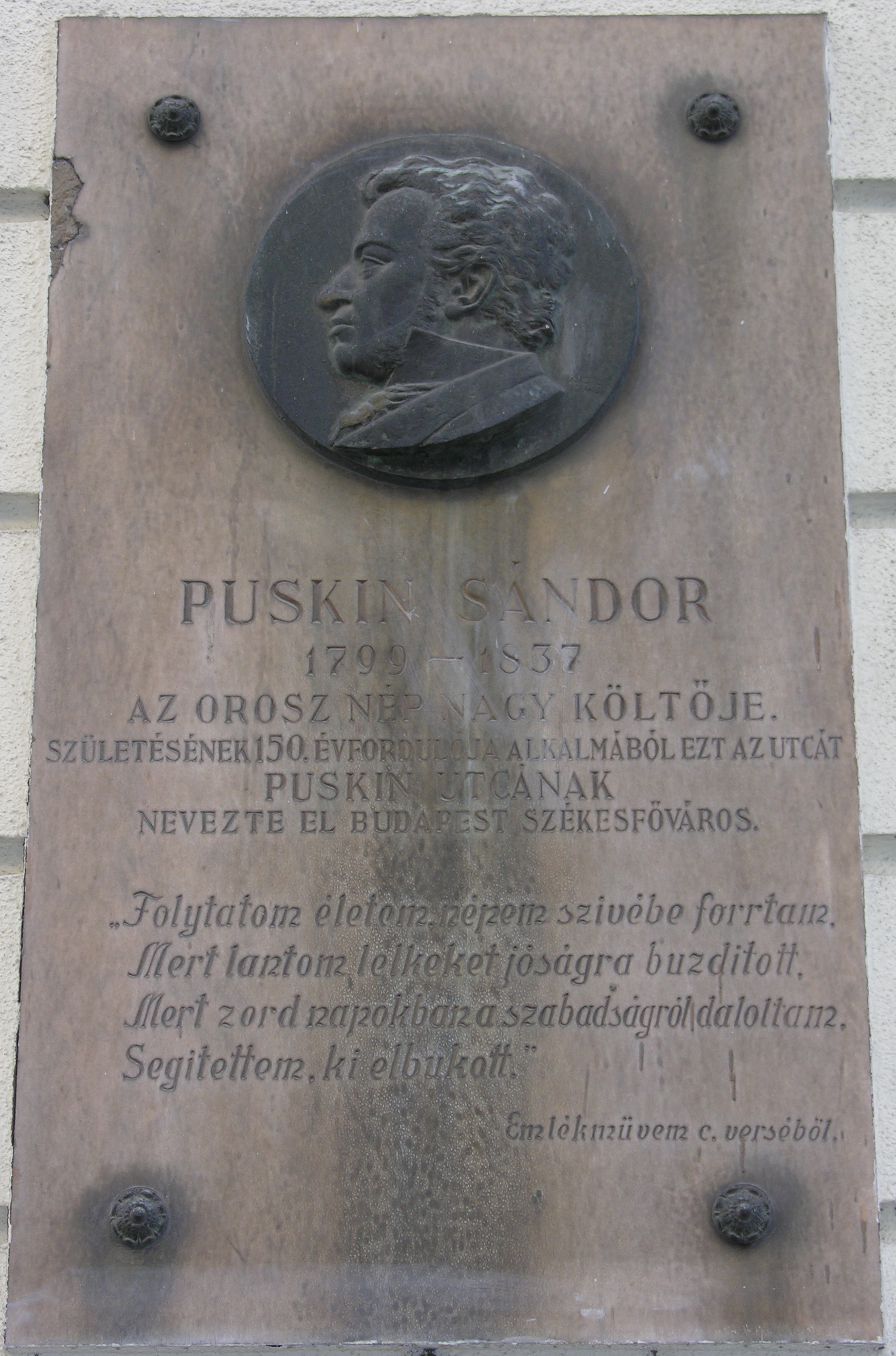
Alekszandr Puskin Puskin utca 1. alkotó: ismeretlen
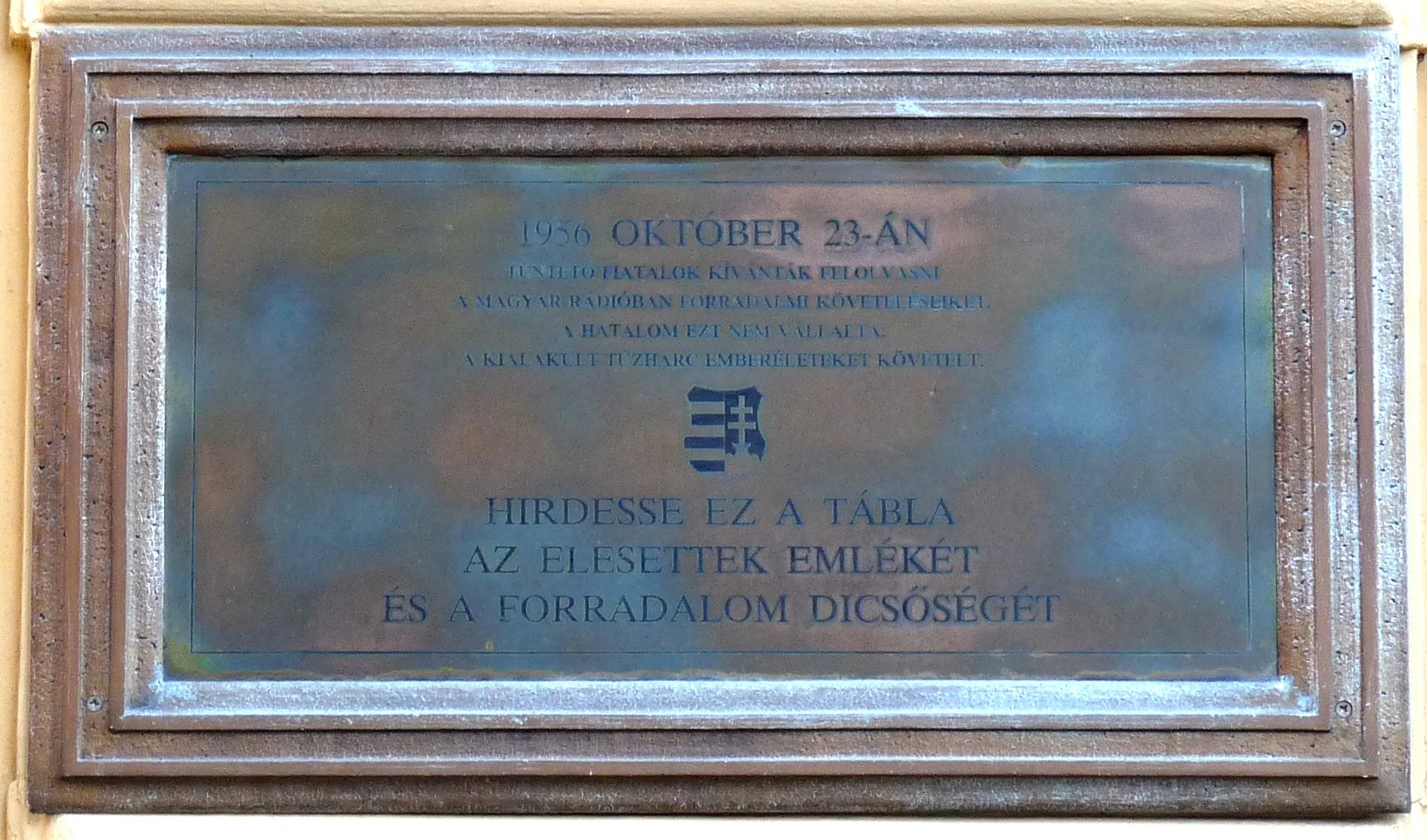
A rádió ostromának áldozatai, Bródy Sándor utca 5-7.
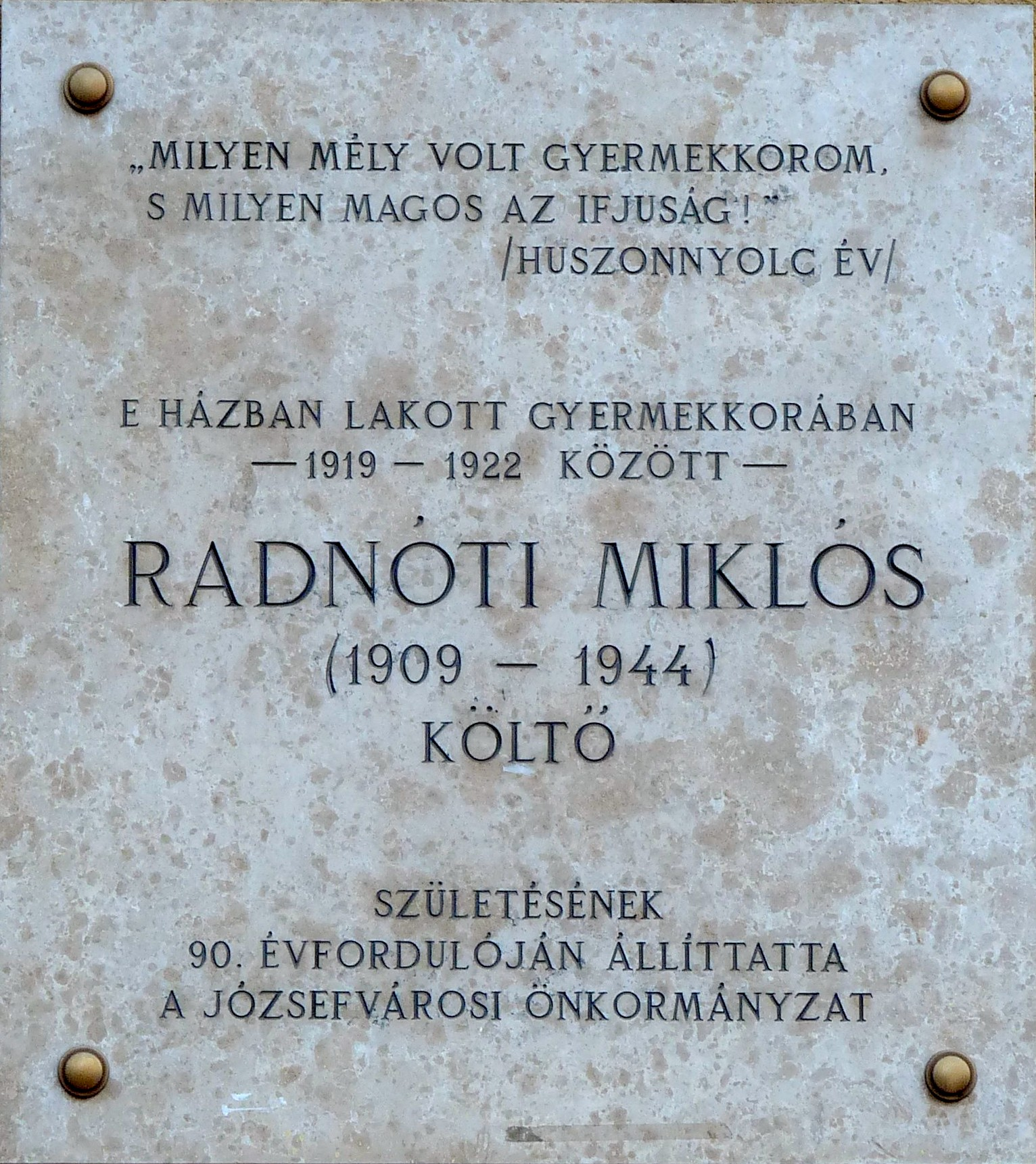
Radnóti Miklós Diószeghy Sámuel utca 2.
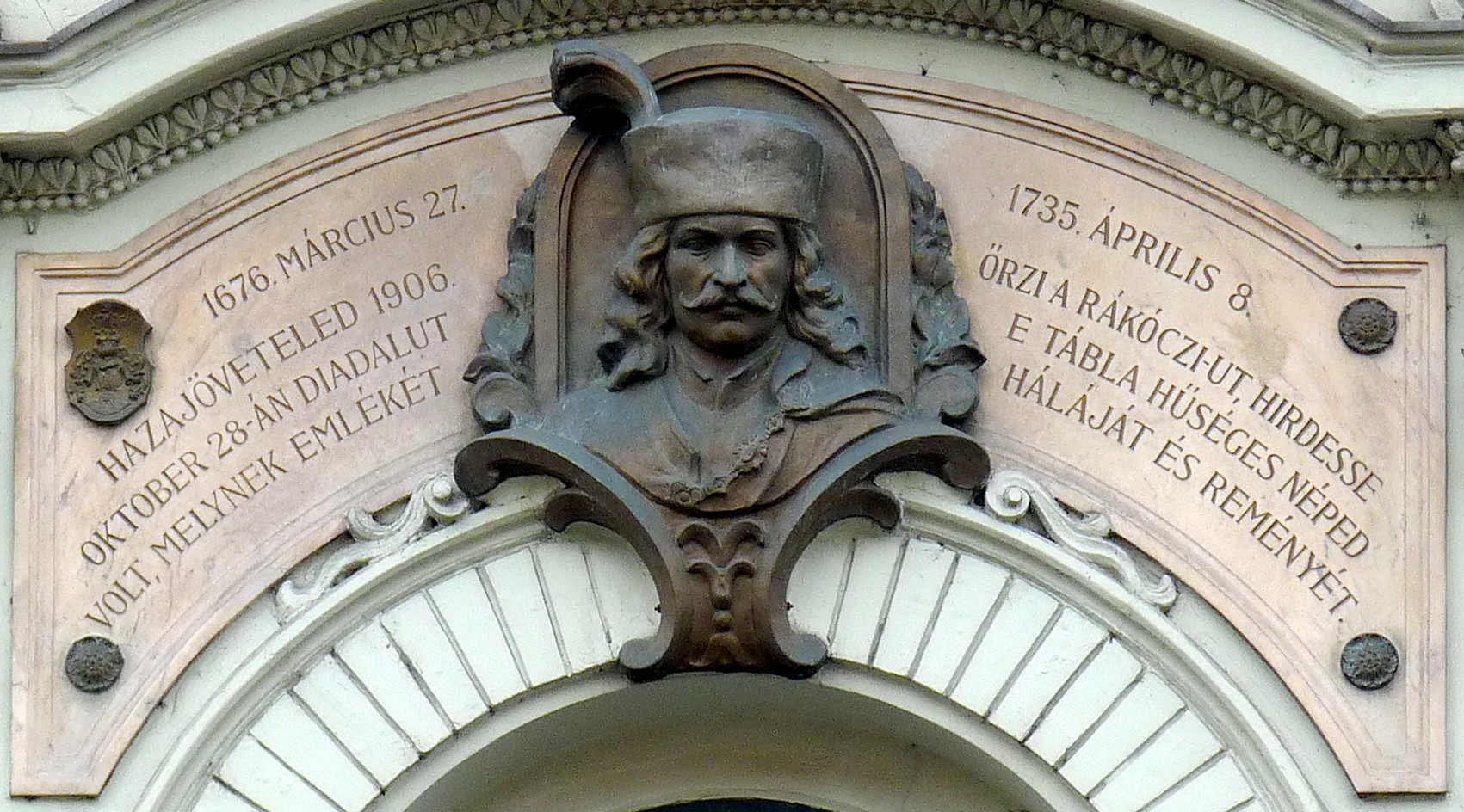
II. Rákóczi Ferenc, Rákóczi út 3. alkotó: Horvay János
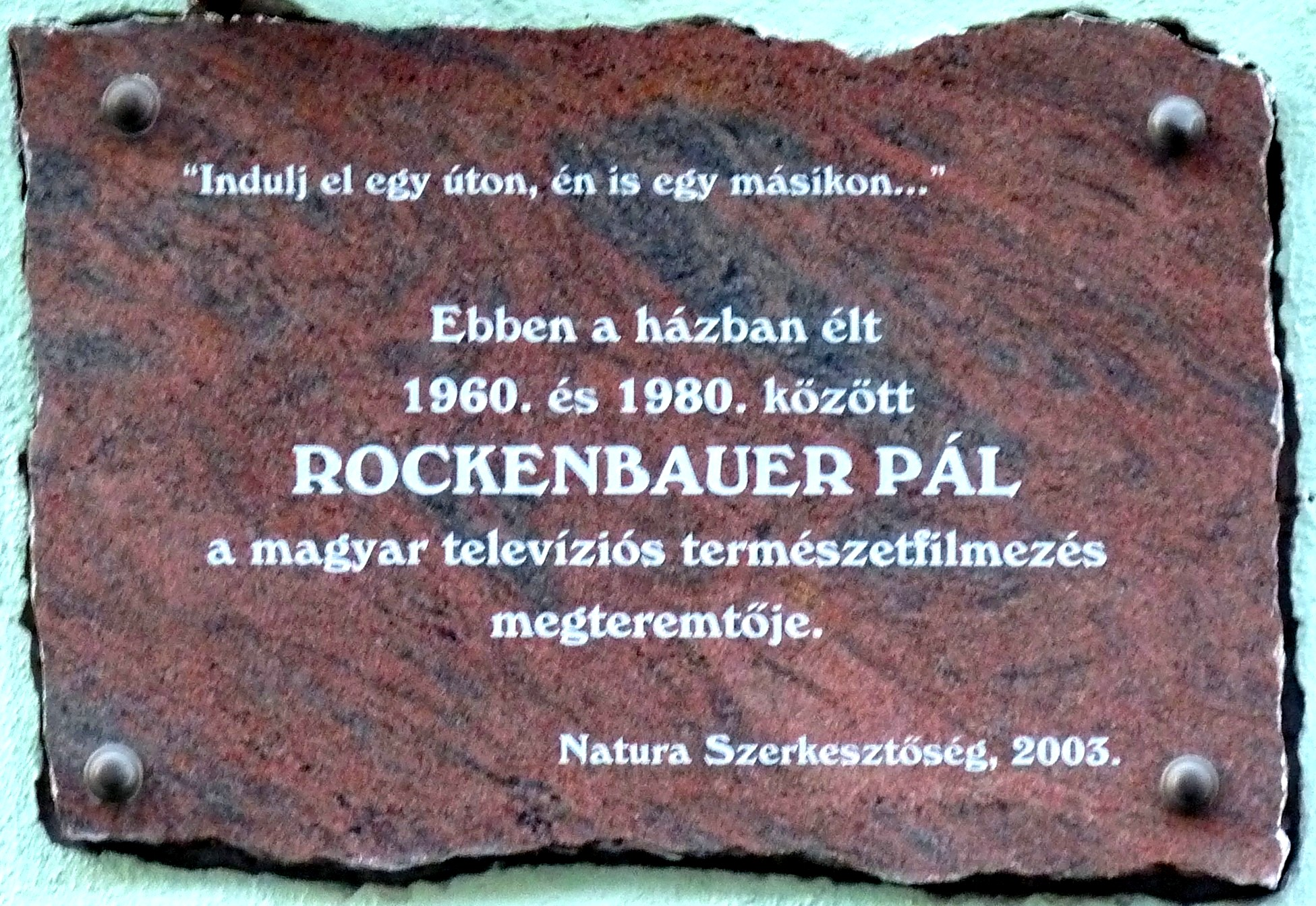
Rockenbauer Pál, Bródy Sándor utca 26.
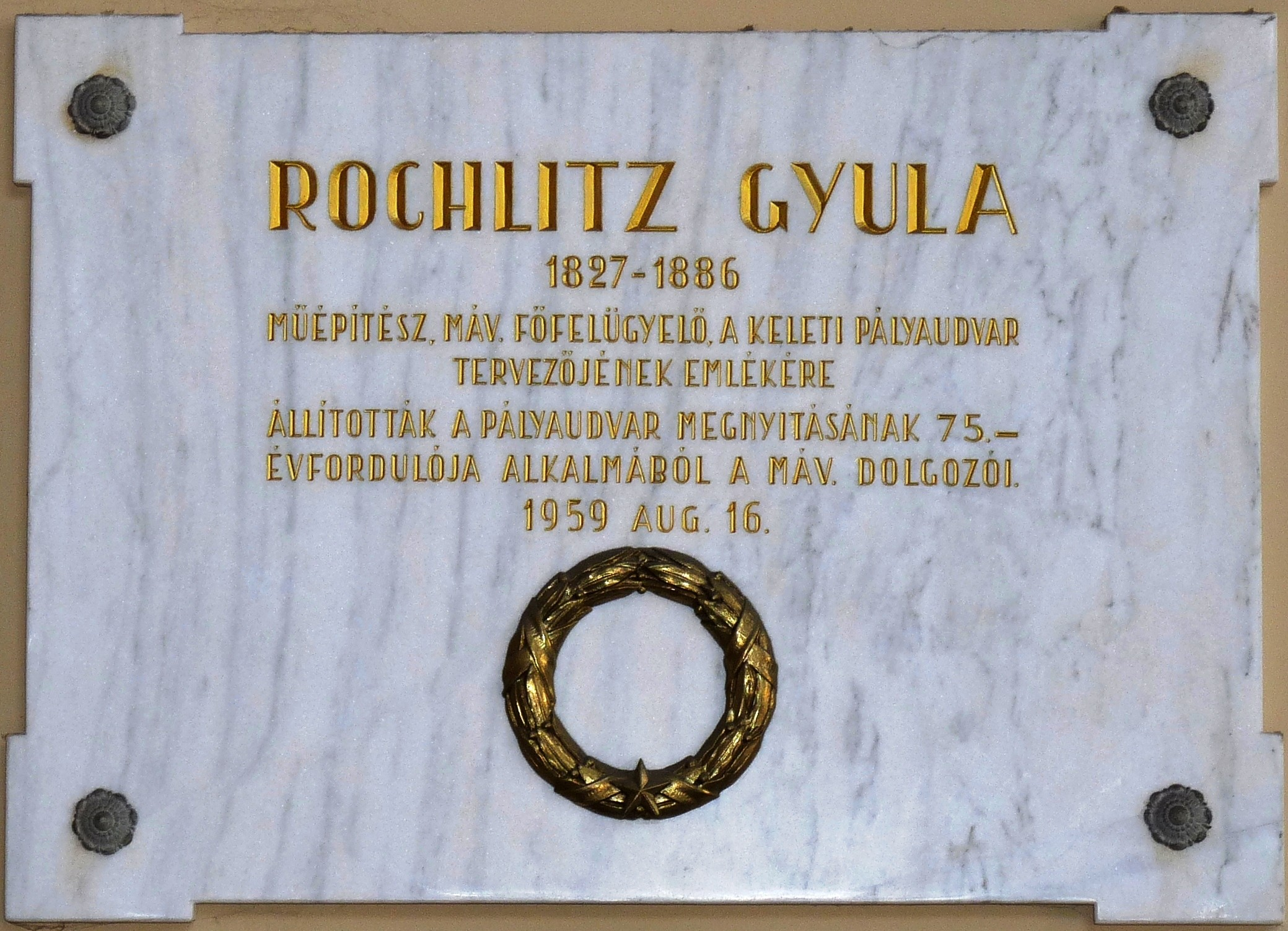
Rochlitz Gyula, Baross tér 11/b.
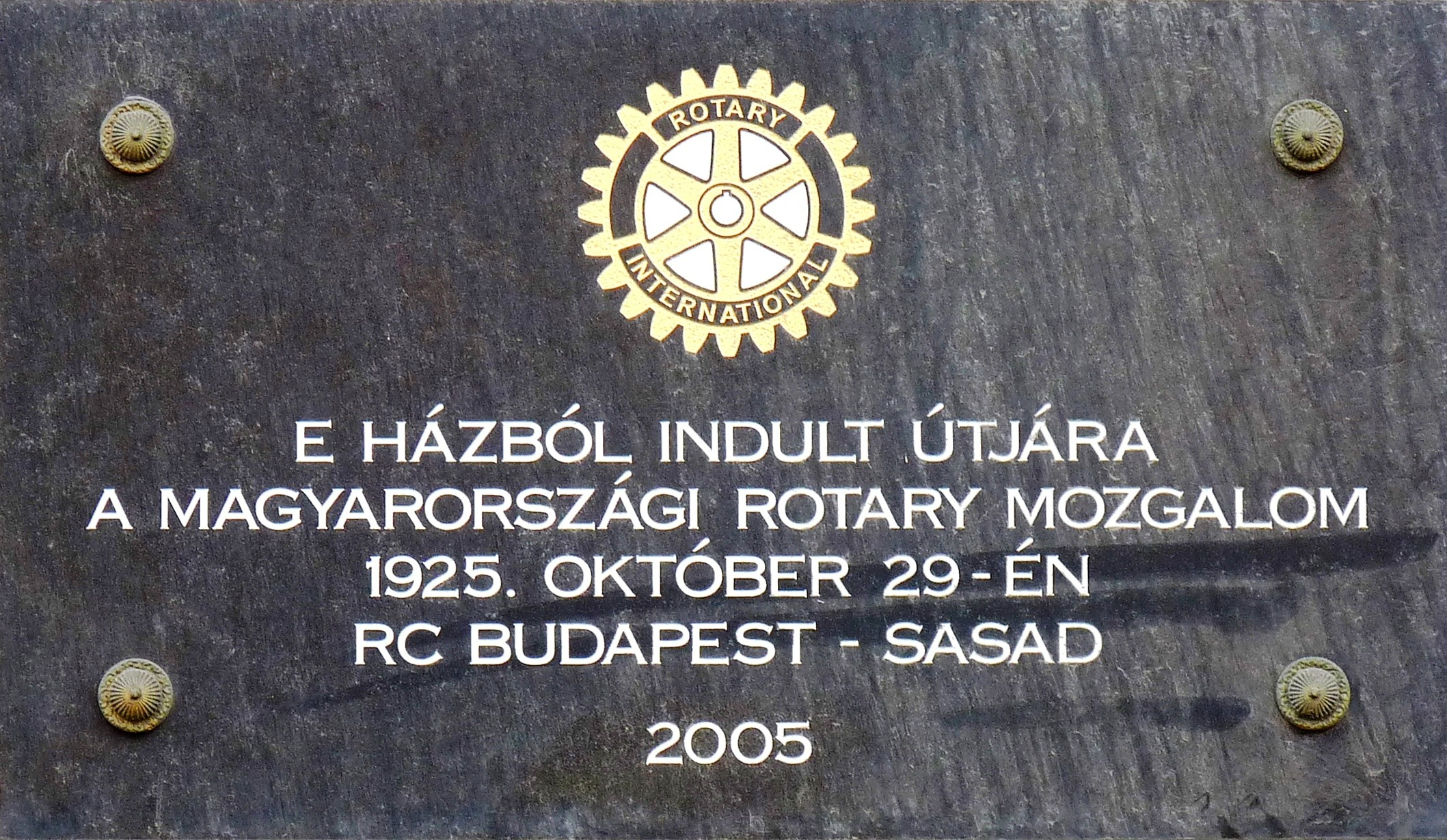
Rotary International, Rákóczi út 3.
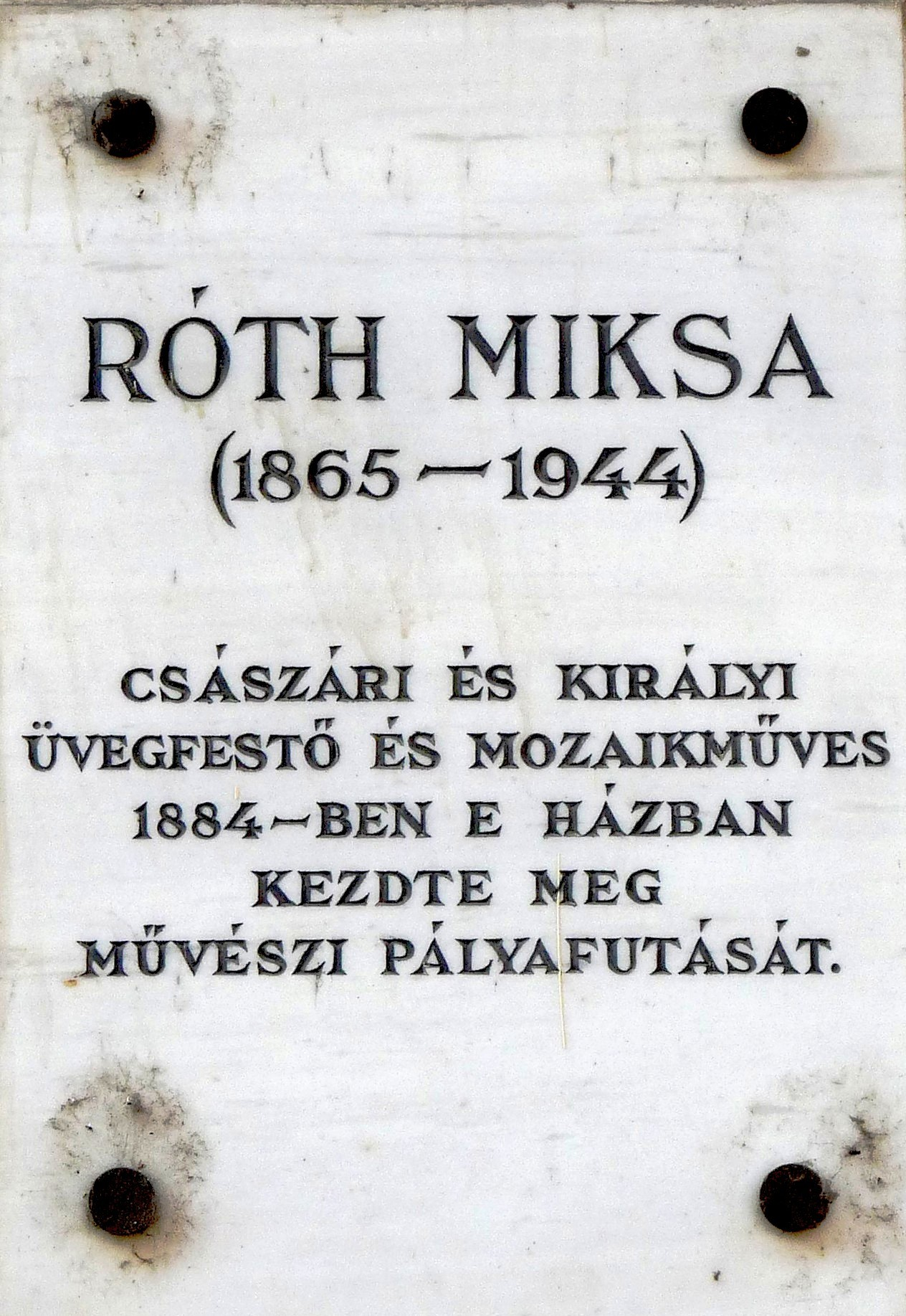
Róth Miksa Bacsó Béla utca 3.
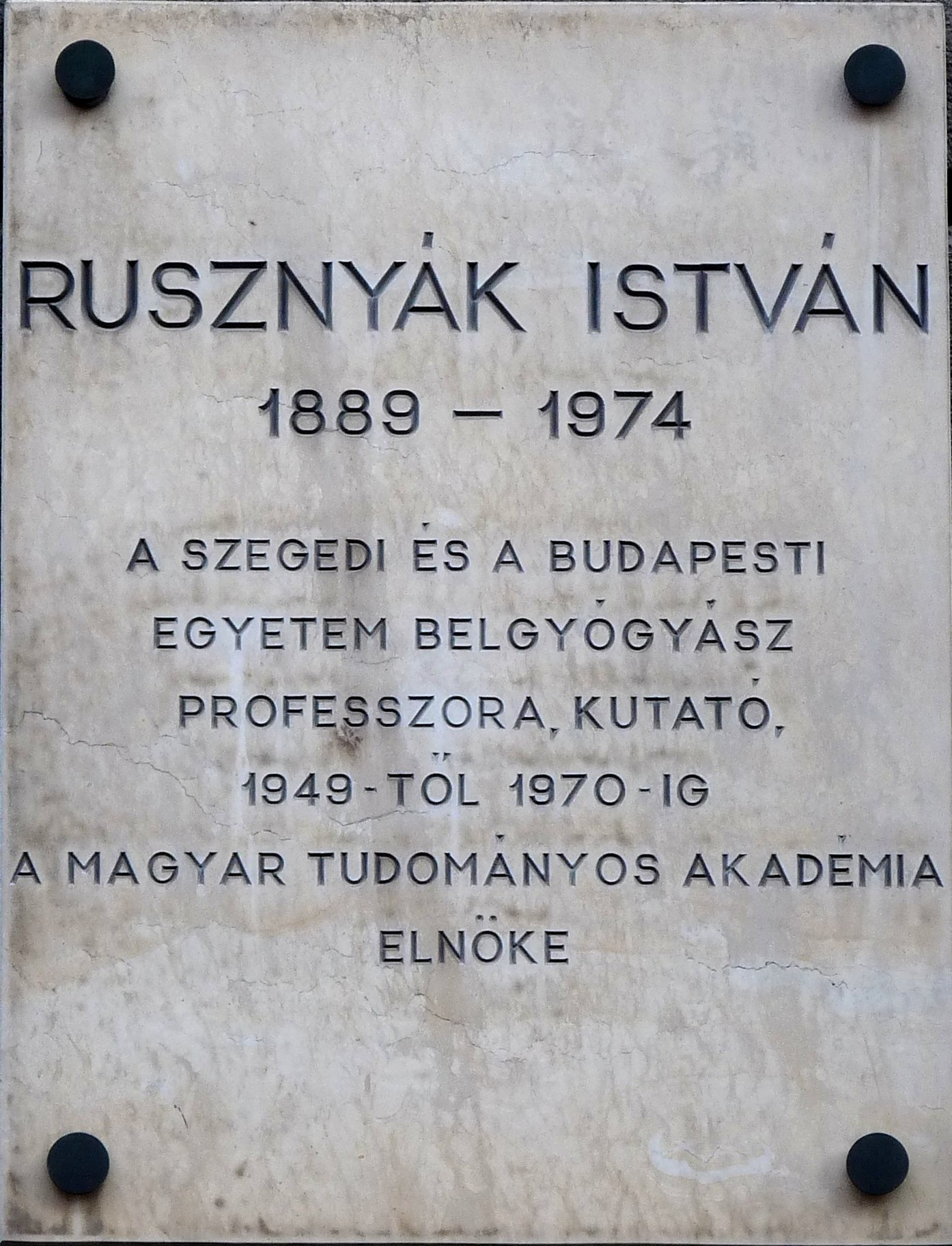
Rusznyák István Füvészkert utca 2.
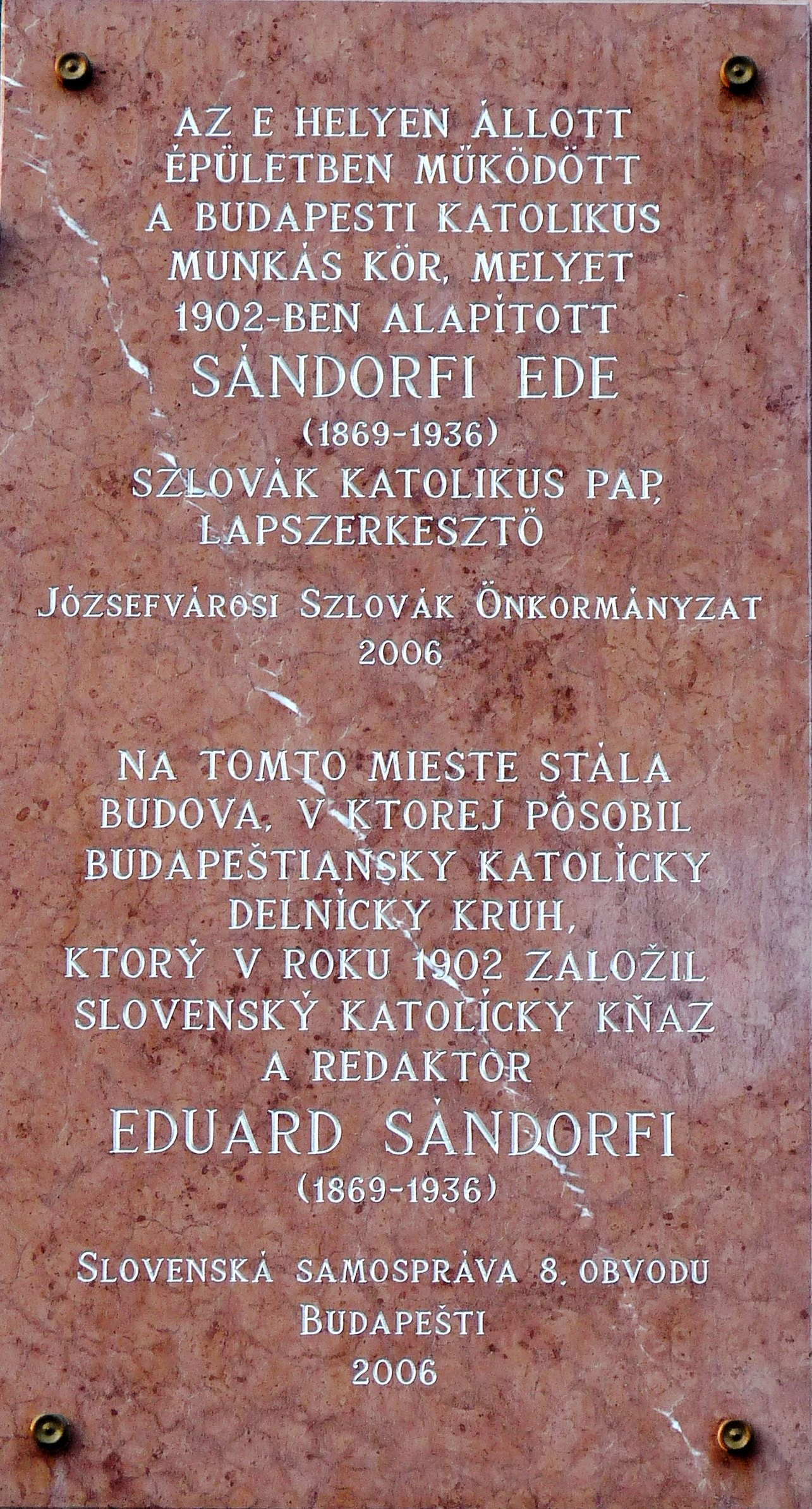
Sándorfi Ede, Horváth Mihály tér 16.
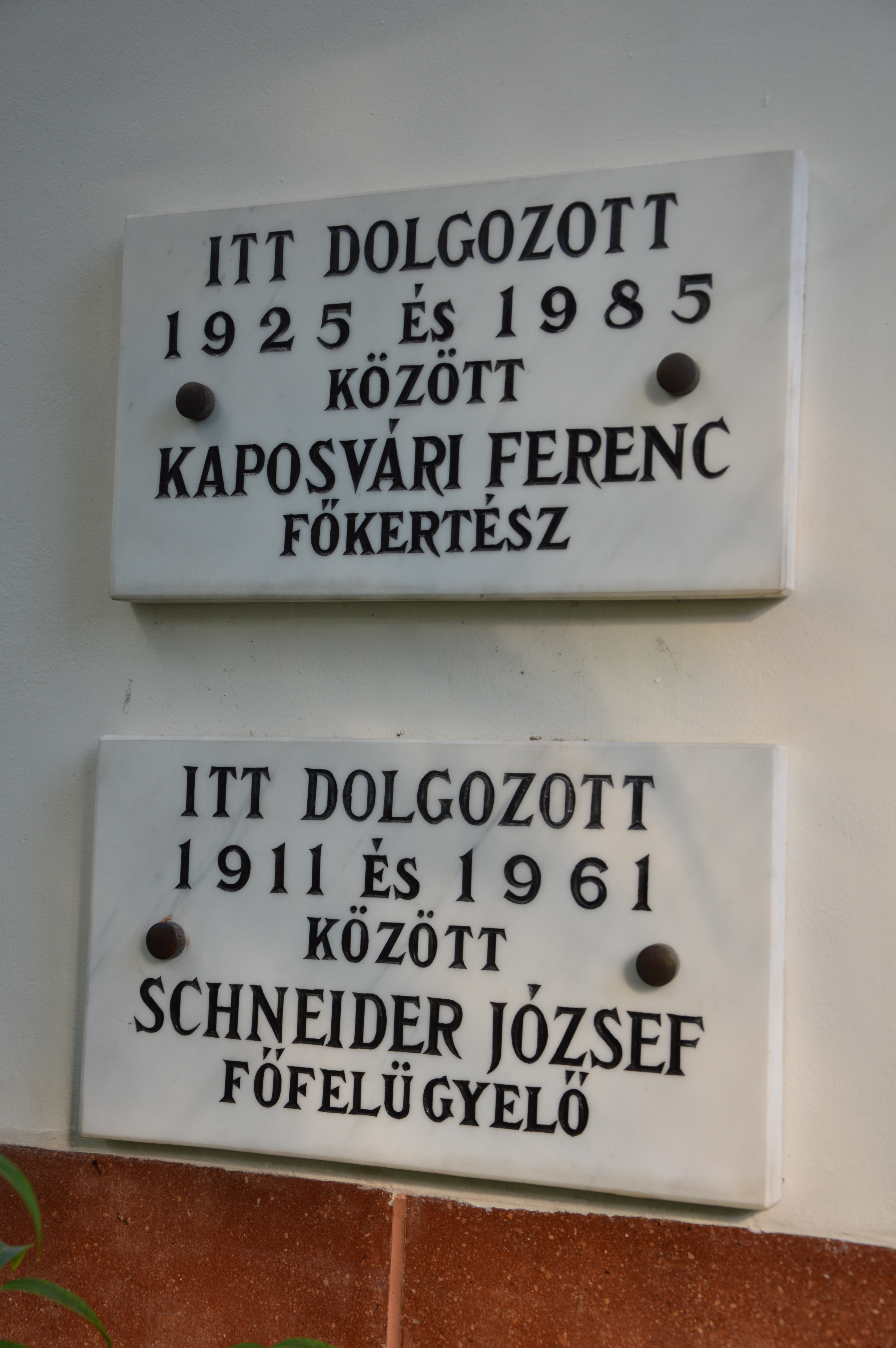
Schneider József, Illés utca 25.
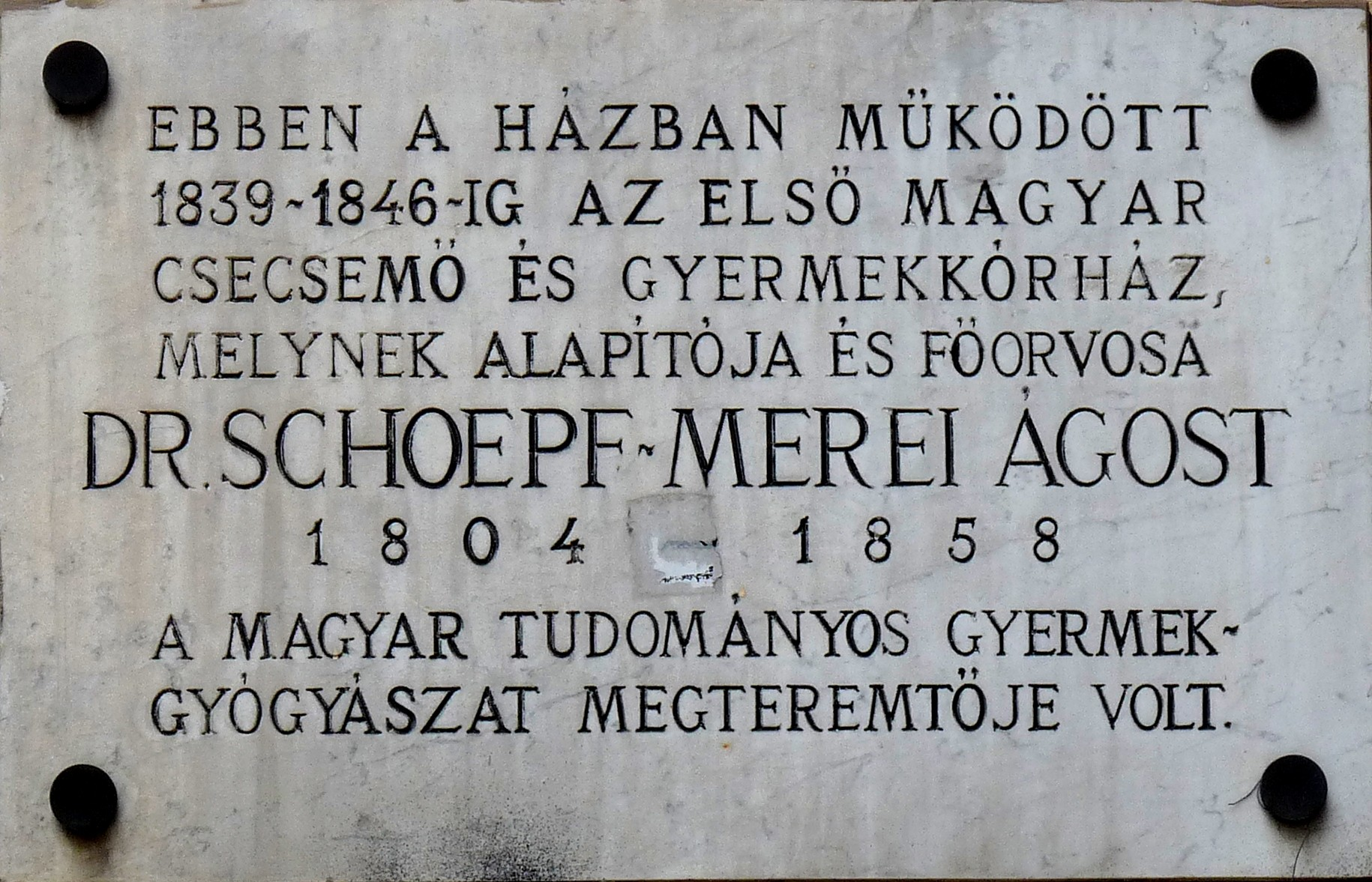
Schöpf-Merei Ágost, Puskin utca 6.
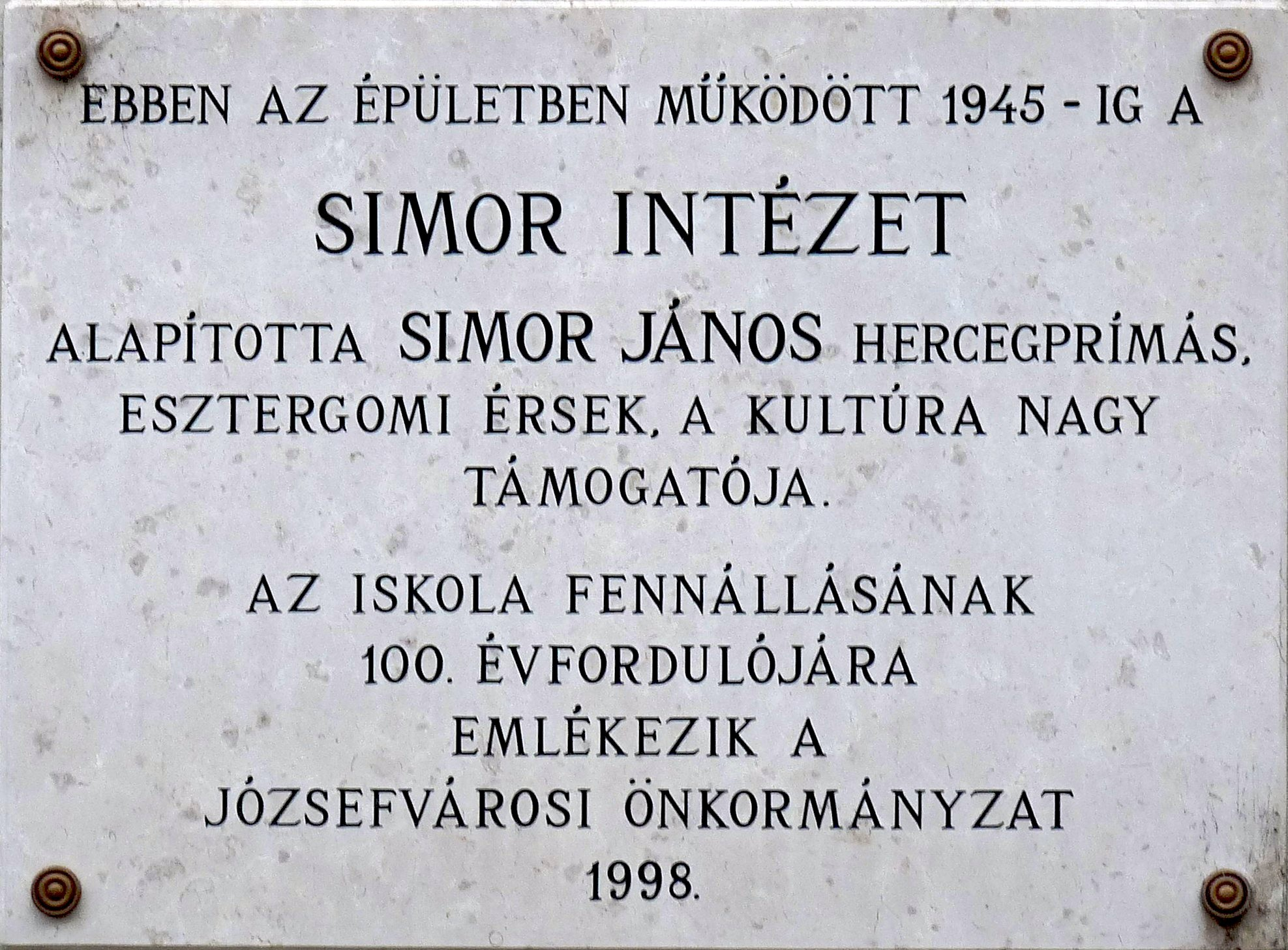
Simor Intézet, Nap utca 33.
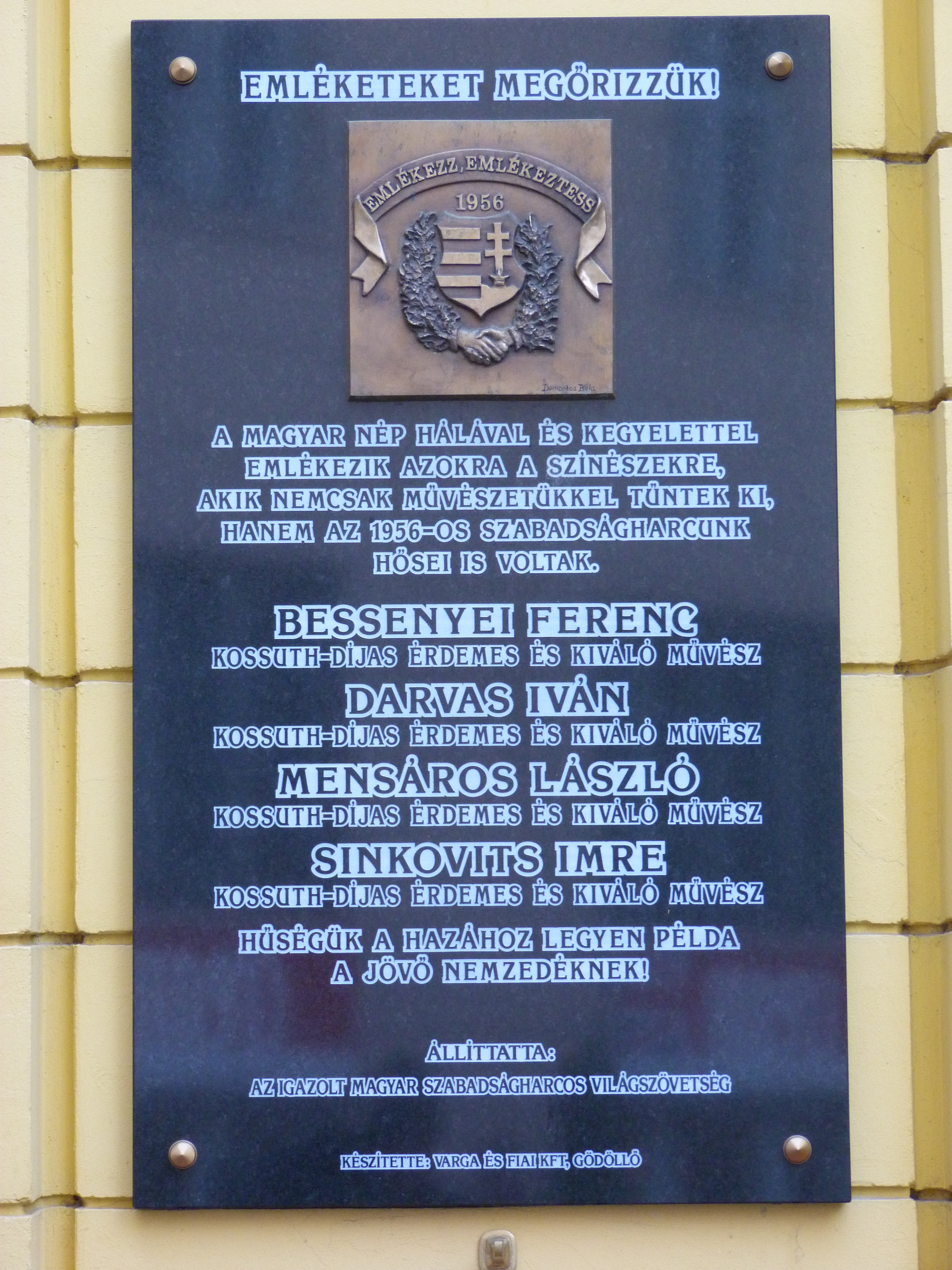
Sinkovits Imre, Corvin köz
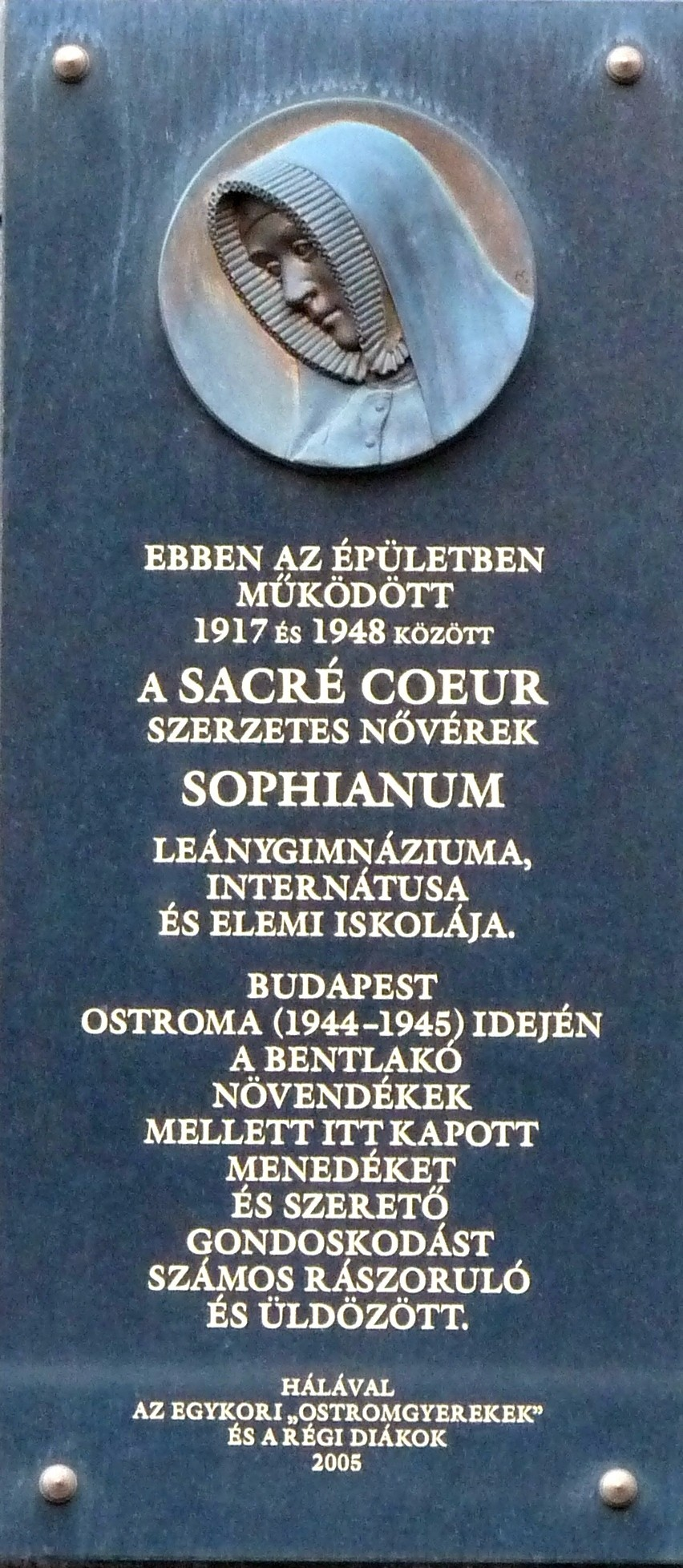
Sophianum, Mikszáth Kálmán tér 1. alkotó: Mátyássy László
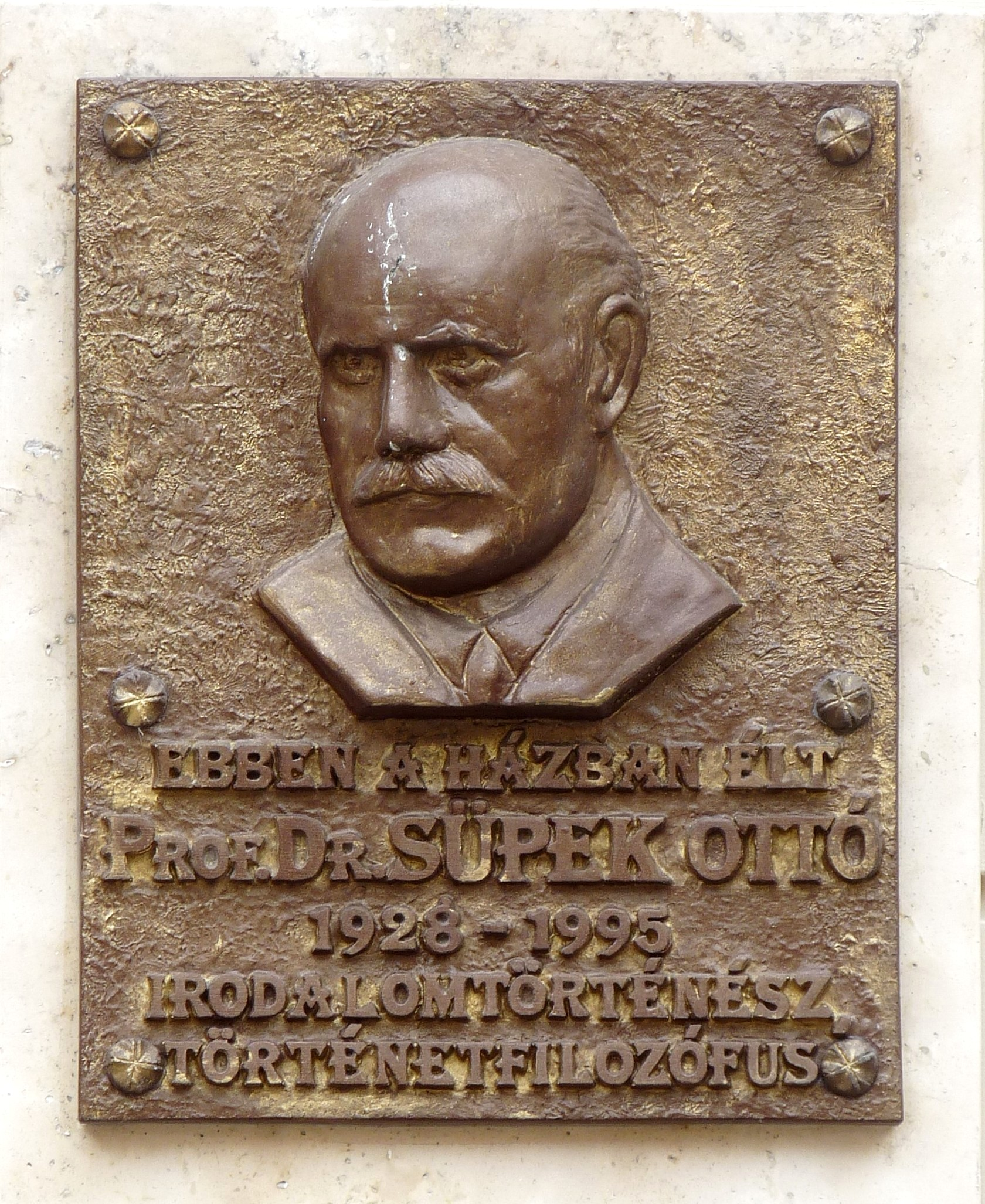
Süpek Ottó, Corvin köz 2. alkotó: Ugray György
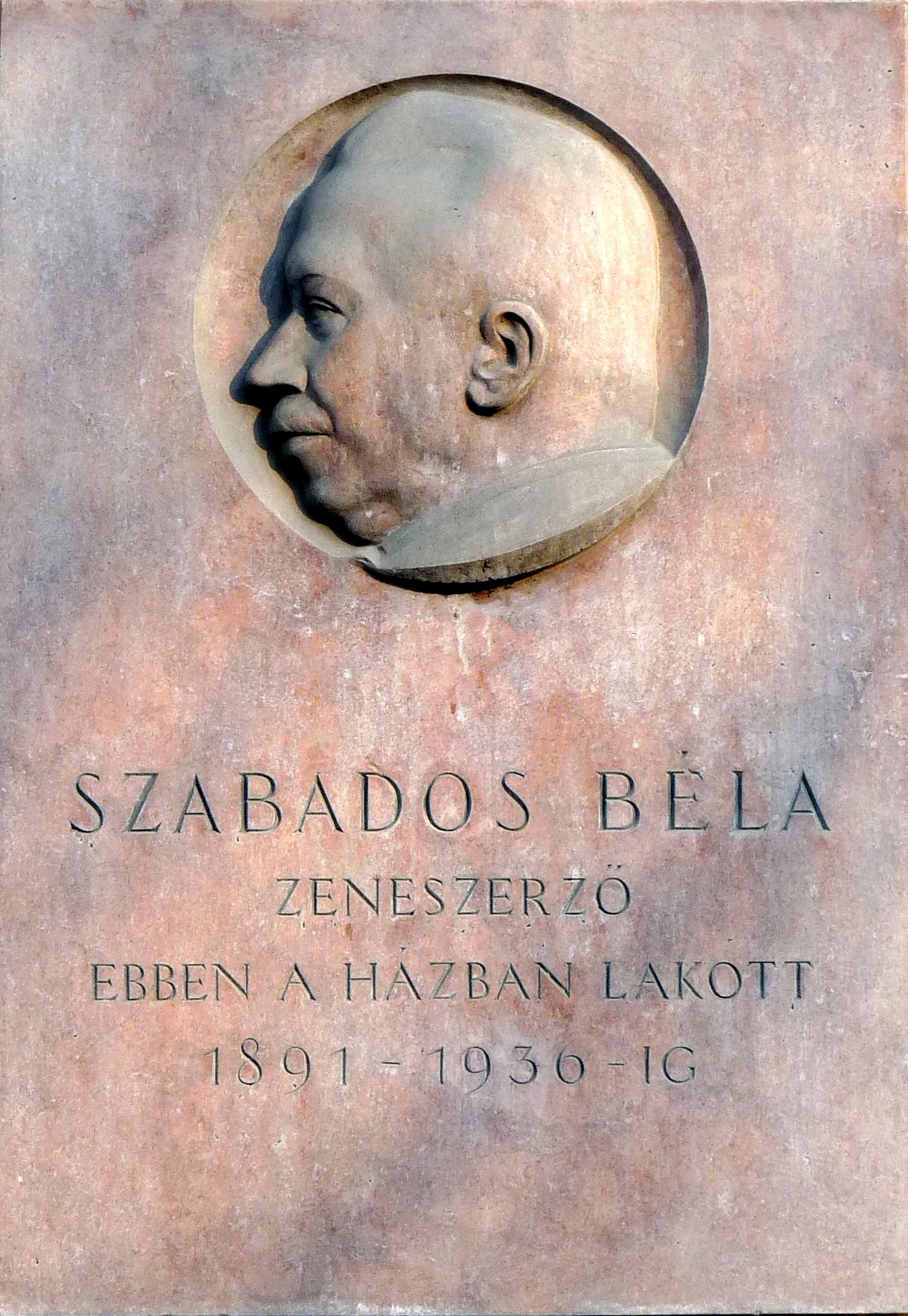
Szabados Béla, Villám utca 19. alkotó: ifj. Szabados Béla
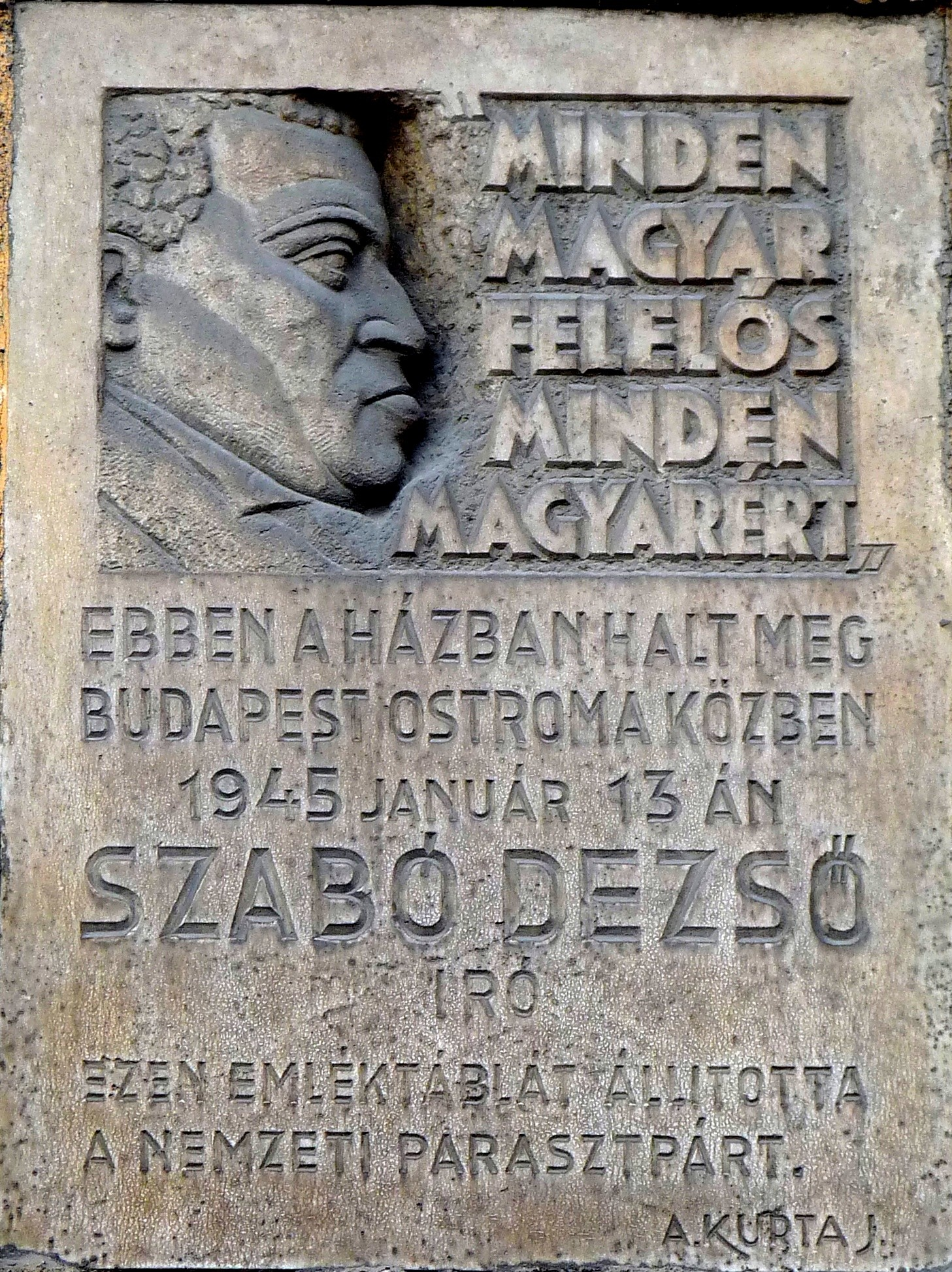
Szabó Dezső, József körút 31/a. alkotó: Andrássy Kurta János
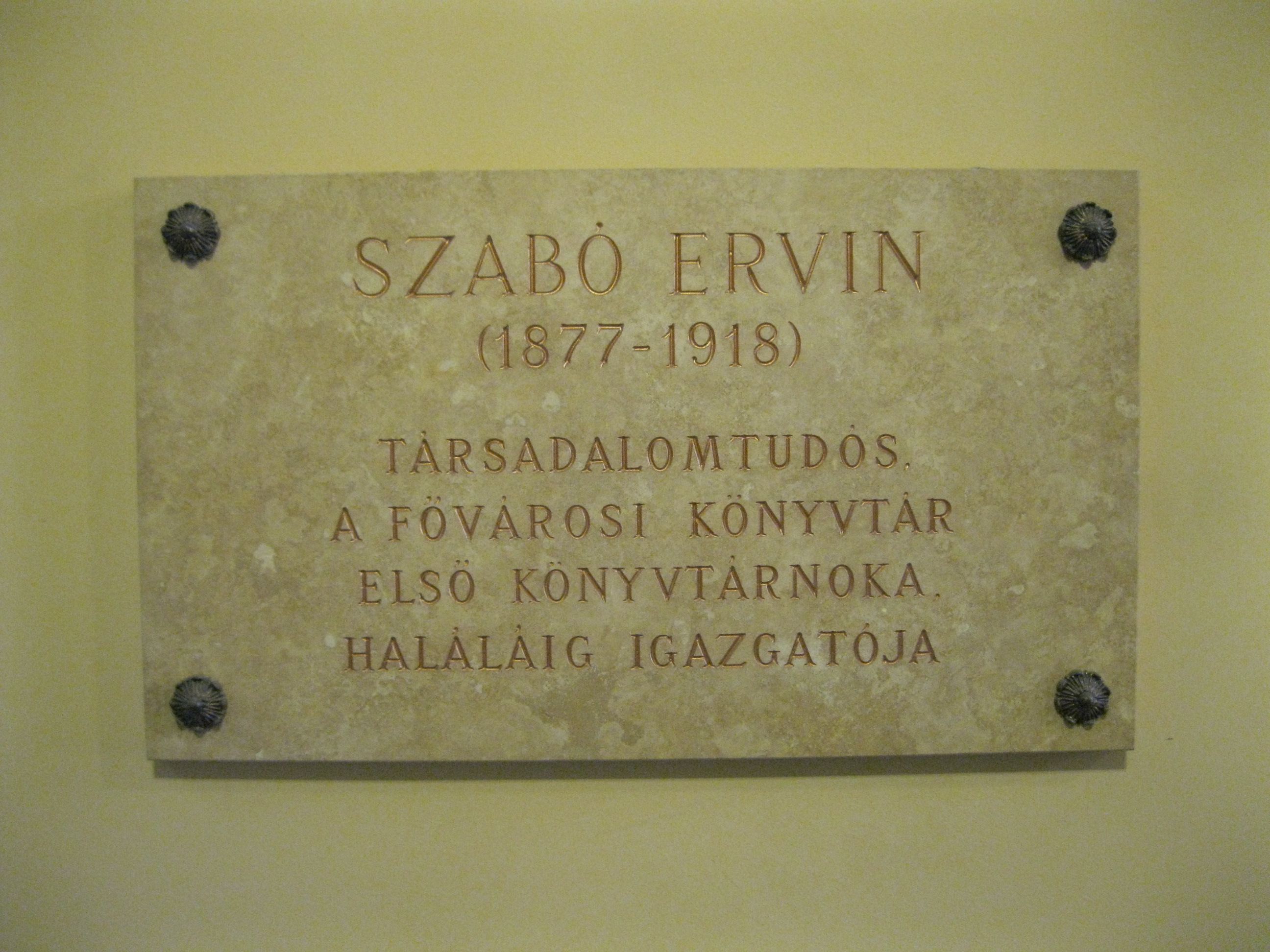
Szabó Ervin, Szabó Ervin tér 1.
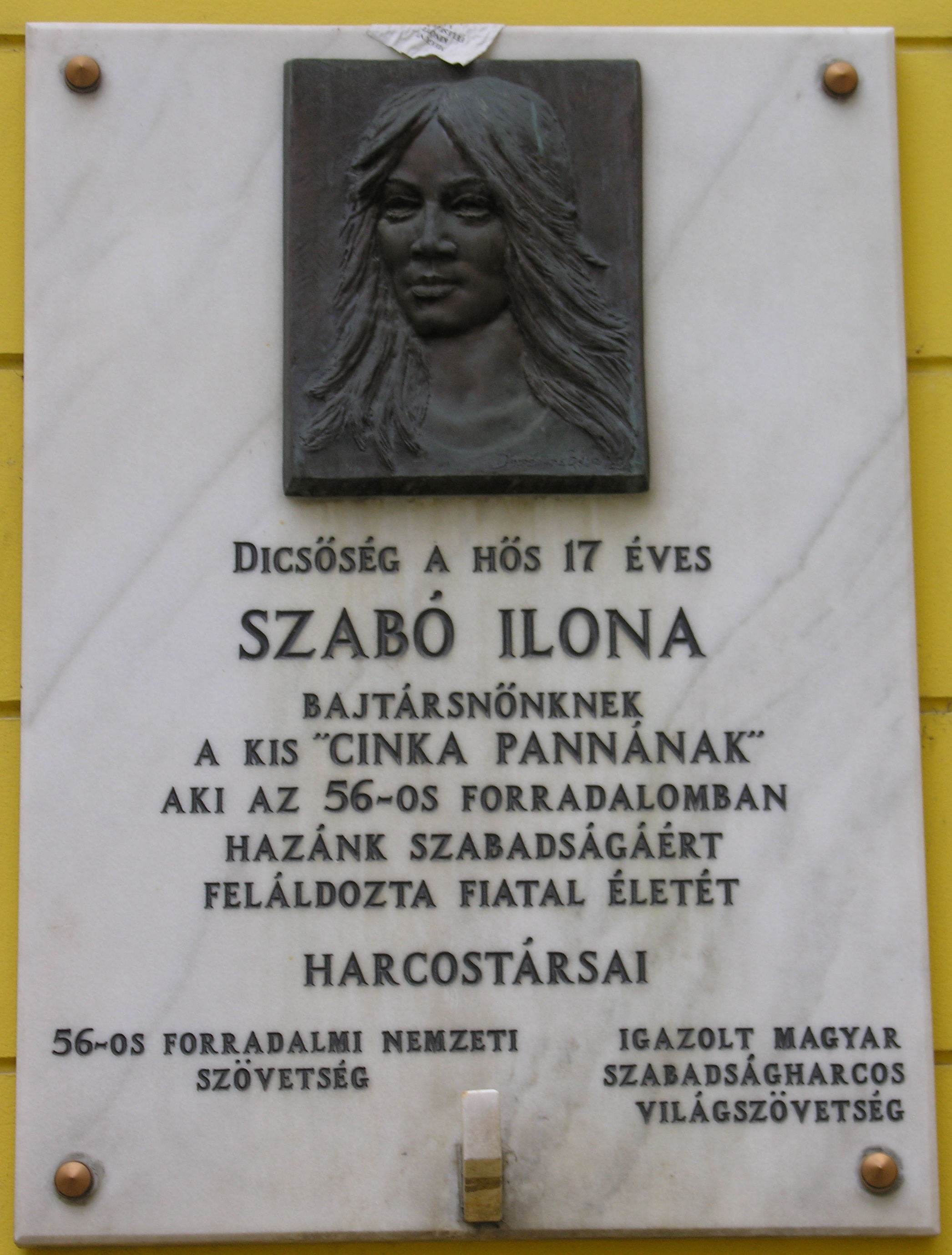
Szabó Ilona, Corvin köz 1.
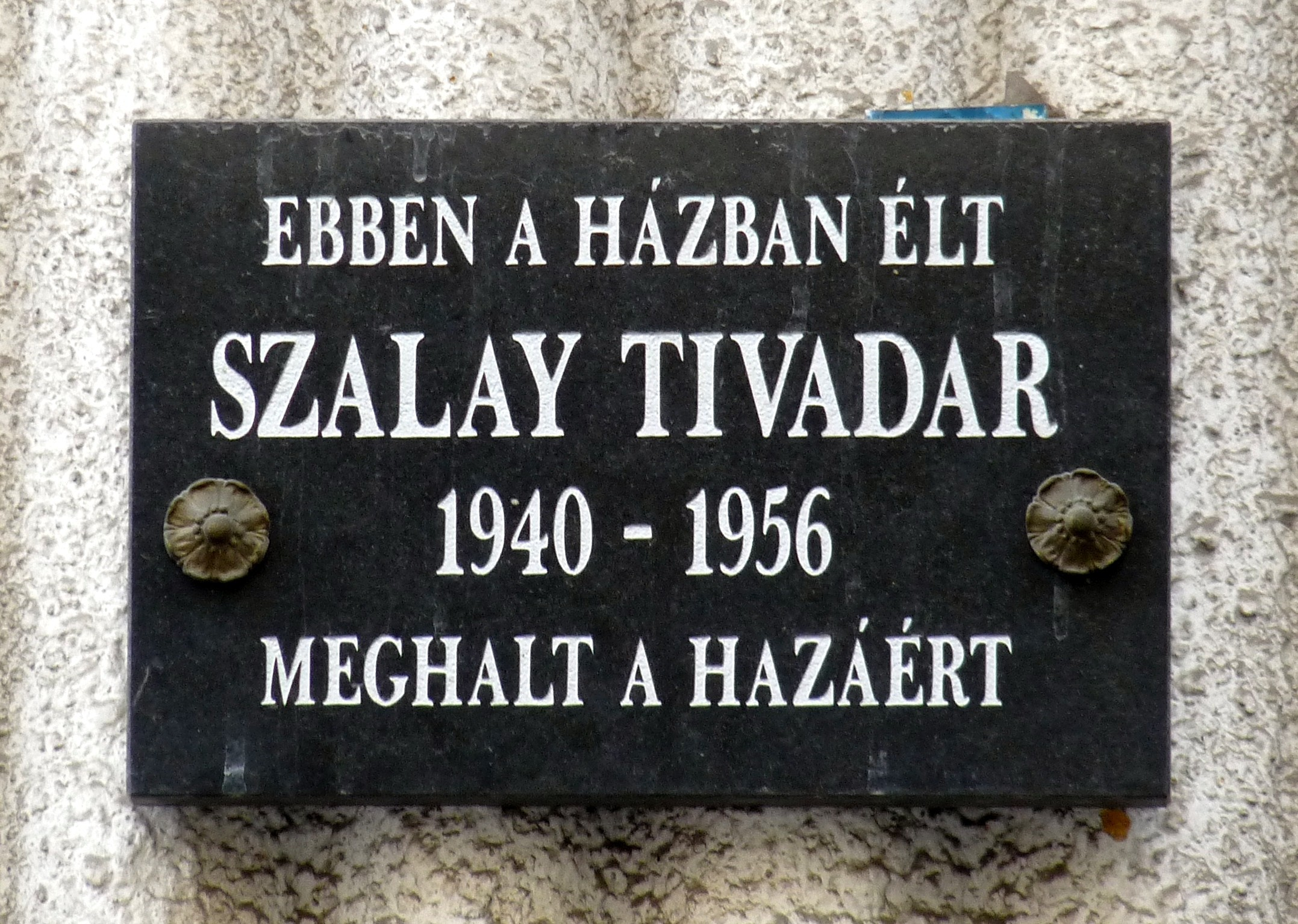
Szalay Tivadar,[3] Kisfaludy utca 21.
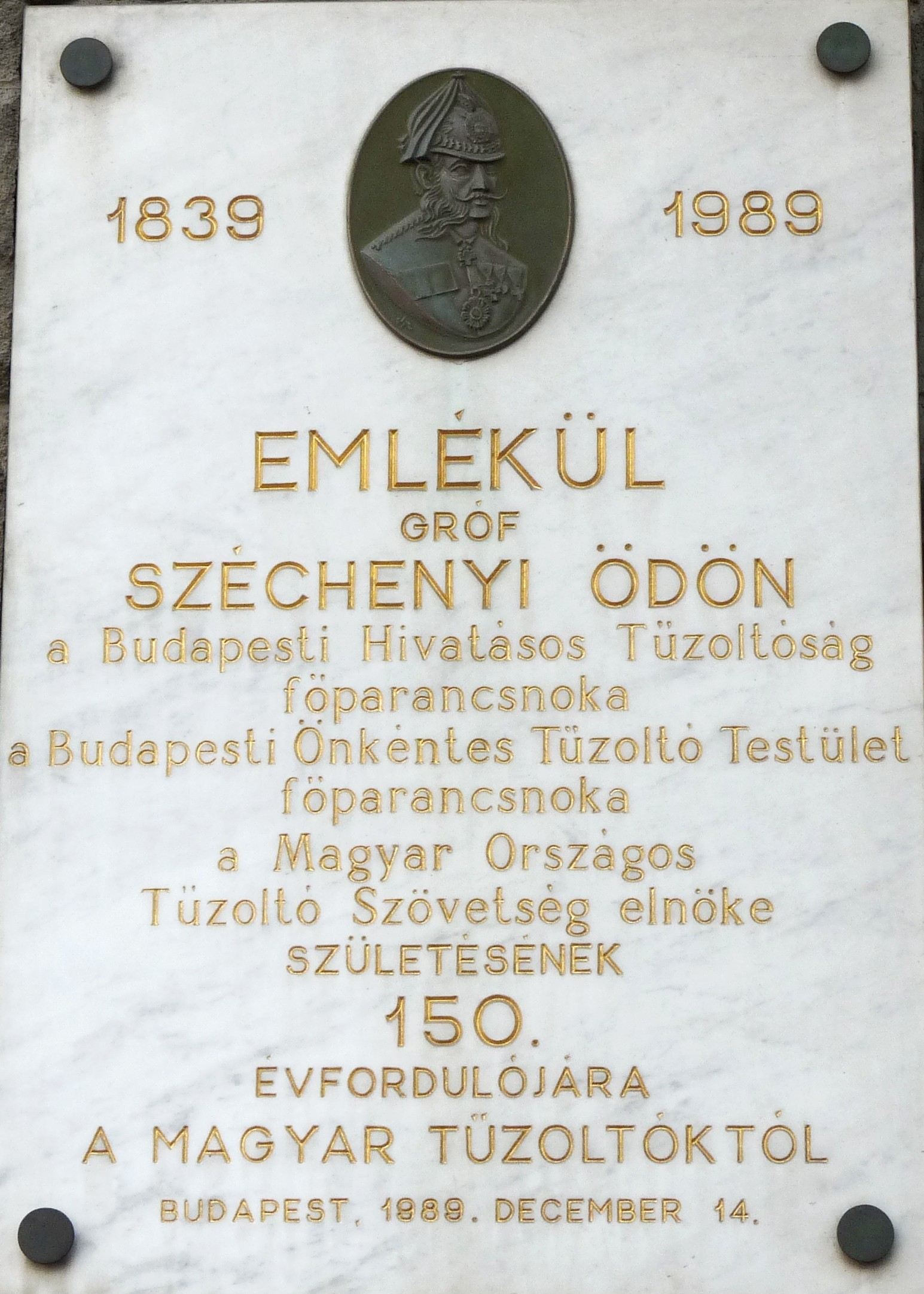
Széchenyi Ödön, Dologház utca 1. alkotó: Szlávics László, ifj.
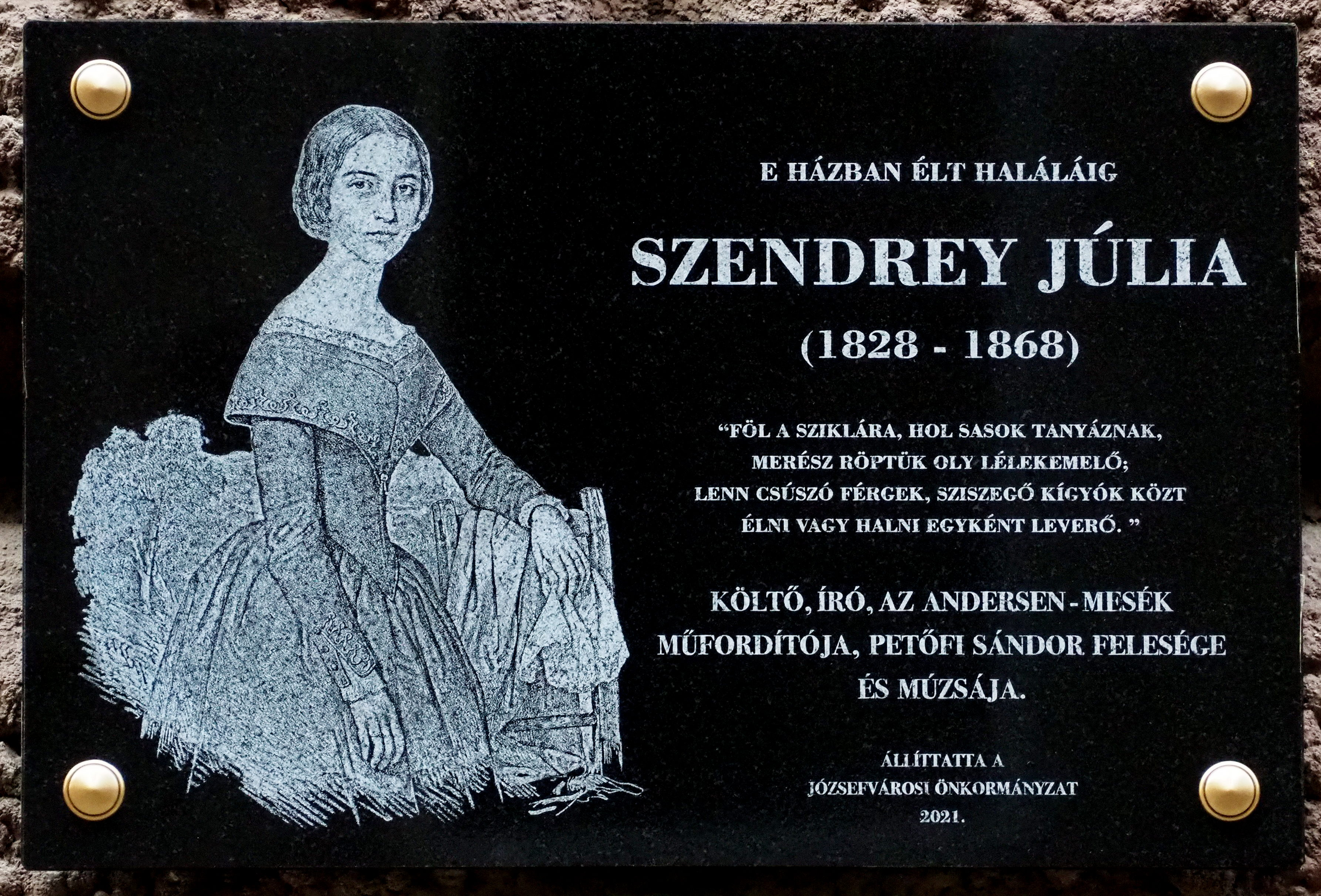
Szendrey Júlia Horánszky utca 13.
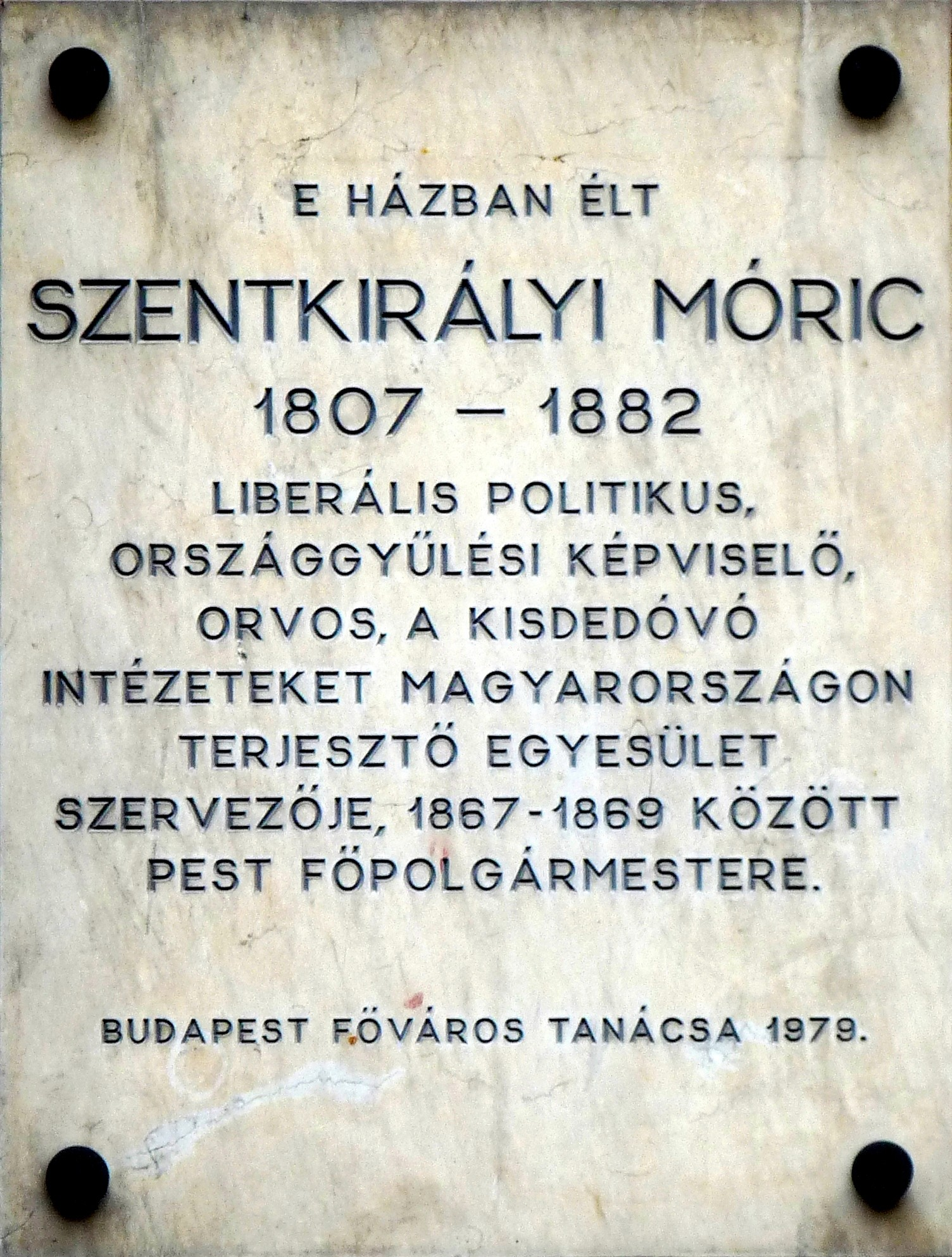
Szentkirályi Móric, Szentkirályi utca 10.
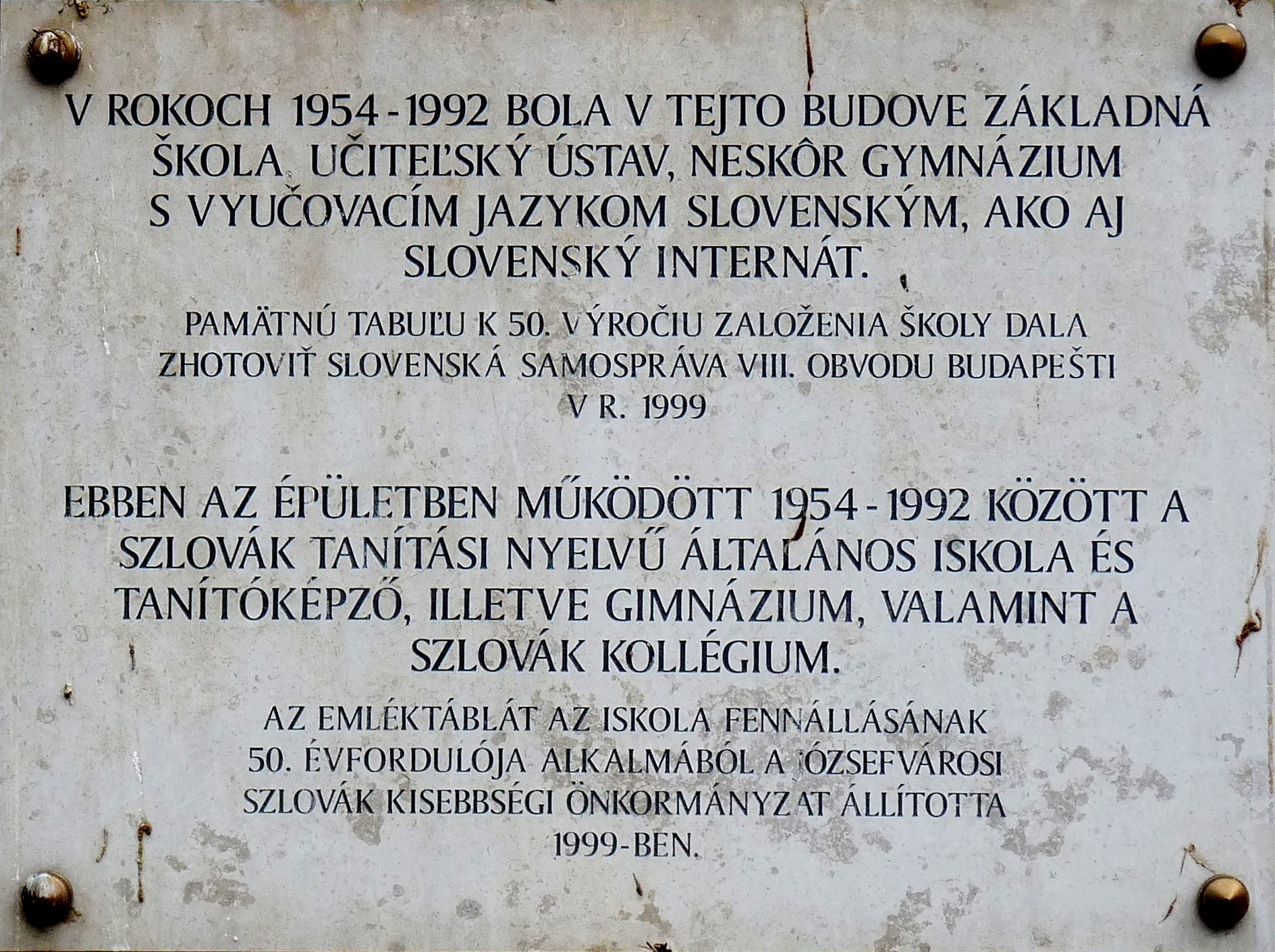
szlovák tannyelvű iskola és kollégium Orczy út 3-5.
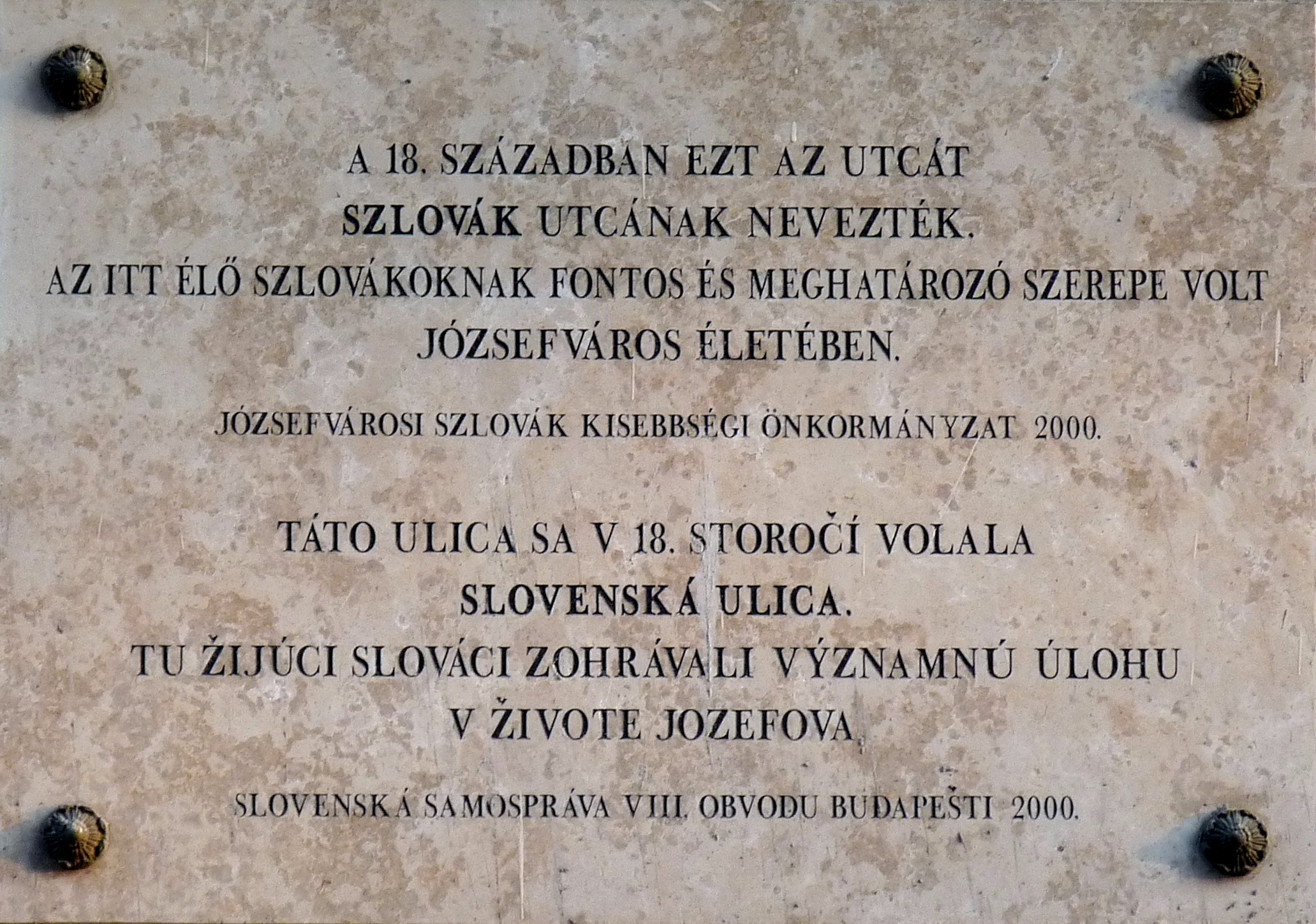
Szlovák utca, Tavaszmező utca 1.
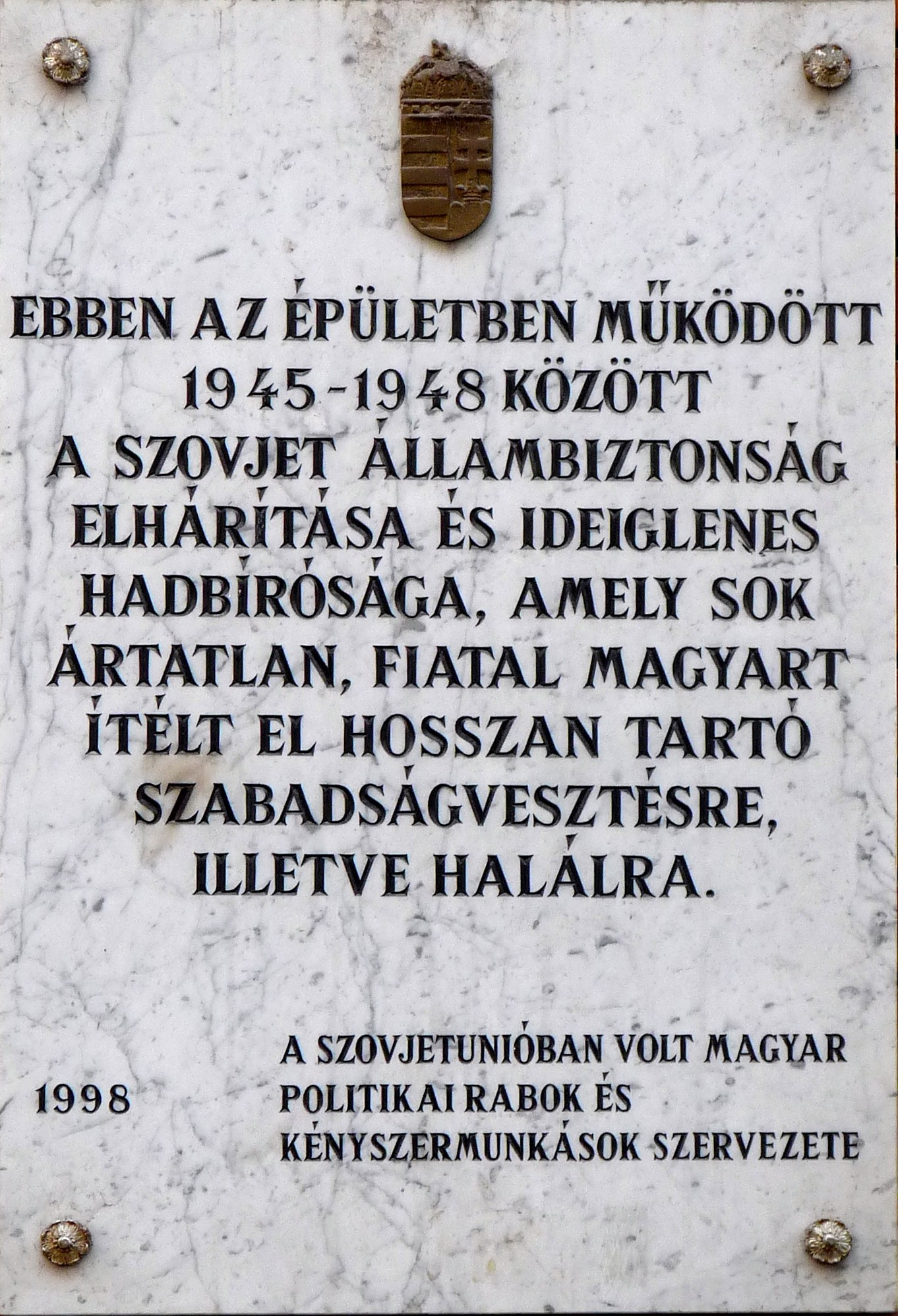
Szovjet állambiztonsági börtön, Tolnai Lajos utca 43.
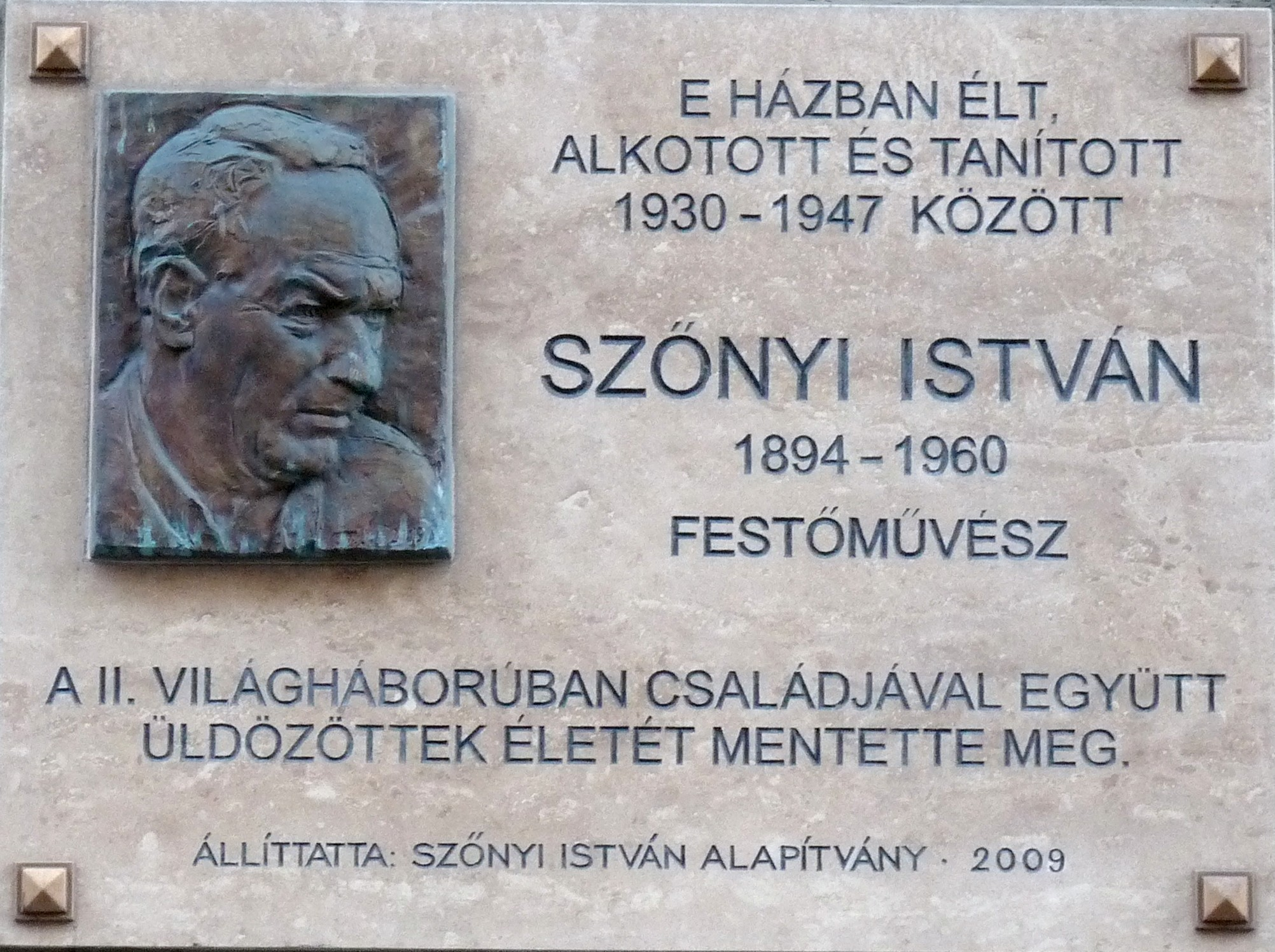
Szőnyi István, Baross utca 21. alkotó: Buda István
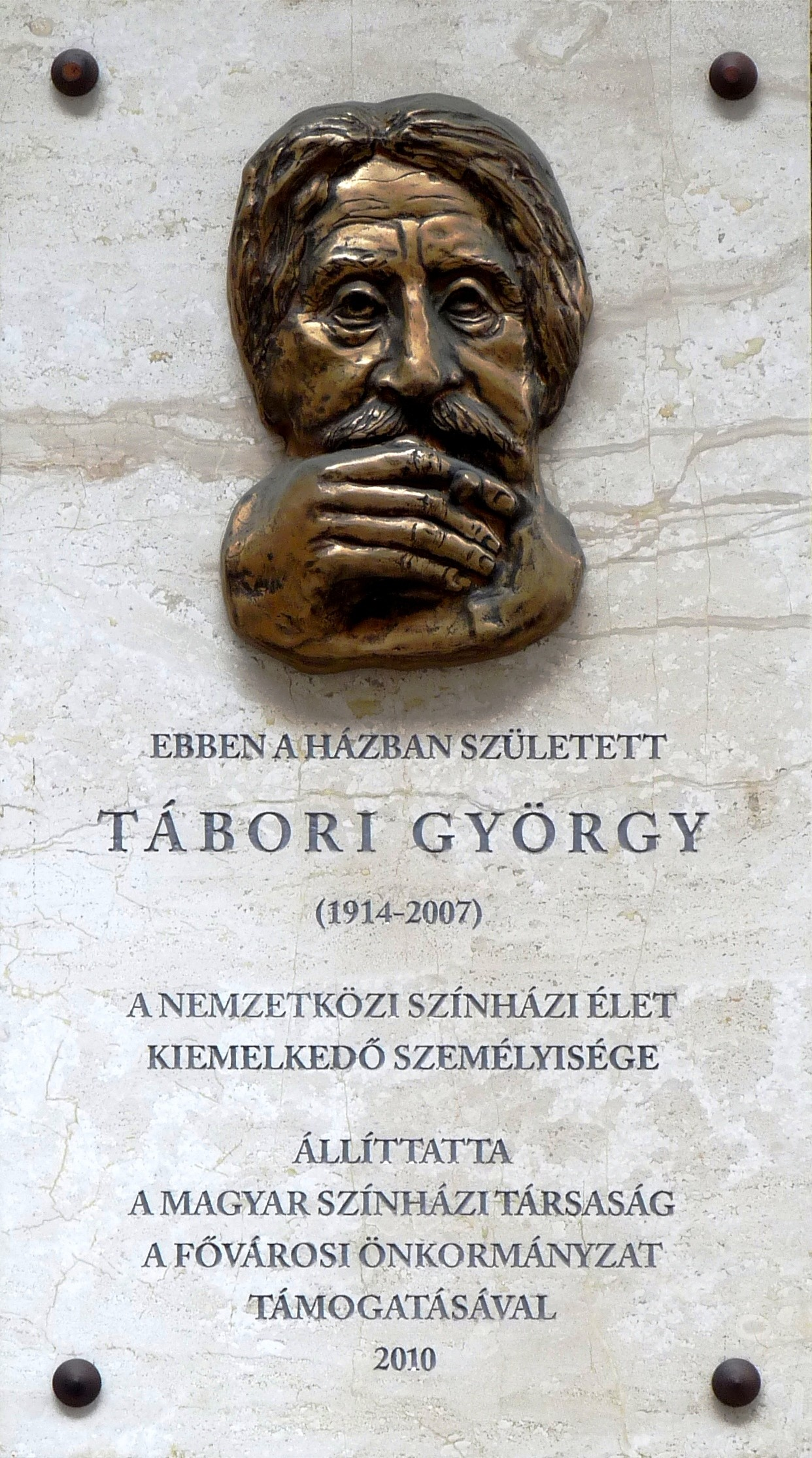
Tábori György, Krúdy Gyula utca 16-18. alkotó: Varga Imre
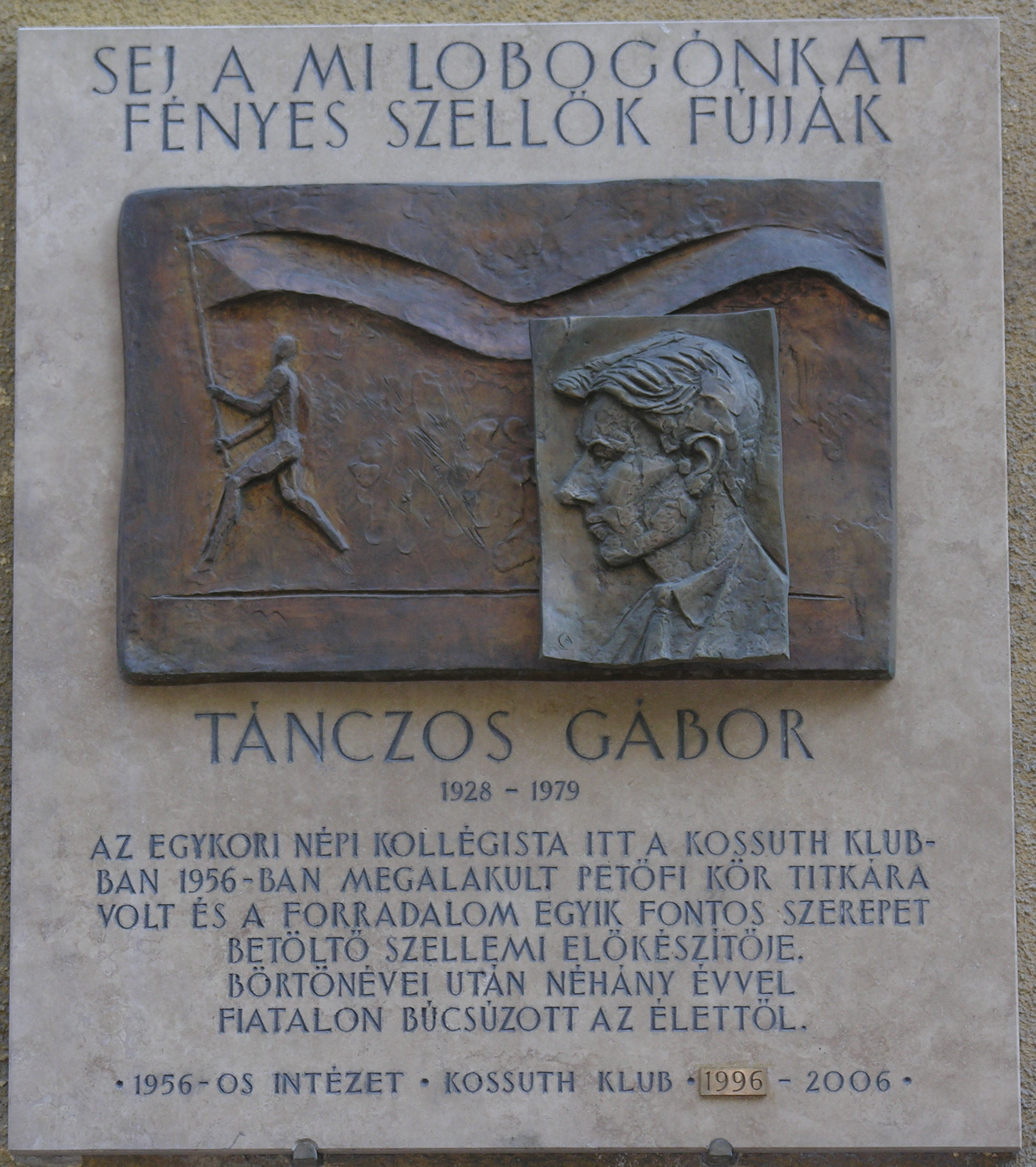
Tánczos Gábor Múzeum utca 7. alkotó: Czinder Antal
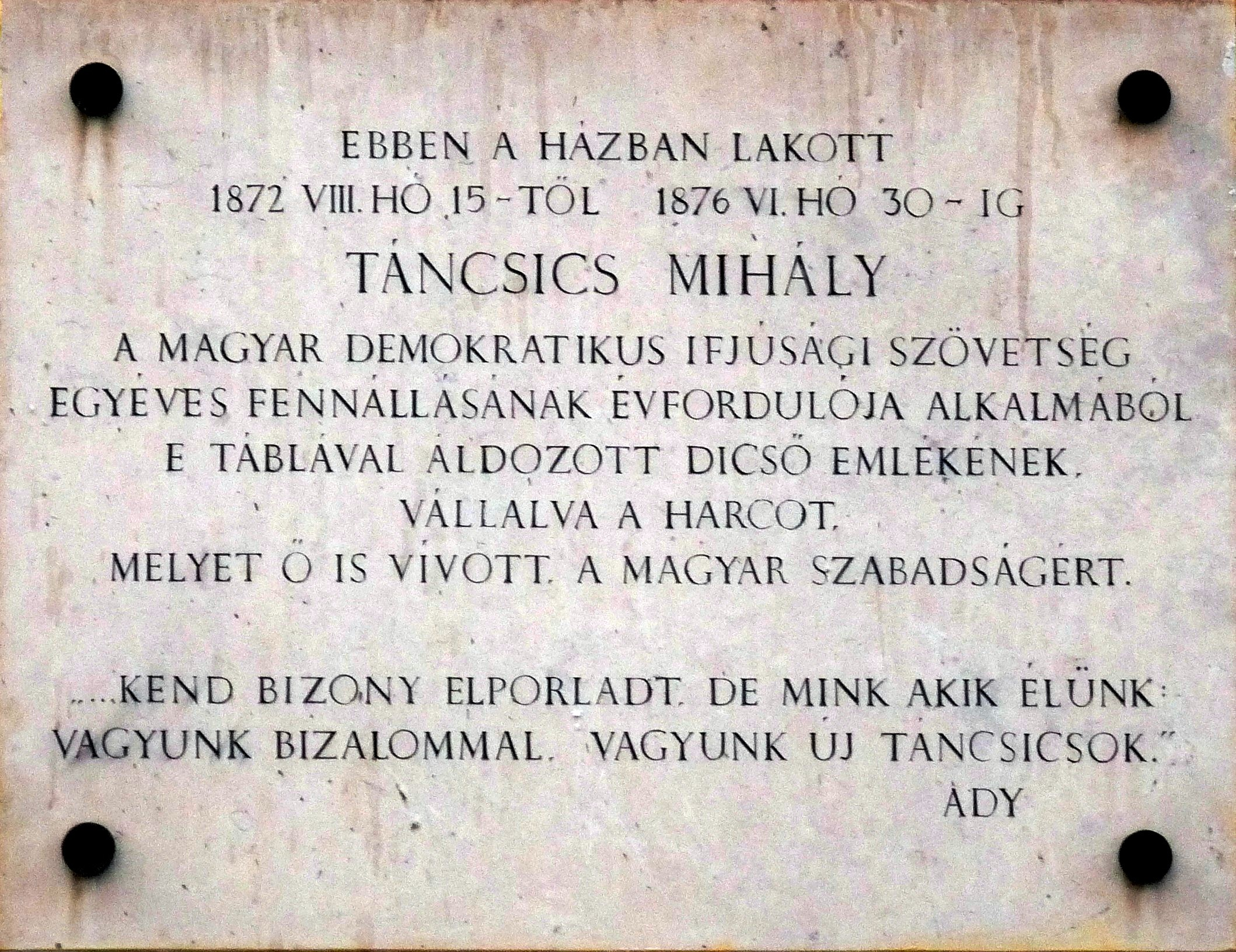
Táncsics Mihály, Tömő utca 6.
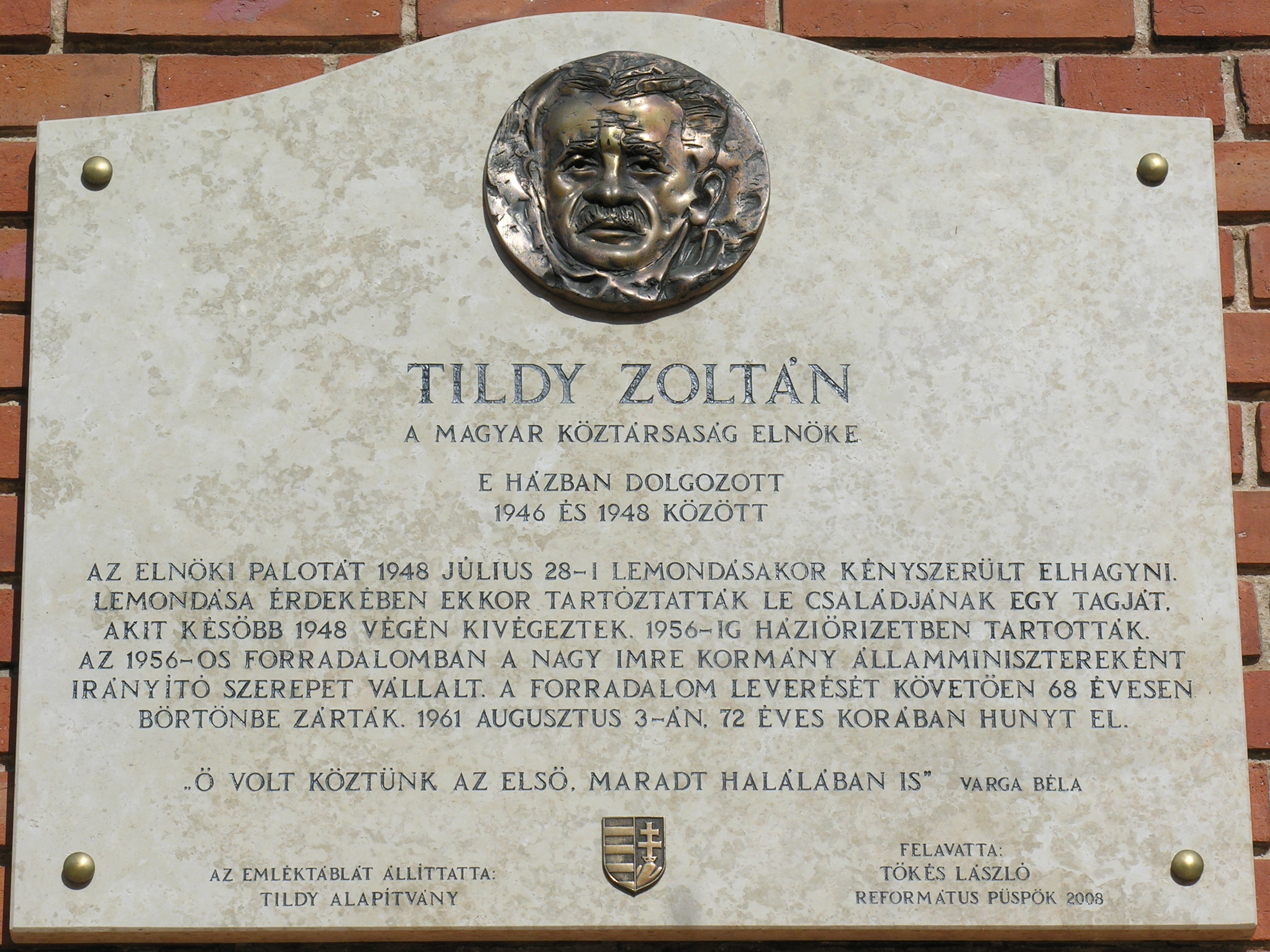
Tildy Zoltán Pollack Mihály tér 3.
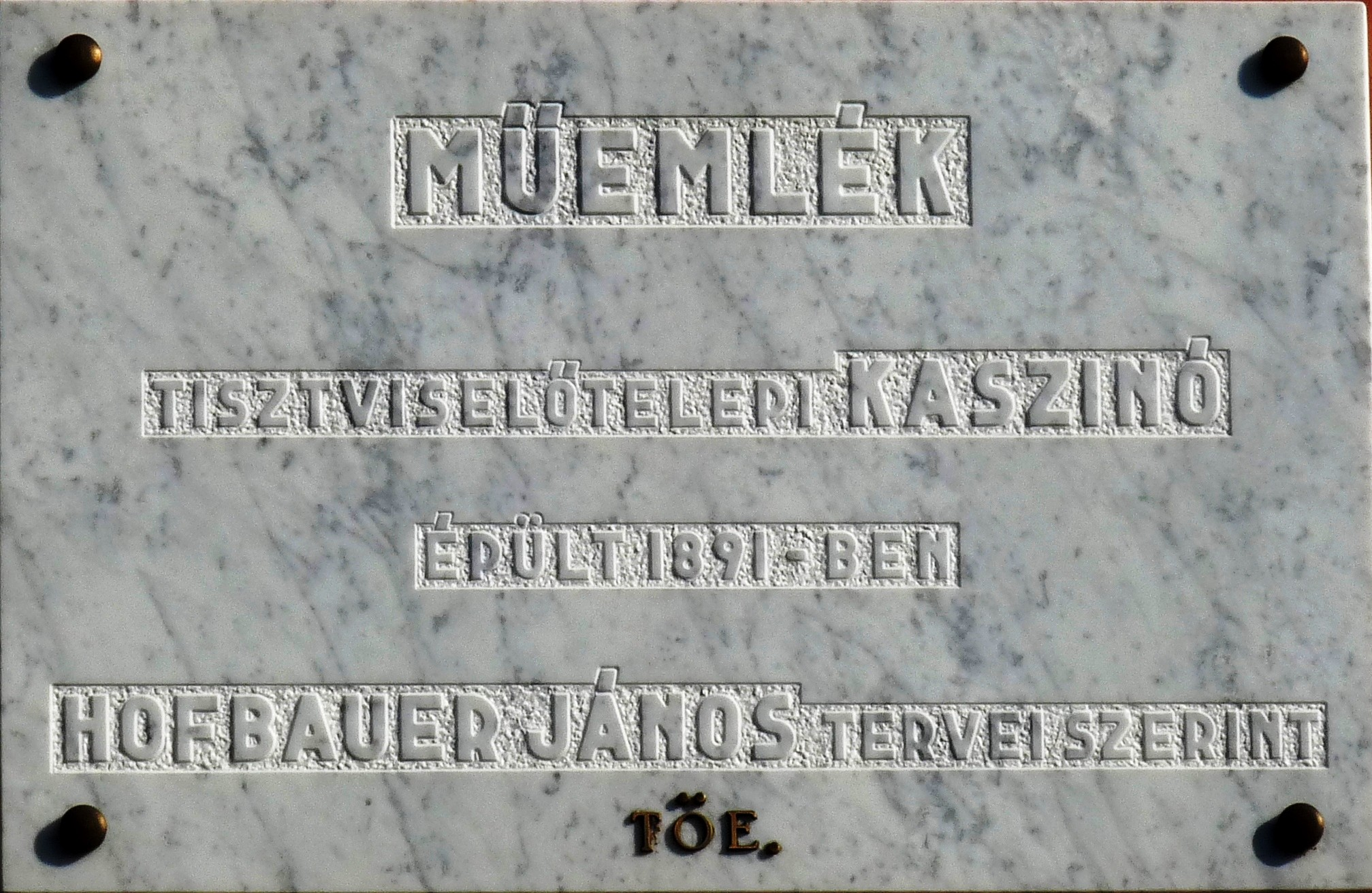
Tisztviselőtelepi Kaszinó, Bláthy Ottó utca 13.
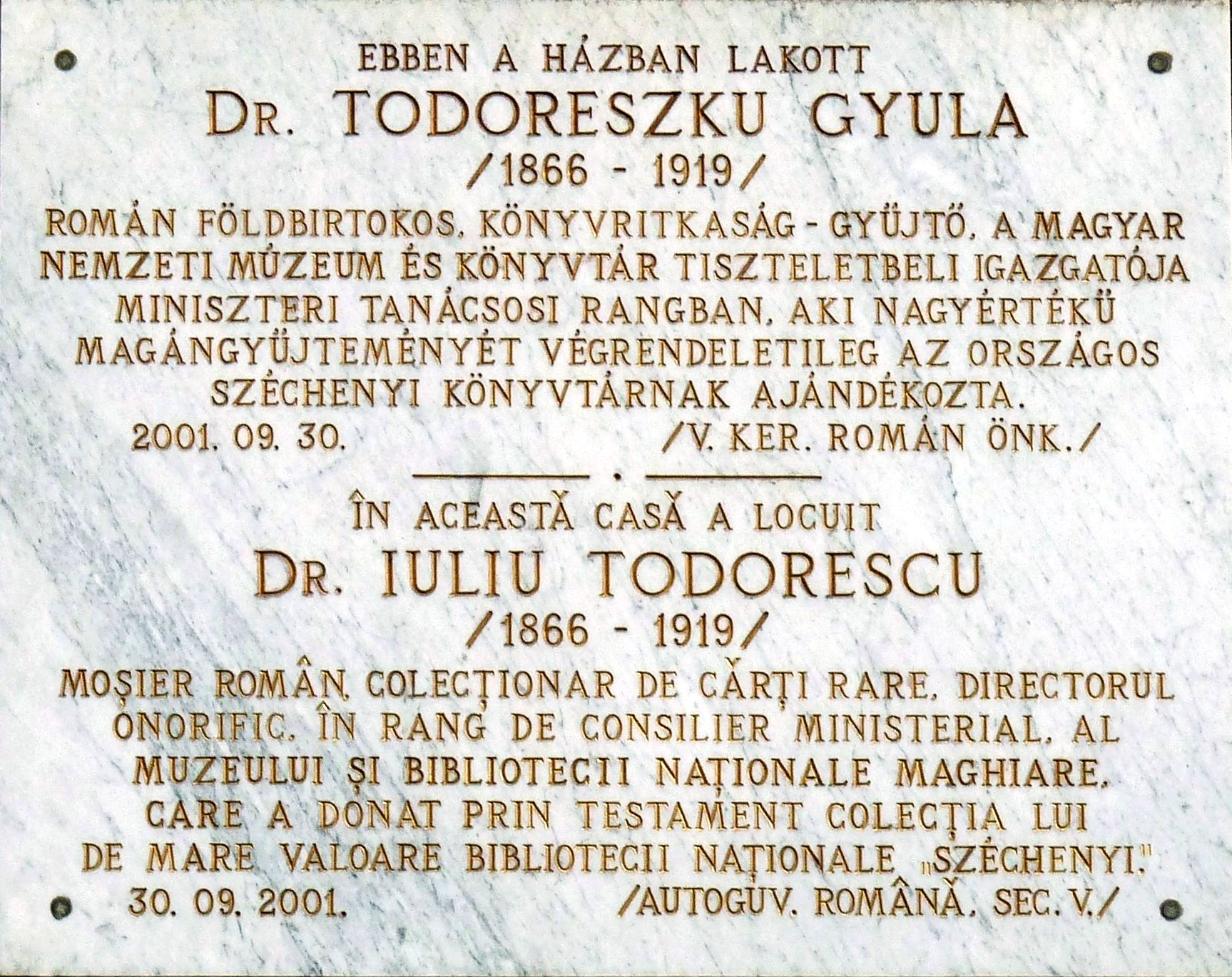
Todoreszku Gyula Népszínház utca 36.
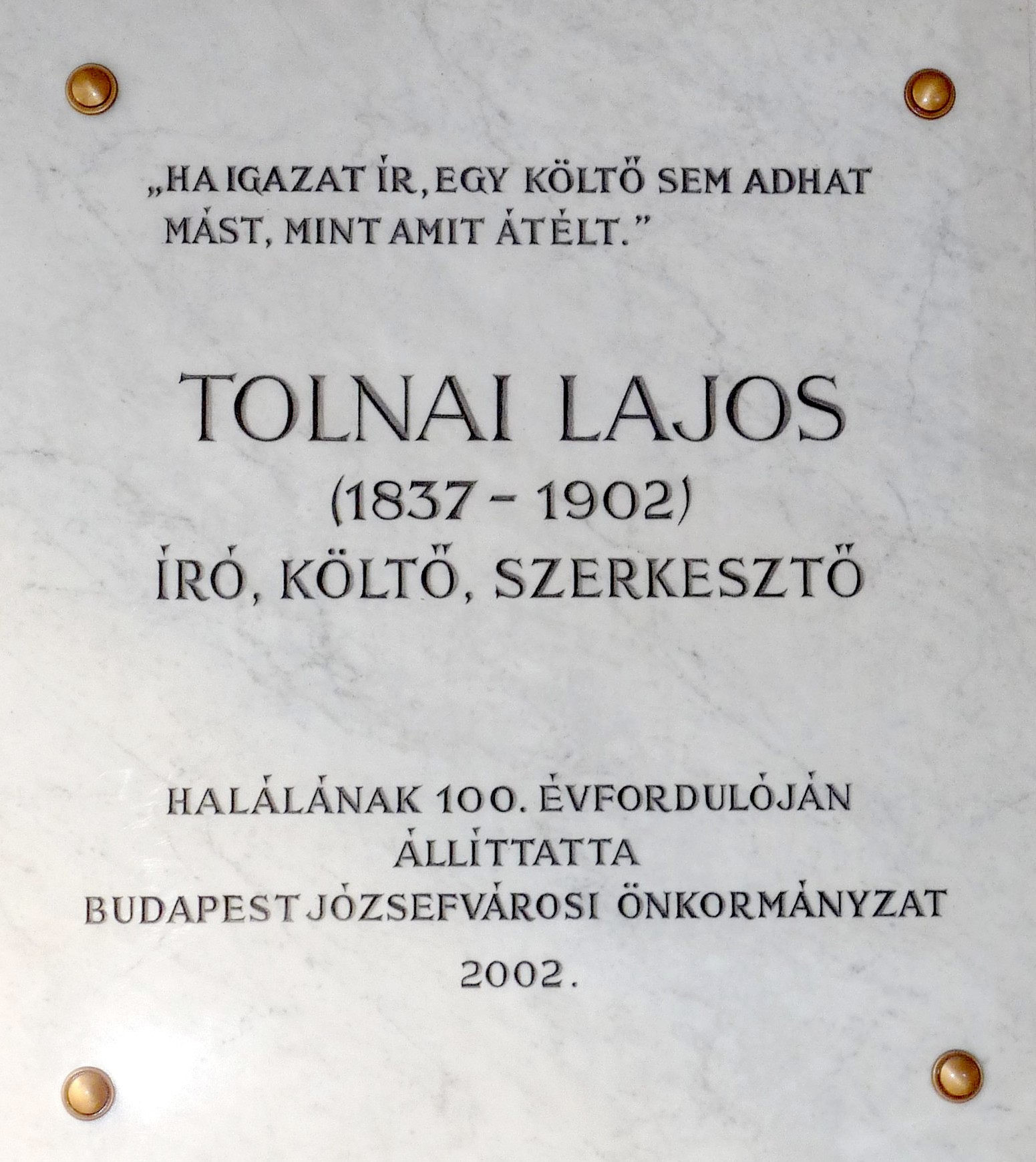
Tolnai Lajos, Tolnai Lajos utca 11-15.
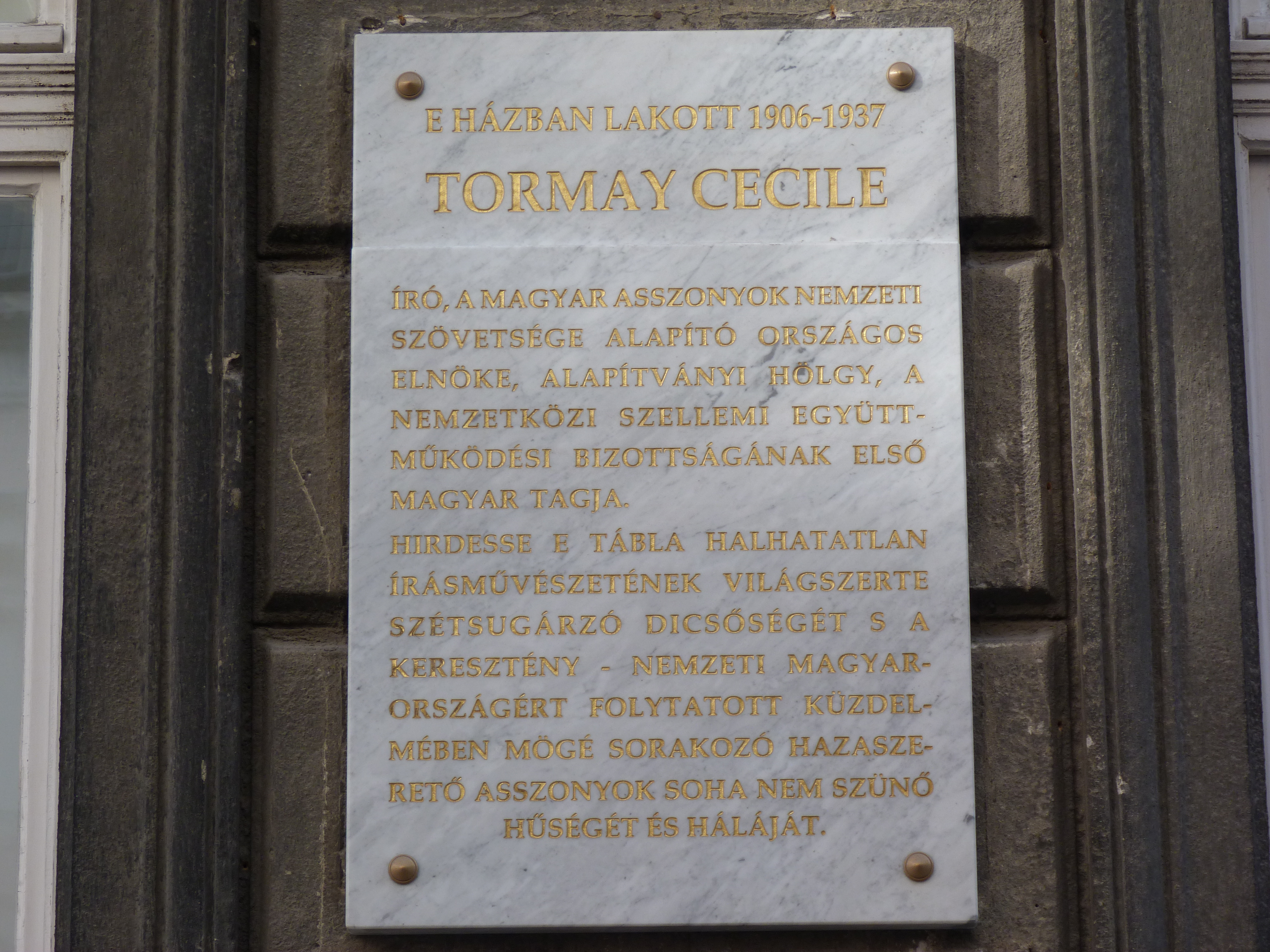
Tormay Cécile, Kőfaragó utca 3.
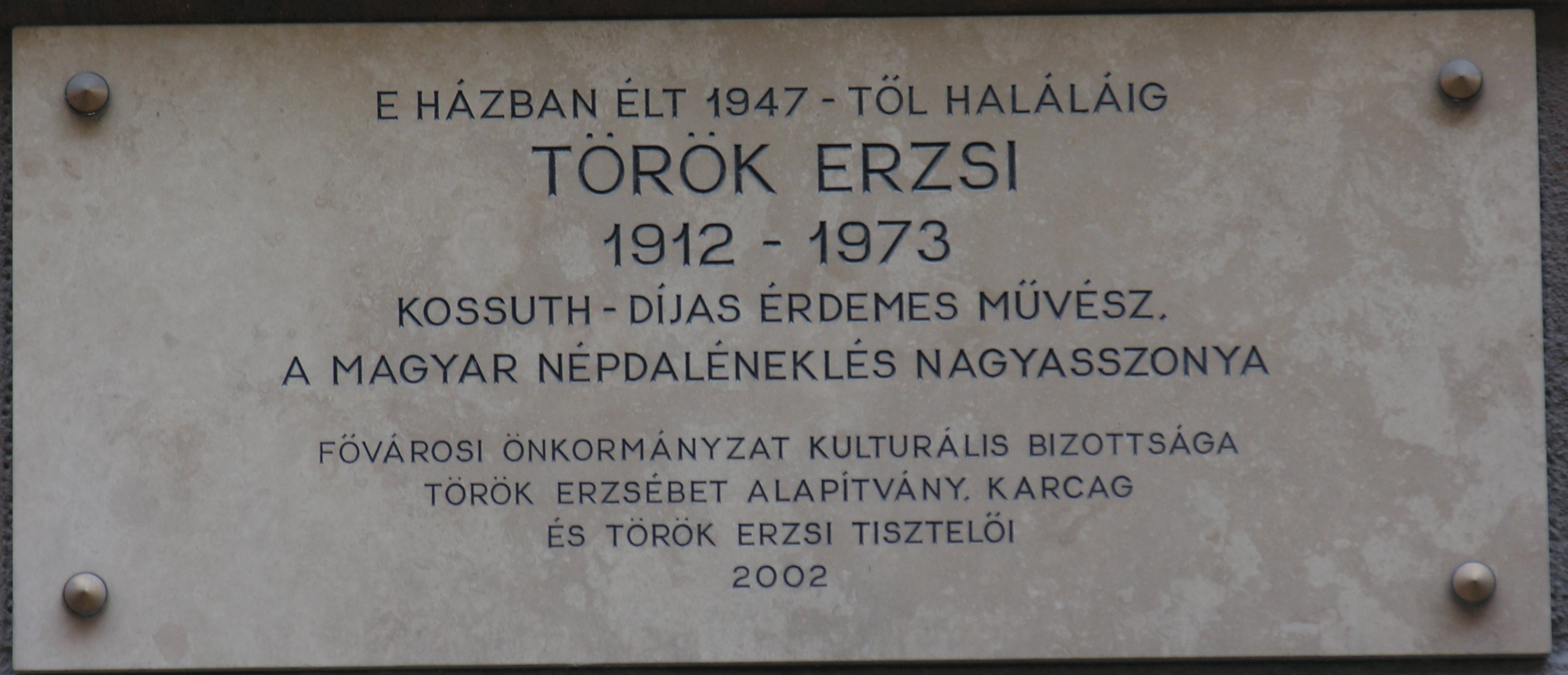
Török Erzsi Puskin utca 24.
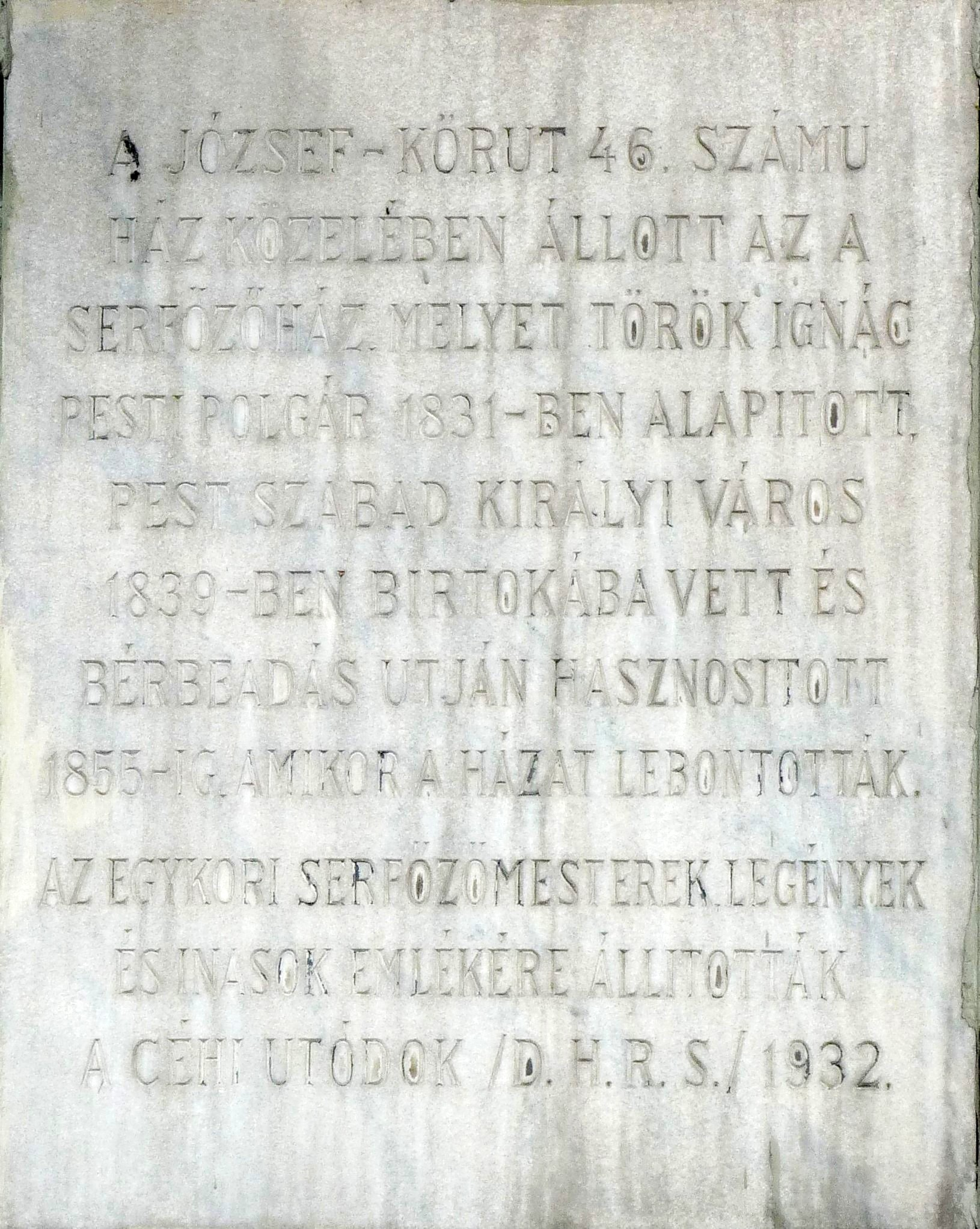
Török Ignác serfőzőháza, József körút 46.
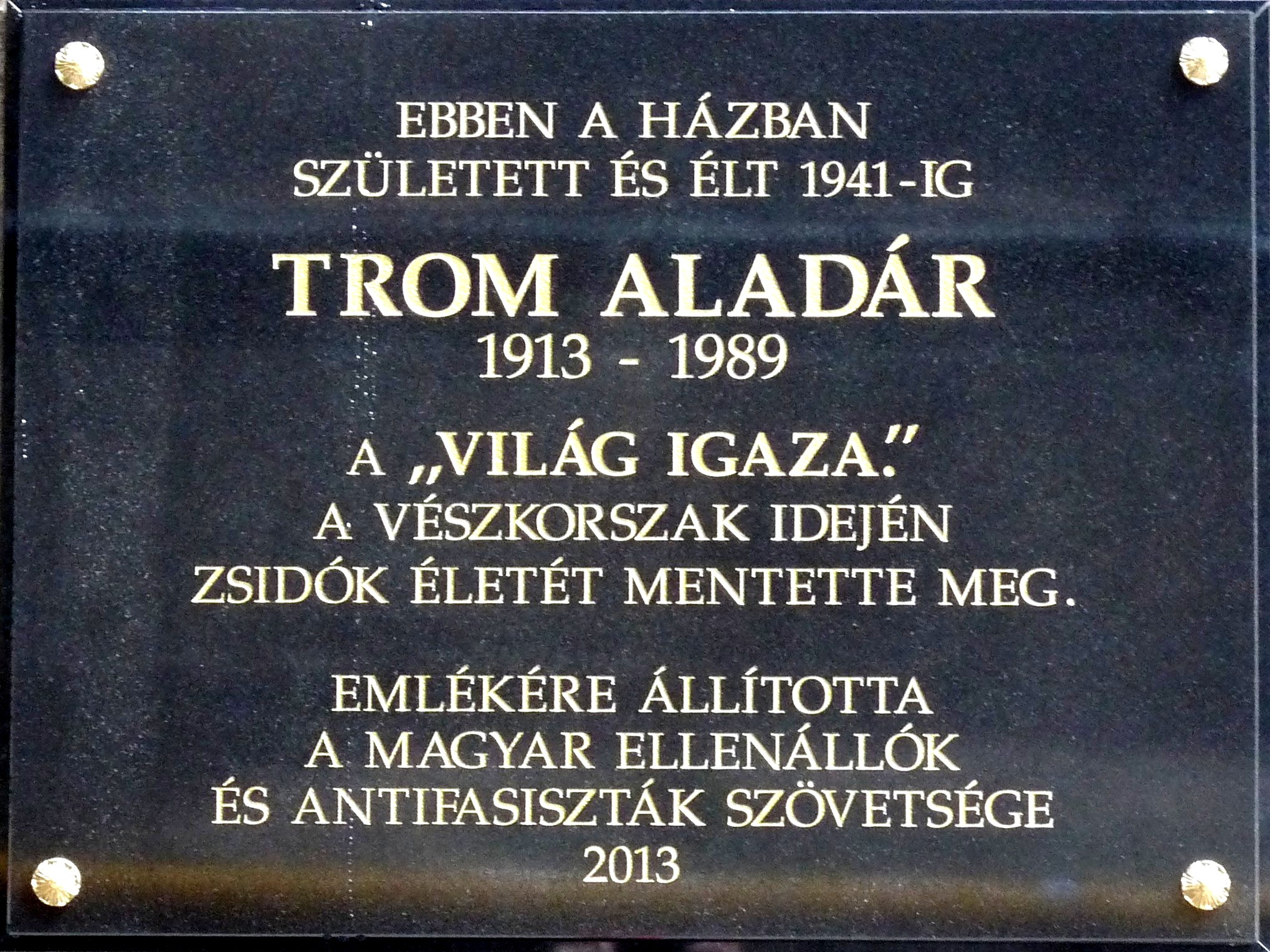
Trom Aladár, Magdolna utca 6.
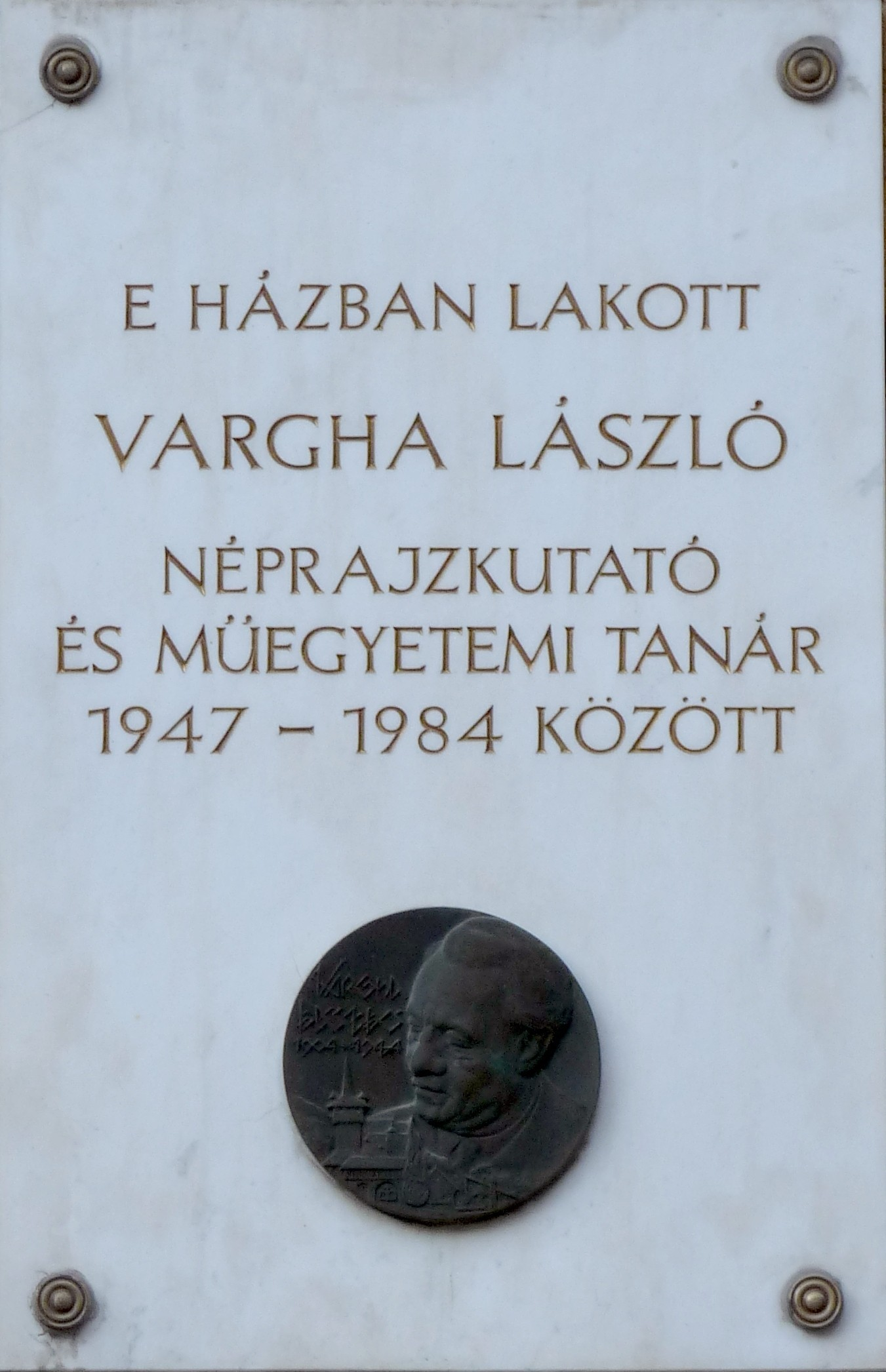
Vargha László, Mikszáth Kálmán tér 3.
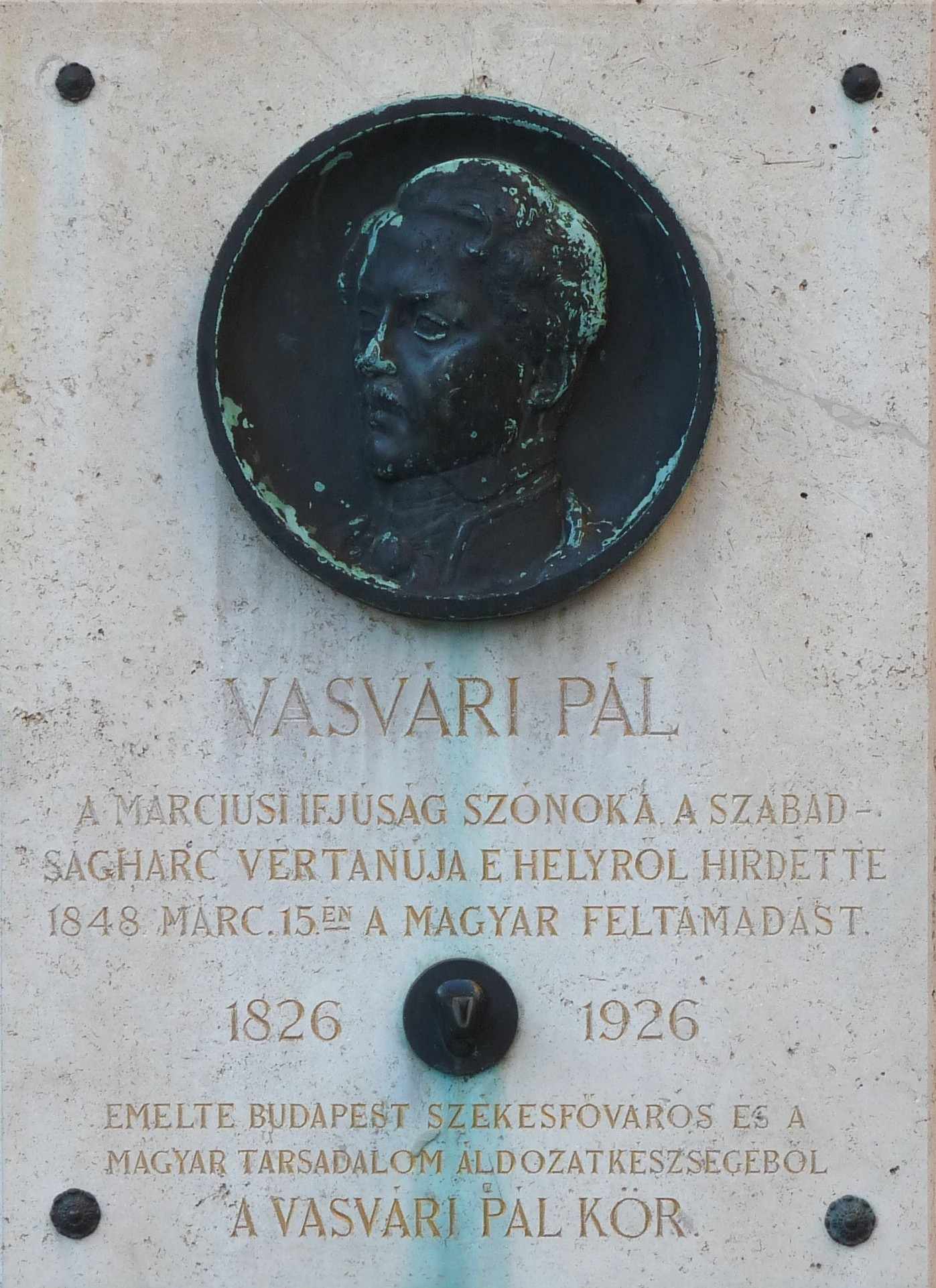
Vasvári Pál, Múzeum körút 14-16. alkotó: Ligeti Miklós
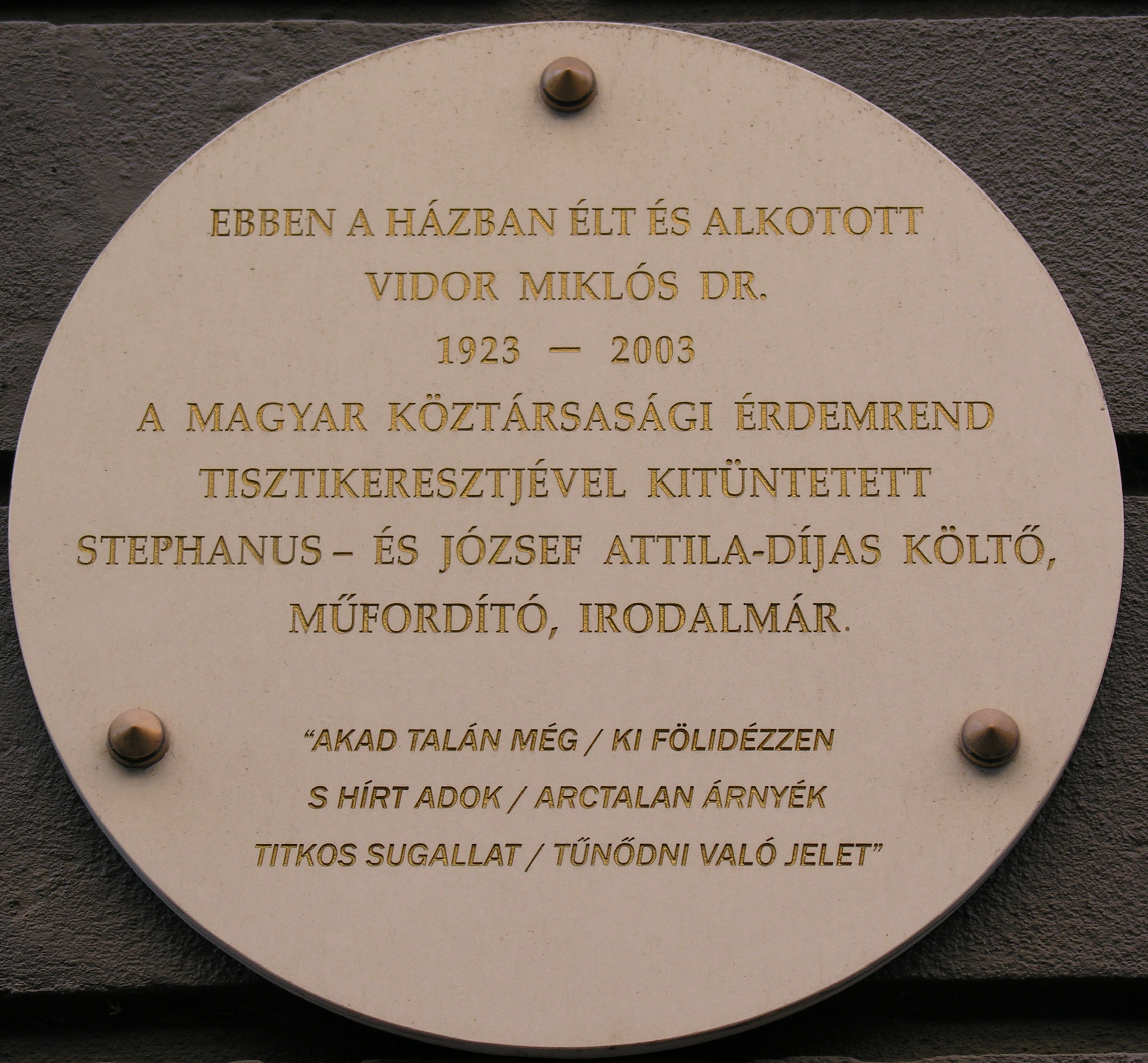
Vidor Miklós Puskin utca 17.
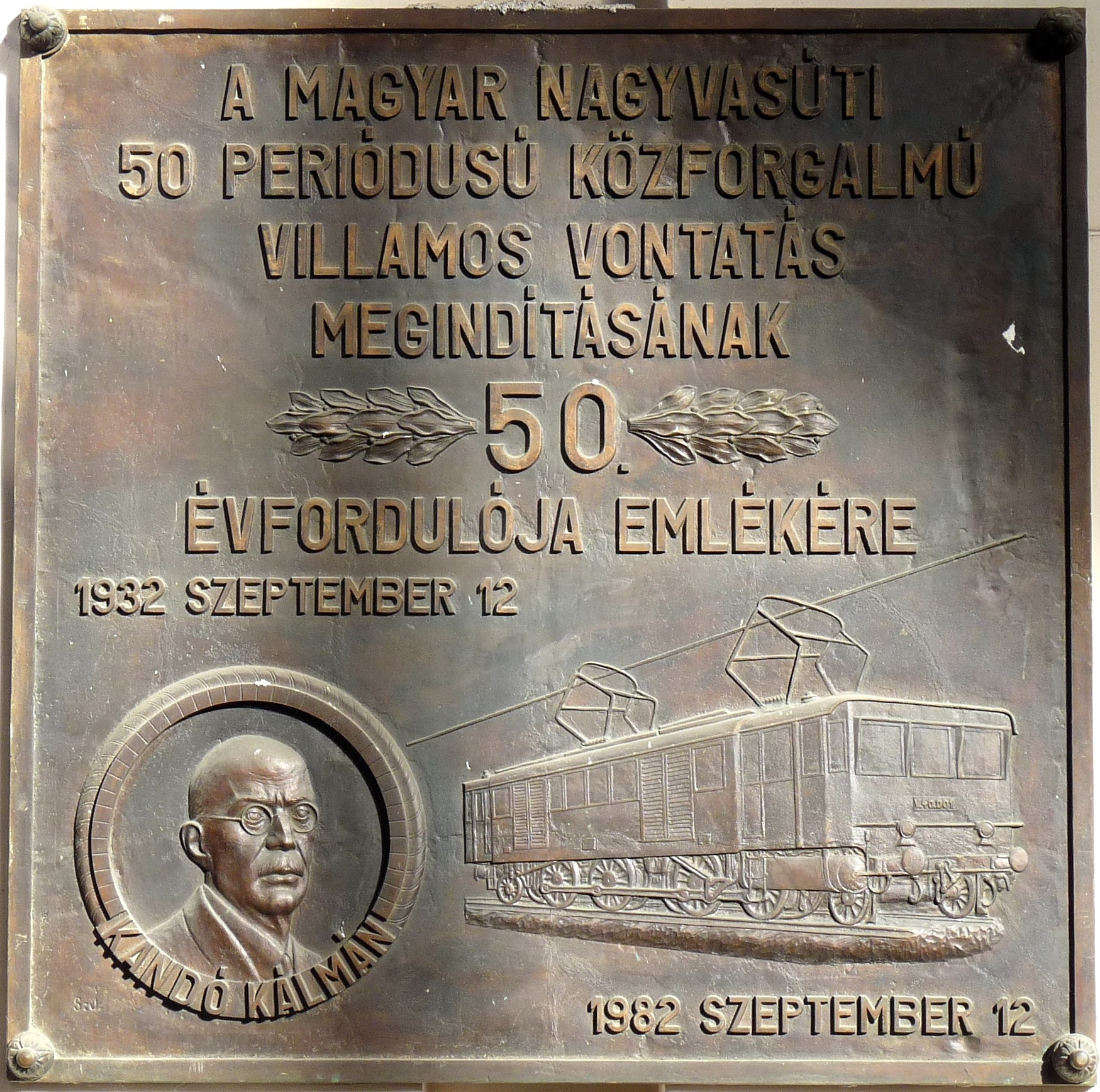
A villamos vontatás 50. évf., Kerepesi út 2.
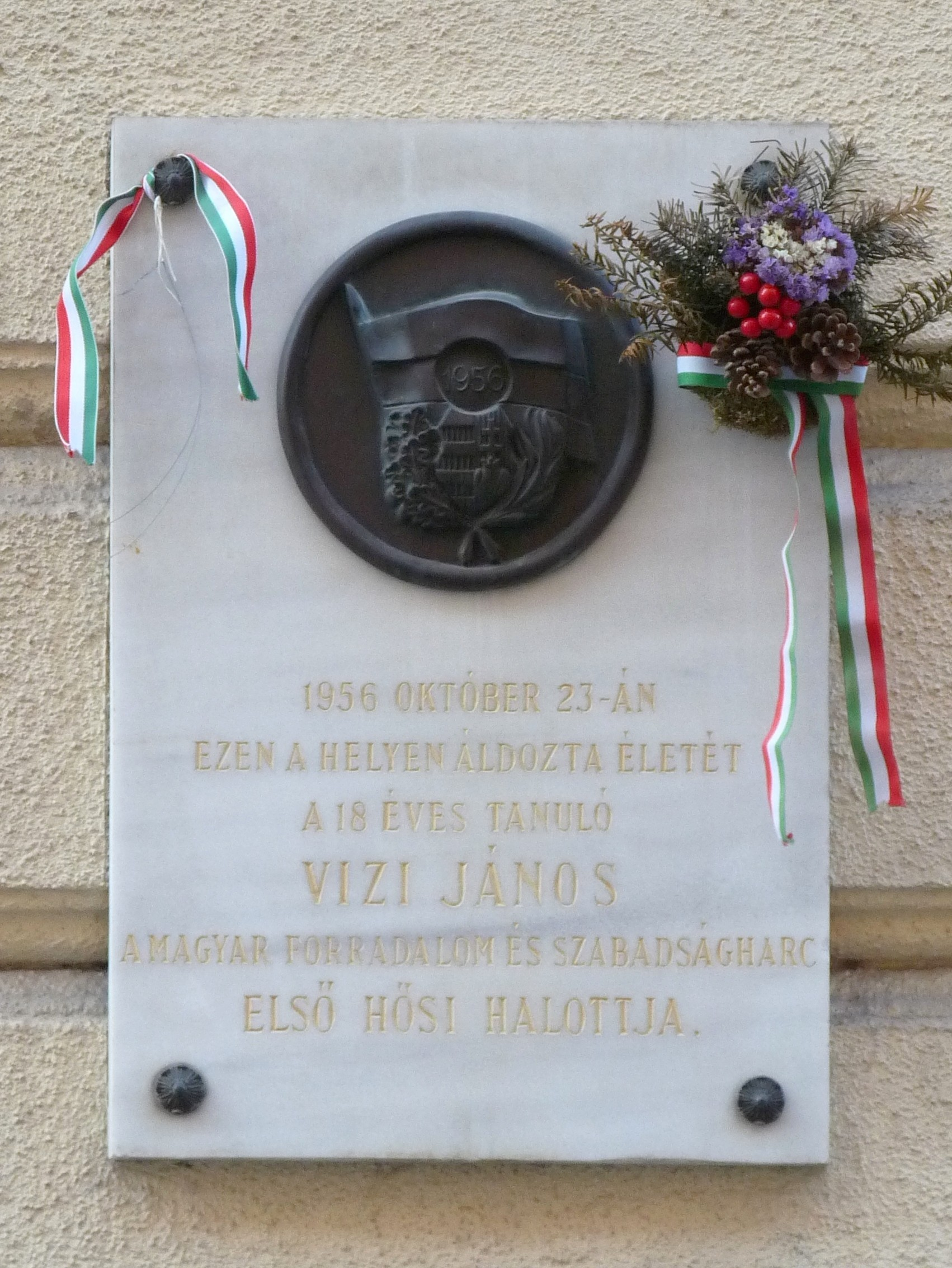
Vizi János, Bródy Sándor utca 22. alkotó: Gulácsy-Horváth Zsolt
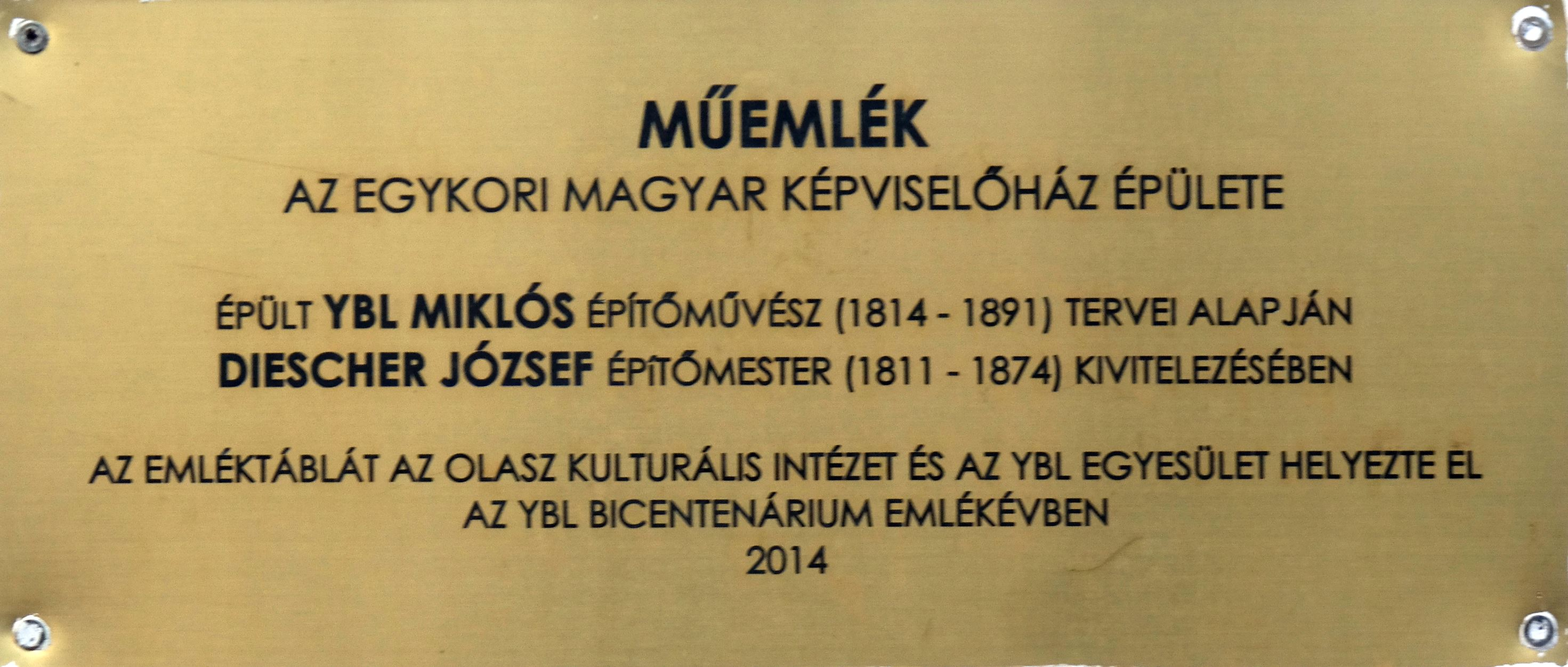
Ybl Miklós, Bródy Sándor utca 8.
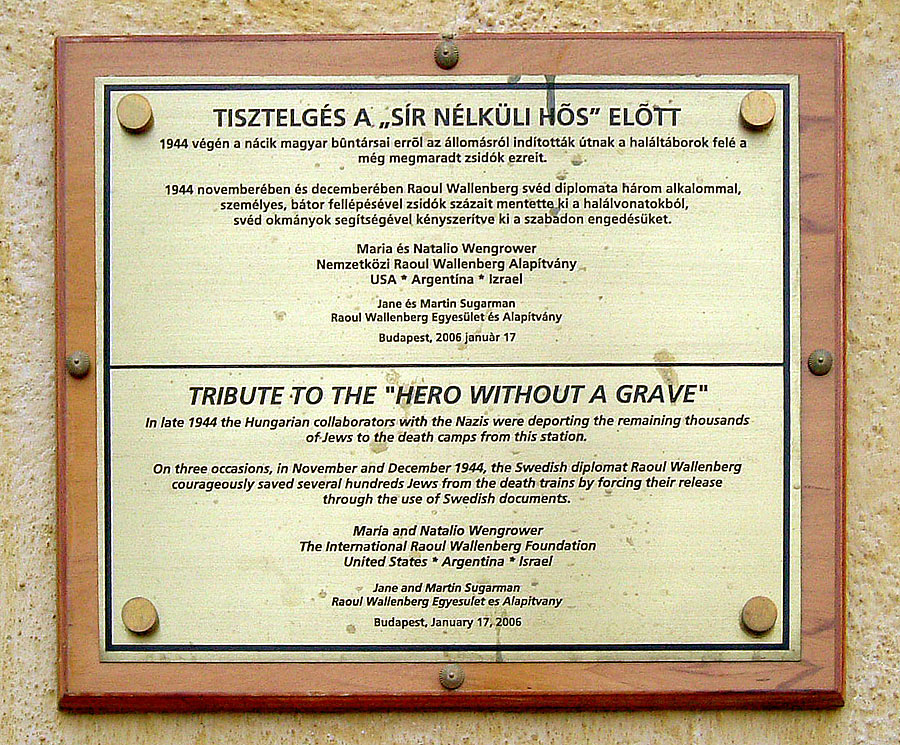
Raoul Wallenberg, Józsefvárosi pályaudvar
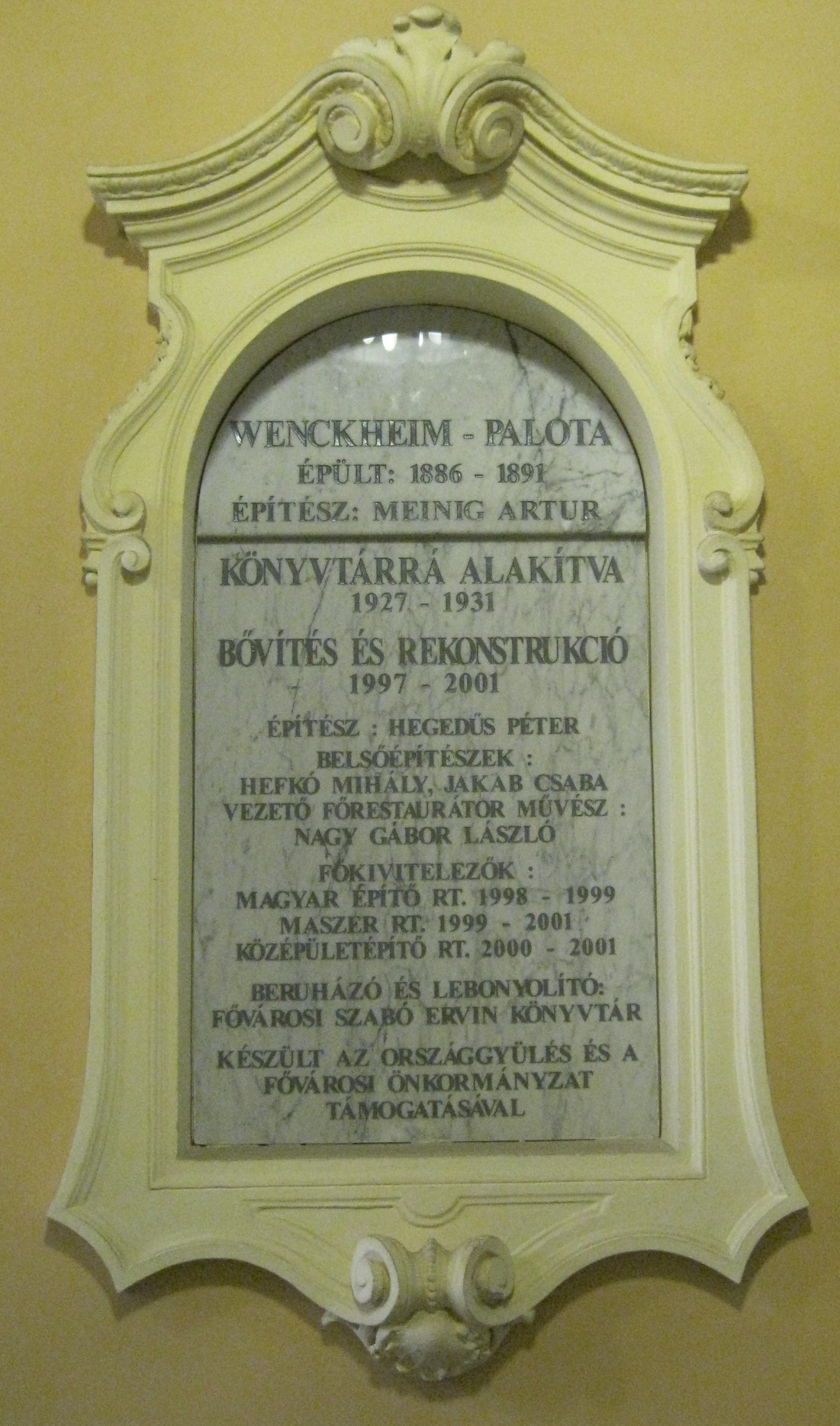
Wenckheim-palota,
Szabó Ervin tér 1.

### Botlatókövek

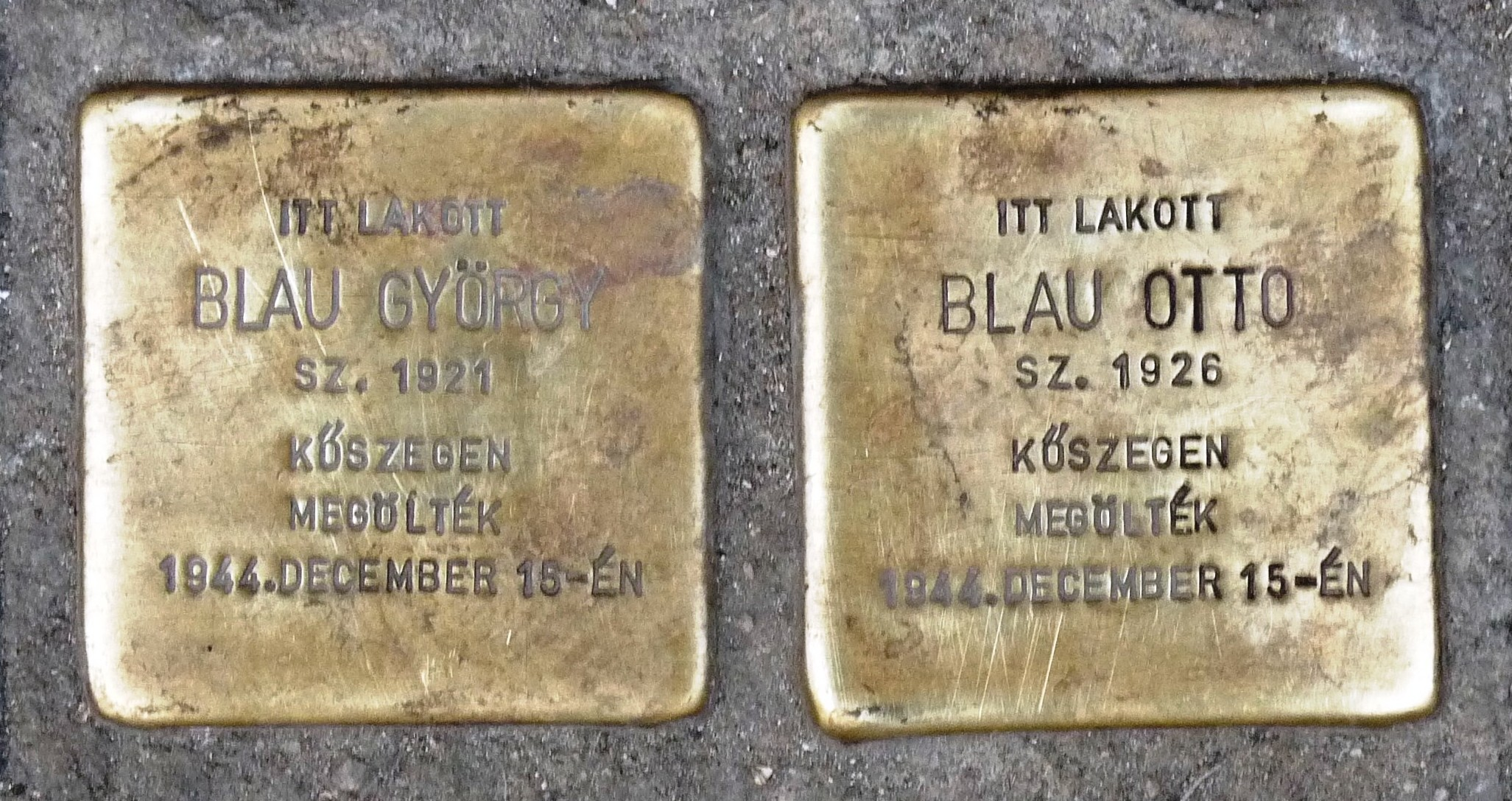
Blau György és Blau Ottó, Lujza utca 2/b.
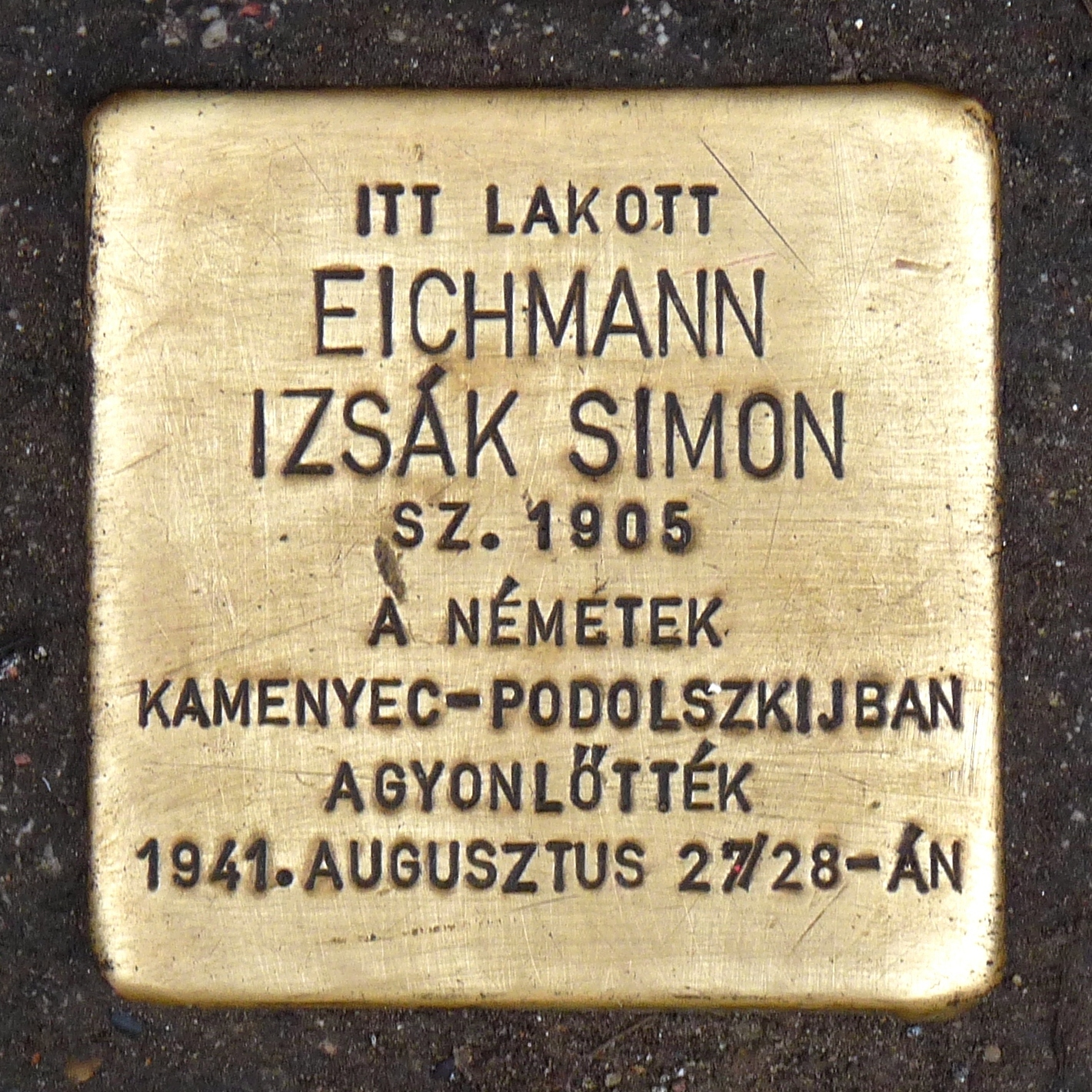
Eichmann Izsák Simon, Lujza utca 38.
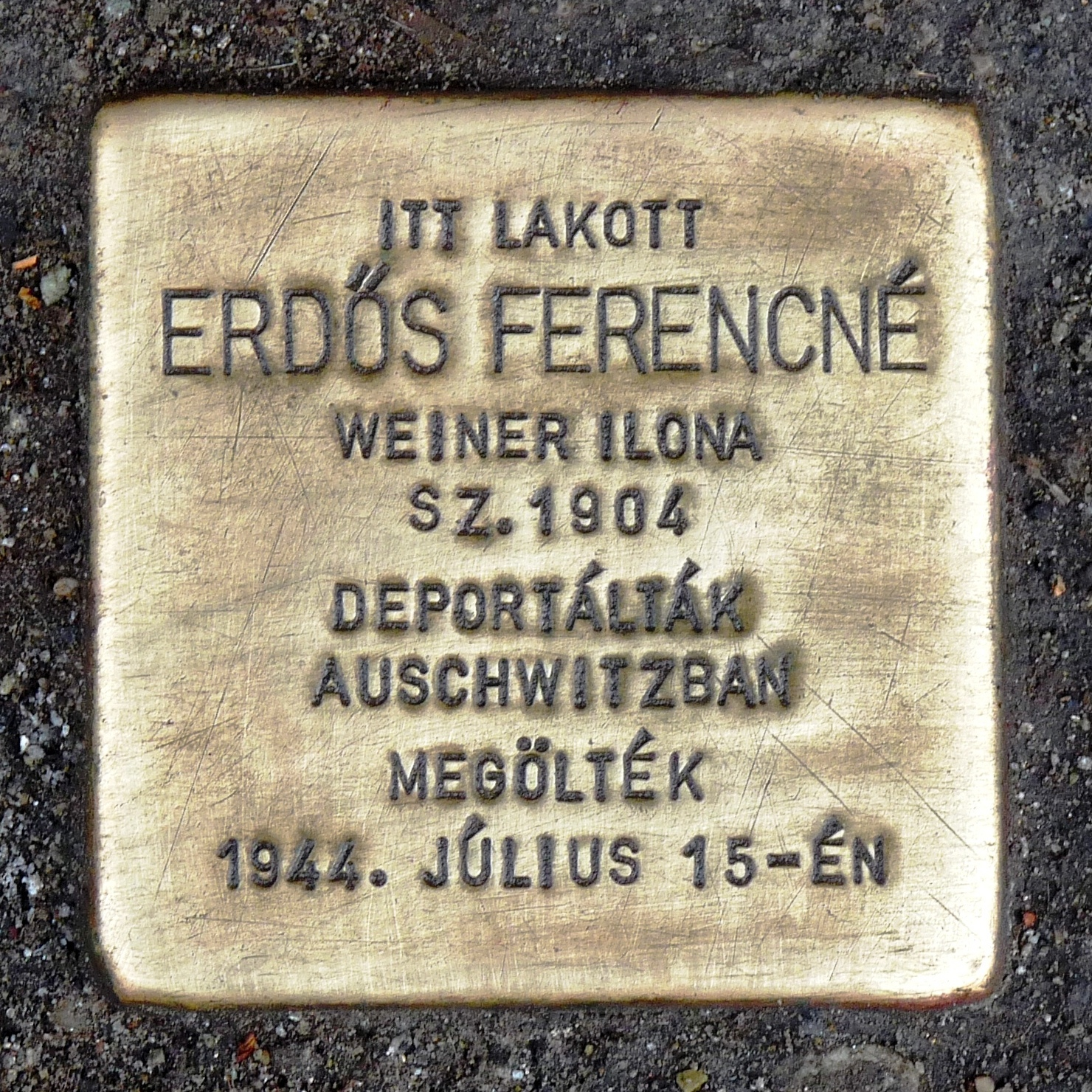
Erdős Ferencné, Kenyérmező utca 8.
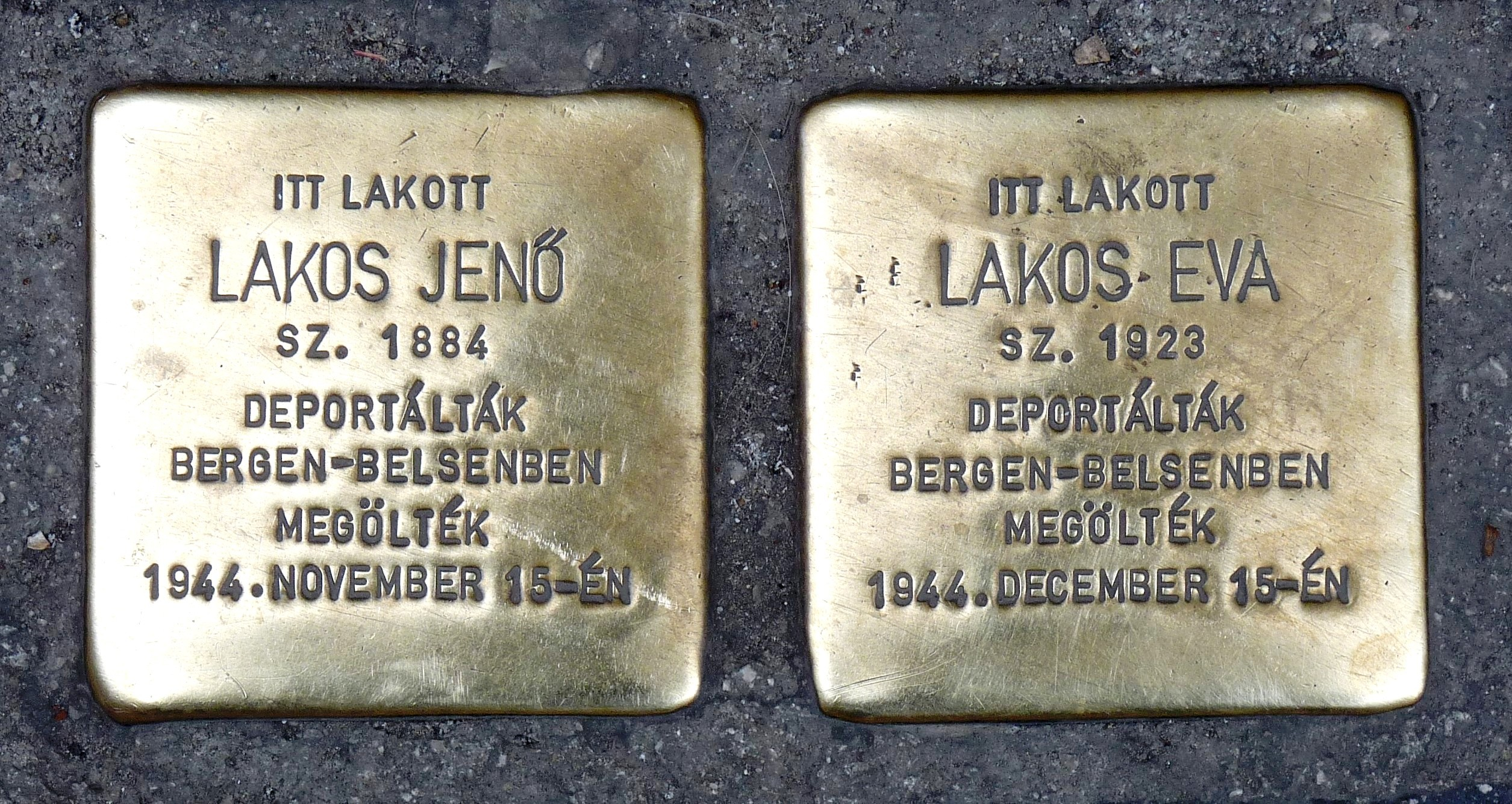
Lakos Jenő és Lakos Éva, Kis Stáció utca 1.
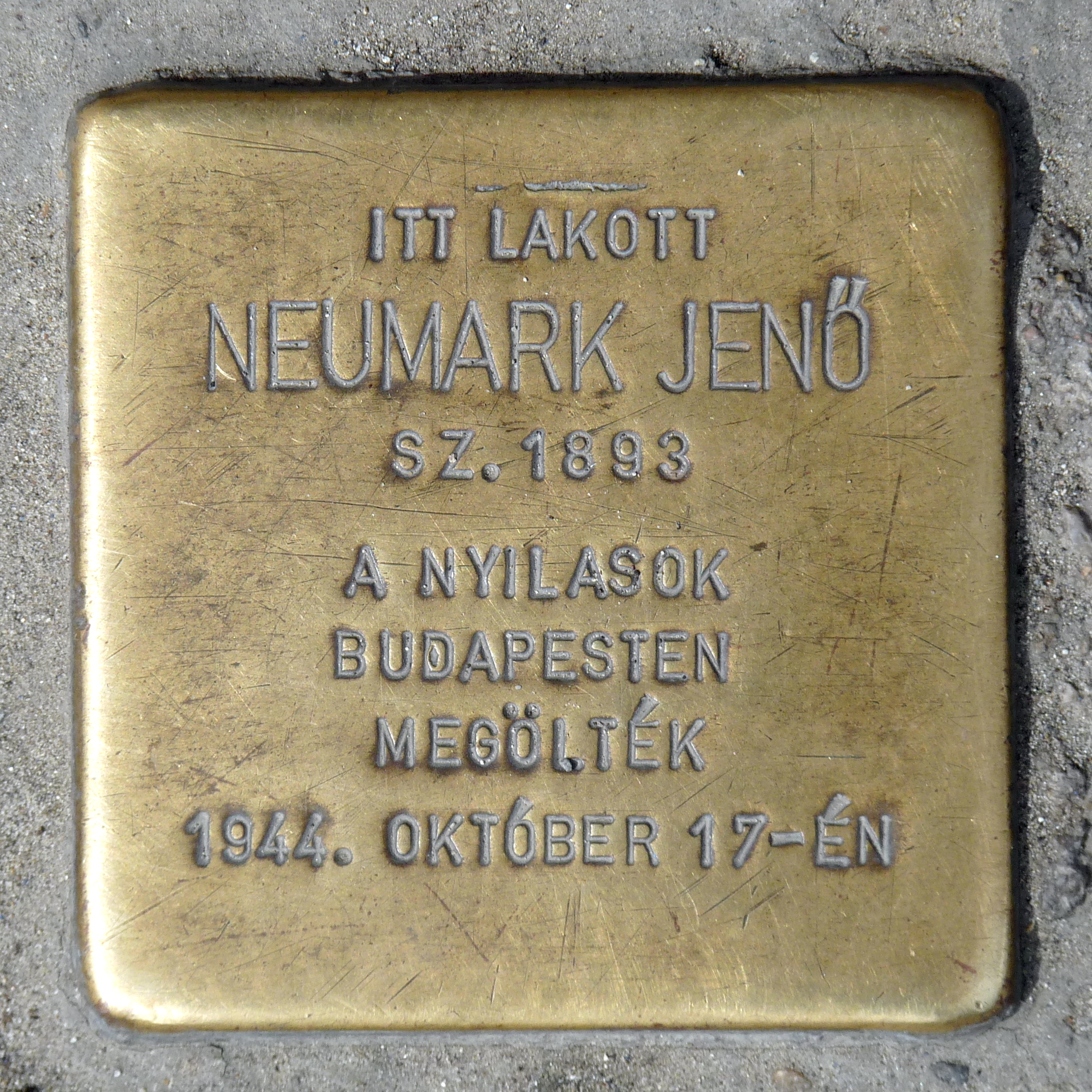
Neumark Jenő, Karácsony Sándor utca 21.
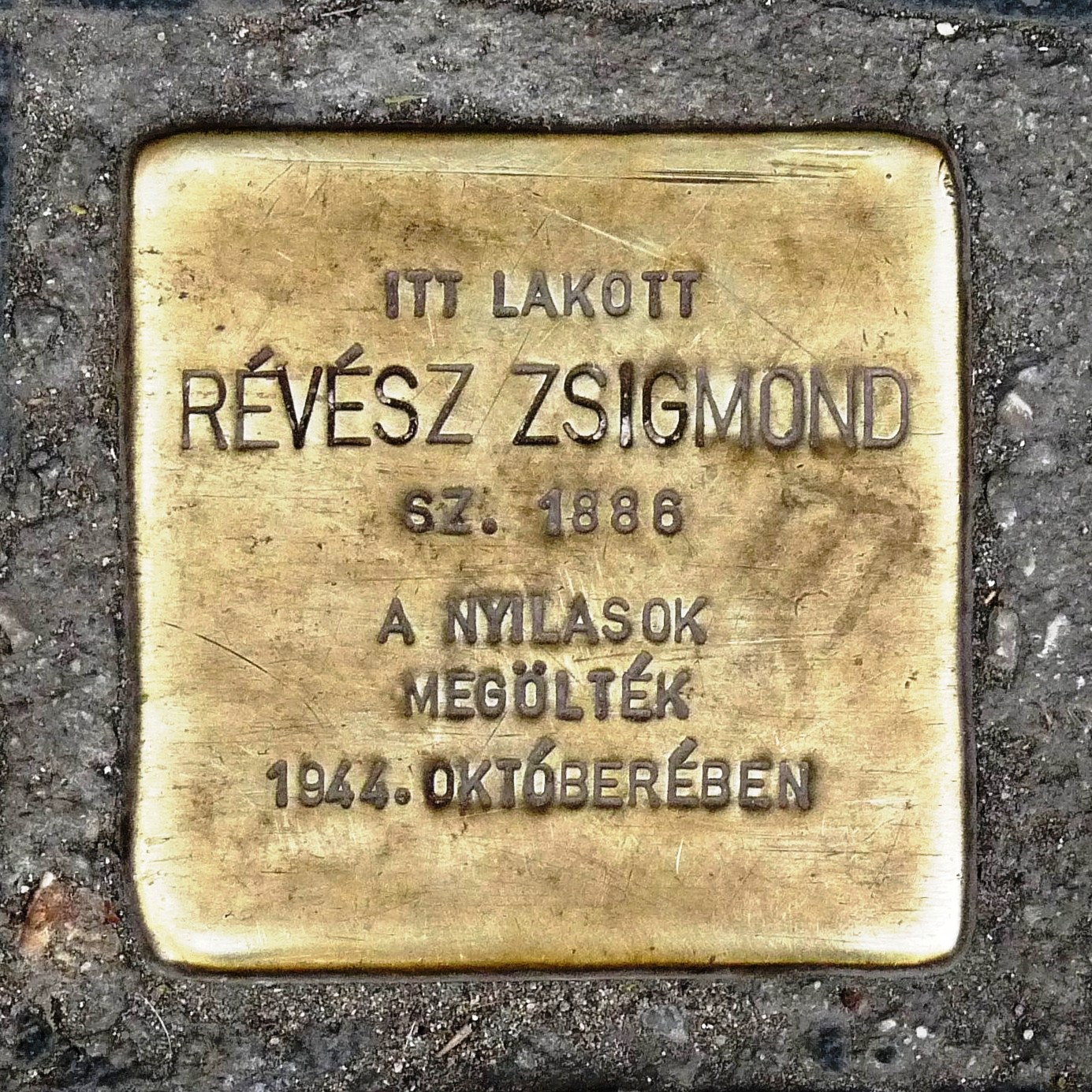
Révész Zsigmond, Nagy Fuvaros utca 18.
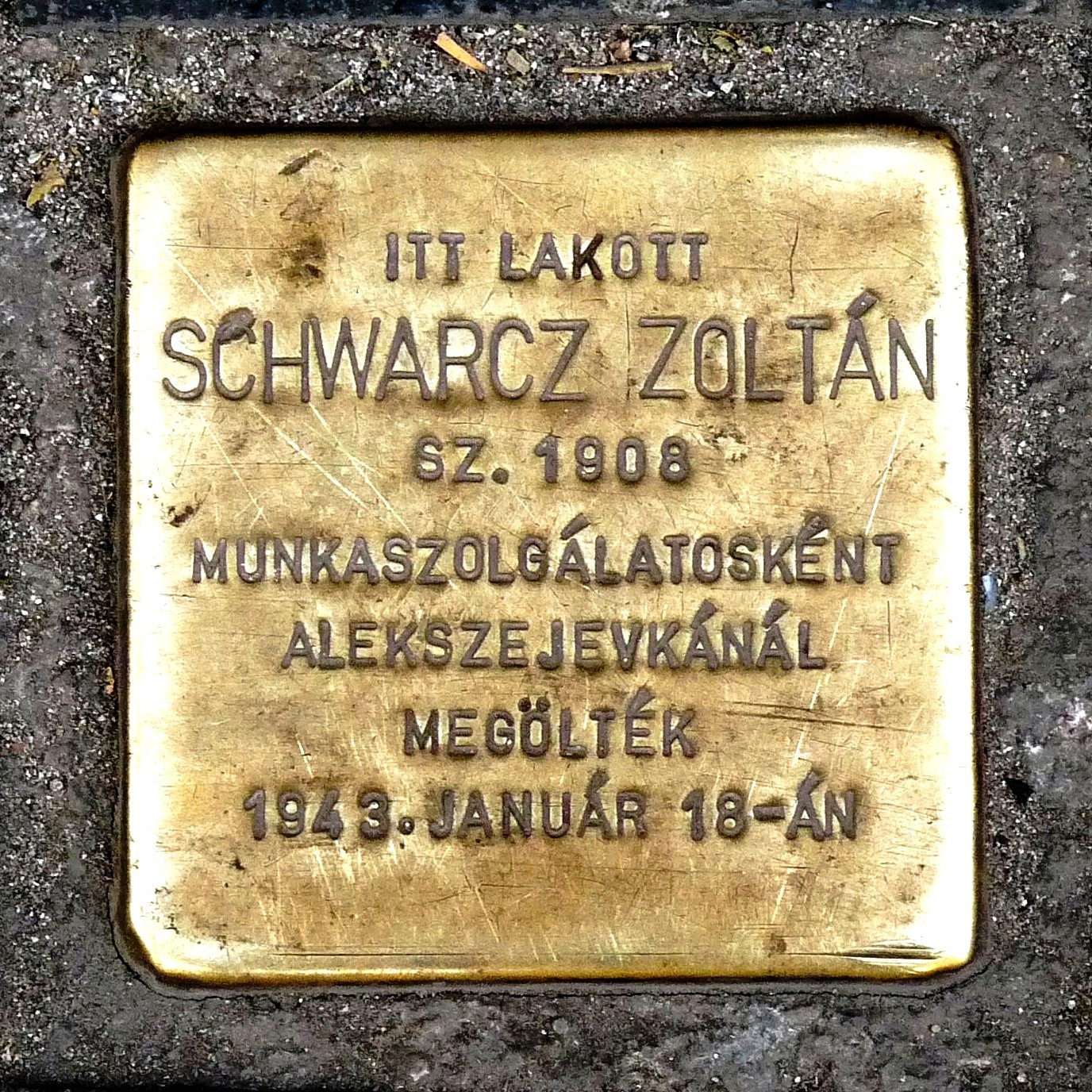
Schwarcz Zoltán, Nagy Fuvaros utca 18.
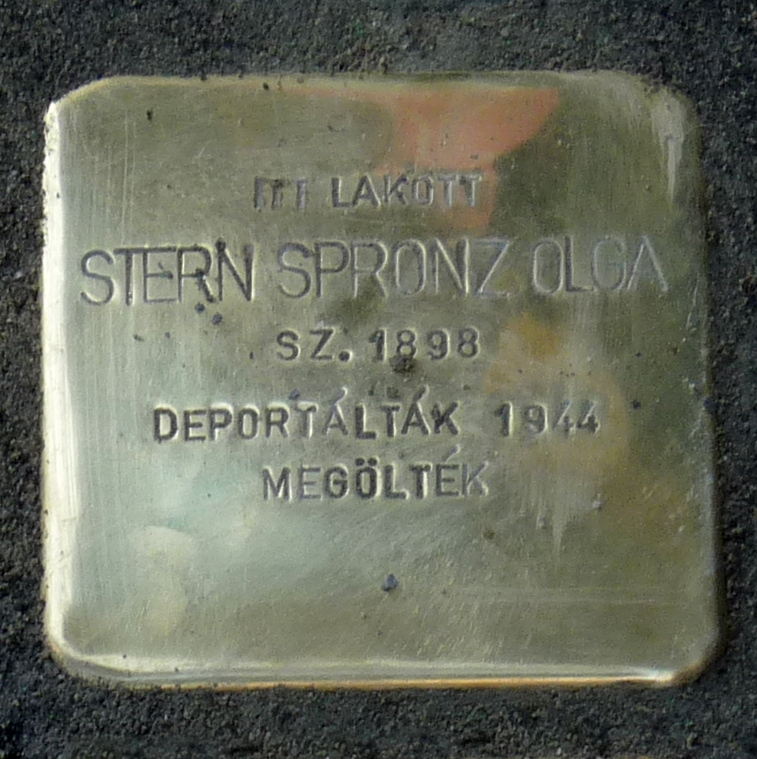
Stern Spronz Olga, Práter utca 75.
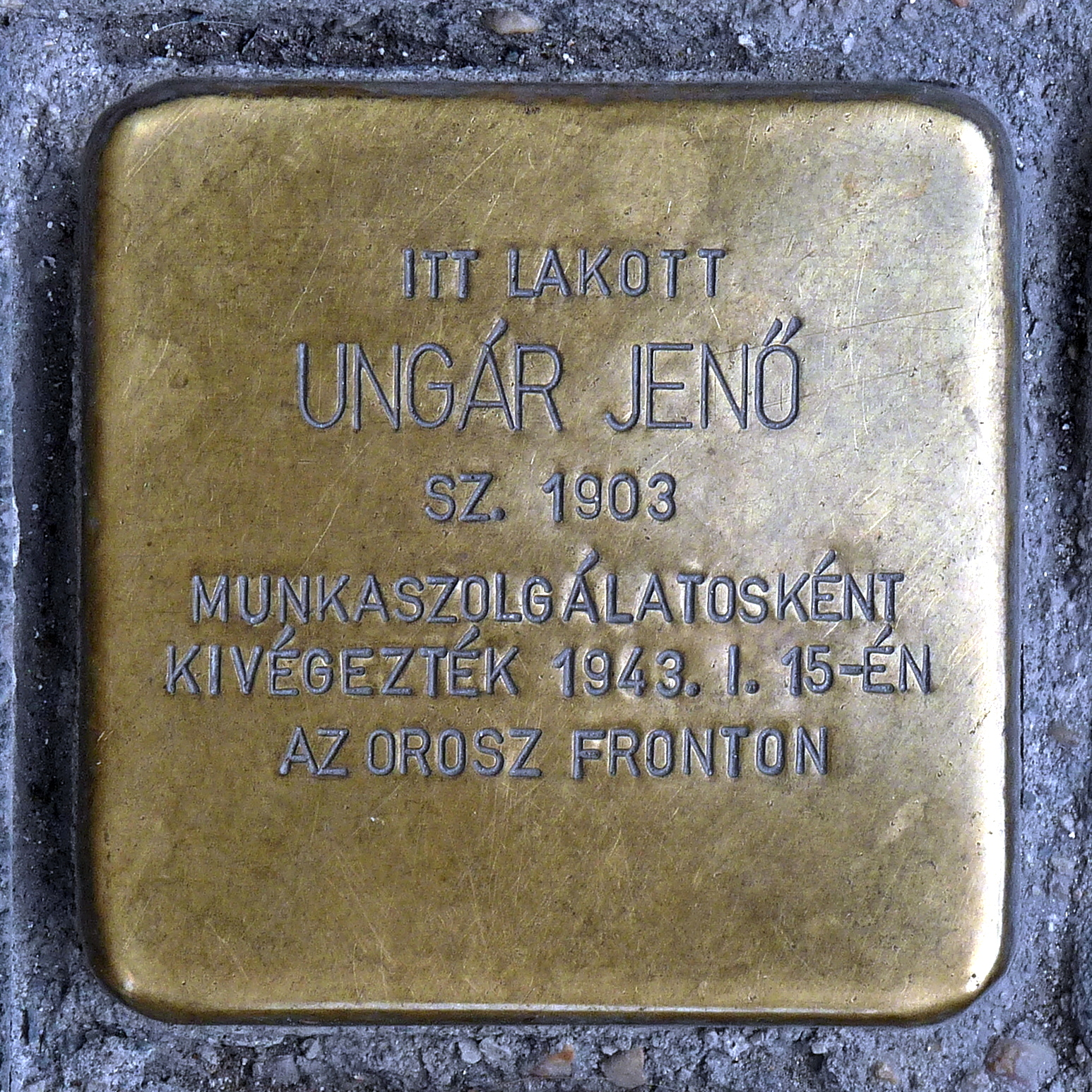
Ungár Jenő, Auróra utca 10.
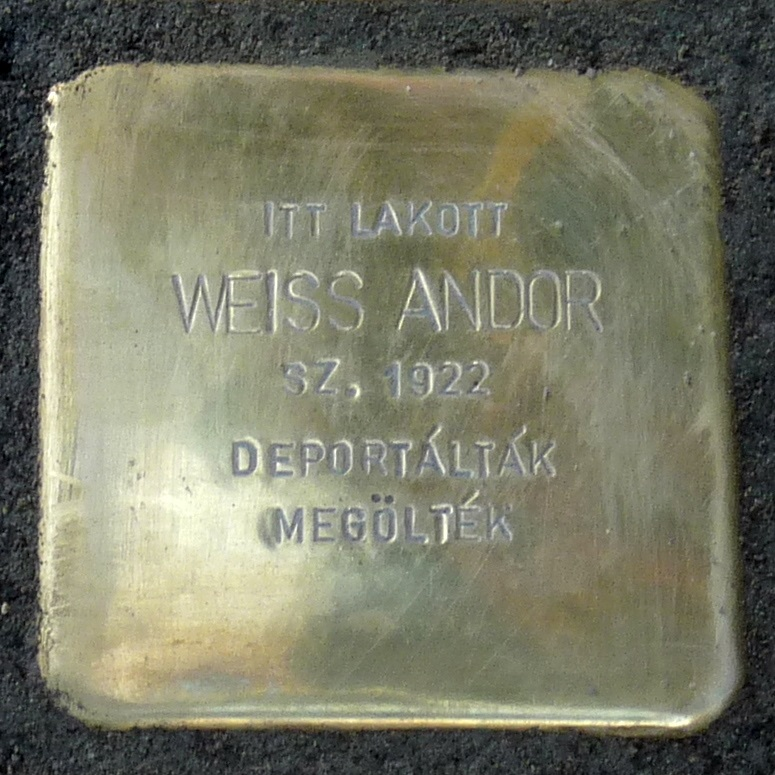
Weiss Andor, Práter utca 75.
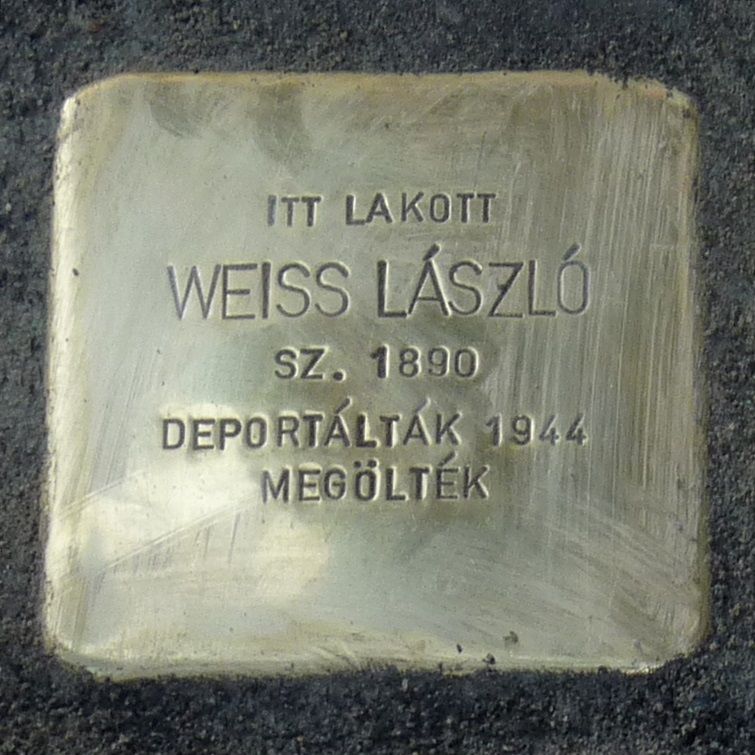
Weiss László, Práter utca 75.
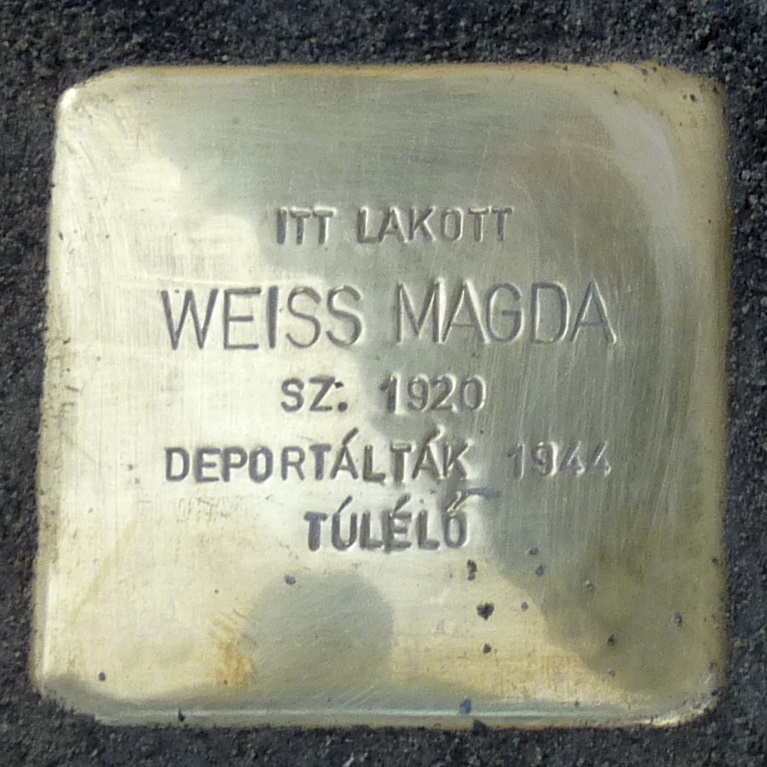
Weiss Magda, Práter utca 75.
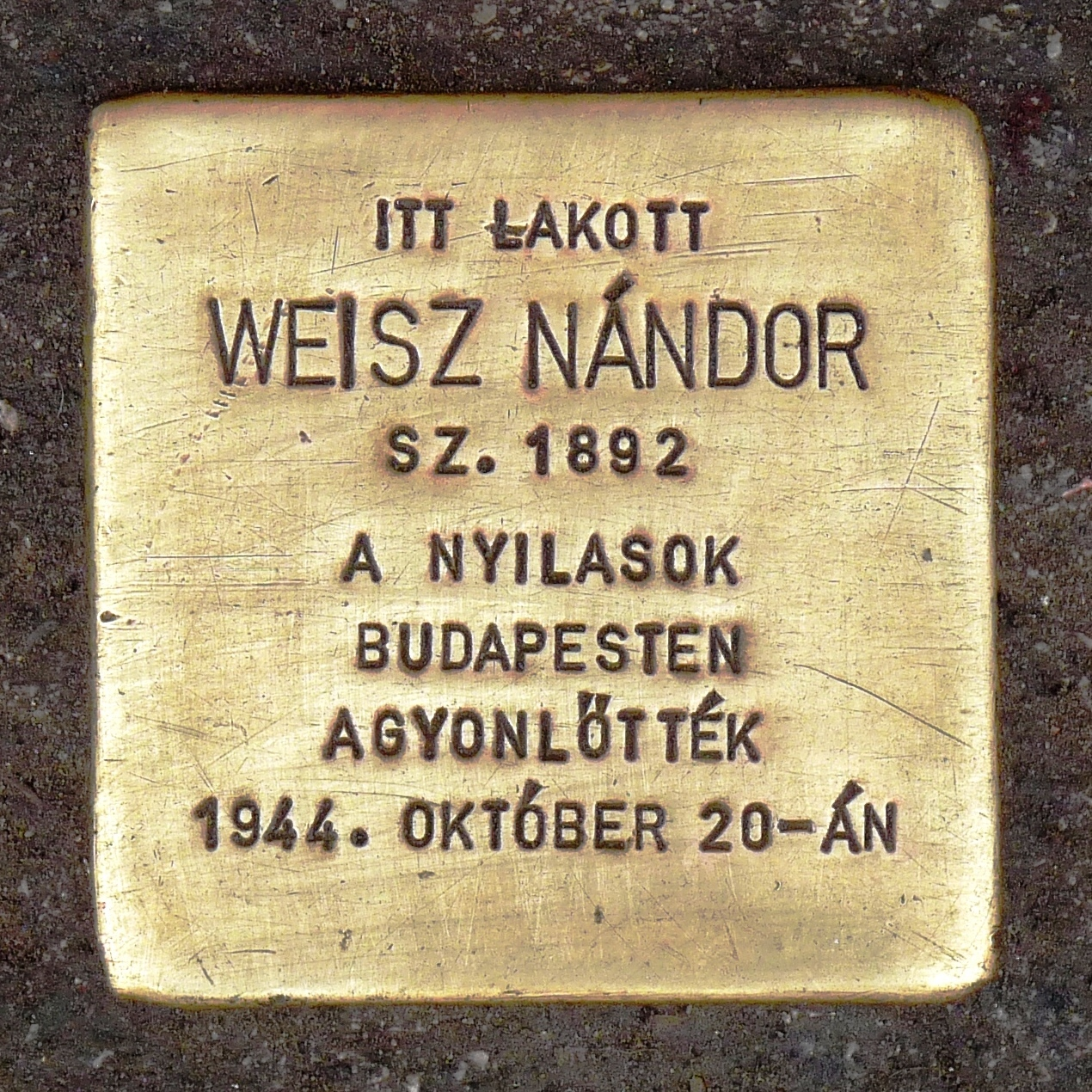
Weisz Nándor,
Dobozi utca 7-9.

### Különleges táblák

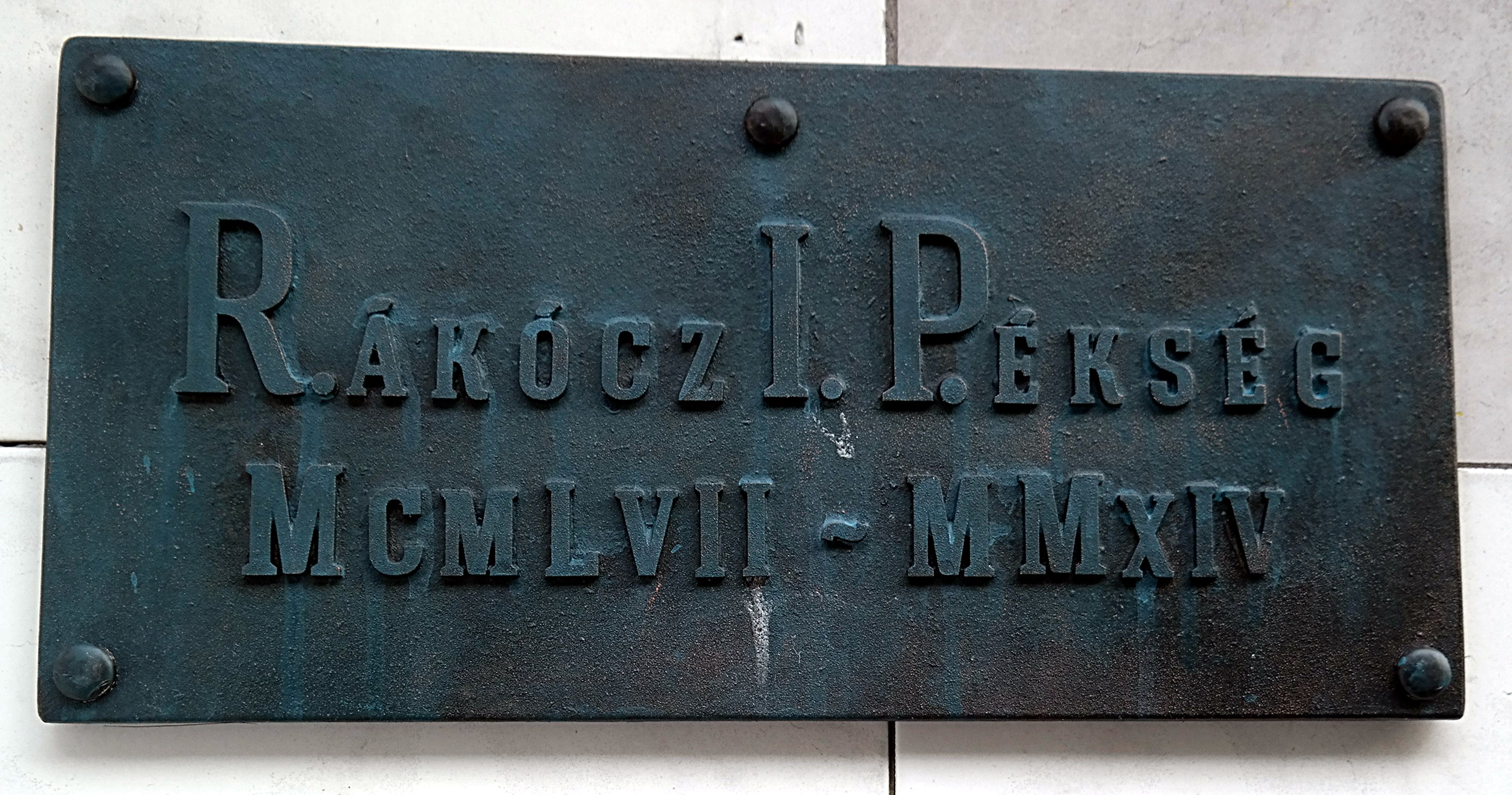
Rákóczi pékségRákóczi út 17.

- Rákóczi pékség[4]
Rákóczi út 17.

## Utcaindex
| Auróra utca (2.) Aurora, irodalmi zsebkönyv (10.) Ungár Jenő Bacsó Béla utca (3.) Róth Miksa Balassa utca (6.) Balassa János Baross tér (11/b.) 1. vasútépítő hadosztály, katonavonat indításának megakadályozása, Keleti pu. 125. évf., Rochlitz Gyula Baross utca (1.) Baross Gábor (4.) Csapody Vera (21.) Szőnyi István (62. ) Benkó Tibor és Csányi István (71.) Cházár András Országos Siketnéma Otthon, Oros Kálmán Berzsenyi utca (6.) Jungfer Fémárugyár Bíró Lajos utca (41.) Hugonnai Vilma Bláthy Ottó utca (7.) Bláthy Ottó (13.) Tisztviselőtelepi Kaszinó Bródy Sándor utca (1.) 1838-as pesti árvíz (2.) B. Kopp Judit, (Bródy Sándor (5–7.) A rádió ostromának áldozatai, a piliscsabai páncélos katonák (8.) Diescher József, Magyar Képviselőház, Ybl Miklós (13.) Gyulai Pál (17.) Kádár Béla, (22.) Vizi János (26.) Egressy Béni, Melis László, Rockenbauer Pál Corvin köz (?) Nagy Imre, Maléter Pál, Gimes Miklós, Losonczy Géza (?) Bessenyei Ferenc, Darvas Iván, Mensáros László, Sinkovits Imre (?) Bányai László, Batta József, Hóka Mihály, Hoyos János (?) Iván Kovács László (?) magyar lányok, anyák, asszonyok (?) Mesz János (–) 1956-os forradalom Corvin-közi hősei (1.) Povl Bang-Jensen, Corvin közi mártírok, Iván Kovács László, Jánosi Ferenc, Kéthly Anna, Kopácsi Sándor, Kővágó József, Pongrátz Gergely, Szabó Ilona (2.) Süpek Ottó (3.) 1956-os forradalom Déri Miksa utca (1.) Déri Miksa Diószeghy Sámuel utca (2.) Radnóti Miklós (10/b.) Pataky István Dobozi utca (7–9.) Weisz Nándor Dologház utca (1.) Széchenyi Ödön Dugonics utca (17–21.) Dugonics András Fiumei út (17.) Országos Baleseti és Sürgősségi Intézet orvoshalottainak emléktáblája Füvészkert utca (2.) Rusznyák István Gaál Mózes utca (1.) Gaál Mózes Gutenberg tér (4.) Johannes Gutenberg Gyulai Pál utca (1.) Cholnoky Jenő (2.) 1838-as pesti árvíz Hock János utca (2.) Hock János Horánszky utca (12.) Jakó Géza, Kállay Miklós (13.) Szendrey Júlia (20.) Bangha Béla (27.) Pilinszky János Horváth Mihály tér (7.) Klempa Simon (9.) Fővárosi Gyakorló Óvoda (12.) Erki Edit (16.) Sándorfi Ede (18.) Puskás Tivadar és Puskás Ferenc Illés utca (25.) Bajcsy-Zsilinszky Endre, Fekete József, Kaposvári Ferenc, Schneider József József körút (31/b.) Szabó Dezső (33.) Nagy György (46.) Török Ignác serfőzőháza (83.) Molnár Ferenc József utca (18.) Budapesti Bolgár Általános Iskola és Progimnázium (37.) Cserepes István, Műteremház-Művészkert alkotói Józsefvárosi pályaudvar (–) 125 éves MÁV (–) Raoul Wallenberg (–) Holokauszt 60. évfordulója Karácsony Sándor utca (21.) Neumark Jenő Kenyérmező utca (8.) Erdős Ferencné Kerepesi út (2.) Keleti pu. 100. évf., villamos vontatás 50. évforduló, Kandó Kálmán (3.) Baross Gábor Kisfaludy utca (21.) Szalay Tivadar (28/a.) Bóka László Kis Stáció utca (1.) Lakos Jenő és Lakos Éva Kőfaragó utca (3.) Tormay Cécile, Hules Béla Kölcsey utca (1.) Kölcsey Ferenc Köztársaság tér (16.) Maróczy Géza (21.) Általános Munkásegylet első nagygyűlése (25.) Jean-Pierre Pedrazzini Krúdy Gyula utca (12.) Gerzson Pál (16–18.) Tábori György (22.) Krúdy Gyula Légszesz utca (1.) Első Budapesti Légszesz Gyár Leonardo da Vinci utca (52.) Leonardo da Vinci | Ludovika tér (–) a második világháború katonahősei (2.) Honvéd Kossuth Akadémia, Magyar Királyi Honvéd Ludovika Akadémia Lujza utca (2/b.) Blau György és Blau Ottó (38.) Eichmann Izsák Simon Luther utca (3.) Baross Gábor, MÁV Tisztképző Intézet Magdolna utca (6.) Trom Aladár Mária utca (25.) jezsuiták, második világháború Mikszáth Kálmán tér (1.) Irinyi János, Sophianum (3.) Vargha László (4.) Mikszáth Kálmán Molnár Ferenc tér (2.) Molnár Ferenc Múzeum körút (4.) Füvészkert 200. évf., Korompay Emánuel Aladár, ELTE BTK 375. évf. (14–16.) Abdolbahá, Bauer Sándor, Petőfi Sándor, Vasvári Pál Múzeum utca (7.) Tánczos Gábor Nagy Fuvaros utca (18.) Nemessányi Sámuel Félix, Révész Zsigmond, Schwarcz Zoltán Nap utca (33.) Kéthly Anna, Simor Intézet Német utca (14.) Német utcai iskola 100. évfordulója (20.) Bacsó Béla Népszínház utca (18.) Derkovits Gyula (28.) Népszínház (36.) Todoreszku Gyula (46.) „Kis Varsó” Orczy út (1.) Orczy Lőrinc (3–5.) szlovák tannyelvű iskola és kollégium (30.) első hazai szövetkezeti lakásépítés Őr utca (7.) Pais Antal Pál utca (2.) Határok nélküli Európáért (6.) Pazeller Jakab Pollack Mihály tér (?) Pollack Mihály (3.) Tildy Zoltán Práter utca (11–15.) 1956-os forradalom hősei, Práter utcai iskola (31.) „Jocó”-csoport (75.) Stern Spronz Olga, Weiss Andor, Weiss László, Weiss Magda Puskin utca (1.) Alekszandr Puskin (5.) Eötvös Loránd (6.) Schöpf-Merei Ágost (14.) Charles Darwin (17.) Vidor Miklós (24.) NÉKOSZ Szabó Dezső Népi Kollégium, Török Erzsi Rákóczi tér (3.) Milan Hodža Rákóczi út (1.) Pesti Magyar Színház (3.) II. Rákóczi Ferenc (3.) Rotary International (11.) Lengyel Árpád (41.) 1838-as pesti árvíz Reviczky utca (4/b.) Krepuska Géza (5.) Bánffy Miklós, Karinthy Frigyes Rezső tér (–) 1956-os forradalom áldozatai, Kárpát-medencéből elhurcolt áldozatok Rigó utca (14.) Gulácsy Lajos Rökk Szilárd utca (13.) Kováts István Salgótarján út (12–14.) Brüll Alfréd Somogyi Béla utca (13.) Budapesti Bolgár Általános Iskola és Progimnázium (18.) Márkus László Stáhly utca (2/a.) Delly Rózsi Szabó Ervin tér (1.) Szabó Ervin, Wenckheim-palota Százados út (2.) Gábor Móricz (8.) Medgyessy Ferenc (9.) Pór Bertalan Szentkirályi utca (10.) Szentkirályi Móric (22–24.) Kármán Tódor (23.) Katona József Szűz utca (2.) Kacsóh Pongrác Tavaszmező utca (1.) Szlovák utca (2.) Juriga Nándor (15–17.) Karácsony Sándor Teleki László tér (1.) Józsefvárosi zsidó mártírok Tolnai Lajos utca (11–15.) Tolnai Lajos (43.) szovjet állambiztonsági börtön Tömő utca (6.) Táncsics Mihály Trefort utca (8.) Bobula János, id. Üllői út (2–4.) Clinge Fledderus (16/b) Nagy László (24.) Maléter Pál, Kakas Lídia Szeretetotthon (36.) Ambrus Zoltán Vas utca (2/b.) Lukács Margit Víg utca (20.) Pege Aladár (32.) Nagy Antal és Nagy Károly Villám utca (19.) Szabados Béla |